# Arquitetura gótica
Arquitetura gótica é um estilo arquitetónico caracterizado por formas estruturais e expressivas particulares, sendo a evolução da arquitetura românica e que precede a arquitetura renascentista. Teve início no norte da França entre os anos 1050 e 1100, originalmente chamando-se "Obra Francesa" (Opus Francigenum), embora a Catedral de Dublim, na Irlanda, fundada no ano 1030, já possa ser classificada como pré-gótica. O termo "gótico" só apareceu na época do Iluminismo no século XVII e, em algumas áreas europeias, primeiras décadas do século XVI, e estendeu-se até ao XVIII como um insulto estilístico, já que, para os iluministas, a arte gótica era bárbara, sendo tipicamente Medieval. A palavra "gótico" é em referência aos godos, povo bárbaro germano.
Suas características mais proeminentes incluíam o uso do arco em ogiva, abóbada em cruzaria e do arcobotante. Esses detalhes estruturais permitiam que o peso do teto fosse melhor distribuído para pilares mais esguios, dando maior altura e retirando a função estrutural das paredes, possibilitando espaços para grandes janelas, essa liberdade possibilitou uma característica importante das igrejas góticas que foi o uso extensivo de vitrais, e a rosácea, para trazer luz e cor para o interior. Outra característica era o uso de estatuária realista no exterior, particularmente sobre os portais, para ilustrar histórias bíblicas para os paroquianos em grande parte analfabetos. Algumas dessas tecnologias já existiam na arquitetura românica, mas elas foram usadas de formas mais inovadoras e mais extensivamente na arquitetura gótica para tornar os edifícios mais altos, mais leves e mais fortes.
O primeiro exemplo notável geralmente considerado é a Abadia de Saint-Denis, perto de Paris, cujo coro e fachada foram reconstruídos com traços góticos. O coro foi concluído em 1144. O estilo também apareceu em algumas arquiteturas cívicas do norte da Europa, notadamente em prefeituras e edifícios universitários. Um revivalismo gótico começou em meados do século XVIII na Inglaterra, espalhou-se pela Europa do século XIX e continuou, em grande parte por estruturas eclesiásticas e universitárias, até o século XX.
O estilo gótico ficou marcado em muitas catedrais europeias, entre elas a de Notre-Dame, Chartres, Colônia, Amiens e Santa Maria del Fiore, a maioria classificada como Patrimônio Mundial da UNESCO, todas construídas entre os séculos XII e XIV. Muitas catedrais góticas caracterizam-se pelo verticalismo e majestade denominando-se, durante a Idade Média, como supremacia e influência para a população. O surgimento do estilo gótico está ligado com a substituição do trabalho servil para o trabalho livre nesse setor da sociedade medieval, que deve ter estimulado a criatividade dos construtores da época.

## Nome
A arquitetura gótica era conhecida durante o período como opus francigenum ("obra franco-francesa"); a expressão "arquitetura gótica" originou-se no século XVI e era, originalmente, muito negativa, sugerindo algo bárbaro. Giorgio Vasari usou o termo "estilo bárbaro alemão" em sua obra de 1550 Vidas dos Artistas para descrever o que era agora considerado o Estilo Gótico. Na introdução do livro, ele atribuiu várias características arquitetônicas aos "Godos", que foram responsáveis pela destruição de edifícios antigos depois que conquistaram Roma, erigindo novos neste estilo.

## História
Por volta do século X, o continente europeu estava em crise e o poder real estava enfraquecido, consequentemente sucedido pelo feudalismo. A França estava ameaçada de invasão e o povo buscou refúgio nas poucas e precárias fortalezas que, no país, se encontravam.
Durante este período, foram criadas esculturas, pinturas e outros meios artísticos, exibindo o pânico pressentido pela população. Séculos depois, como a profecia católica não se realizou, ocorreram uma série de fatos históricos, tais como a construção das primeiras universidades (na década de 1080), as Cruzadas e o enfraquecimento do feudalismo. Neste período, surge um novo estilo artístico, arquitetônico e cultural, baseado nos estilos romanos, mas que se mistura com as novas tendências e necessidades: o Opus Francigenum ("Estilo francês").

### Origens - Gótico Primitivo (1130-1200)

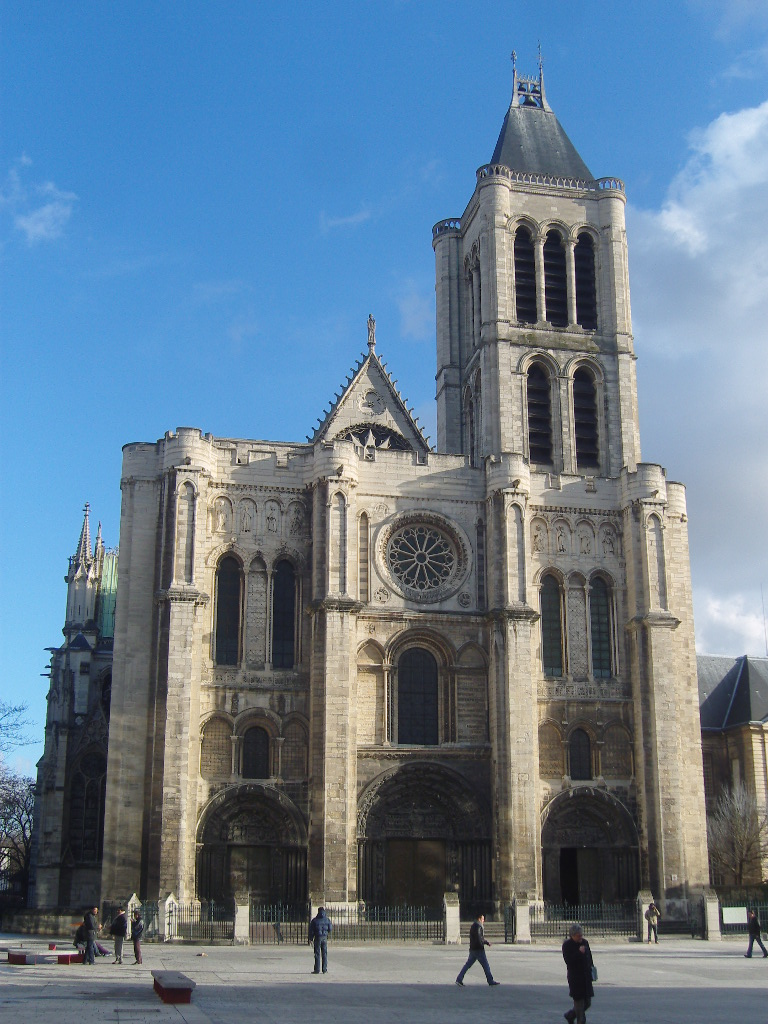
Fachada da Basílica de Saint-Denis (1140–1145), hoje catedral da Diocese de Saint-Denis, foi uma das igrejas mais importantes de Paris, dedicada ao arcebispo São Dionísio. Com a reforma realizada entre 1137 e 1144, o nártex foi ampliado e ganhou elementos novos, como a rosácea na fachada, três portais de entrada e as estátuas-coluna, hoje desaparecidas, que flanqueavam o portal central. No coro, a mudança foi ainda mais intensa: a pequena abside carolíngia foi substituída por uma estrutura de grandes dimensões, equipada com sete capelas radiantes. A grande novidade dá-se dos vitrais que recobriam as janelas desses oratórios, os quais permitiam a luz do dia espalhar-se por todo o coro, desobstruído das grossas paredes. As mudanças estruturais e a nova concepção do espaço tornavam o edifício bastante distinto, marcando a transição do estilo românico para o gótico.

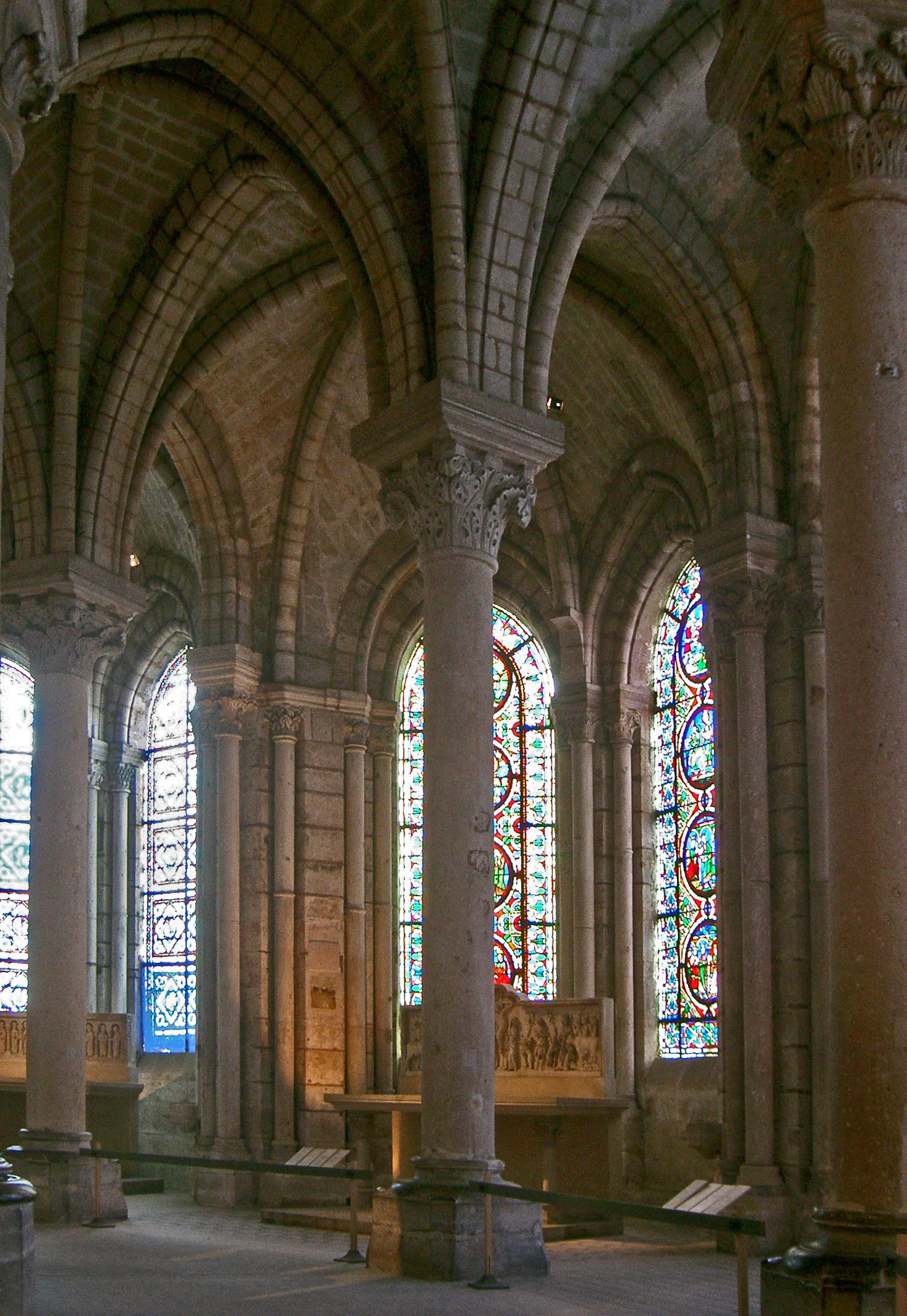
O deambulatório reconstruído da Abadia de Saint-Denis (1140-1144)
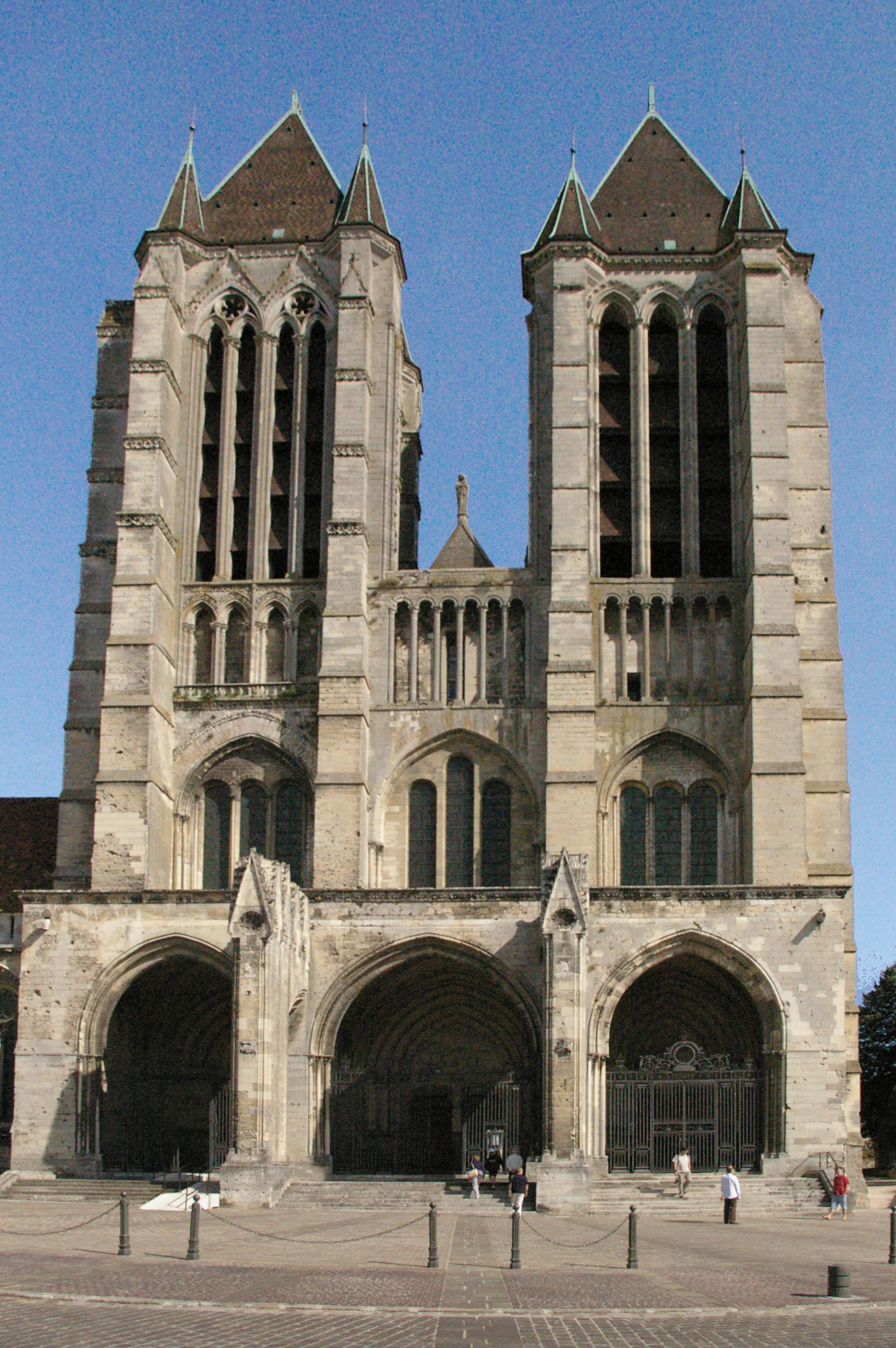
A fachada oeste da Catedral de Noyon, iniciada em 1145, mostrando a influência de Saint-Denis
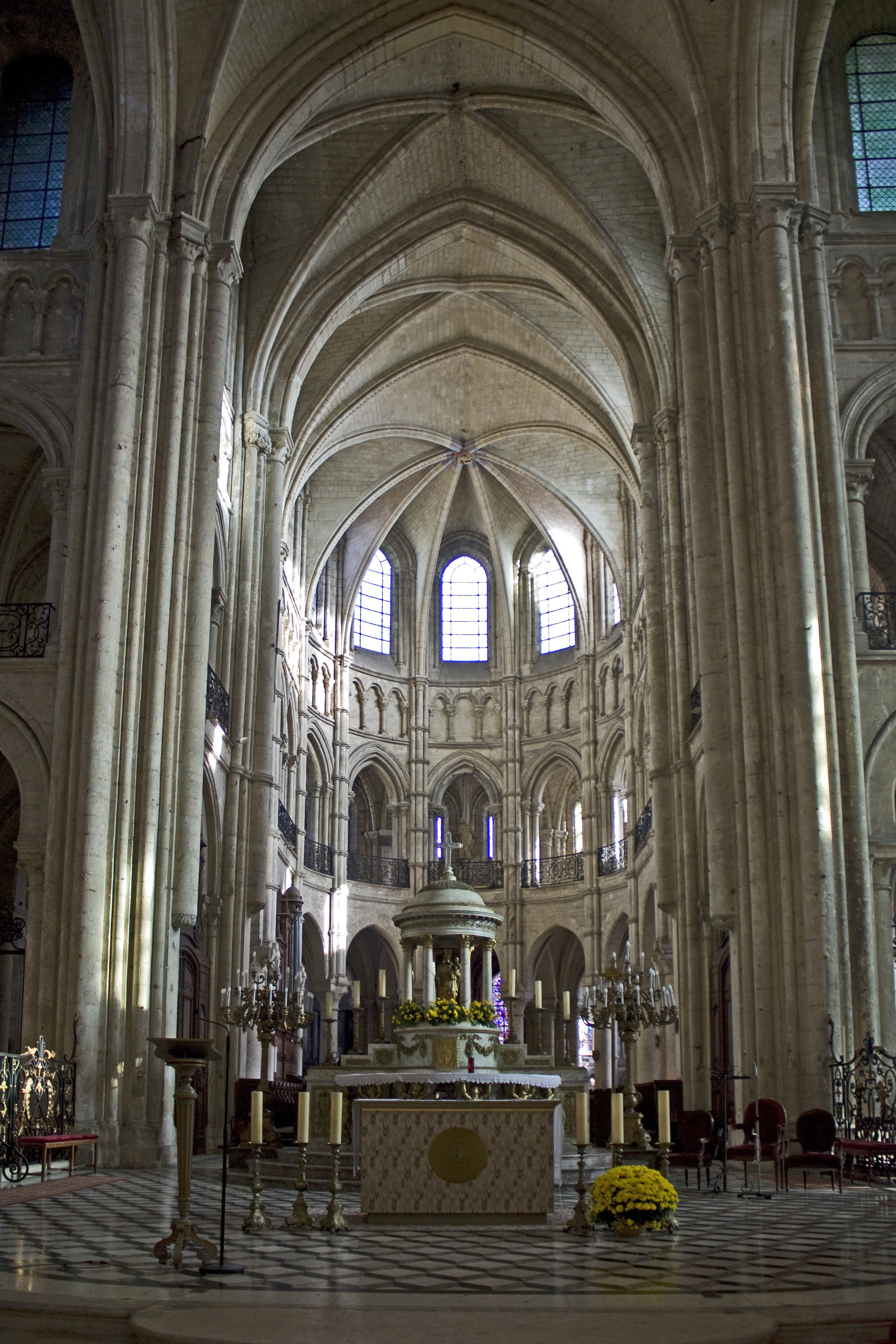
A abside da Catedral de Noyon (1155)
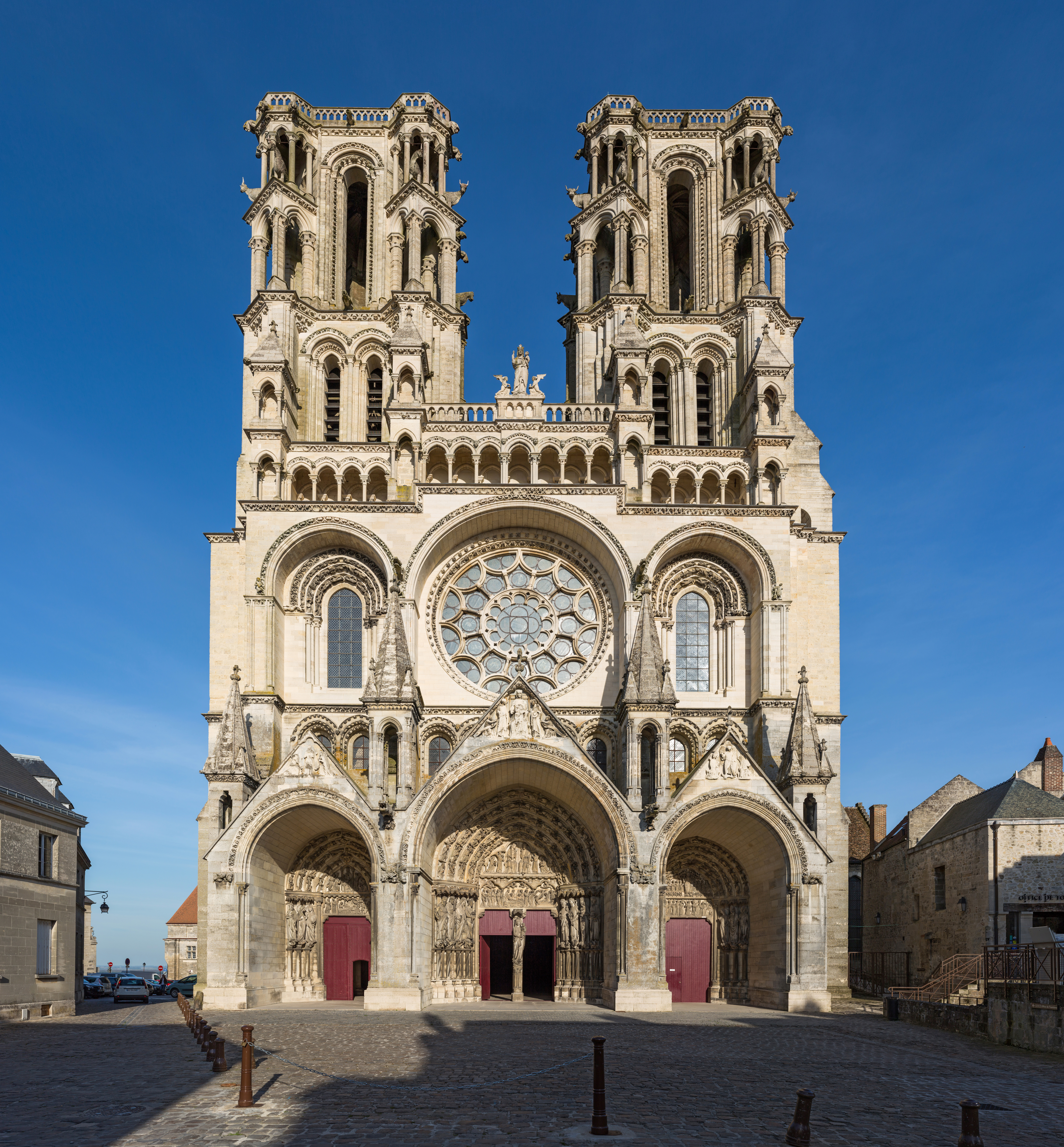
Catedral de Laon, iniciada em 1155
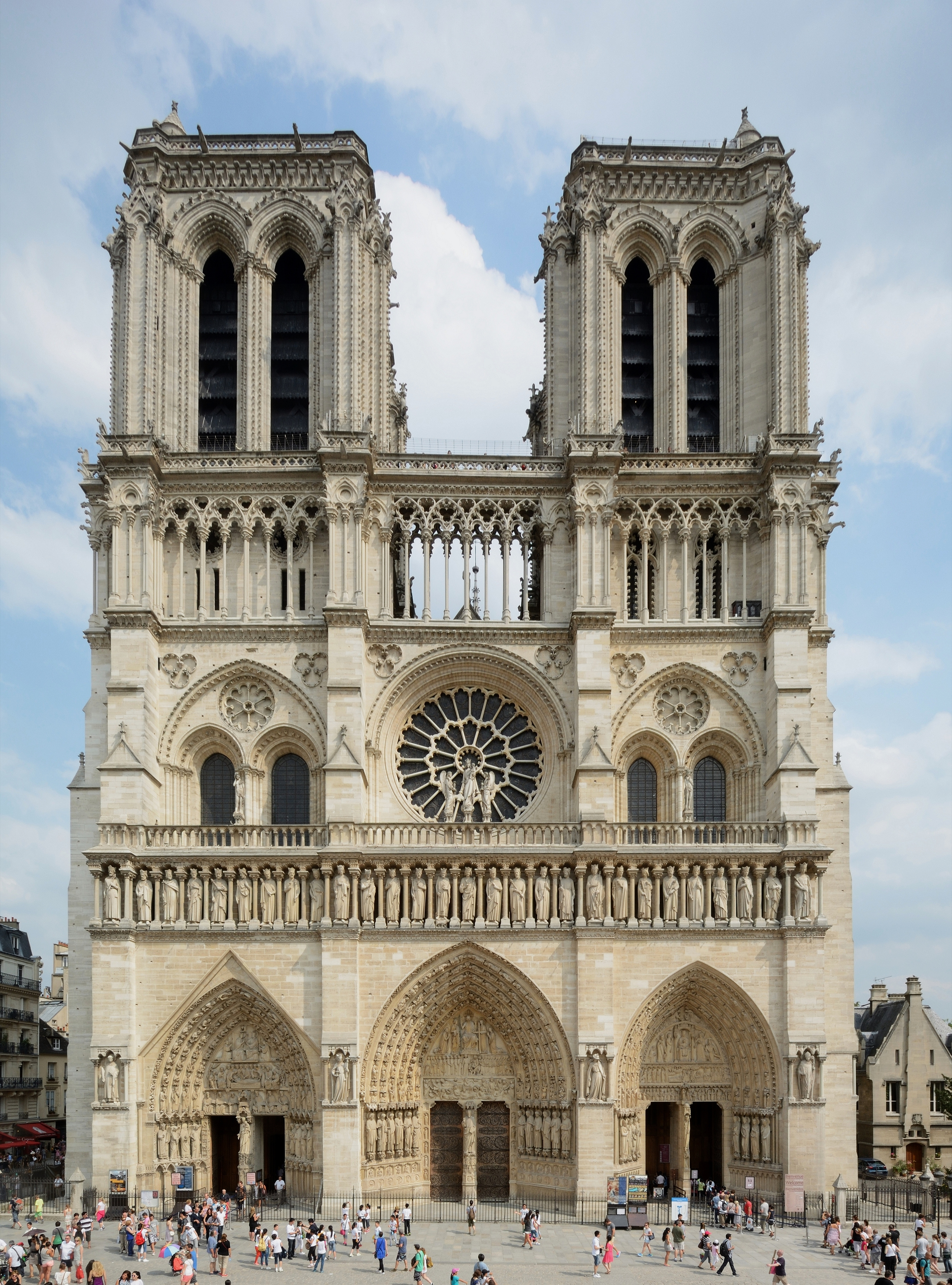
Fachada da Notre Dame de Paris, iniciada por volta de 1200

O estilo gótico originou-se na região de Ile-de-France (Ilha de França, em francês), no norte da França, na primeira metade do século XII. Uma nova dinastia de reis franceses, os Capetianos, subjugaram os senhores feudais e se tornaram os governantes mais poderosos da França, com sua capital em Paris. Eles se aliaram aos bispos das principais cidades do norte da França e reduziram o poder dos abades e mosteiros feudais. Sua ascensão coincidiu com um enorme crescimento da população e da prosperidade das cidades do norte da França. Os Reis Capetianos e seus bispos queriam construir novas catedrais como monumentos de poder, riqueza e fé religiosa.
A igreja que serviu de modelo principal para o estilo foi a Abadia de Saint-Denis, que foi reconstruída pelo abade Suger e no que respeita à história da arte, pode-se dizer que o período mais significativo na trajetória da igreja abacial é o da reforma realizada entre 1137 e 1144. Suger promoveu uma reformulação completa na parte ocidental (nártex) e na cabeceira (o coro e a cripta) (1140-44), transformando completamente o antigo edifício, do período carolíngio (século VIII); Suger era um aliado próximo e biógrafo do Rei Francês Luís VII, que foi um fervoroso Católico e construtor, e o fundador da Universidade de Paris. Suger remodelou o deambulatório da Abadia, retirou os recintos que separavam as capelas e substituiu a estrutura existente por imponentes pilares e abóbadas em cruzaria. Isto criou baías mais altas e mais largas, nas quais ele instalou janelas maiores, que enchiam o fim da igreja com luz. Logo depois, ele reconstruiu a fachada, acrescentando três portais profundos, cada um com um tímpano, um arco cheio de esculturas ilustrando histórias bíblicas. A nova fachada era ladeada por duas torres. Ele também instalou uma pequena rosácea circular sobre o portal central. Este projeto tornou-se o protótipo de uma série de novas catedrais francesas.
A Catedral de Sens (iniciada entre 1135 e 1140) foi a primeira catedral a ser construída no novo estilo (Saint-Denis era uma abadia, não uma catedral). Outras versões do novo estilo logo apareceram na Catedral de Noyon (iniciada em 1150), na Catedral de Laon (iniciada em 1165) e na mais famosa de todas, a Catedral de Notre-Dame de Paris, onde a construção havia começado em 1160.
O estilo gótico também foi adaptado por algumas ordens monásticas francesas, notavelmente a Ordem Cisterciense de São Bernardo de Claraval. Foi usada em uma forma austera sem ornamento na nova Abadia Cisterciense de Fontenay (1139-1147) e na igreja da Abadia de Claraval, cujo local agora é ocupado por uma prisão francesa.
O novo estilo também foi copiado fora do Reino da França no Ducado da Normandia. Os primeiros exemplos do gótico normando incluíam a Catedral de Coutances (1210-1274), a Catedral de Bayeux (reconstruída a partir do estilo românico no século XII), a Catedral de Le Mans (reconstruída a partir do românico do século XII) e a Catedral de Rouen. Através do domínio da dinastia Angevina, o novo estilo foi introduzido na Inglaterra e se espalhou para os Países Baixos, à Alemanha, à Espanha, ao norte da Itália e à Sicília. O estilo Gótico não substituiu imediatamente o românico em toda a Europa. O românico tardio continuou a florescer no Sacro Império Romano sob o comando dos von Hohenstaufen e a Renânia.

### Gótico Clássico (1190-1240)

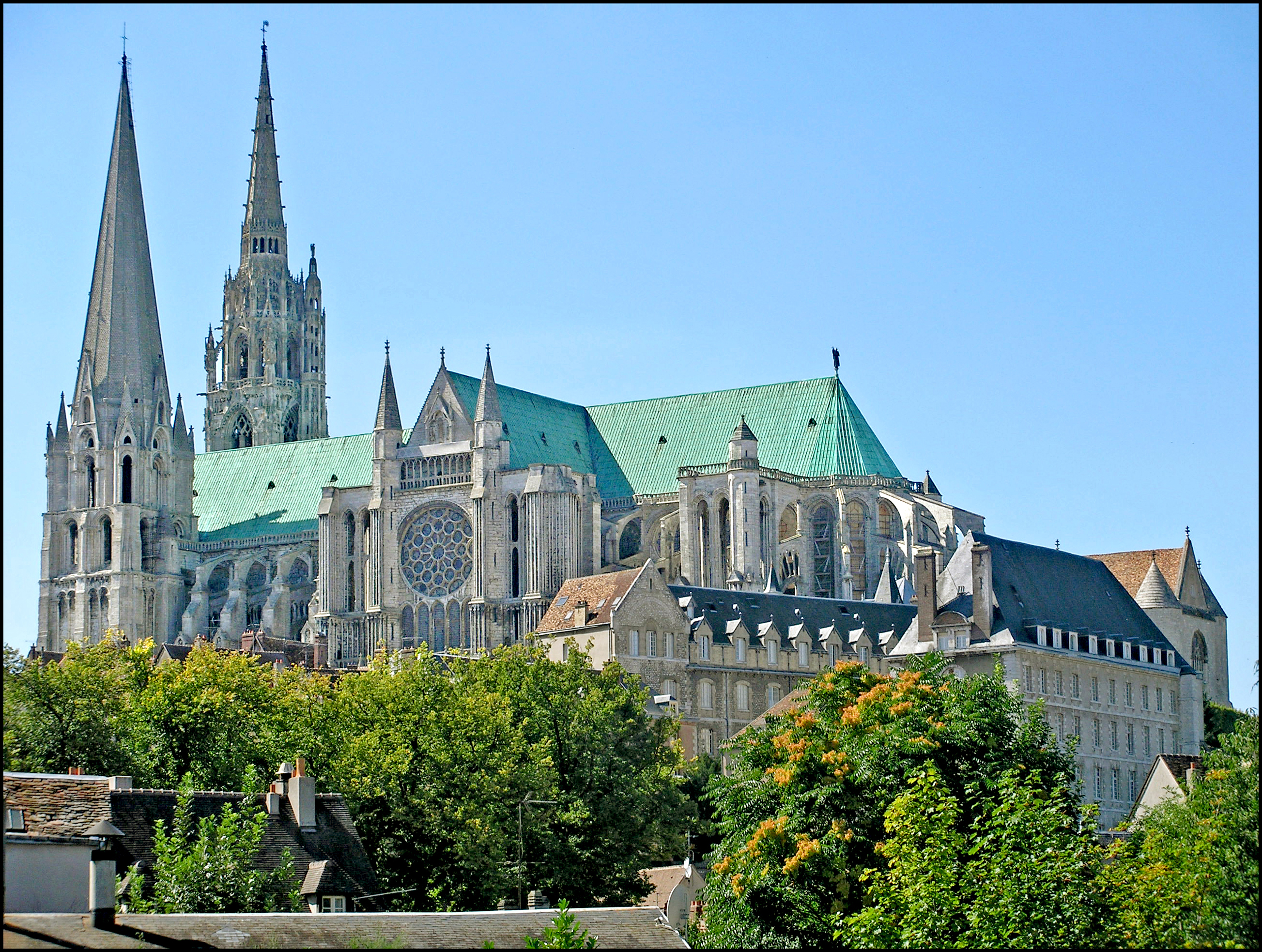
Visão geral da Catedral de Chartres (1194-1220)
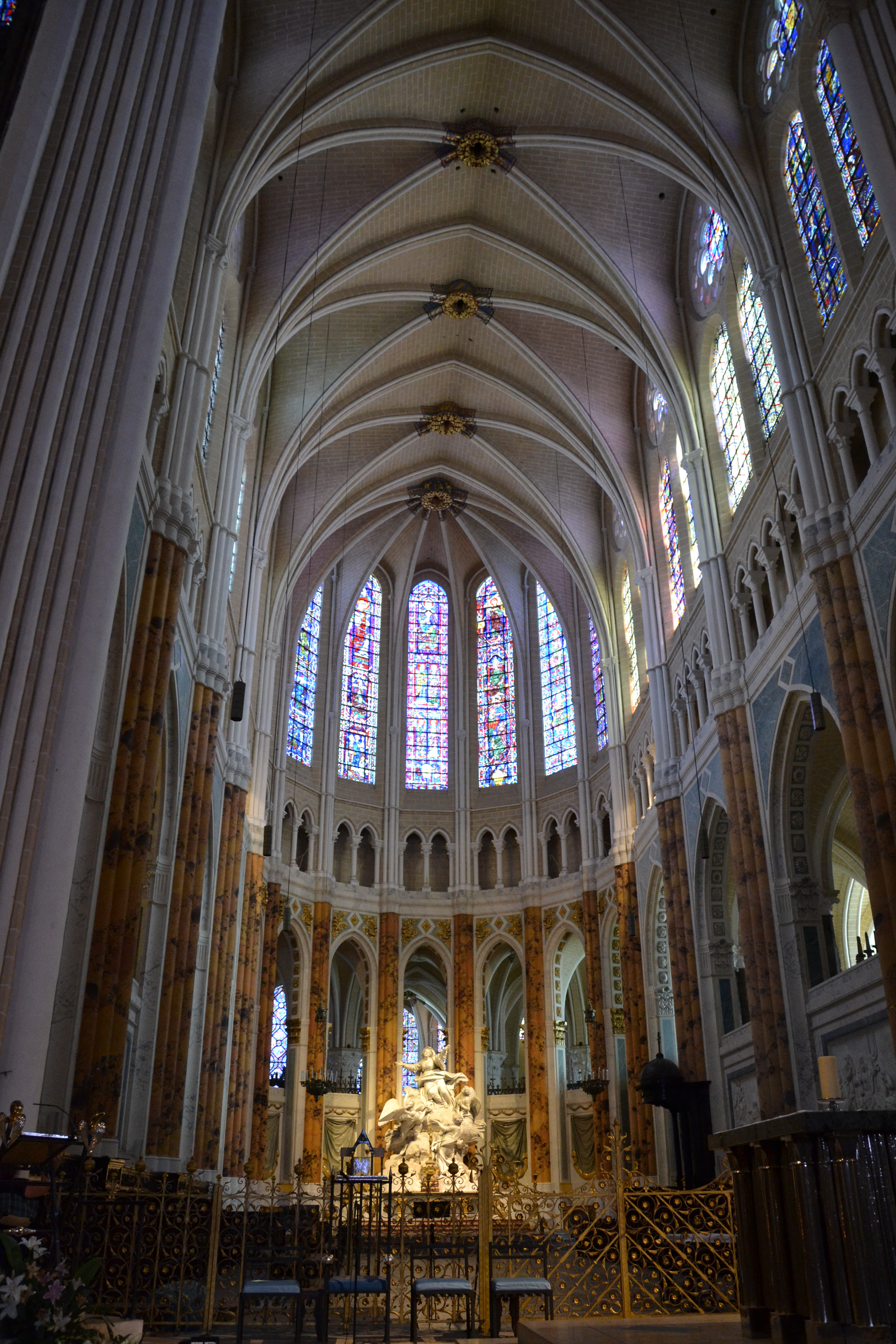
Coro da Catedral de Chartres com o novo e mais forte cofre de costela de quatro partes
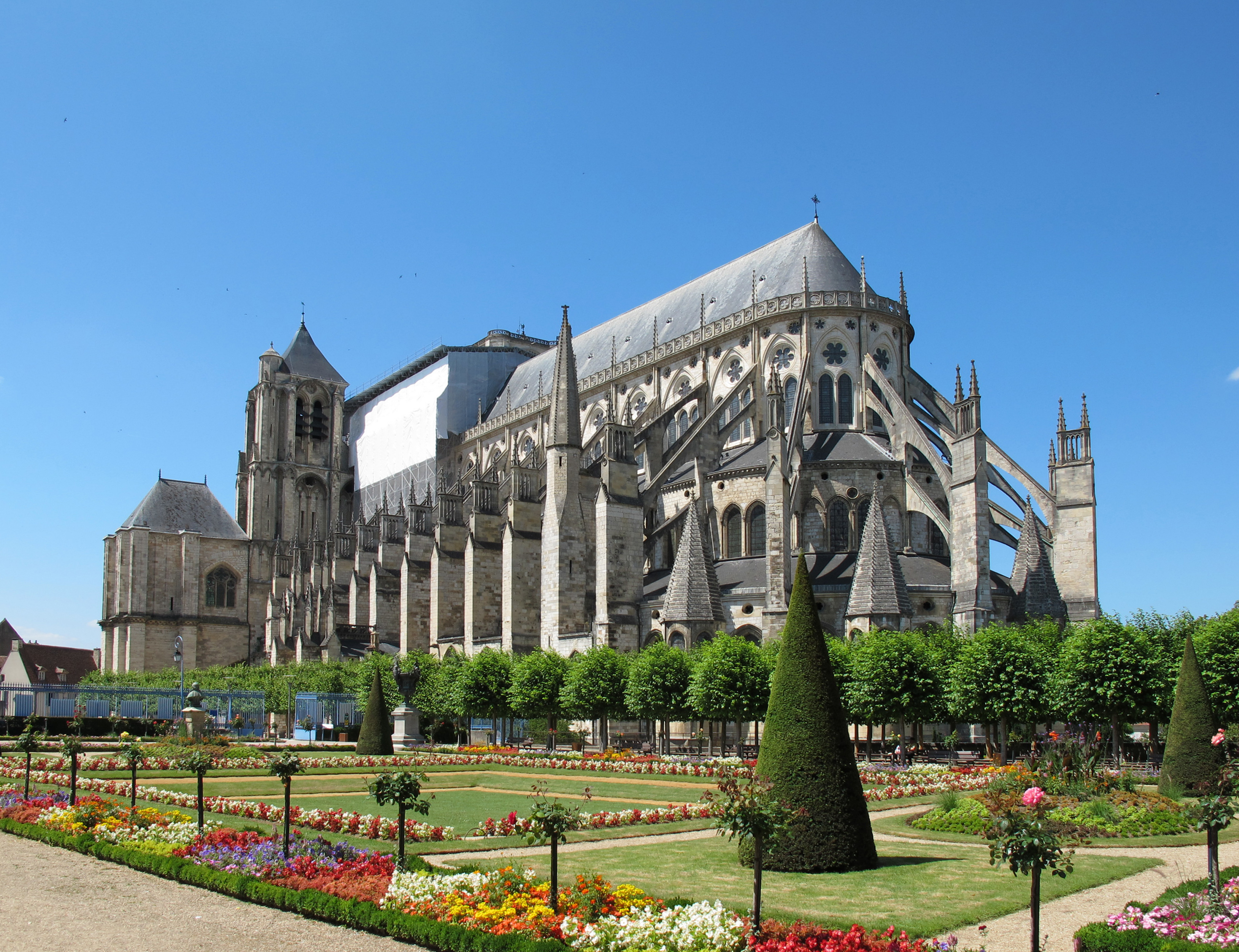
Catedral de Bourges com arcobotantes (1195-1230)
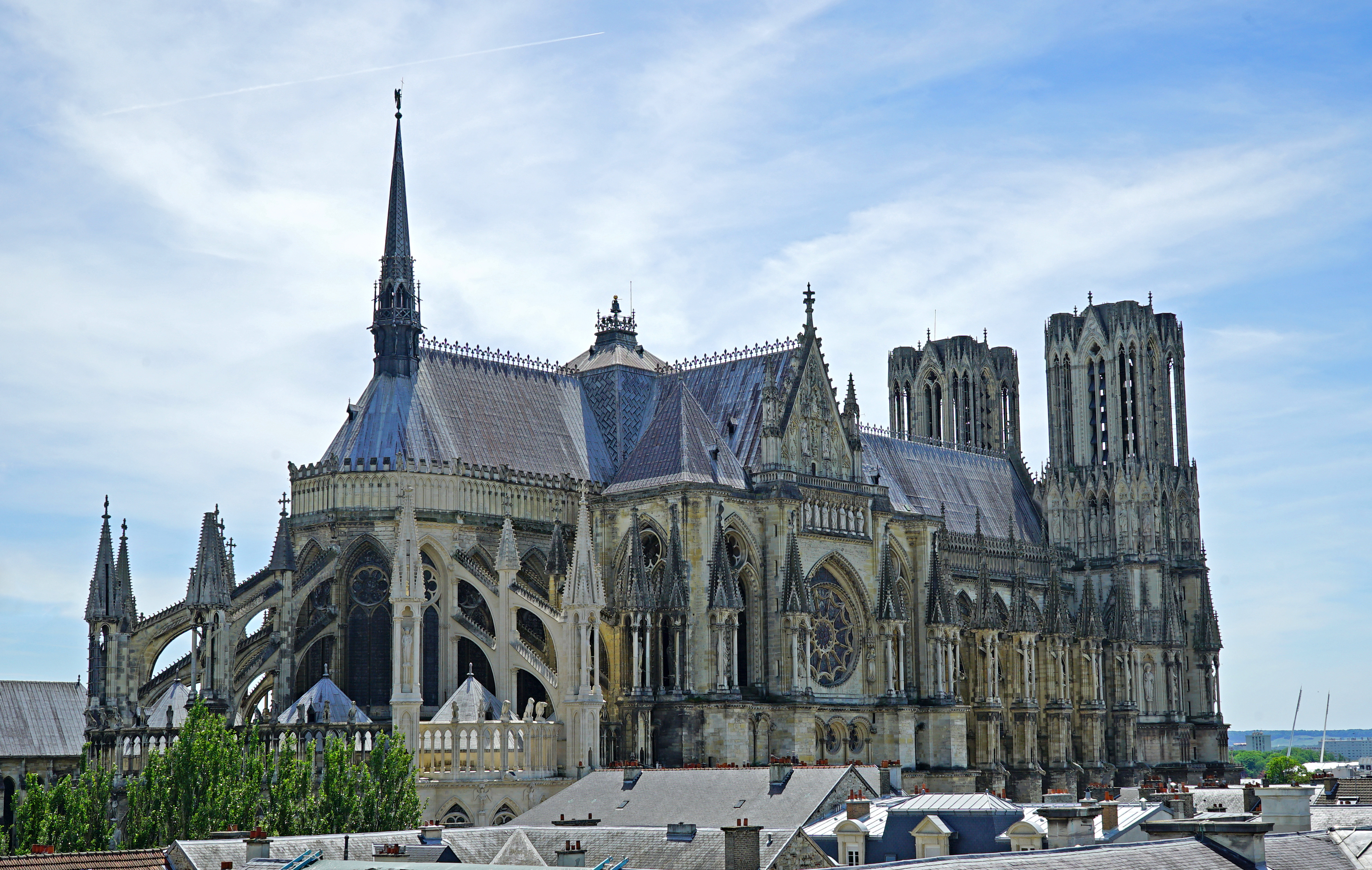
Catedral de Reims, visto do noroeste (1211-1345)
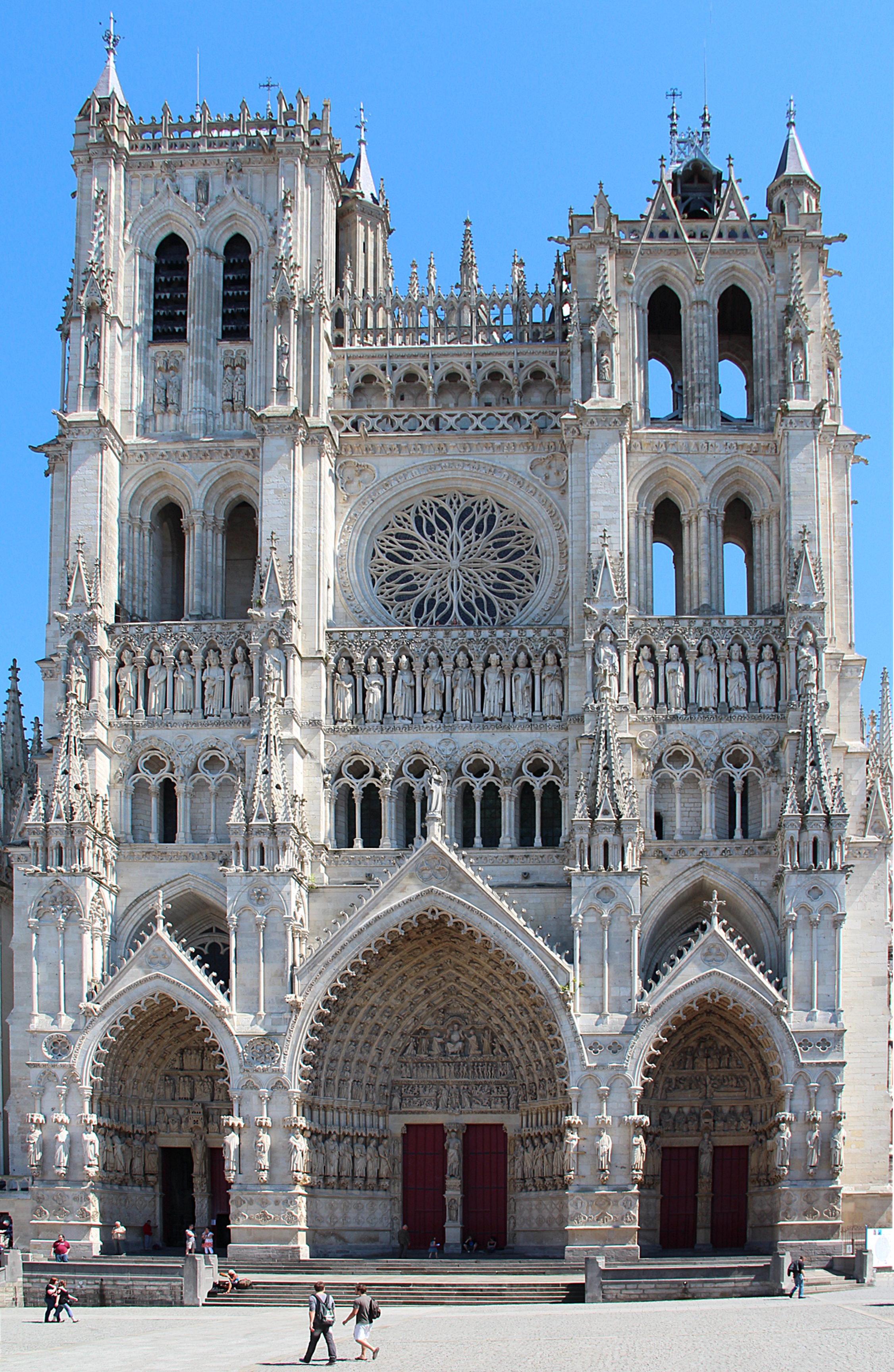
Fachada da Catedral de Amiens (1220-1266)
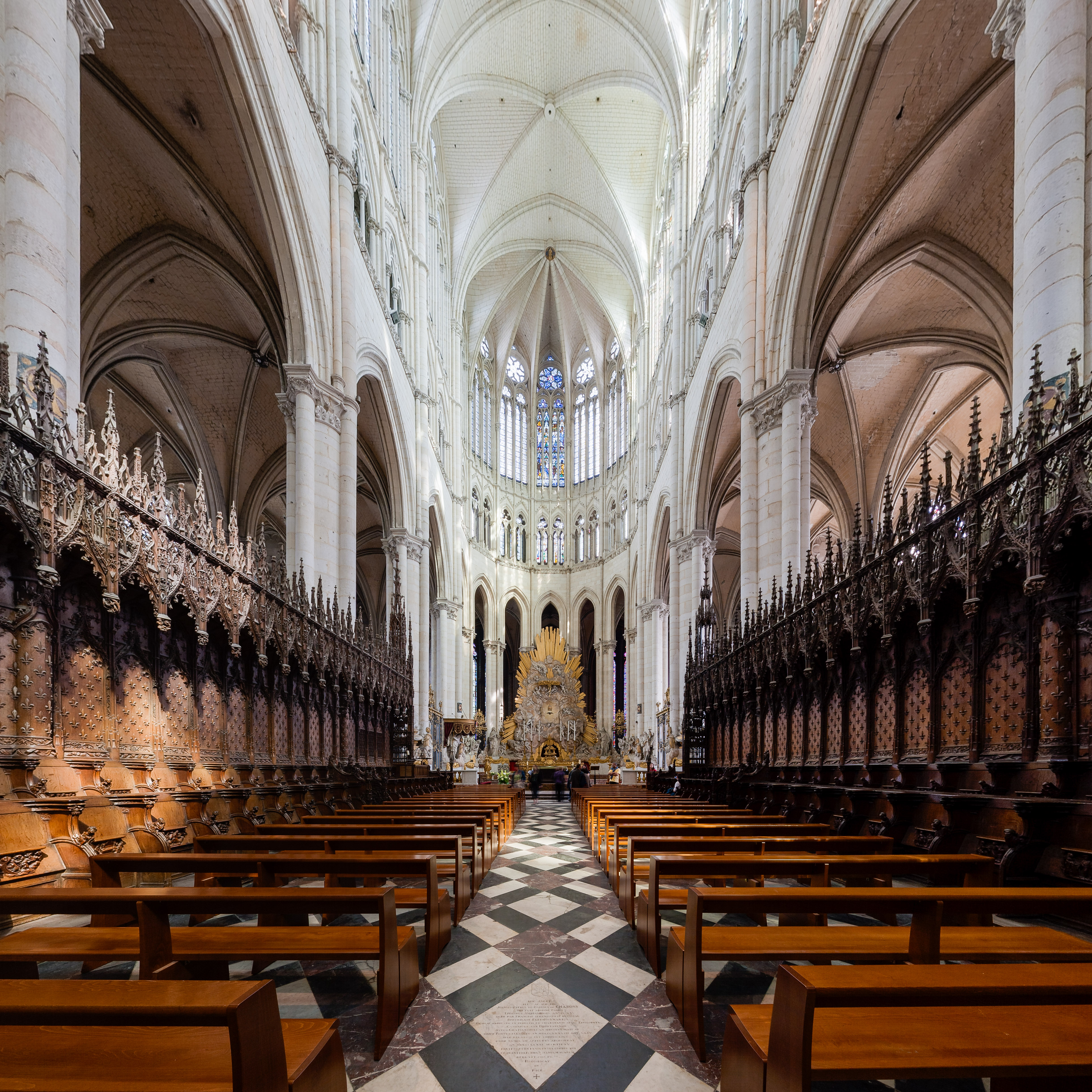
Coro e Altar da Catedral de Amiens

Do final do século XII até meados do século XIII, o estilo Gótico se espalhou da Île-de-France para aparecer em outras cidades do norte da França. Novas estruturas no estilo incluíram a Catedral de Chartres (iniciada em 1200), a Catedral de Bourges (1195 a 1230), a Catedral de Reims (1211-1275) e a Catedral de Amiens (iniciada em 1250). Em Chartres, o uso dos arcobotantes permitiu a eliminação do nível da tribuna, o que permitiu arcadas e naves muito mais altas, e janelas maiores. O tipo inicial de abóbada em cruzaria usado em Saint-Denis e Notre-Dame, com seis partes, foi modificado para quatro partes, tornando-se mais simples e mais forte. Amiens e Chartres estavam entre os primeiros a usar o arcobotante; os contrafortes foram reforçados por um arco adicional e com uma arcada de apoio, permitindo ainda maior altura e paredes e mais janelas. Em Reims, os contrafortes receberam maior peso e força pela adição de pesadas pinças de pedra no topo. Estes eram frequentemente decorados com estátuas de anjos, e tornaram-se um elemento decorativo importante do Alto Gótico. Outro elemento prático e decorativo, a gárgula, apareceu; era uma bica ornamental que canalizava a água do telhado para longe do edifício. Em Amiens, as janelas da nave foram ampliadas, e uma fileira adicional de janelas de vidro transparente (a claire-voie) inundou o interior com luz. As novas tecnologias estruturais permitiram a ampliação dos transeptos e dos coros no extremo leste das catedrais, criando o espaço para um anel de capelas bem iluminadas.

### Gótico Rayonnant (1240-1370)

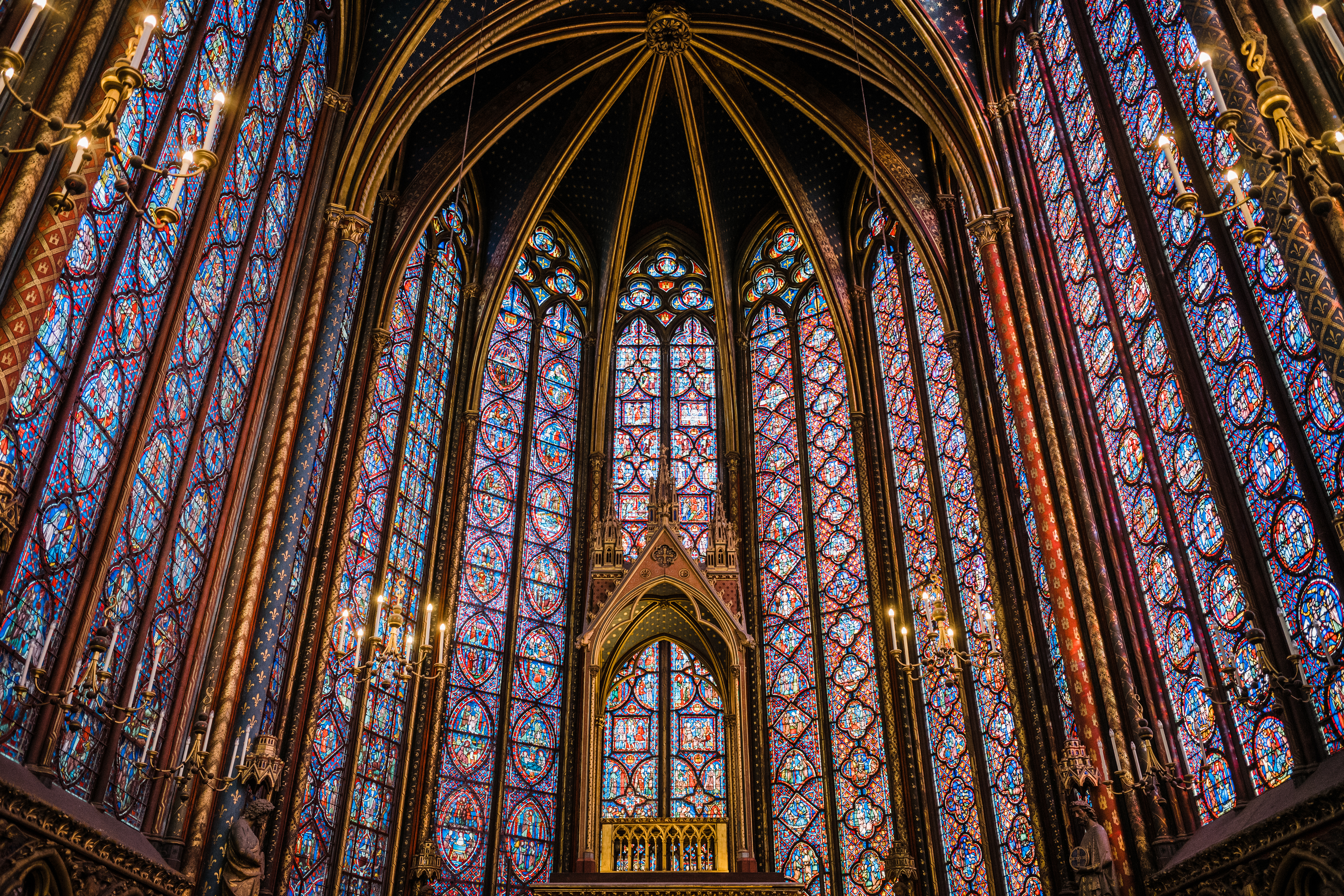
Janelas da capela superior de Sainte-Chapelle (1238-48)
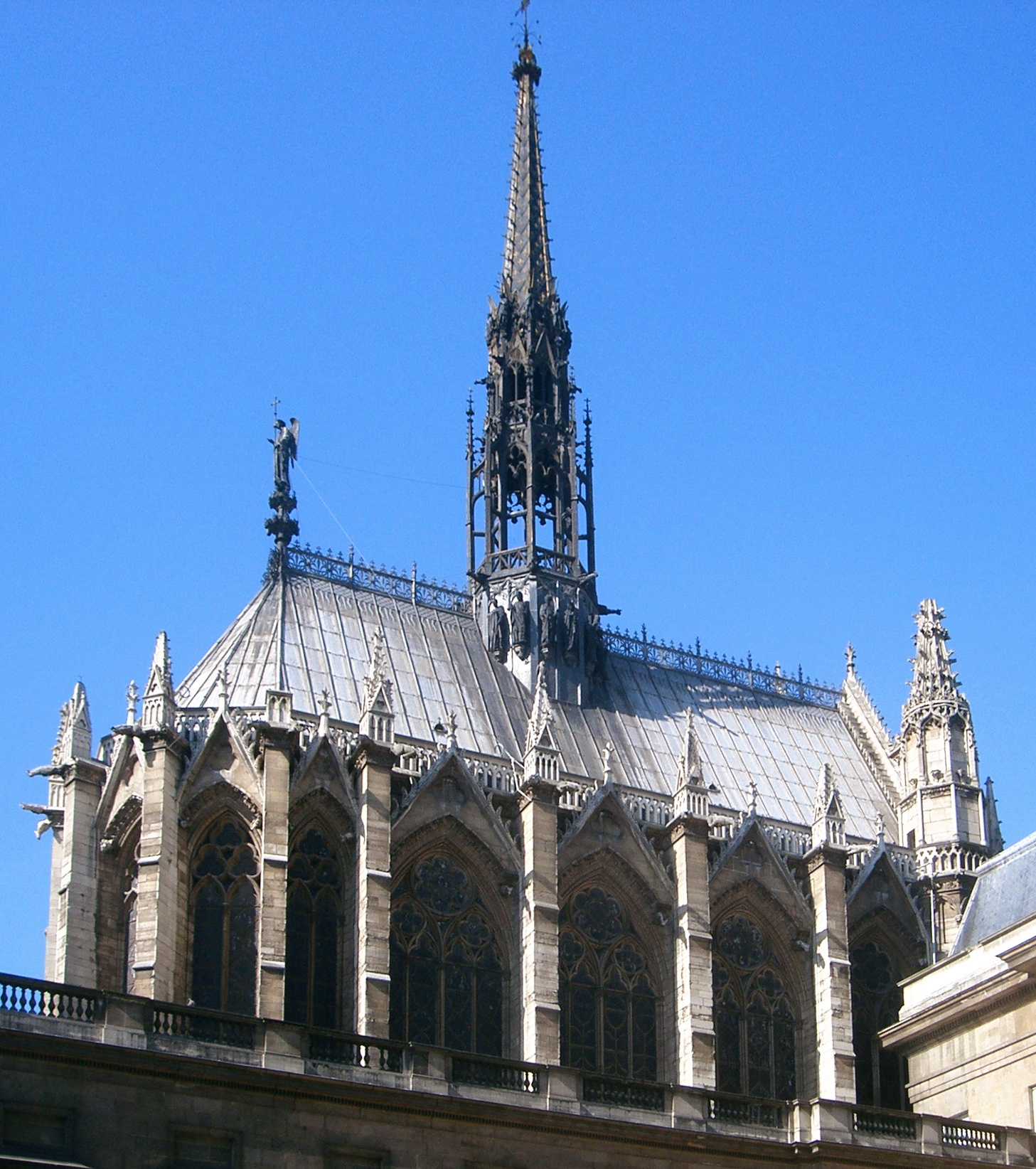
Colunas de estrutura externa apoiando as janelas de Sainte-Chapelle
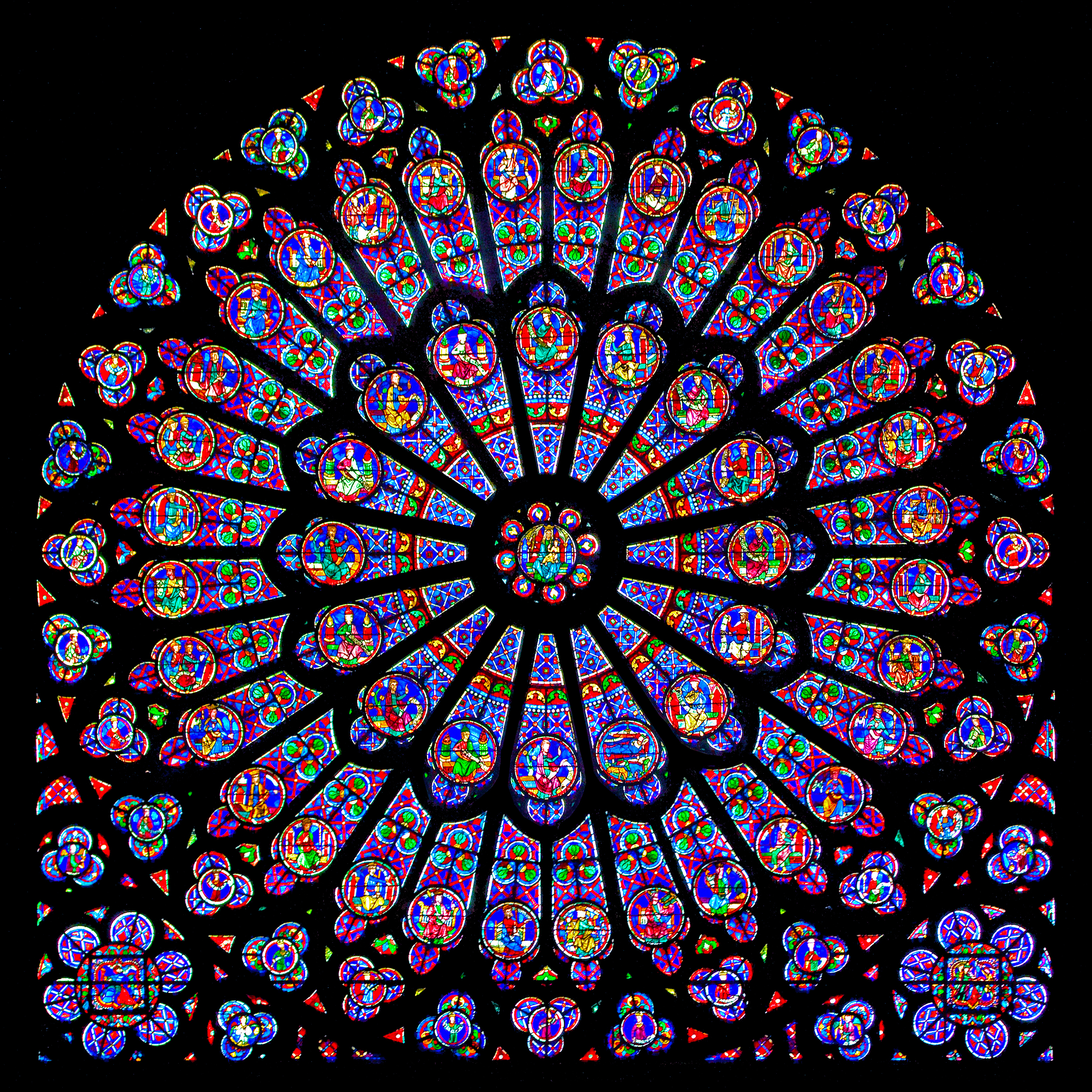
Rosácea no transepto norte da Catedral de Notre Dame
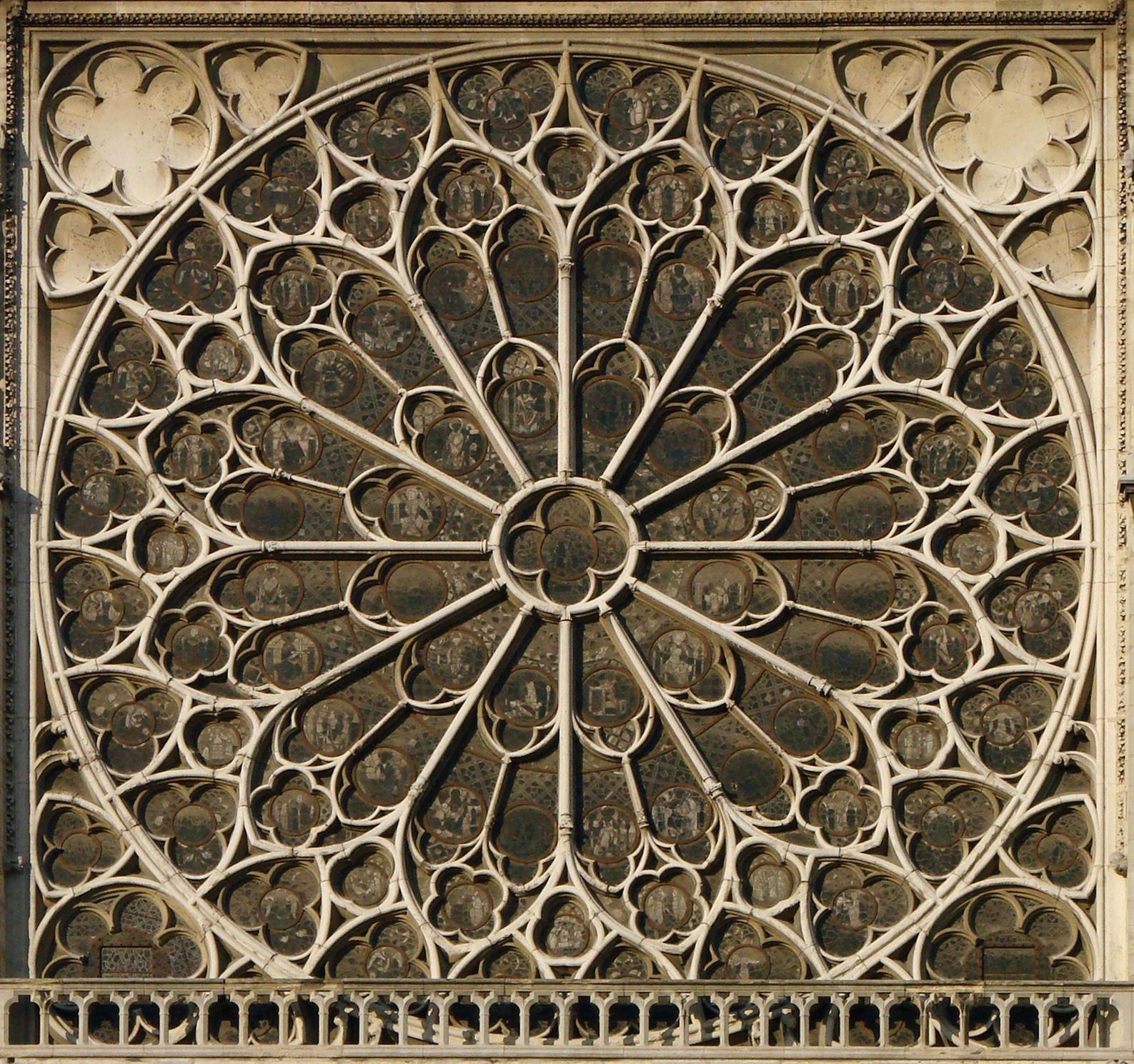
Exterior de rosácea, visto do sul da Catedral de Notre Dame (cerca de 1250)

O próximo período foi denominado Rayonnant ("Radiante"), descrevendo a tendência para o uso de mais e mais vitrais e menos alvenaria no desenho da estrutura, até que as paredes parecessem inteiramente feitas de vidro. O exemplo mais célebre foi a capela de Sainte-Chapelle, a capela anexada à residência real no Palais de la Cité. Um elaborado sistema de colunas exteriores e arcos reduziu as paredes da capela superior a uma estrutura fina para as enormes janelas. O peso de cada uma das empenas de alvenaria acima da arquivolta das janelas também ajudava as paredes a resistir ao impulso e a distribuir o peso.
Outro marco do Gótico Rayonnant são as duas rosáceas no norte e no sul do transepto da Catedral de Notre Dame. Enquanto as rosáceas anteriores, como as da Catedral de Amiens, eram emolduradas por pedra e ocupavam apenas uma parte da parede, essas duas janelas, com um delicado quadro de renda, ocupavam todo o espaço entre os pilares.

### Gótico Flamboyant (1350-1450)

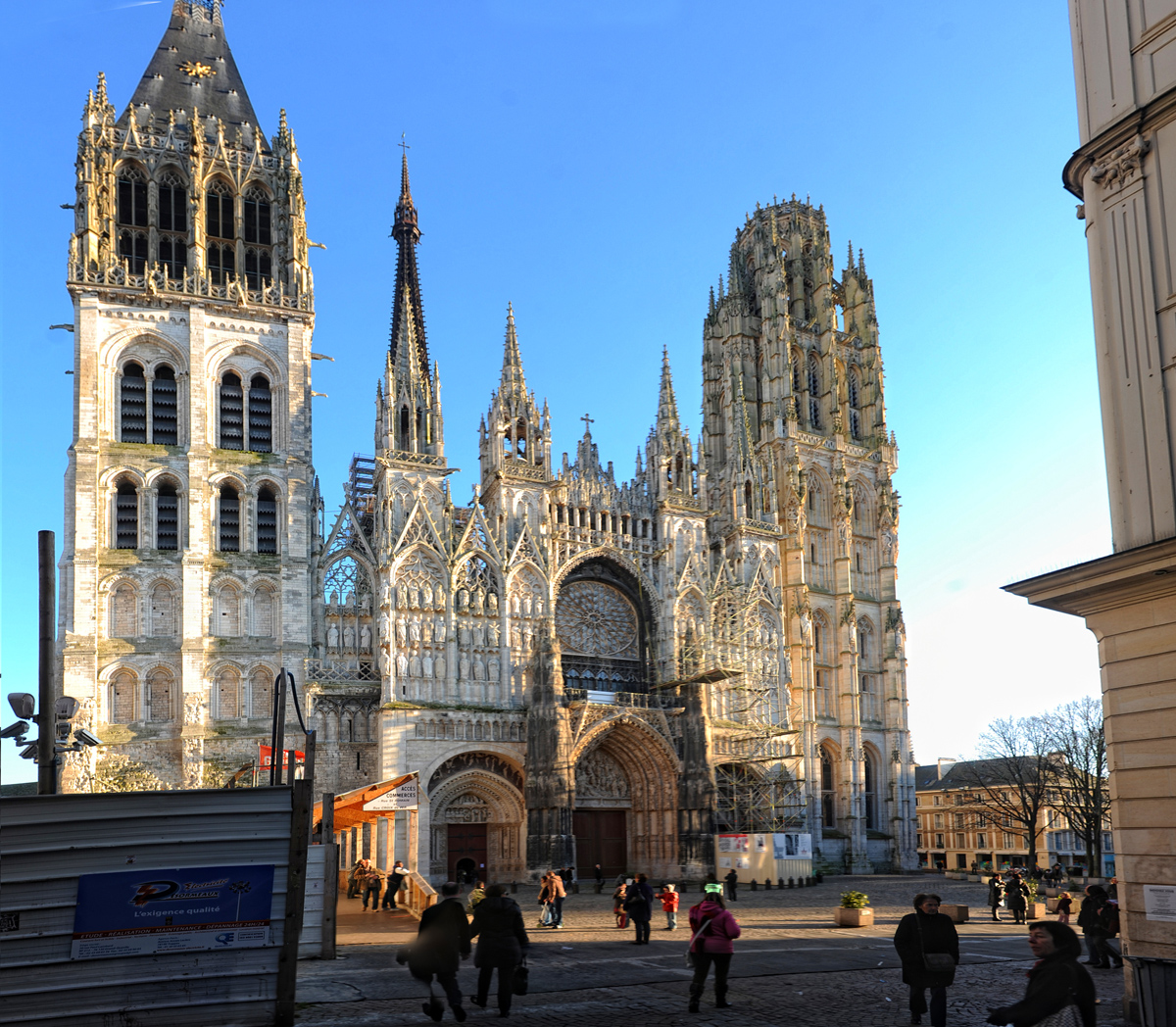
Fachada oeste da Catedral de Rouen
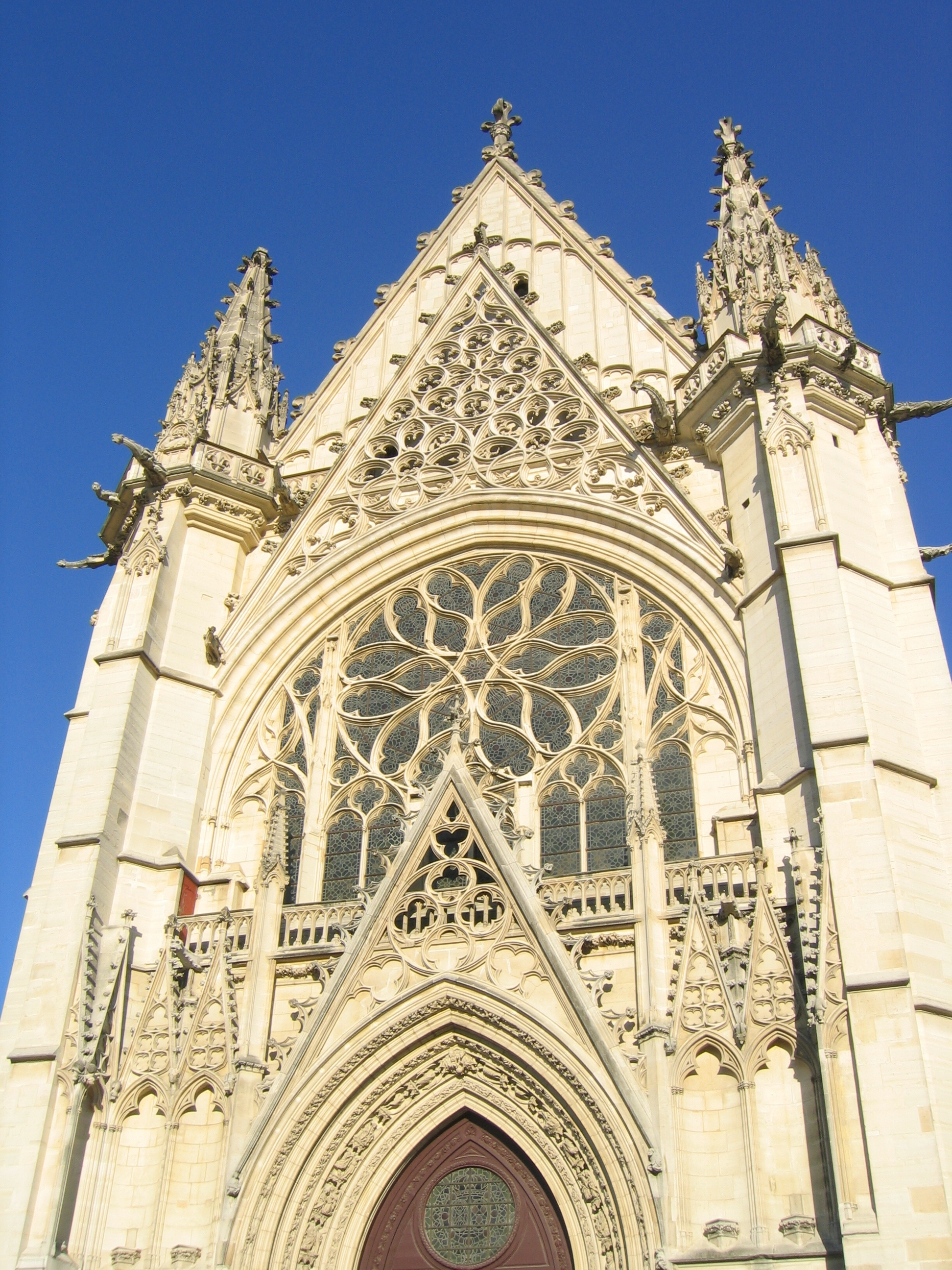
A frente oeste da Sainte-Chapelle de Vincennes (década de 1370)
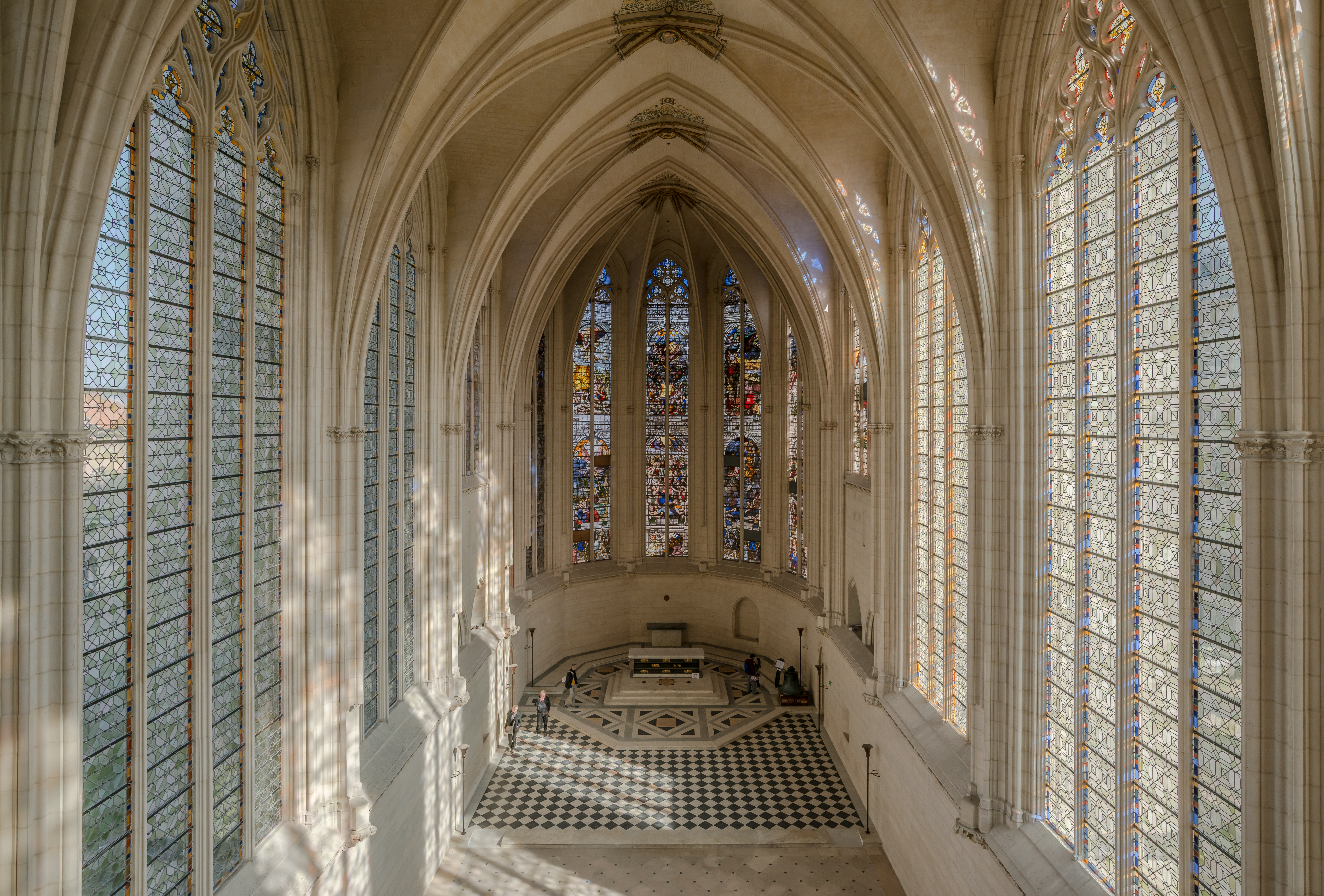
A nave da Sainte-Chapelle de Vincennes
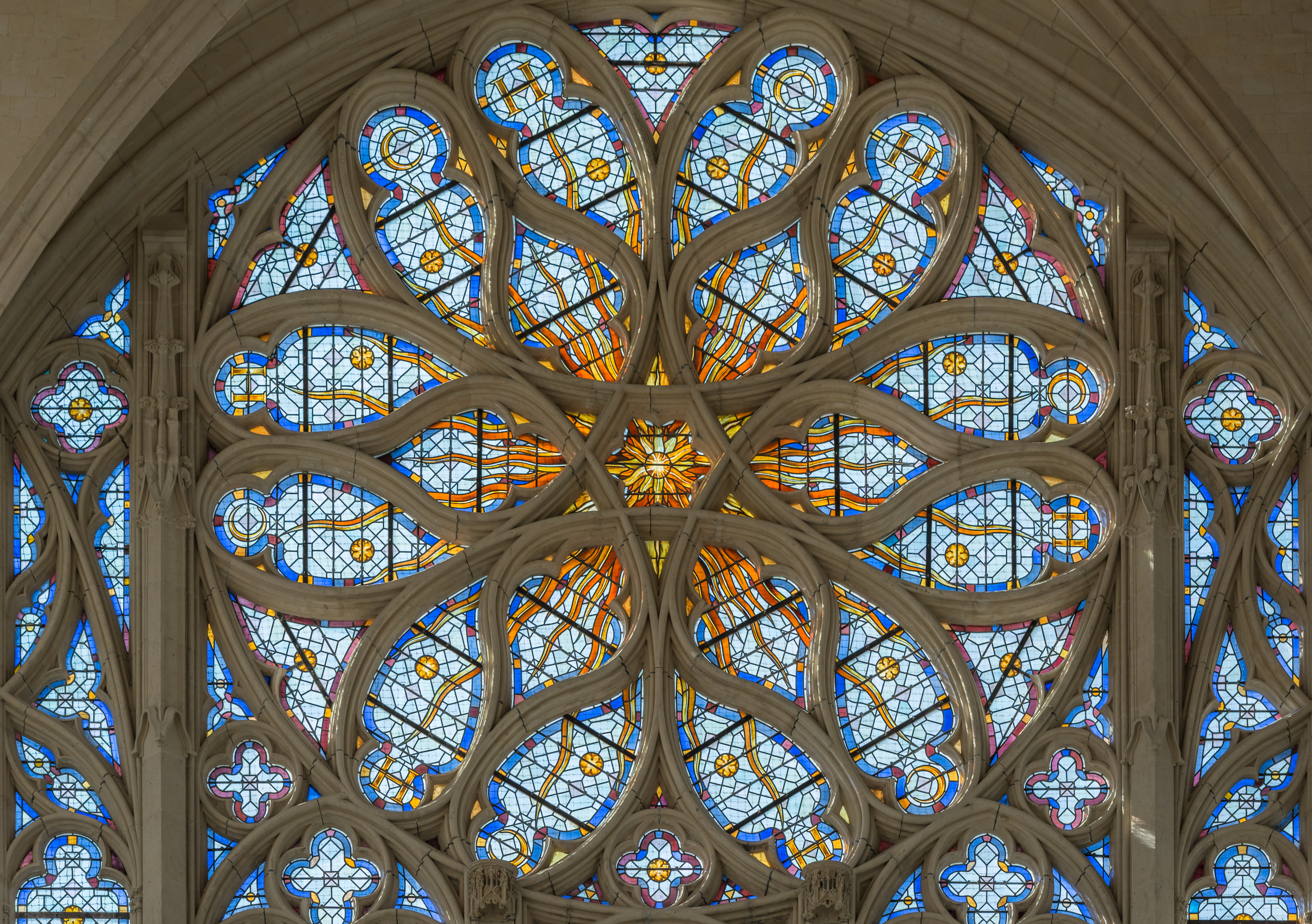
A rosácea de Sainte-Chapelle de Vincennes. As linhas sinuosas da moldura da janela deram ao estilo o nome "Flamboyant".
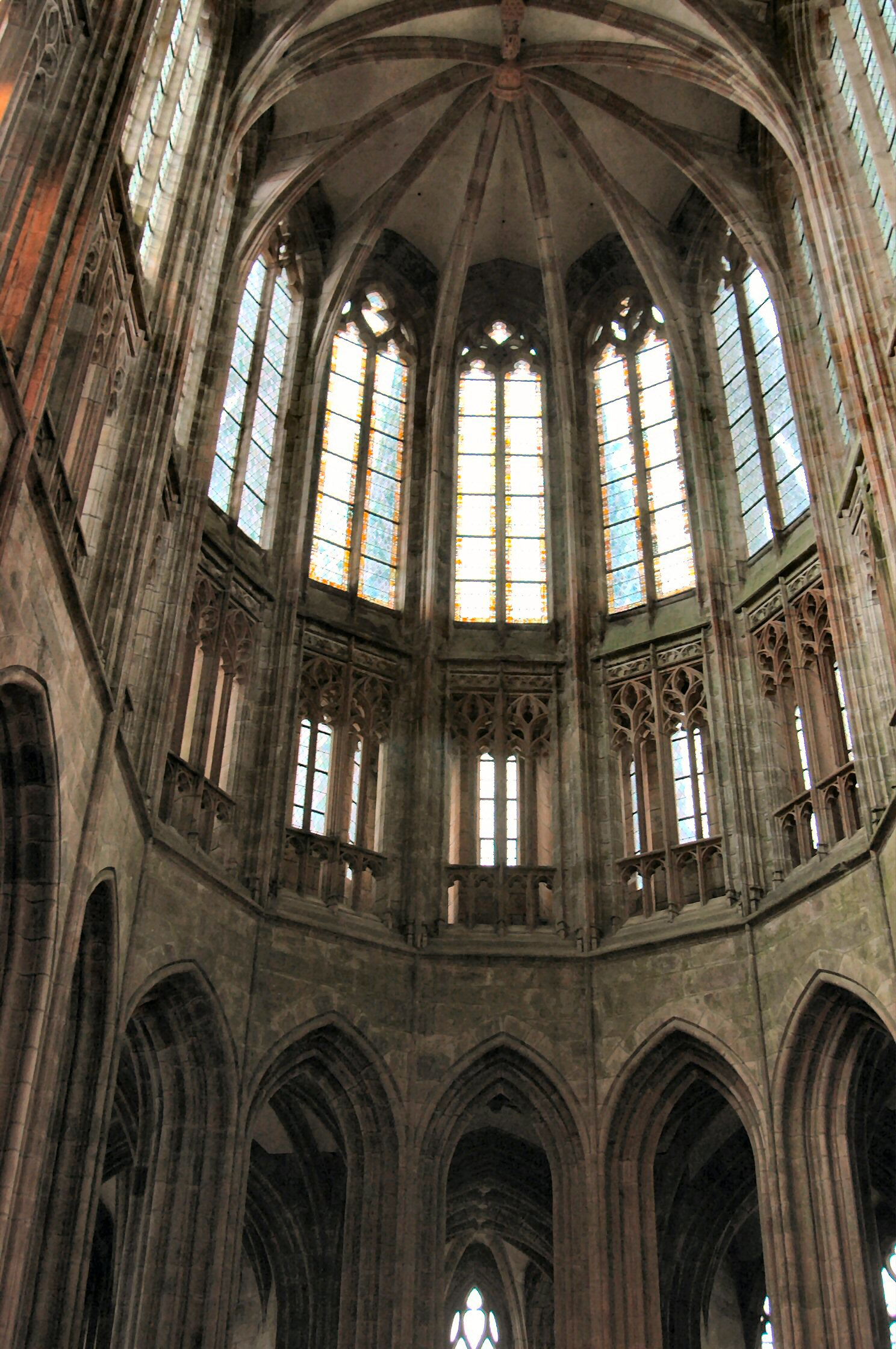
Coro da Abadia do Monte Saint Michel (cerca de 1448)
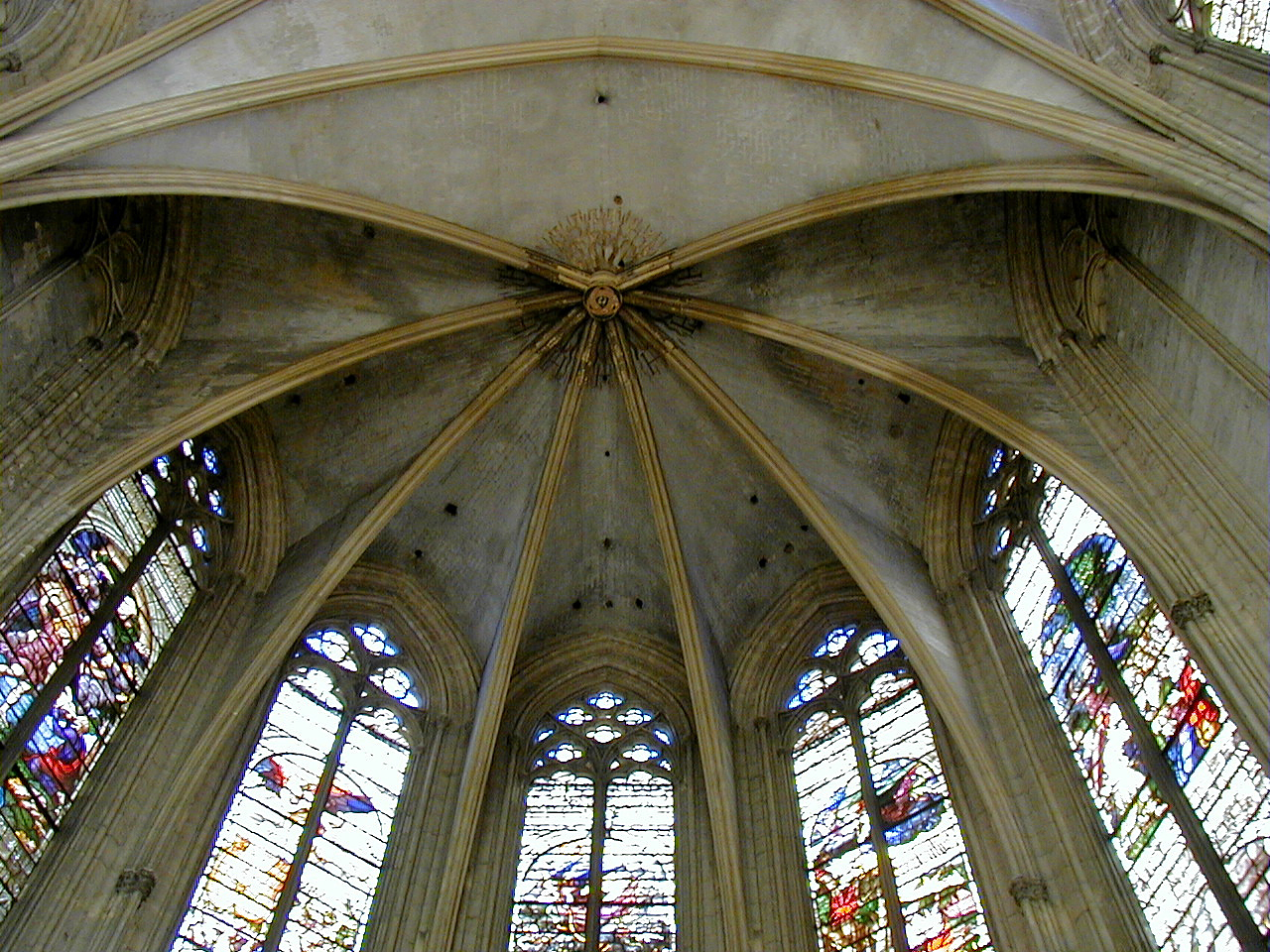
Teto da abóbada na na Sainte-Chapelle de Vincennes
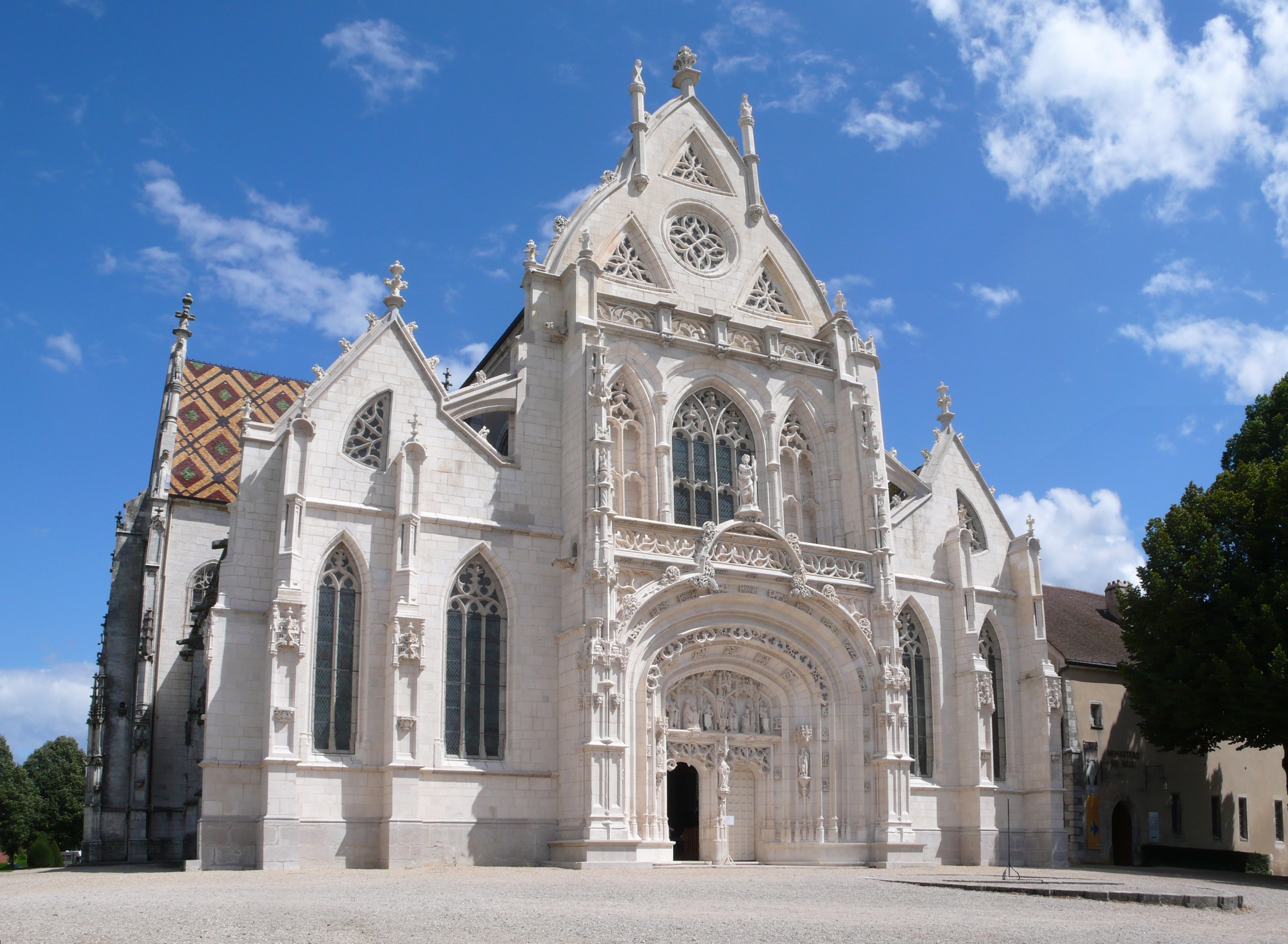
Mosteiro Real de Brou, em Bourg-en-Bresse (1506-1532)
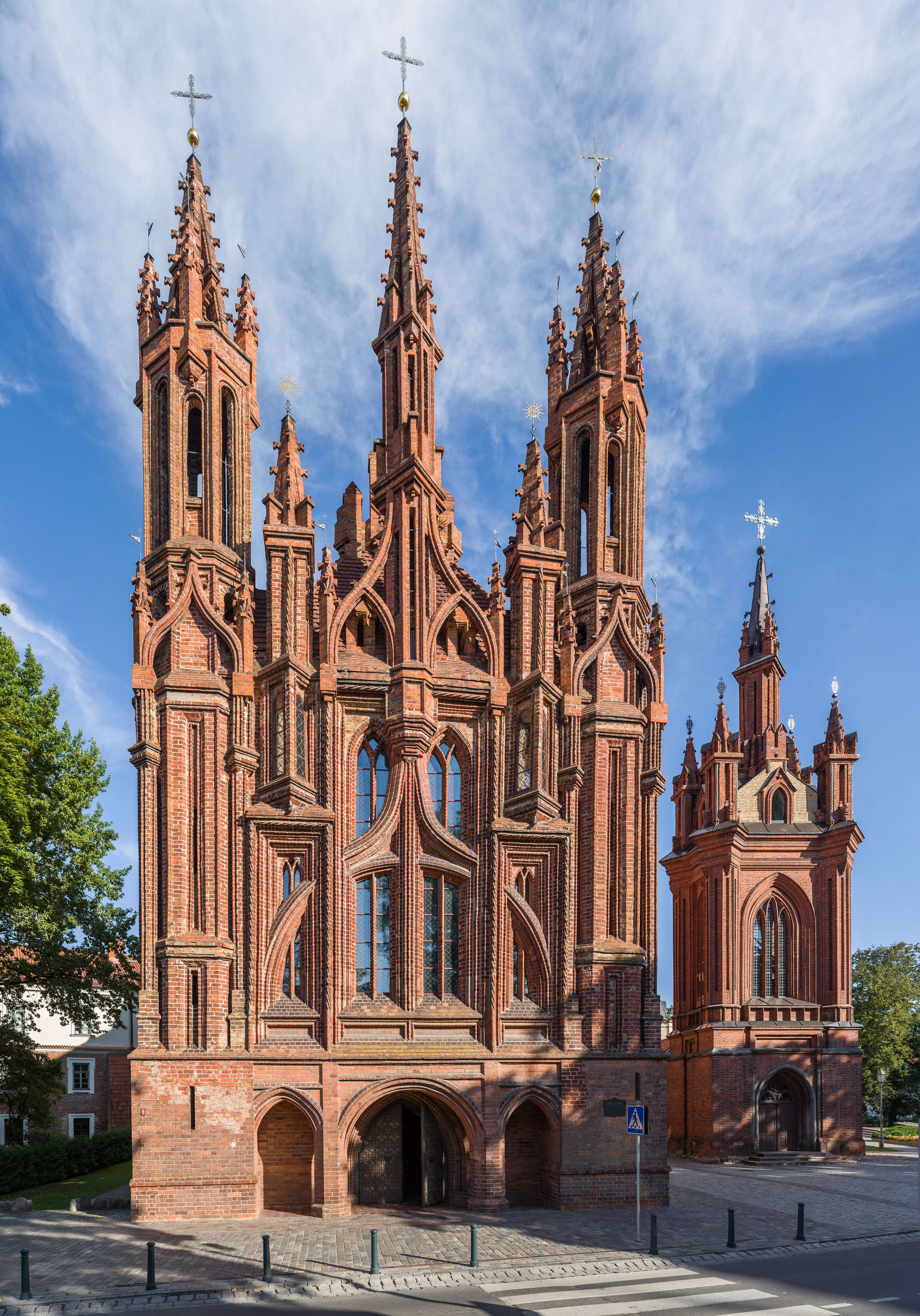
Fachada da Igreja de Santa Ana em Vilnius, Lituânia (década de 1490)

O estilo Gótico Flamboyant (também chamado de "Flamejante") apareceu na segunda metade do século XIV. Seus traços característicos incluíam uma decoração mais exuberante, já que os nobres e os cidadãos ricos de cidades predominantemente do norte da França competiam para construir igrejas e catedrais cada vez mais elaboradas. Ele tomou o nome dos desenhos sinuosos e flamejantes que ornamentavam as janelas. Outras novidades incluem o arc en accolade (arco de cinta), uma janela decorada com um arco, pináculos de pedra e escultura floral. Ele também contou com um aumento no número de nervuras, ou abóbadas em cruzaria, que suportou e decorou cada abóbada do teto, tanto para maior apoio e efeito decorativo. Exemplos notáveis de Gótico Flamboyant incluem as fachadas ocidentais da Catedral de Rouen e de Sainte-Chapelle de Vincennes, em Paris, ambas construídas na década de 1370; e o Coro da Abadia do Mont Saint Michel (cerca de 1448). Posteriormente, o estilo se espalhou pelo norte da Europa. Um exemplo notável de gótico extravagante na região do Báltico inclui a igreja gótica de tijolos de Santa Ana em Vilnius (década de 1490). O estilo manuelino é a versão portuguesa do estilo gótico flamejante, tal como o gótico veneziano e a versão de Veneza deste estilo.

## Elementos do Estilo Gótico
Até a atualidade, a arquitetura gótica ficou conhecida por ser encontrada com mais frequência nas grandes catedrais e em outros estabelecimentos eclesiásticos construídos ainda no início do período medieval, período em que exerciam grande influência em toda Europa. Durante o período gótico — séculos XII a XV — o poder religioso buscava converter sua importância para as estruturas de igrejas, catedrais e abadias através da grandiosidade dimensional presente na arquitetura gótica.
Como a arquitetura gótica foi uma evolução da arquitetura românica, foram desenvolvidos elementos que ajudaram nas construções góticas, como o arco de ogiva (ou quebrado) e a abóbada de cruzaria, que tornaram-se as principais características do estilo arquitetônico. Geralmente, a fachada das estruturas góticas busca seguir a verticalidade e a leveza e no interior, busca um ambiente iluminado.

### Planta

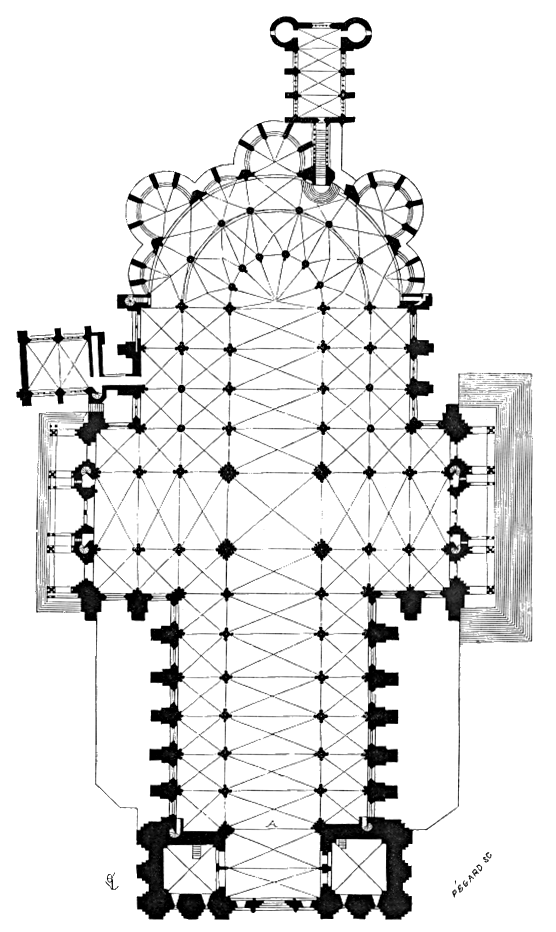
Planta da Catedral de Chartres (1194-1220)
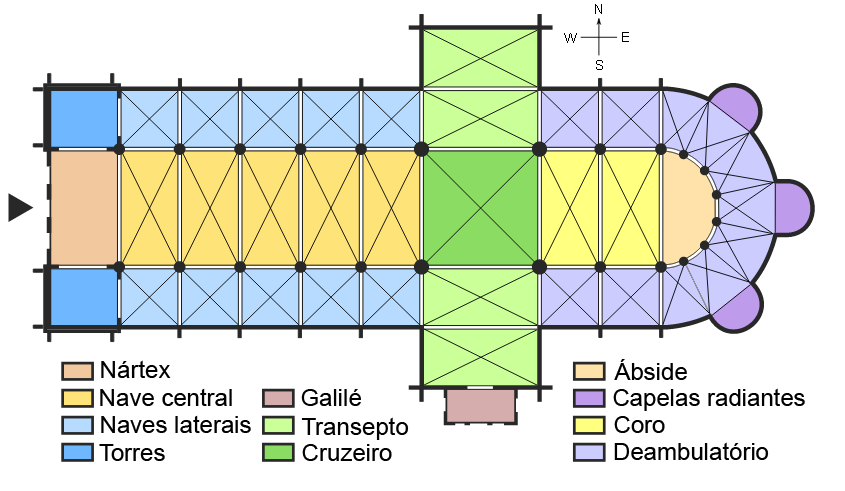
Esquema de uma catedral gótica
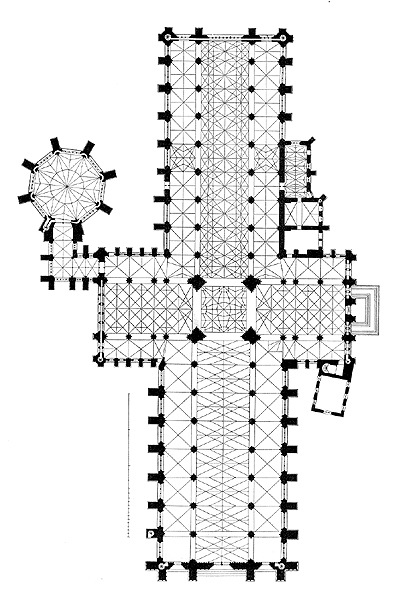
Planta da Catedral de York
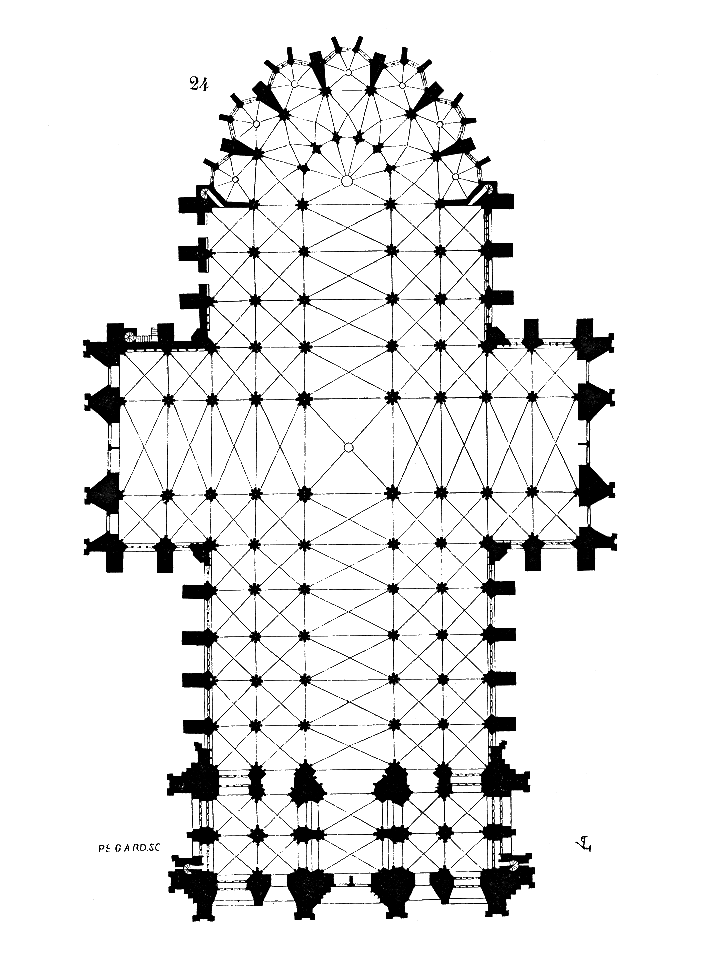
Planta da Catedral de Colônia
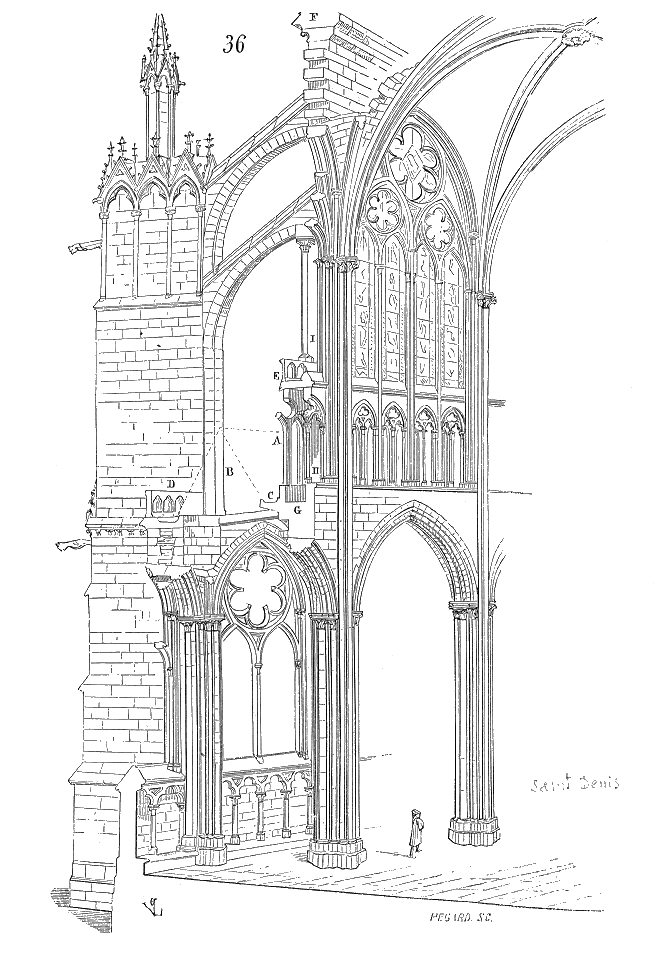
Seção transversal da parede da nave e contrafortes da Basílica de Saint Denis, por Eugene Viollet-le-Duc

A planta da catedral gótica baseava-se no modelo da antiga basílica romana, que era um mercado público combinado e um tribunal; que também foi a base da planta da catedral românica. A catedral tem a forma de uma cruz latina. A entrada é tradicionalmente no extremo oeste, tem três portais decorados com escultura, geralmente com uma rosácea, e é ladeado por duas torres. A nave longa, onde a congregação adorava, ocupa o extremo oeste. Este é geralmente dividido a partir da nave por fileiras de pilares, que suportam o telhado, ladeado por um ou dois corredores, chamados collaérals (colaterais). Normalmente há pequenas capelas nos dois lados, colocadas entre os contrafortes, que fornecem apoio adicional às paredes.
A catedral geralmente tem um transepto, um cruzamento, aproximadamente no meio, que às vezes se projeta para fora a alguma distância, e em outros casos, como Notre-Dame, é mínimo. O croisée ou cruzamento do transepto, é o centro da igreja, e é cercado por pilares particularmente maciços, que às vezes apoiam uma torre de lanterna, que traz a luz no centro da catedral. As fachadas norte e sul do transepto apresentam frequentemente rosáceas, como na Notre-Dame de Paris.
A leste do transepto, está o coro (onde está localizado o altar) onde acontecem as cerimônias e onde somente o clero era permitido. Esse espaço cresceu muito no século XII, quando as cerimônias se tornaram mais elaboradas. Atrás do coro está uma única ou dupla passagem chamada de deambulatório. No extremo leste da igreja está a abside, geralmente na forma de um semicírculo e a cabeceira. Geralmente há uma capela ali dedicada à Virgem Maria, que pode ser muito grande. Ao redor da cabeceira geralmente há várias outras capelas menores.
As primeiras catedrais góticas tinham quatro níveis, do chão ao teto. No térreo havia duas fileiras de grandes arcadas com grandes pilares, que recebiam o peso das abóbadas do teto. Acima deles estavam os tribunos, uma seção de aberturas em arco, dando mais apoio. Acima deles estava o triforium (trifório), uma seção de pequenos arcos. No nível superior, um pouco abaixo das abóbadas, estavam as janelas superiores, a principal fonte de luz para as Catedrais. As paredes inferiores foram apoiadas por maciços contreforts (ou contrafortes) colocados diretamente contra eles, com cumes na parte superior, o que proporciona peso adicional.
Mais tarde, com o desenvolvimento do arcobotante, os suportes afastaram-se das paredes e as paredes foram construídas muito mais altas. Aos poucos, as tribunas e o trifório desapareceram, e as paredes acima das arcadas foram ocupadas quase inteiramente por vitrais.
O braço oriental mostra uma diversidade considerável. Na Inglaterra, geralmente é longo e pode ter duas seções distintas, tanto o coro quanto o presbitério. Muitas vezes, é quadrado ou tem uma proeminente Lady Chapel, uma capela dedicada à Virgem Maria. Na França, o extremo leste é muitas vezes poligonal e cercado por uma passarela chamada deambulatório e, às vezes, um anel de capelas chamado de "chevet". Embora as igrejas alemãs sejam frequentemente semelhantes às da França, na Itália, a projeção oriental além do transepto é geralmente apenas uma capela absidal com o santuário, como na Catedral de Florença.
Outra característica do estilo gótico, doméstico e eclesiástico, é a divisão do espaço interior em células individuais de acordo com as nervuras e abóbadas do edifício, independentemente de a estrutura ter ou não um teto abobadado. Esse sistema de células de tamanho e forma variados, justapostos em vários padrões, foi novamente totalmente único na antiguidade e no início da Idade Média e os estudiosos, inclusive Frankl, enfatizaram a natureza matemática e geométrica desse design. Frankl, em particular, pensou neste layout como "criação por divisão" em vez de "criação por adição" do românico. Outros, nomeadamente Viollet-le-Duc, Wilhelm Pinder e August Schmarsow em vez disso, propuseram o termo "arquitetura articulada". A teoria oposta, sugerida por Henri Focillon e Jean Bony, é de "unificação espacial", ou da criação de um interior que é feito para causar sobrecarga sensorial através da interação de muitos elementos e perspectivas. Partições interiores e exteriores, muitas vezes extensivamente estudadas, foram encontrados, às vezes, com certas características, tais como vias de acesso à altura da janela, que fazem a ilusão de espessura. Além disso, os pilares que separam as ilhas acabaram deixando de fazer parte das paredes, se tornando objetos independentes que se sobressaem da própria parede do corredor.

### O arco ogival e a abóbada em cruzaria

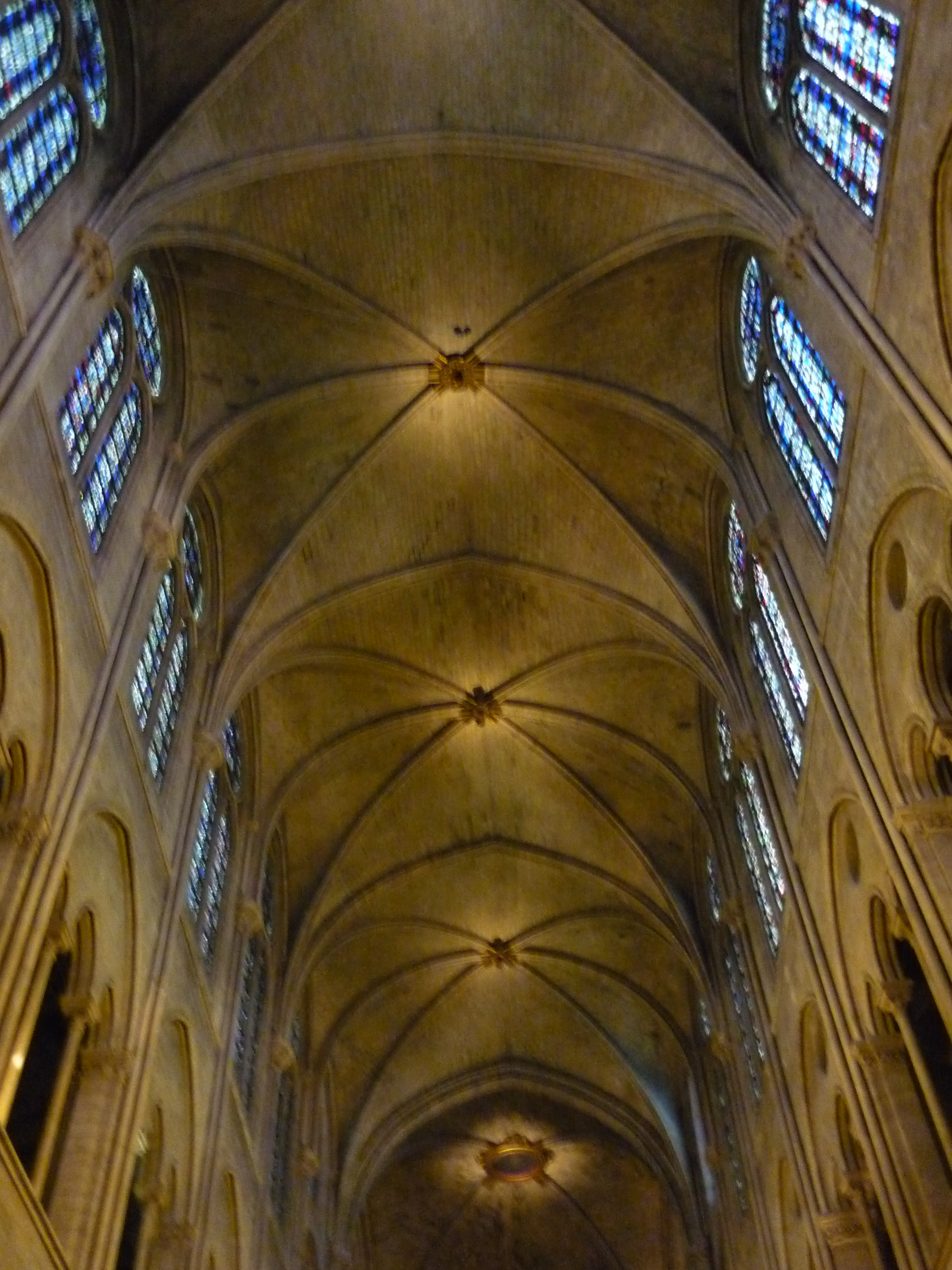
Primeiras abóbadas em cruzaria de seis partes na Notre-Dame de Paris (1182-1190)
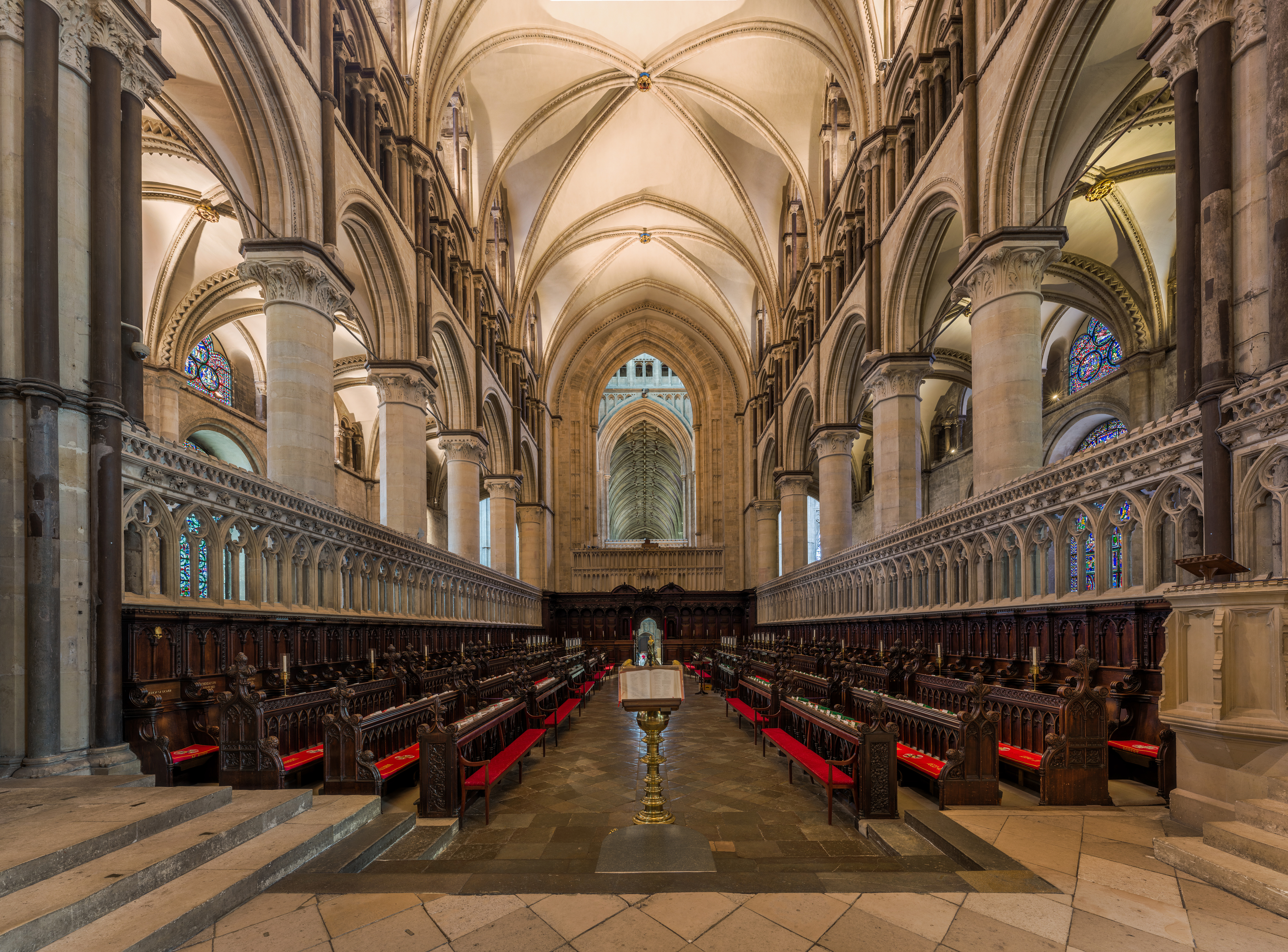
Abóbada em cruzaria de seis partes, do coro da Catedral de Canterbury (cerca de 1180)
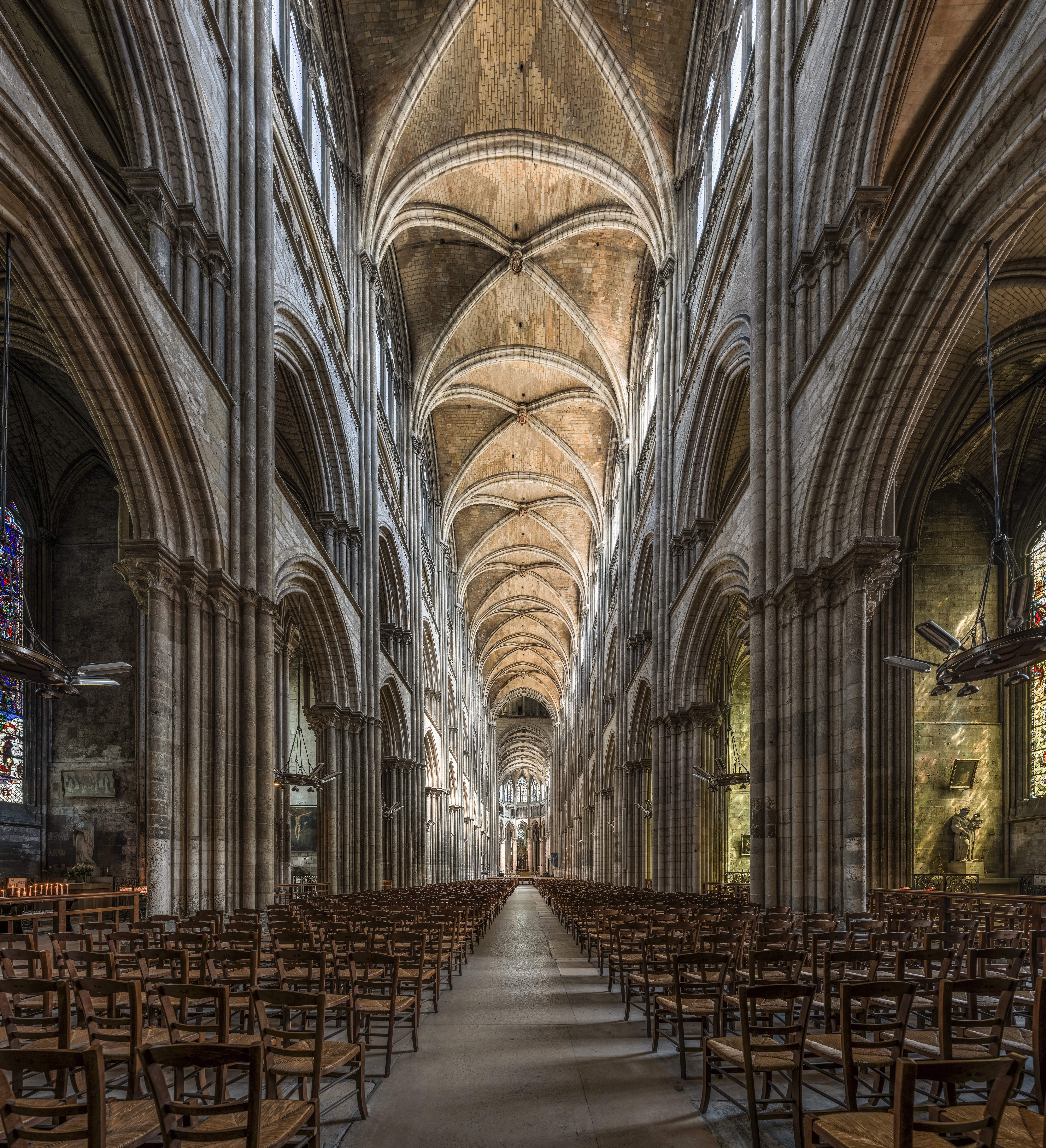
Sólidas abóbadas em cruzaria de quatro partes, na Catedral de Rouen (séc. XIII)
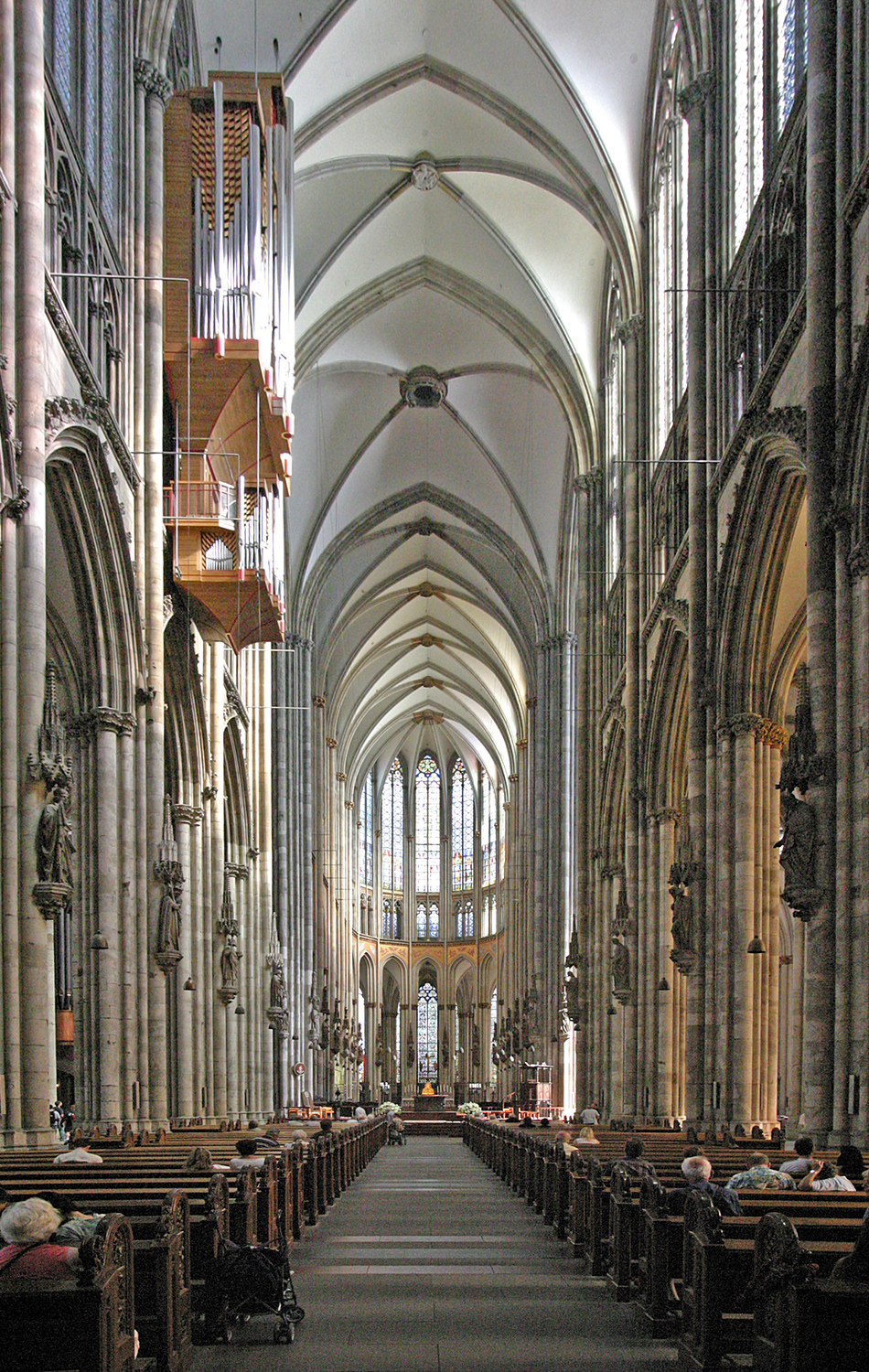
Nave da Catedral de Colônia (1248-1322)
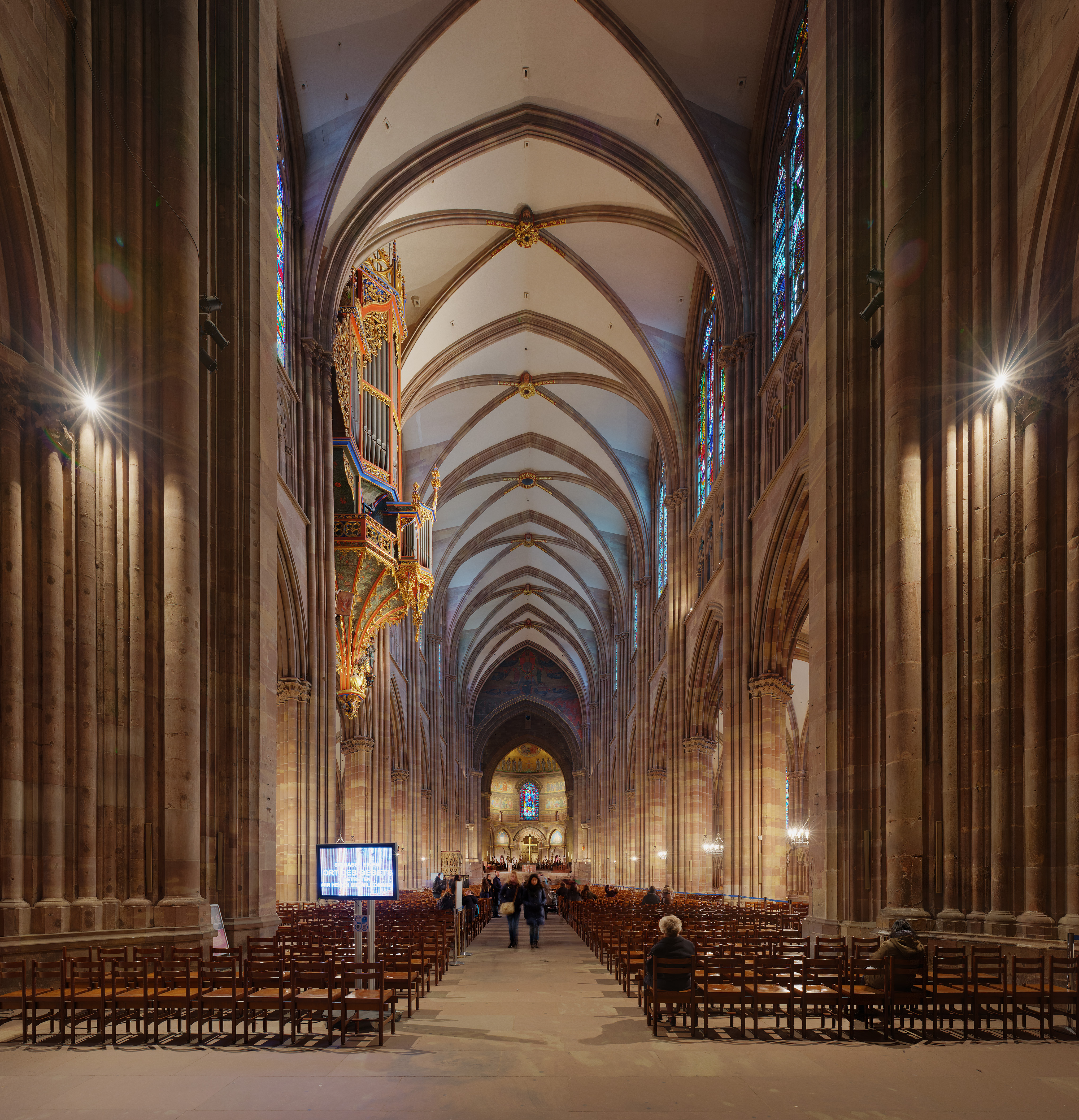
Nave abobadada da Catedral de Estrasburgo (1277-1318)
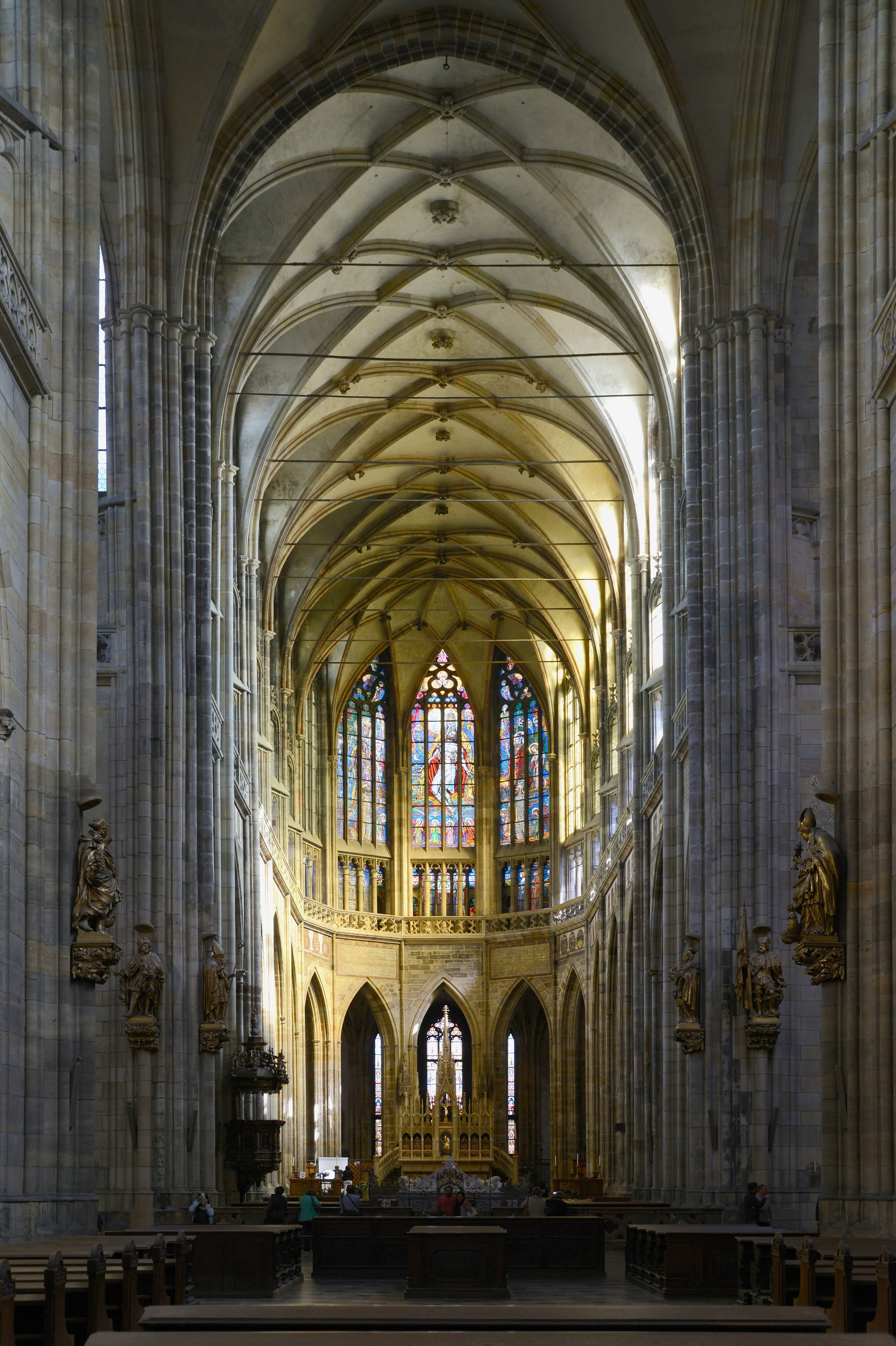
Abóbada de rede da Catedral de Praga (1356-1386)
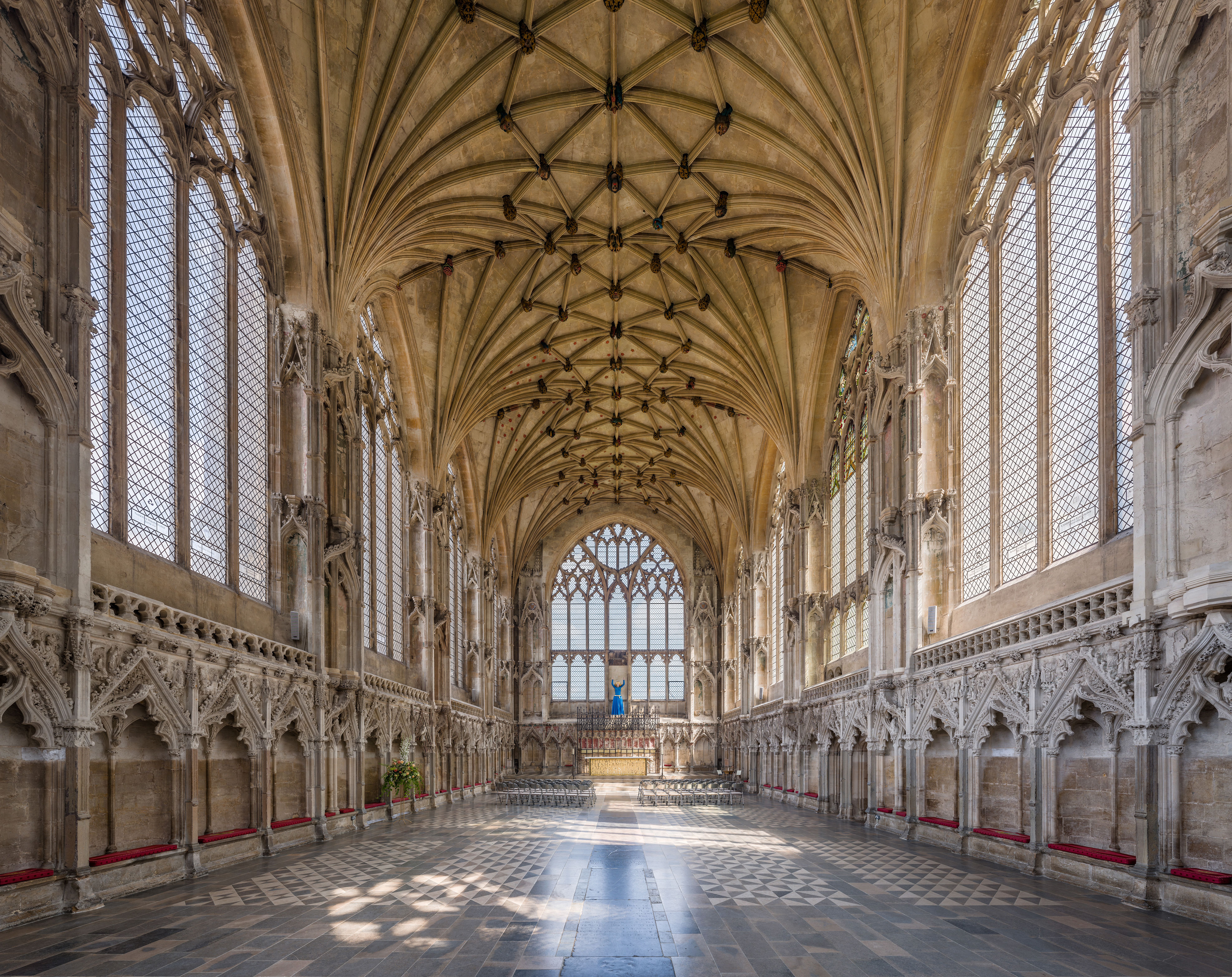
Abóbadas em cruzaria Flamboyant com nervuras ornamentais na Lady Chapel da Catedral de Ely (iniciado em 1321)
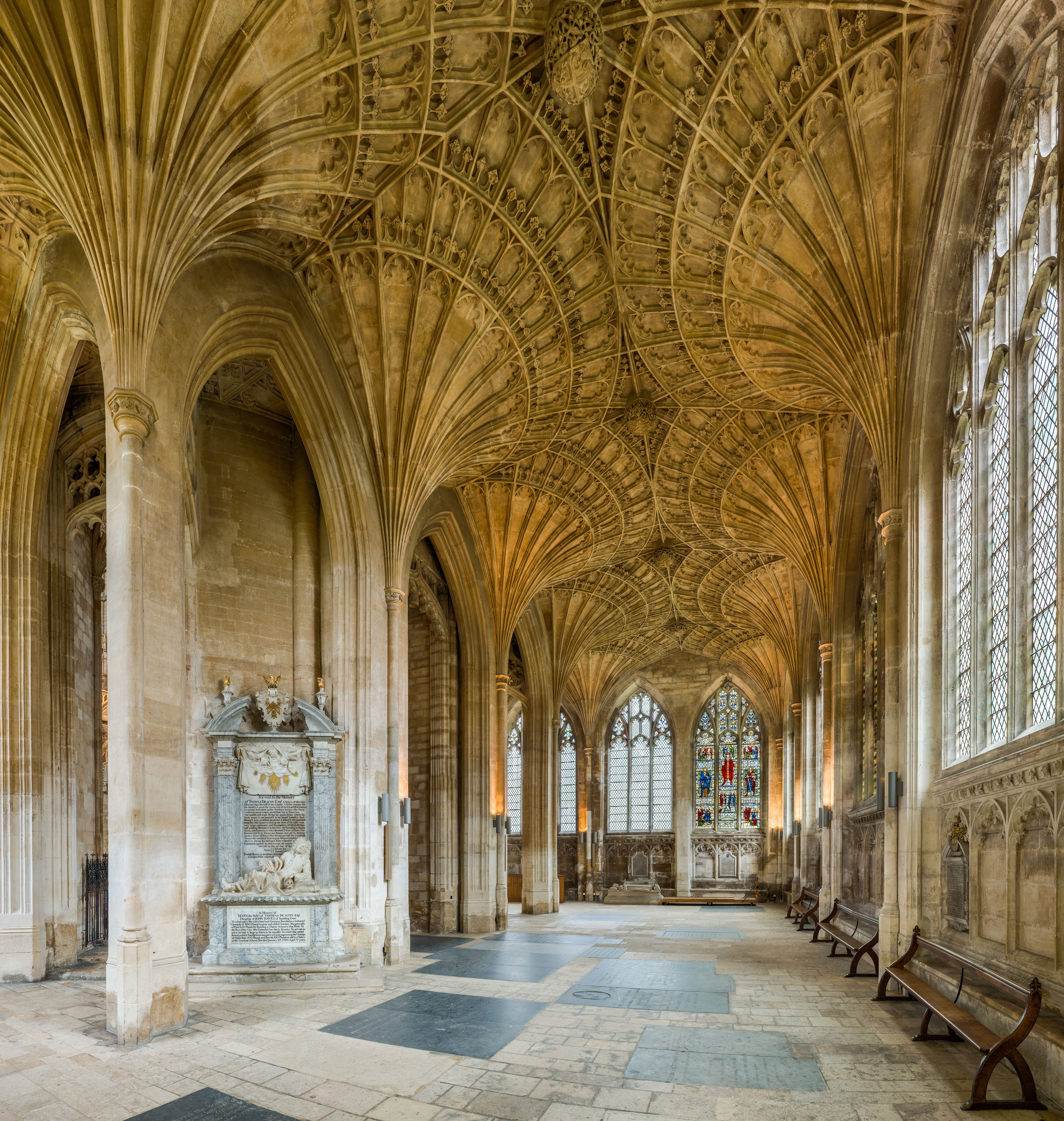
Abóbada de cruzaria em forma de leque na Catedral de Peterborough (1496-1508)
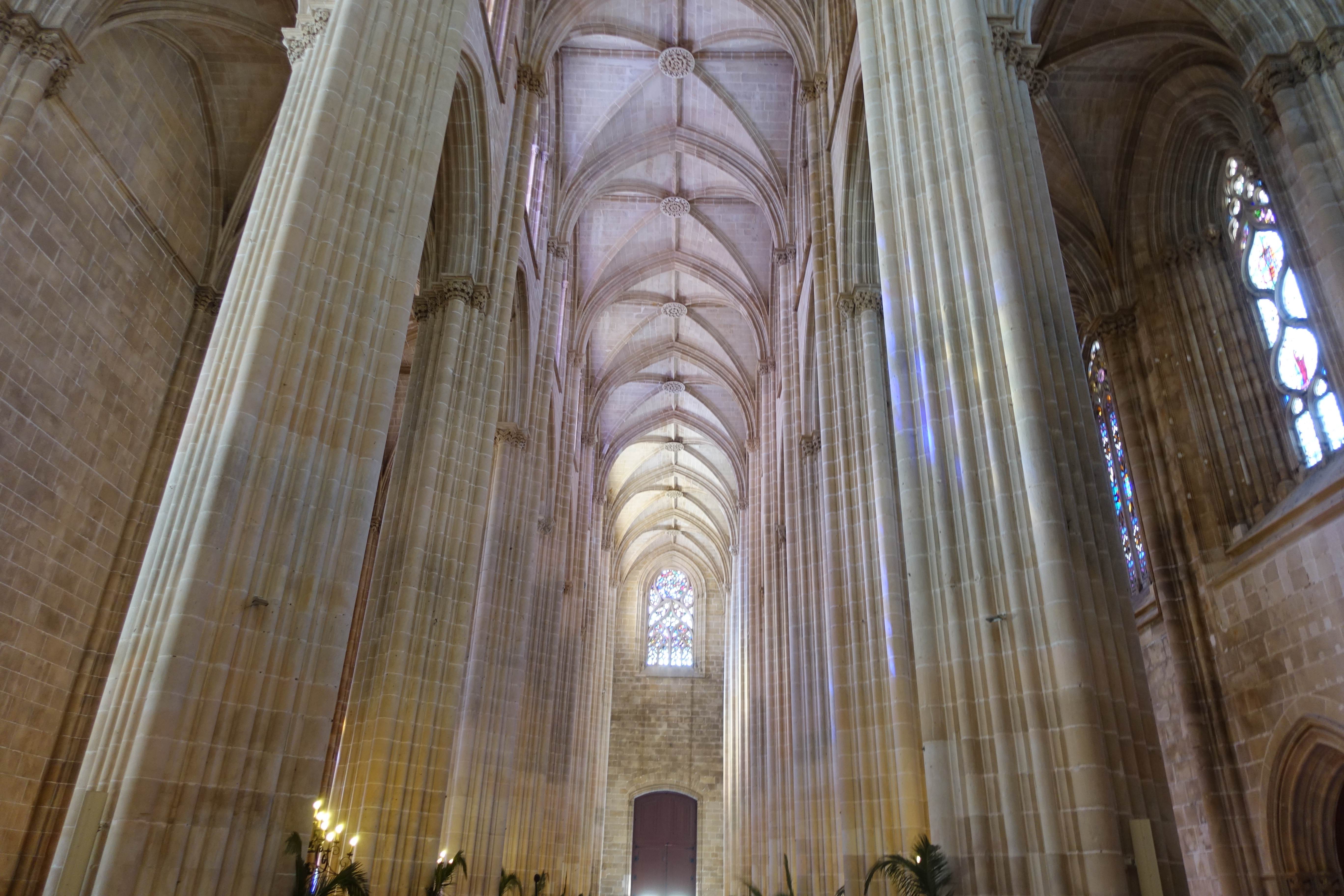
Nave abobadada do Mosteiro da Batalha, Portugal. (1387)

Tanto o arco ogival (também chamado de arco cruzado ou arco quebrado) quanto a abóbada em cruzaria tinham sido usados na arquitetura românica, mas os construtores góticos os refinaram e os usaram com efeito muito maior. Eles fizeram as estruturas mais leves e mais fortes, e assim permitiram as grandes alturas e extensões de vitrais encontrados em catedrais góticas. O estilo gótico evoluiu e, no séc. XIII, as estruturas tornaram-se cada vez mais leves. Multiplicam-se as ogivas da abóbada com a utilização de terciarões e liernes fragmentando a superfície das abóbadas até aos limites consentidos pela técnica. Surgem abóbadas hexapartidas e sexpartidas que já não se cingem aos quatro painéis definidores dos tramos e apresentam um arco intermédio, dividindo a meio os arcos formeiros do tramo; as abóbadas estreladas e as abóbadas em leque, que podem considerar-se como o culminar da arte construtiva gótica.
Na arquitetura românica, os arcos arredondados das abóbadas de barril que sustentavam o telhado pressionavam diretamente as paredes com peso esmagador. Isso exigia colunas maciças, paredes grossas e pequenas janelas, e limitava naturalmente a altura do prédio. O arco ogival ou quebrado, introduzido durante o período românico, era mais forte, mais leve e levava o impulso para fora, em vez de diretamente para baixo. No entanto, no período gótico, os arquitetos inovaram encontrando uma solução mais eficiente ainda: A abóbada em cruzaria.
Um tipo inicial de abóbada em cruzaria, usado na Mesquita-Catedral de Córdoba (século VIII), foi encontrado sob uma cúpula ou domo, mas era diferente em forma e função da abóbada em cruzaria gótica posterior. A cúpula em si era apoiada por pendículos ou trompas de ângulo, uma prática usada na arquitetura bizantina, sendo que as nervuras eram decorativas. As abóbadas das igrejas na Sicília datavam do século XI, depois que a Sicília havia sido conquistada pelos normandos, e se assemelhavam às abóbadas usadas, na mesma época, na Normandia e na Inglaterra. 
Os construtores góticos projetaram um novo e mais leve tipo de abóbada em cruzaria. Eles a dividiram em compartimentos por um cruzamento diagonal de finas nervuras de pedra (ogives) e completados por dois arcos adicionais perpendiculares e paralelos à nave (doubleaux e formerets). Eles também fizeram uso inovador do arco quebrado (também conhecido como arco ogival). Na arquitetura islâmica e românica, arcos ogivais costumavam ser usados em portas e janelas. Os arquitetos góticos os usavam nos pontos de encontro das nervuras no topo das abóbadas, que distribuíam o peso do telhado para baixo e para fora (e não apenas para baixo). Essas nervuras dividiam as primeiras abóbadas em seis compartimentos, cada um com a largura de dois parapeitos da nave. Algumas nervuras desciam como colunetes e foram agrupadas em pilares no térreo. Outras nervuras carregavam a carga para fora das paredes, onde era contrabalançado por pesados arcobotantes do lado de fora das paredes. Como o peso era suportado por pilares e contrafortes, as próprias paredes podiam ser muito mais altas e mais finas. Isso possibilitou as extensões de vitrais característicos das catedrais góticas.
As antigas abóbadas em cruzaria, usadas em Notre-Dame, Noyon e Laon, foram divididas pelas nervuras em seis compartimentos e só conseguiram atravessar um espaço limitado. Na construção posterior da catedral, o desenho foi melhorado, e as abóbadas de cruzaria tinham apenas quatro compartimentos e podiam cobrir uma extensão maior; uma única abóbada podia atravessar a nave, e menos pilares eram necessários. As abóbadas de quatro partes também permitiram construir as catedrais ainda mais altas. Notre-Dame de Paris, iniciada em 1163 com abóbadas de quatro partes, alcançou uma altura de 35 metros, algo notável para a época. A Catedral de Amiens, iniciada em 1220 com nervuras de quatro partes, atingiu a altura de 42,30 metros no transepto. A abóbada de quatro partes foi usada em Amiens, Reims e, eventualmente, nas catedrais posteriores da Europa.
No período posterior do estilo gótico, as abóbadas em cruzaria perderam sua simplicidade elegante, e foram carregadas com reforços adicionais, desenhos esculturais e, às vezes, pingentes e outros elementos puramente decorativos.

### Arcobotantes

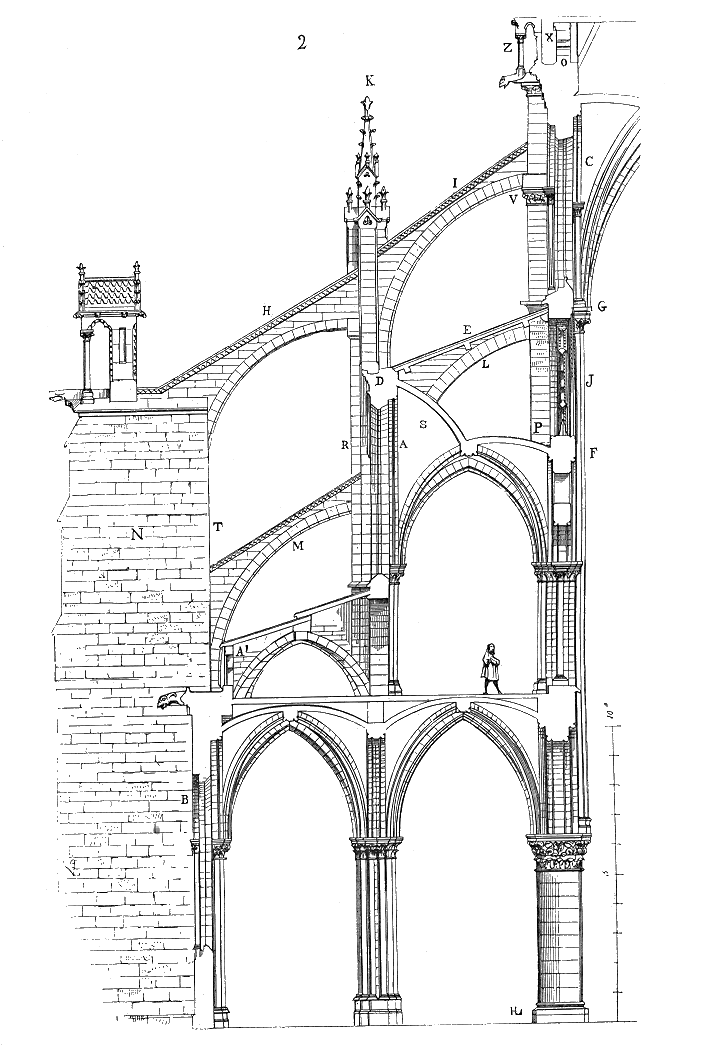
Corte transversal dos primeiros arcos e contrafortes de apoio da nave da Catedral de Notre-Dame (século XIII) desenhada por Eugène Viollet-le-Duc.
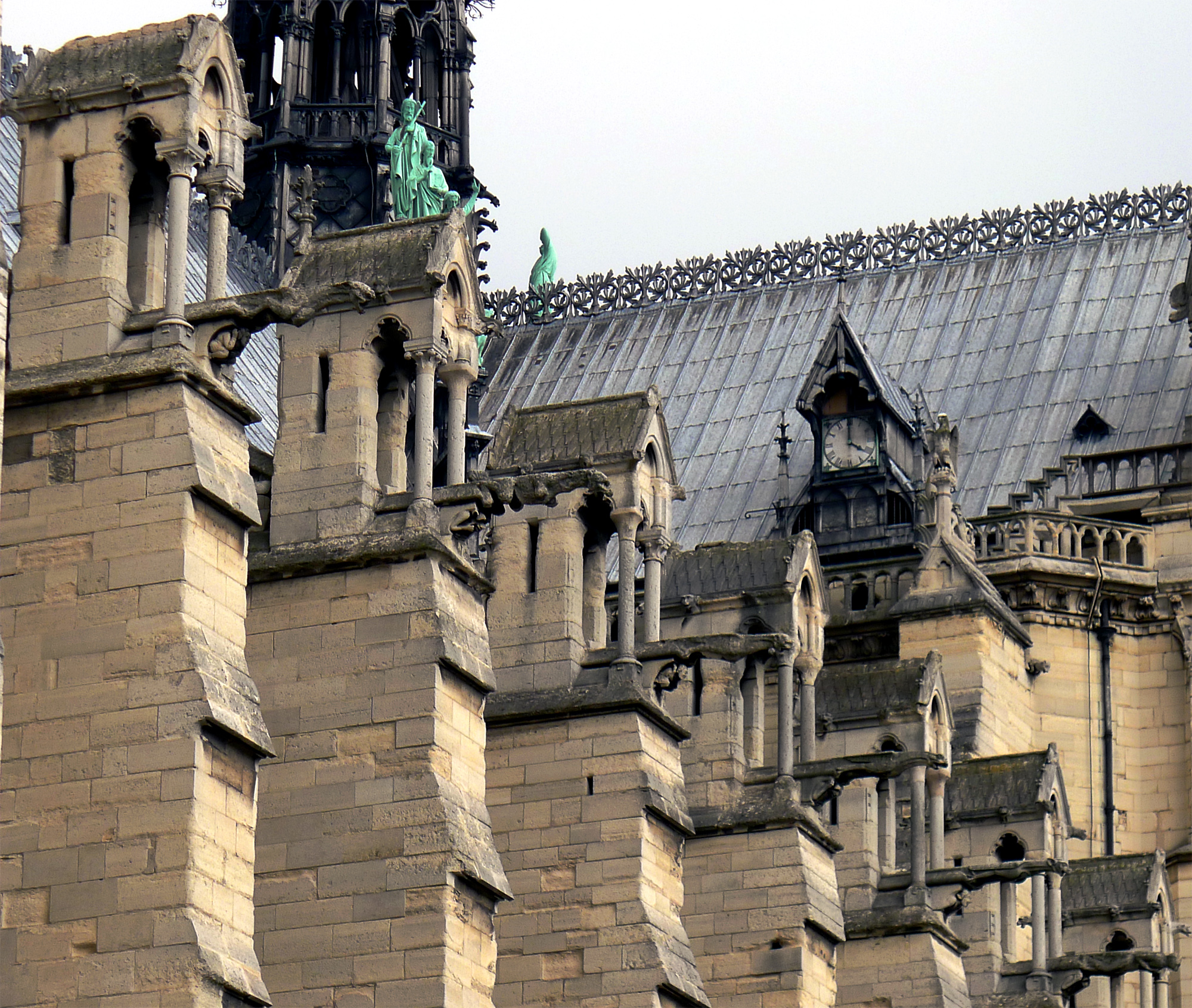
Na Notre-Dame de Paris, os contrafortes maciços se contrapõem ao impulso externo das abóbadas em cruzaria da nave.
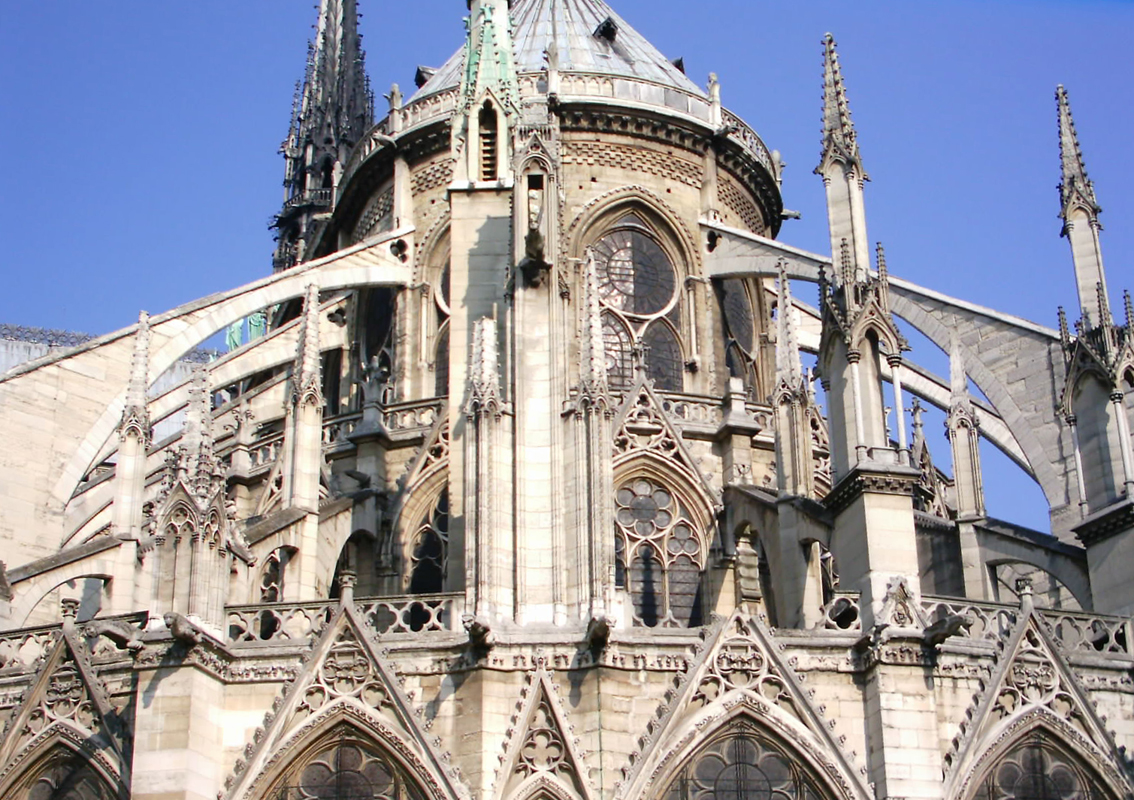
Mais tarde, arcobotantes da abside de Notre-Dame (século XIV) chegaram a 15 metros da parede até os contrafortes
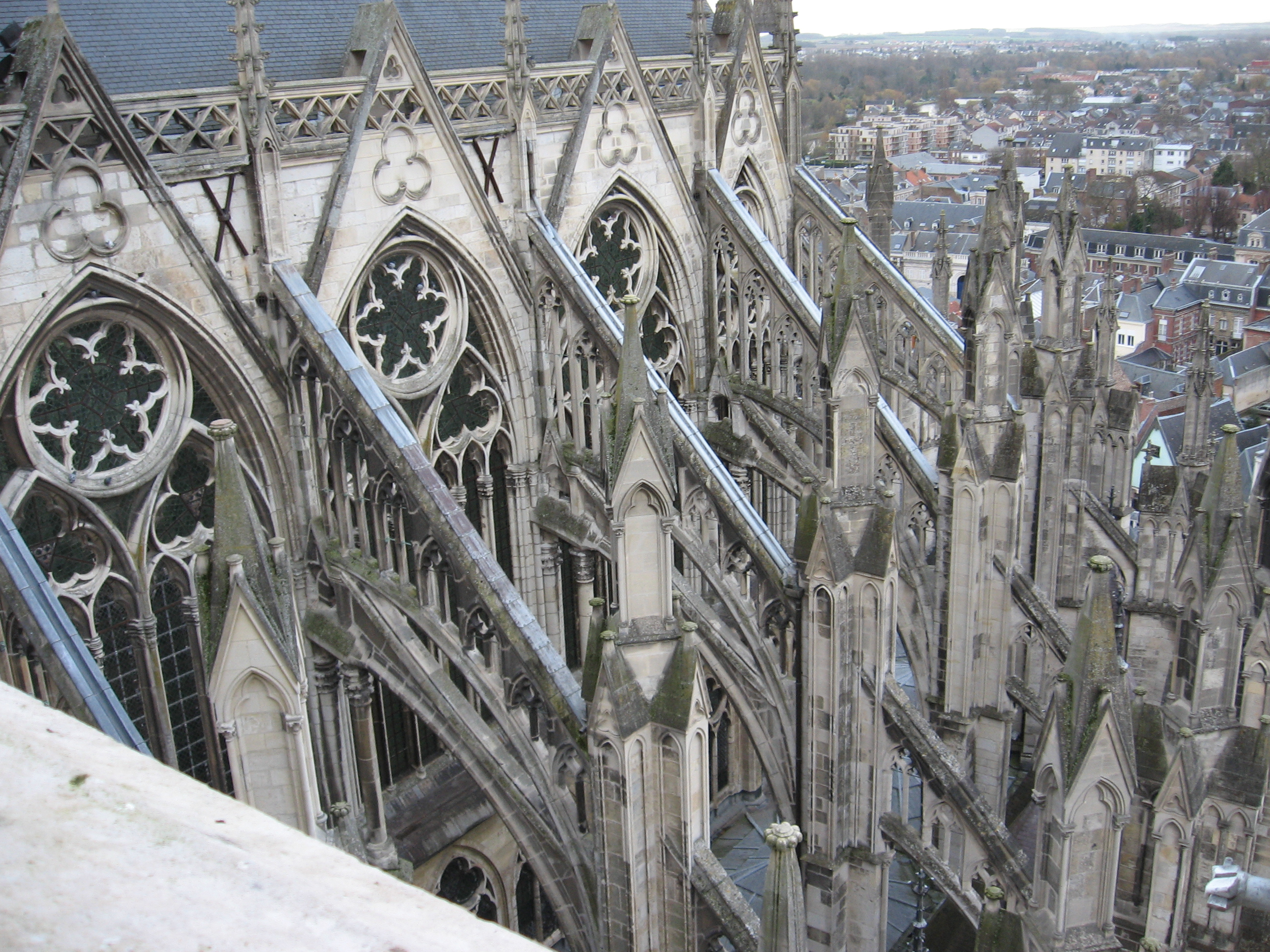
Arcobotantes da Catedral de Amiens (1220-1270)
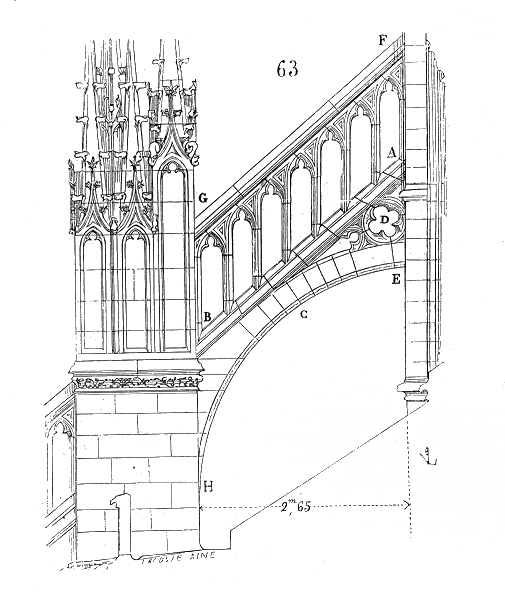
Os arcobotantes em Amiens combinavam peso cuidadosamente balanceado com decoração (desenho de Eugene Viollet-le-Duc)

Outra característica importante da arquitetura gótica foi o arcobotante, projetado para suportar as paredes por meio de arcos conectados a contrafortes fora das paredes. Os arcobotantes existiam em formas simples desde os tempos romanos, mas os construtores góticos elevaram seu uso a uma arte refinada, equilibrando o impulso do teto interno contra o contraimpulso dos contrafortes. As primeiras catedrais góticas, incluindo Saint-Denis e Notre-Dame em seus estágios iniciais, não possuíam arcobotantes. Suas paredes eram apoiadas por pesados pilares de pedra colocados diretamente contra as paredes. O telhado era sustentado pelas nervuras das abóbadas, que eram empacotadas com as colunas abaixo.
No final do século XII e início do século XIII, os contrafortes ficaram mais sofisticados. Novos arcos levavam o impulso do peso inteiramente para fora das paredes, onde era recebido pelo contraimpulso das colunas de pedra, com os pináculos colocados no topo para decoração e peso adicional. Graças a este sistema de contrafortes externos, as paredes poderiam ser mais altas e mais finas, e poderiam suportar grandes vitrais. Os próprios contrafortes passaram a fazer parte da decoração; os pináculos tornaram-se cada vez mais ornamentados, tornando-se cada vez mais elaborados, como na Catedral de Beauvais e na Catedral de Reims. Os arcos tinham um propósito prático adicional: eles continham canais de chumbo que transportavam a água da chuva para o telhado; isso era expulso pela boca das gárgulas de pedra colocadas em fileiras nos contrafortes.
Nos últimos períodos góticos, os arcobotantes tornaram-se extremamente ornamentados, com uma grande quantidade de decoração não funcional na forma de pináculos, arcos curvos, contracurvas, estátuas e pingentes ornamentais.

### Altura e verticalidade

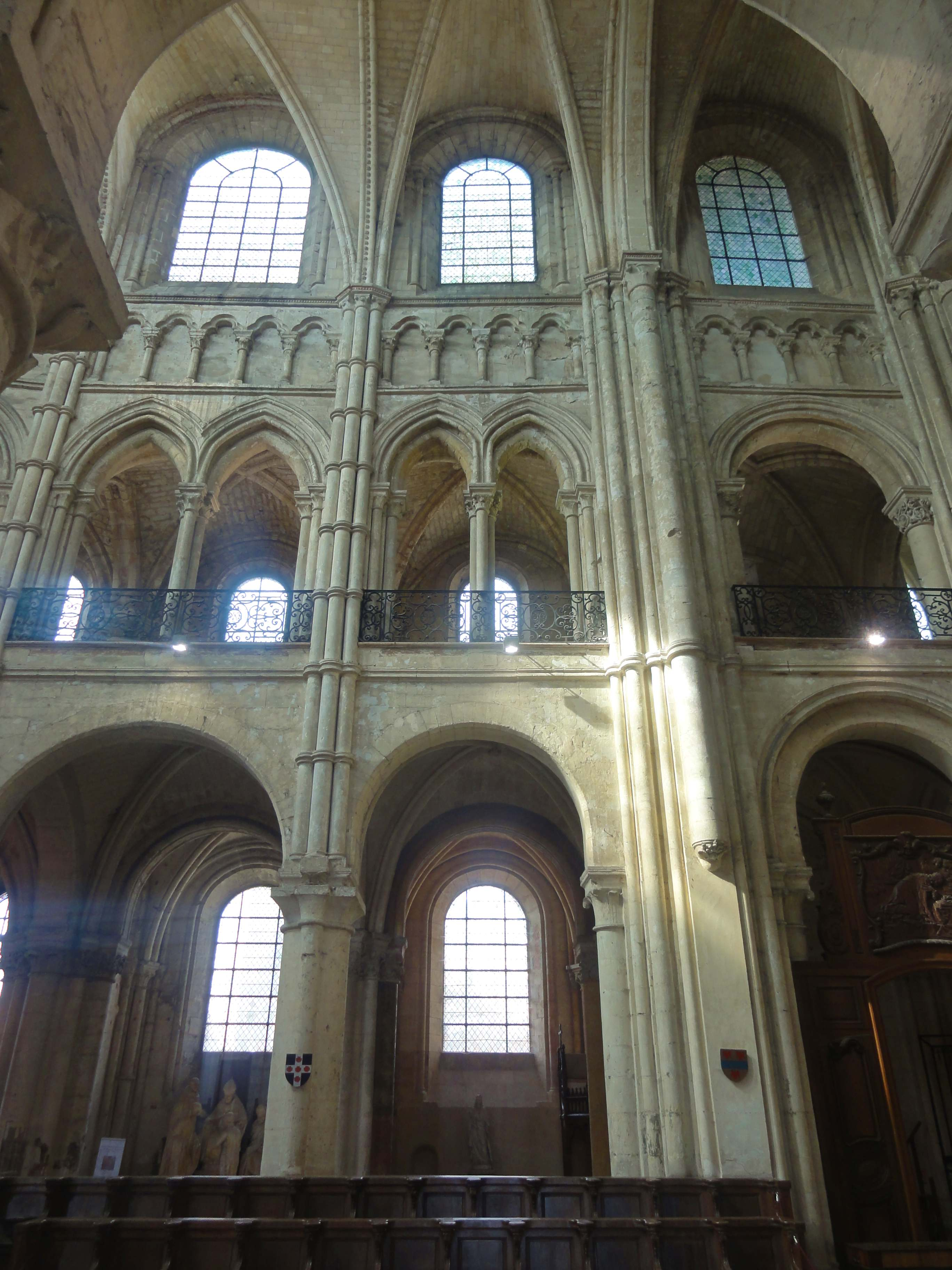
Elevação da antiga Catedral de Noyon (1150) (Arcada do piso térreo de pilares maciços que sustentam o telhado; uma segunda arcada menor ou tribuna; o trifório, uma passarela estreita; e (no topo) claire-voie com janelas).
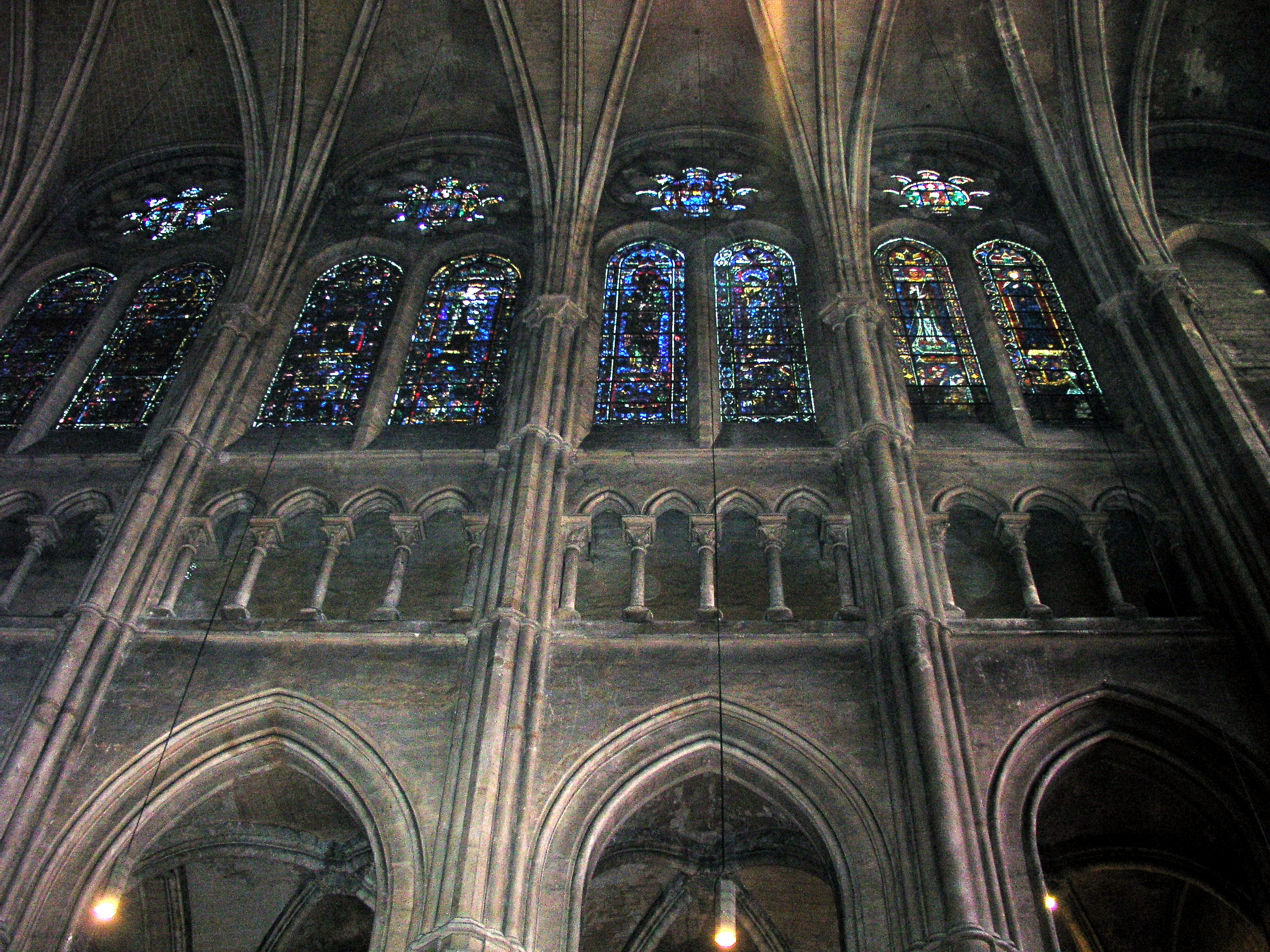
Elevação da nave na Catedral de Chartres (1220). A tribuna desapareceu e as janelas ficaram mais altas.
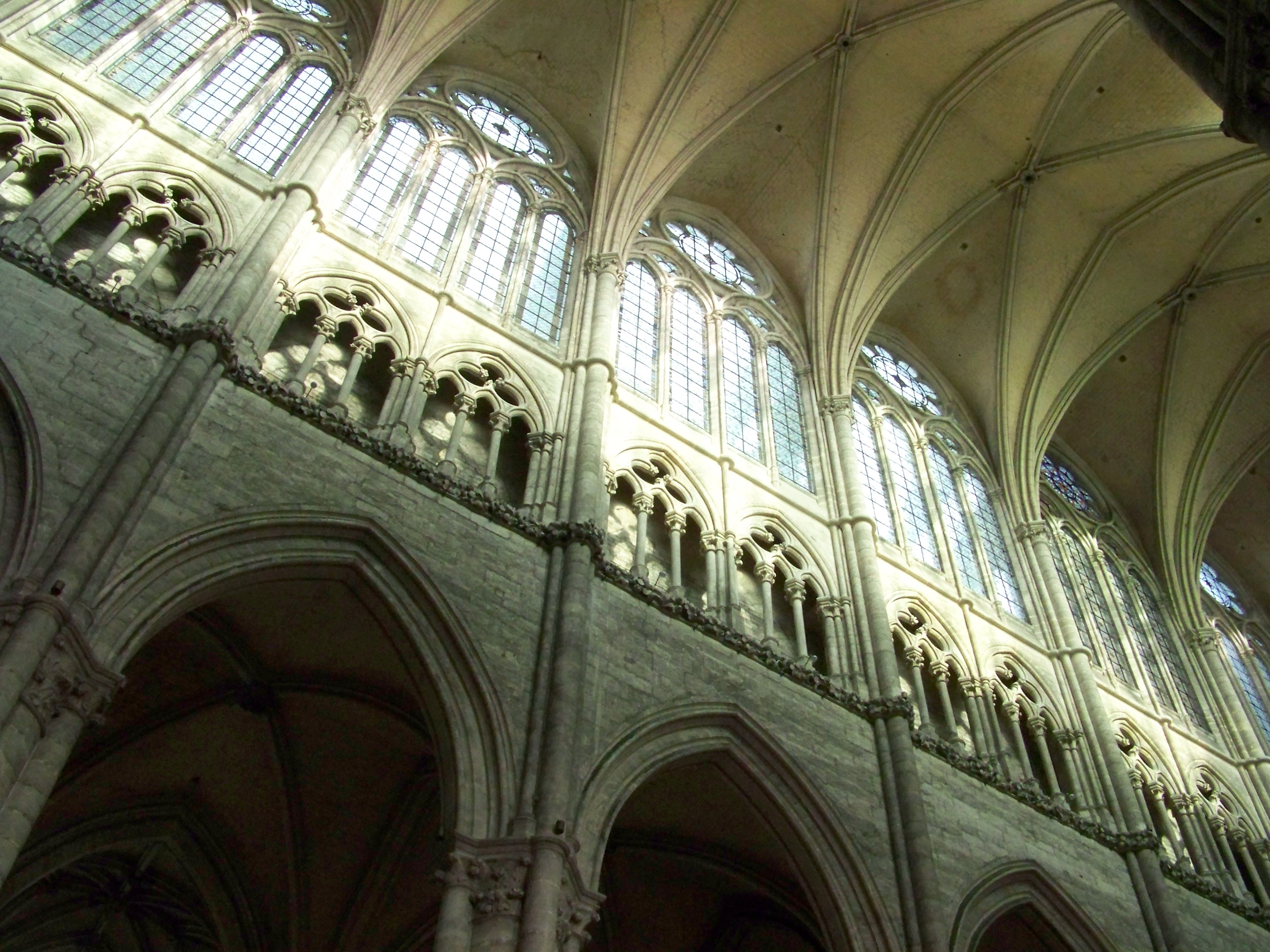
Catedral de Amiens. Arcada, Trifório e Claire-voie. 42,30 metros (138,8 pés). (1220-1270)
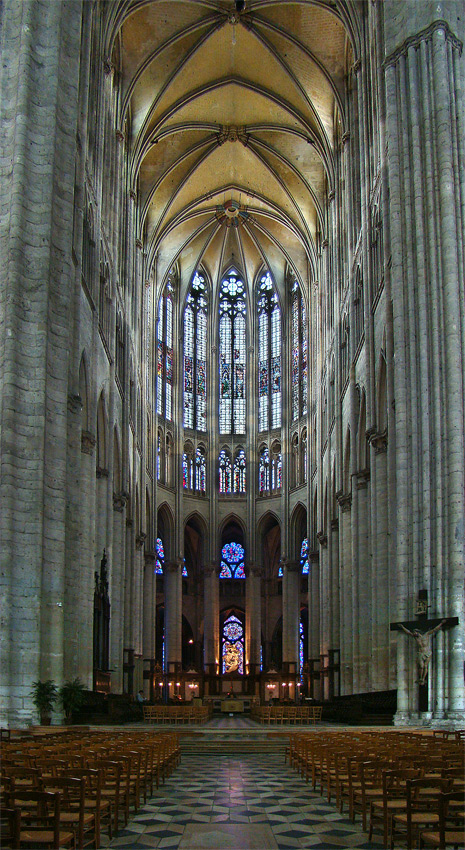
O coro da Catedral de Beauvais. 48,5 m (159 pés) de altura (1230-1569)
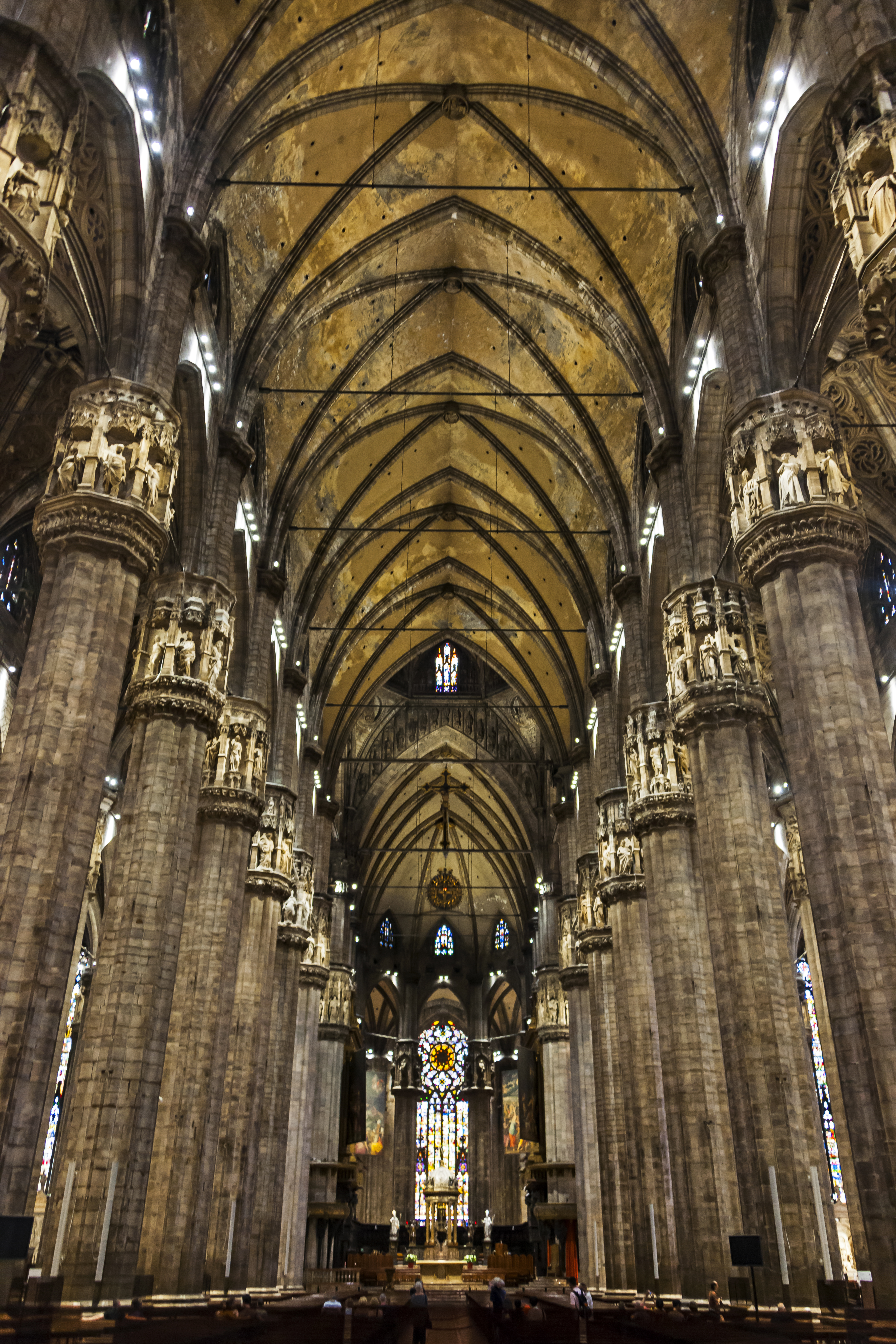
Nave da Catedral de Milão. 45 m (148 pés) de altura (1389-1452)
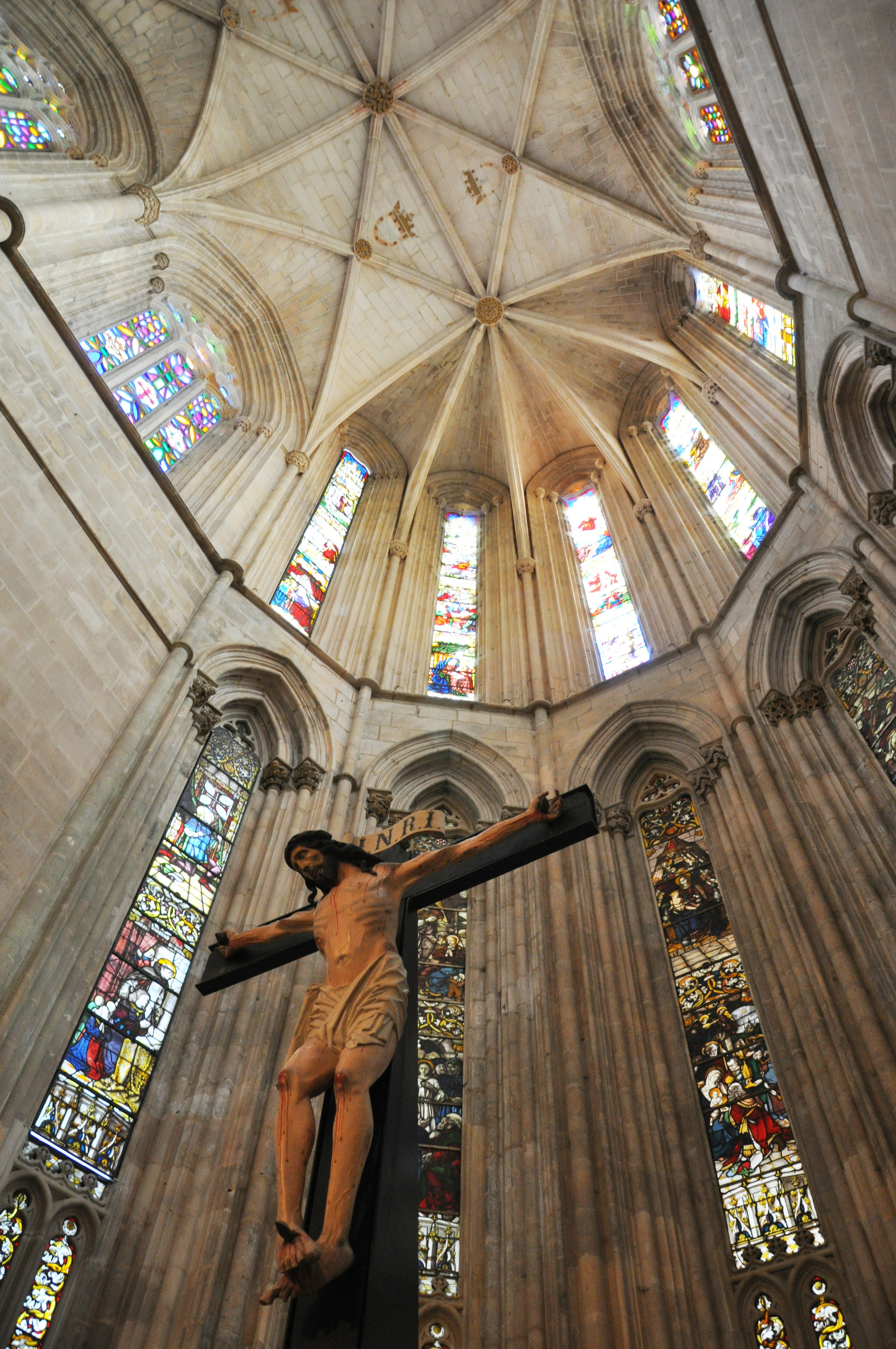
Altar e Nave no Mosteiro da Batalha, Portugal. (Iniciado em 1387)
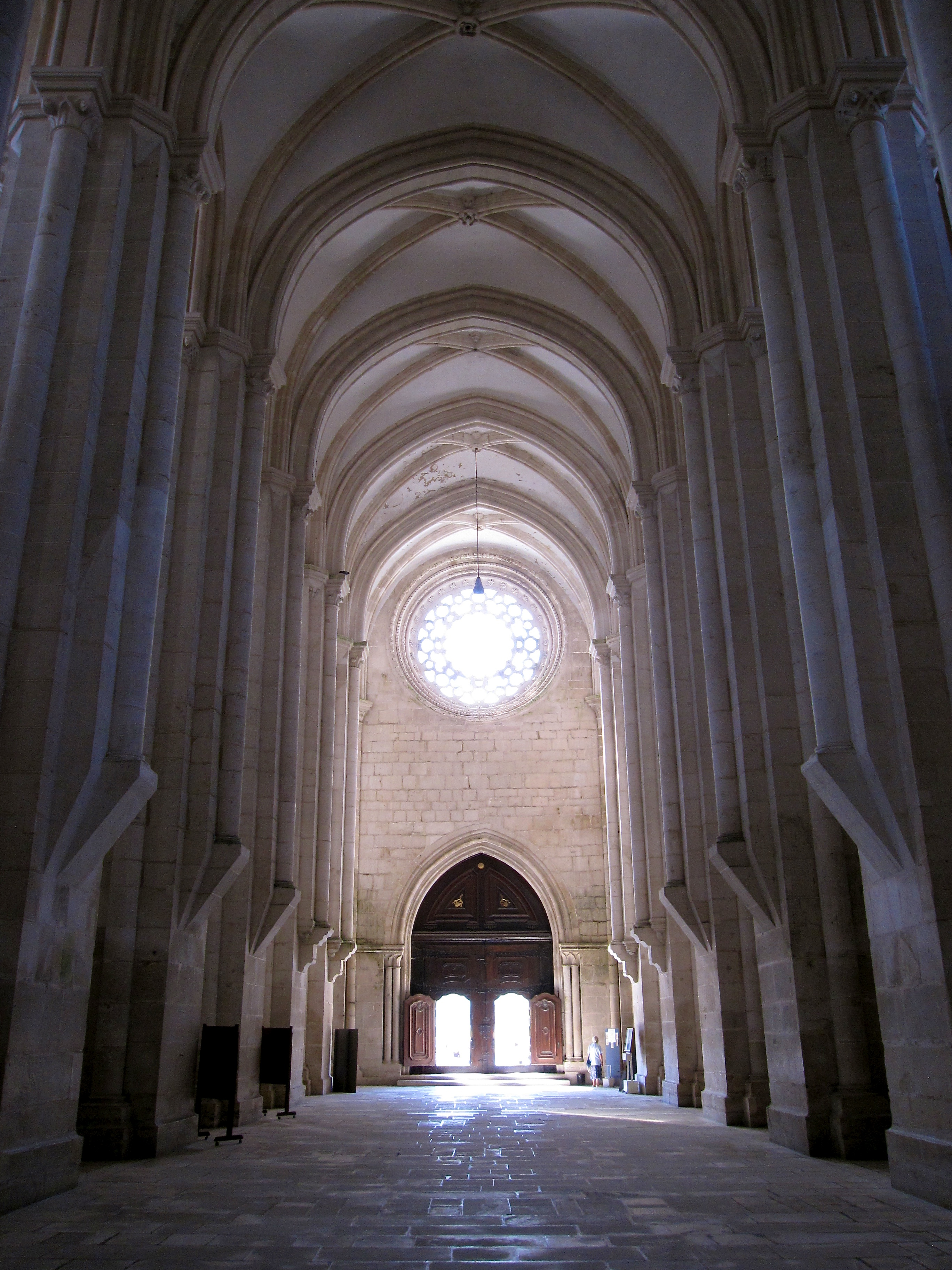
Nave do Mosteiro de Alcobaça em Portugal (1252)
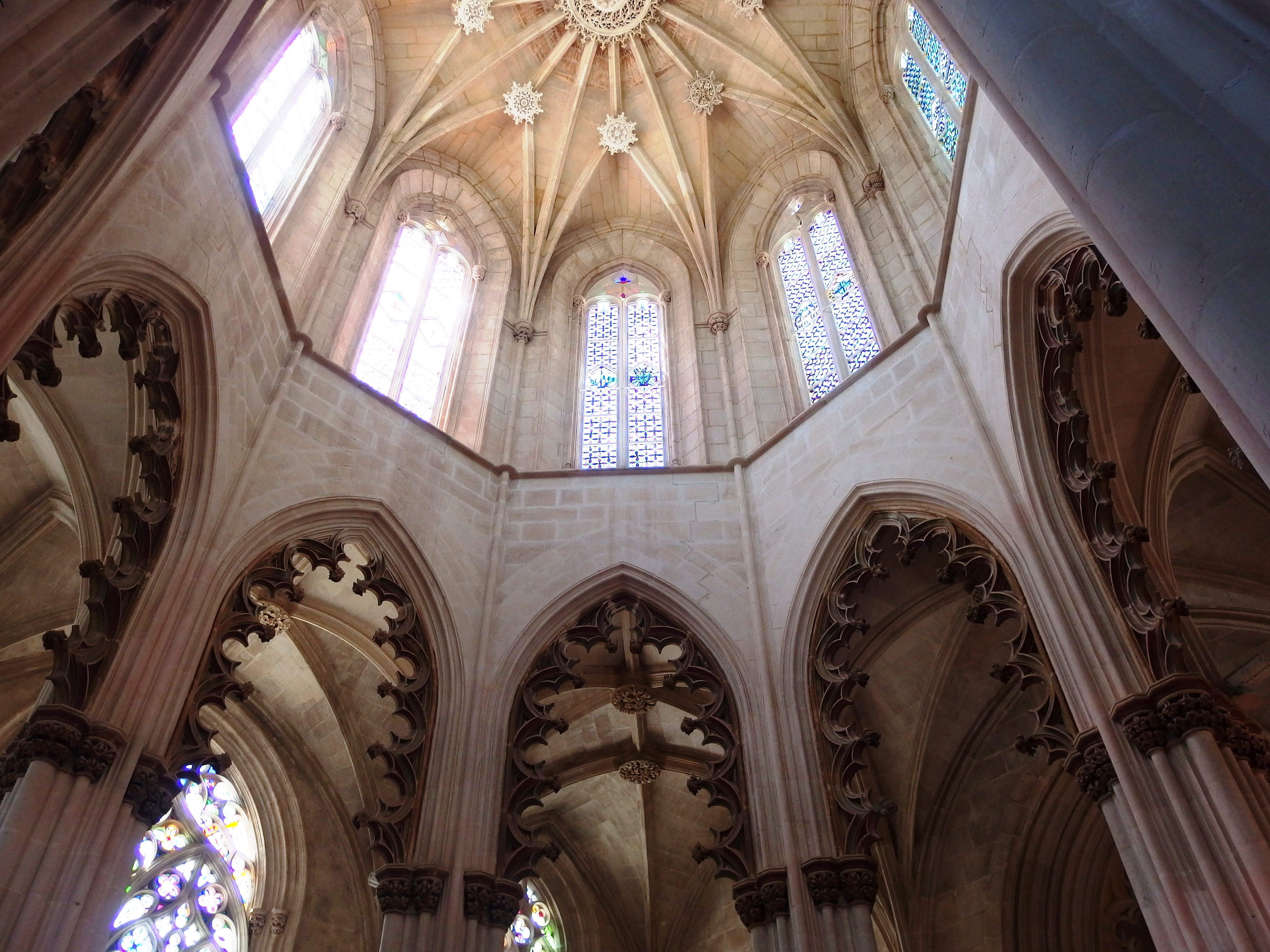
Capela do Fundador, Mosteiro da Batalha, Portugal. (iniciado em 1387)

Uma característica importante da arquitetura da igreja gótica é sua altura, tanto absoluta quanto proporcional à sua largura, a verticalidade sugerindo uma aspiração ao céu. A altura crescente das catedrais no período gótico era acompanhada por uma proporção crescente do muro dedicado às janelas, até que, no final do gótico, os interiores se tornaram como gaiolas de vidro. Isto foi possível graças ao desenvolvimento do arcobotante, que transferiu o impulso do peso do telhado para os suportes fora das paredes. Como resultado, as paredes gradualmente se tornaram mais finas e mais altas, e a alvenaria foi substituída por vidro. A elevação de quatro partes das naves das primeiras catedrais, como Notre-Dame (arcada, tribuna, trifório e claire-voie) foi transformada como no coro da Catedral de Beauvais: as arcadas muito altas, um trifório fino e janelas altas até o teto.
A Catedral de Beauvais chegou ao limite do que era possível com a tecnologia gótica. Uma parte do coro desmoronou em 1284, causando alarme em todas as cidades com catedrais muito altas. Painéis de especialistas foram criados em Siena e Chartres para estudar a estabilidade dessas estruturas. Apenas o transepto e coro de Beauvais foram concluídos, e no século XXI as paredes do transepto foram reforçadas com vigas cruzadas. Nenhuma catedral construída desde então excedeu a altura do coro de Beauvais.
Uma seção do corpo principal de uma igreja gótica geralmente mostra a nave como consideravelmente mais alta do que larga. Na Inglaterra, a proporção às vezes é maior que 2:1, enquanto a maior diferença proporcional alcançada é na Catedral de Colônia, com uma proporção de 3,6:1. A mais alta abóbada interna fica na Catedral de Beauvais a 48 metros (157 pés).

### Vitrais e Iluminação

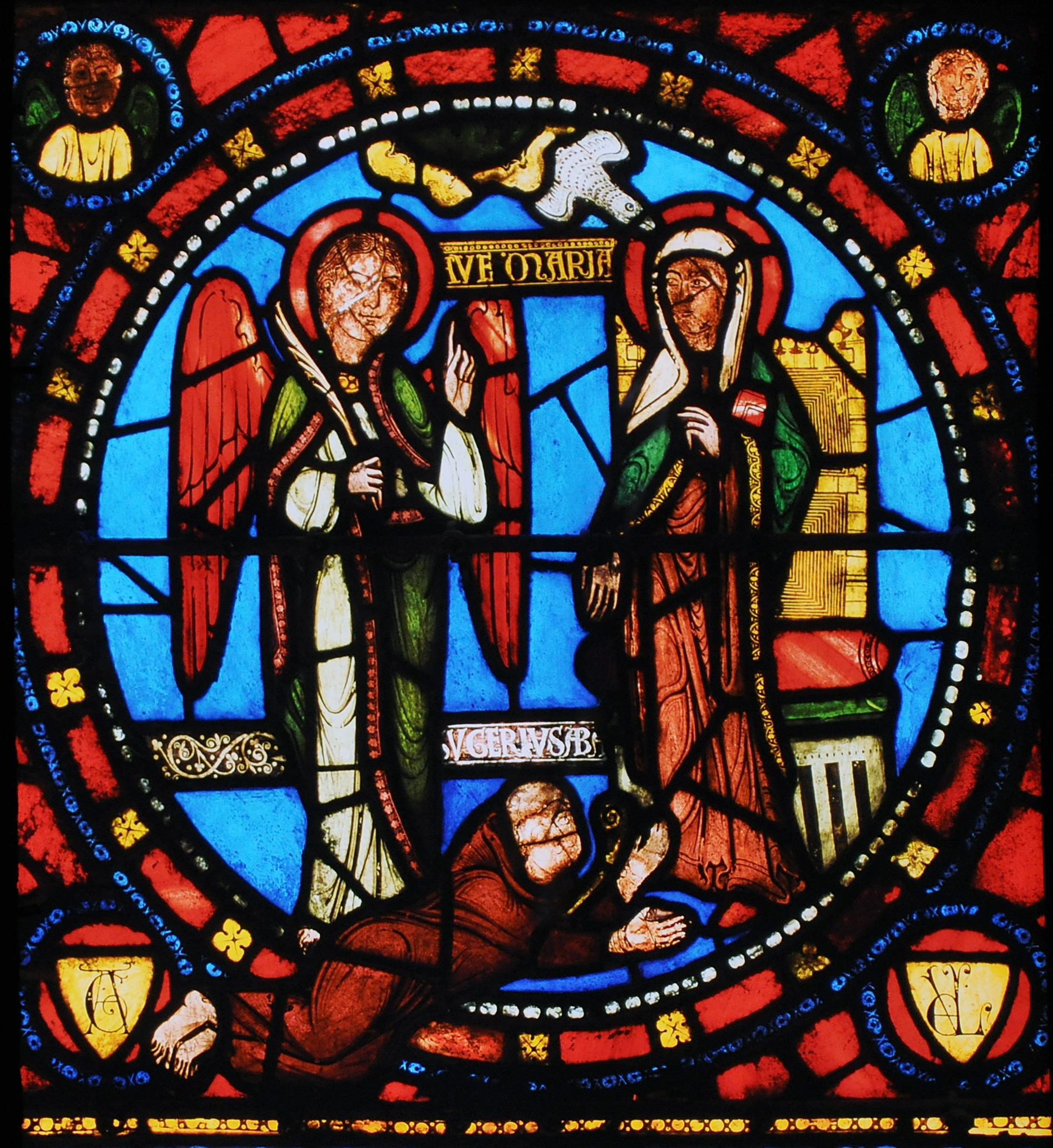
Abadia de Saint-Denis, o abade Suger representado aos pés da Virgem Maria (século XII)
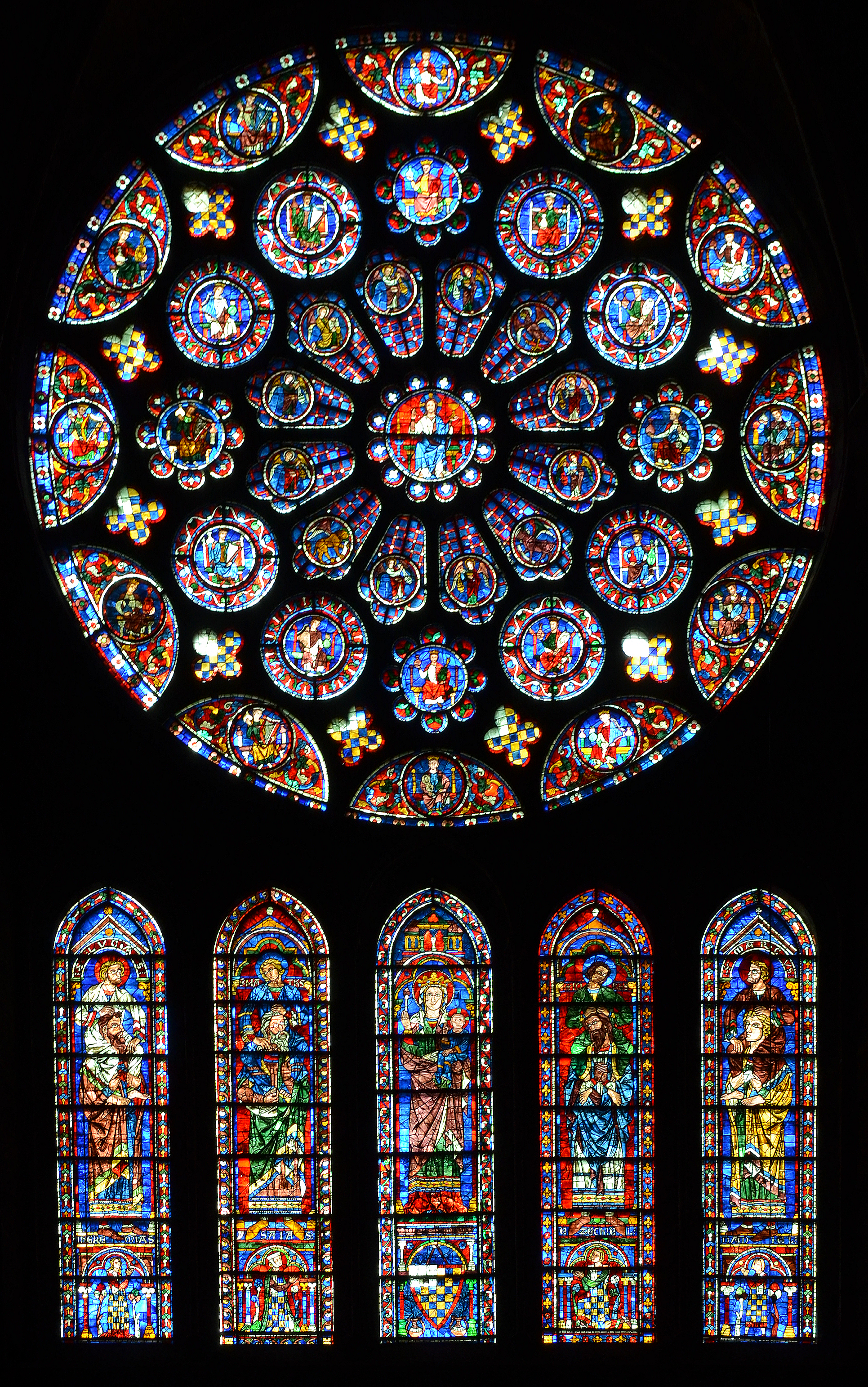
Rosácea do Transepto Sul da Catedral de Chartres (1221-1230)
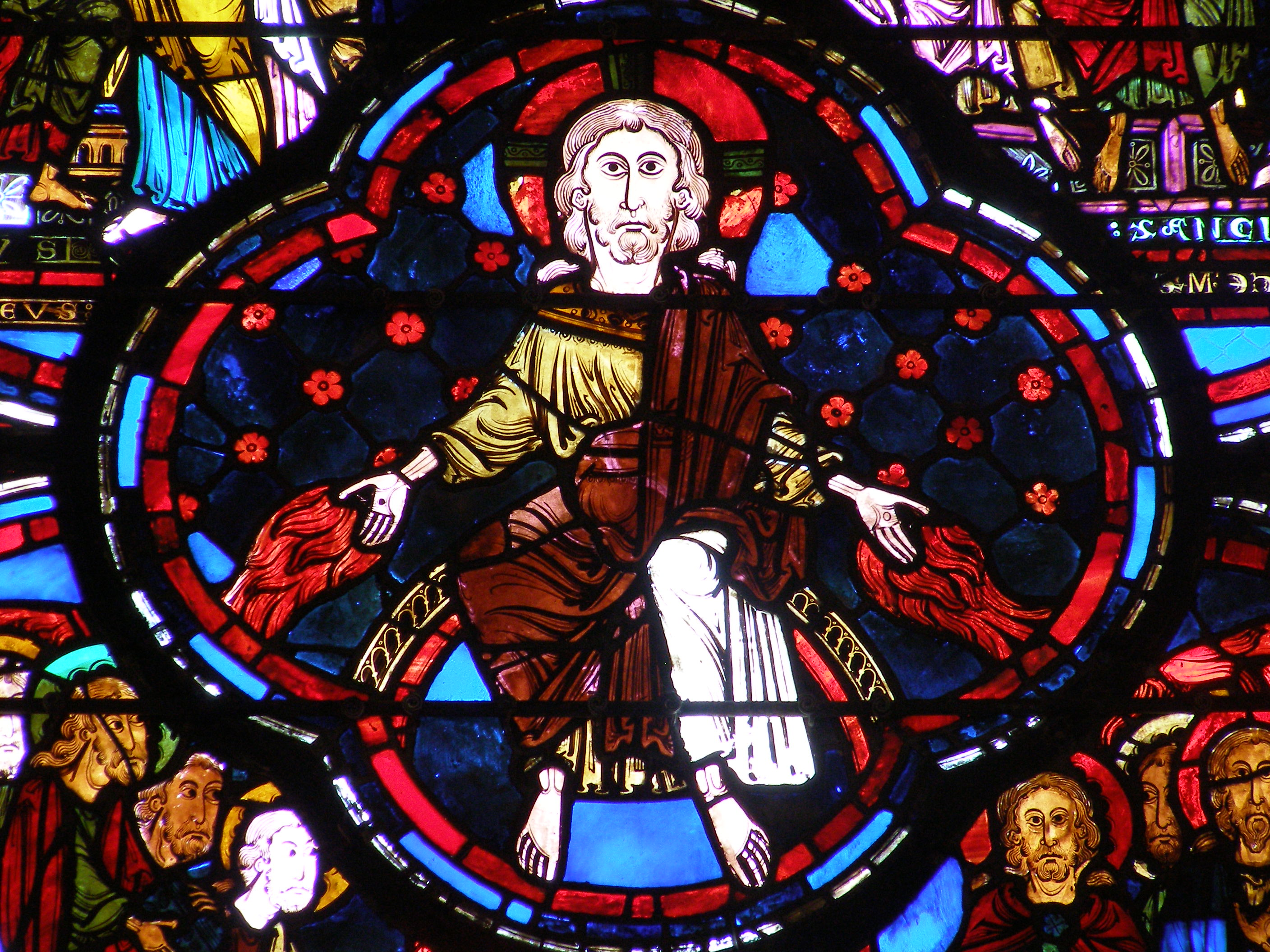
Detalhe da janela do Apocalipse, Catedral de Bourges, início do século XIII
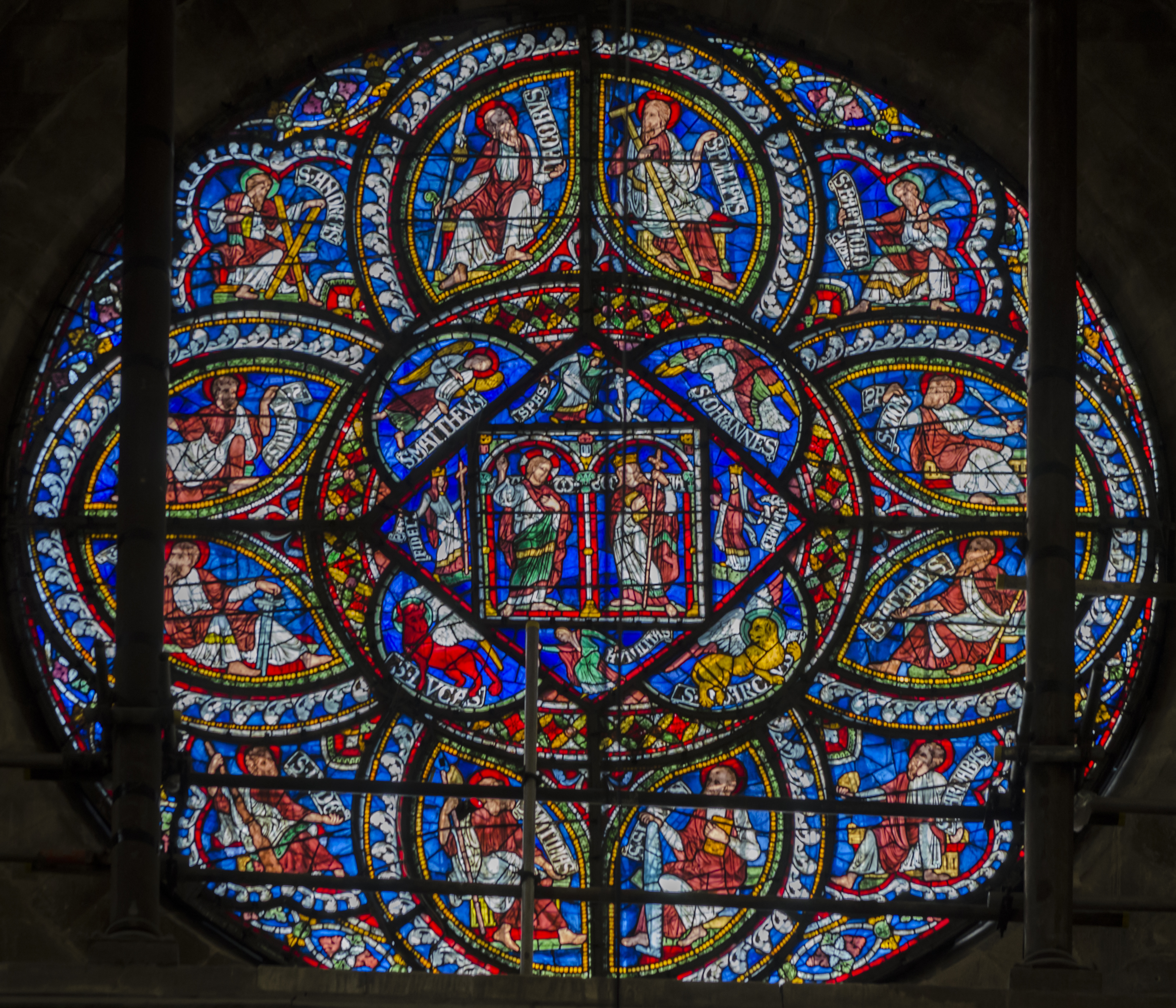
Óculo sul da Catedral de Cantuária. Ele contém catorze das seções de vidro originais do século XII
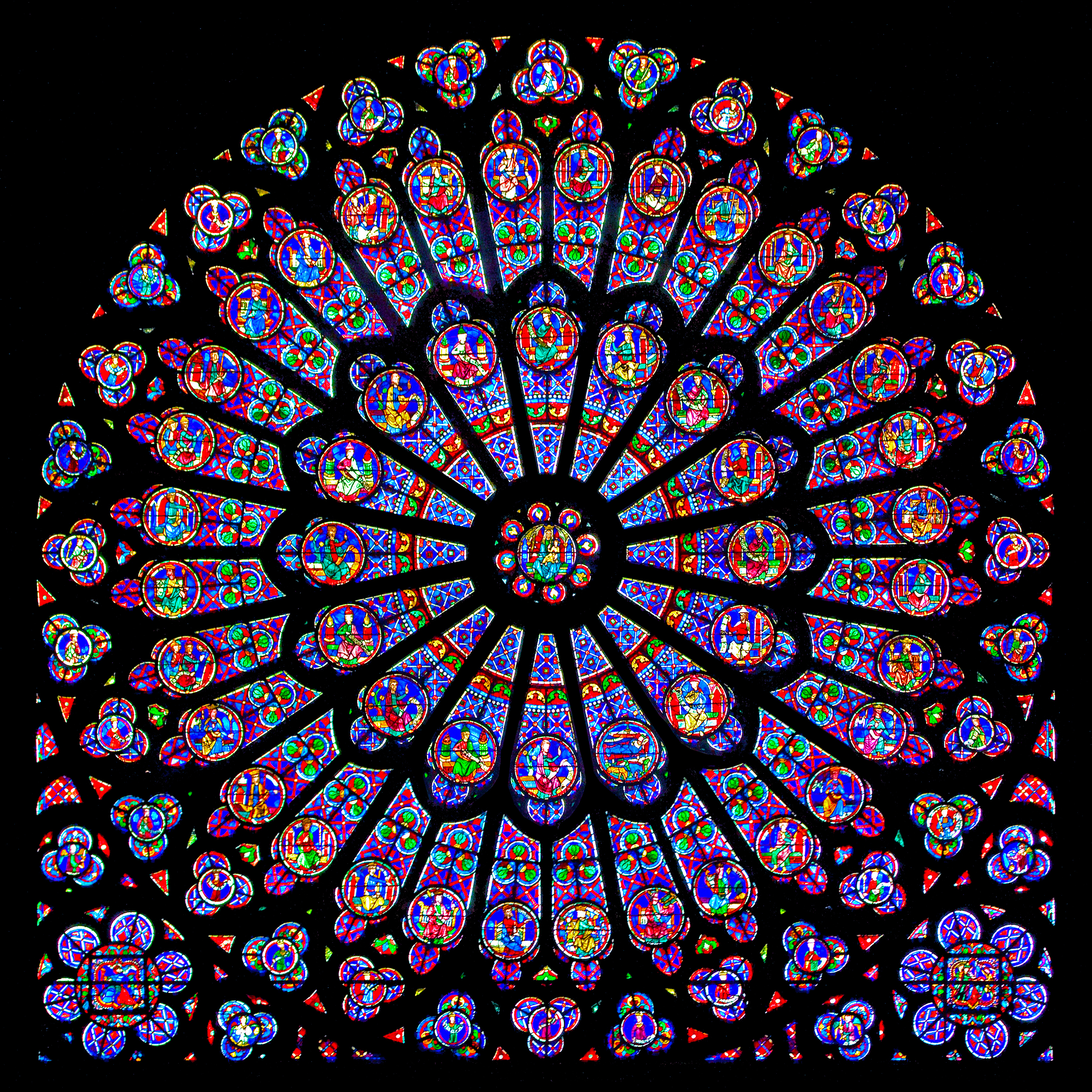
A rosácea norte em estilo Rayonnant da Notre-Dame de Paris

Uma das características mais proeminentes da arquitetura gótica era o uso de vitrais, que cresciam em altura e tamanho, enchendo as catedrais de luz e cor. Historiadores como Viollet-le-Duc, Focillon, Aubert e Max Dvořák afirmaram que esta é uma das características mais universais do estilo gótico. Os vitrais, elementos centrais dessa nova estética, transformavam a luz natural num caleidoscópio de cores e significados, criando ambientes que convidavam à introspecção e à elevação espiritual. Cada janela colorida não era apenas um recurso decorativo, mas um meio de transmitir histórias sagradas e simbolizar a presença do divino.
Ensinamentos religiosos na Idade Média, particularmente os escritos do religioso Pseudo-Dionísio, um místico do século VI cujo livro, A Hierarquia Celestial, era popular entre os monges na França, pois ensinava que toda a luz era divina. Quando o Abade Suger ordenou a reconstrução da Basílica de Saint-Denis, ele instruiu que as janelas do coro admitissem o máximo de luz possível.
Muitas igrejas românicas anteriores tinham vitrais, e muitas tinham janelas redondas, chamadas oculi, mas essas janelas eram necessariamente pequenas, devido à espessura das paredes. As decorações interiores primárias das catedrais românicas foram pintadas com murais. No período gótico, as melhorias nas arcadas e arcobotantes permitiram que as muralhas da Catedral fossem mais altas, mais finas e mais fortes, e as janelas eram consequentemente consideravelmente maiores. As janelas das igrejas no final do período gótico, como a Sainte Chapelle em Paris, enchiam a parede inteira entre as nervuras de pedra. Janelas enormes também eram um elemento importante da York Minster e da Catedral de Gloucester.
A principal ameaça às janelas da catedral era o vento; as molduras precisavam ser extremamente fortes. As primeiras janelas estavam encaixadas em aberturas cortadas na pedra. Os pequenos pedaços de vidro colorido foram unidos com pedaços de chumbo, e suas superfícies foram pintadas com rostos e outros detalhes; então as janelas foram montadas nos caixilhos de pedra. Finas barras verticais e horizontais de ferro, chamadas de vergettes ou barlotierres, foram colocadas dentro da janela para reforçar o vidro. Para obter-se um vitral na época, era necessário que um artesão realizasse um processo de coloração da peça de vidro. Durante este processo, o vidro cru era misturado a outros componentes químicos que determinavam a respectiva tonalidade, durante a fase de derretimento. Este processo mantinha o vidro com um tom de cor sem que bloqueasse os raios solares. Após este procedimento o vidro era aquecido e moldado.[carece de fontes?]
As histórias contadas no vidro eram geralmente episódios da Bíblia, mas às vezes também ilustravam as profissões das guildas que financiavam as janelas, como os vendedores, os pedreiros ou os fabricantes de barris.
Grande parte dos vitrais nas catedrais góticas de hoje datam de restaurações posteriores, mas algumas catedrais, como a Catedral de Chartres e a Catedral de Bourges, ainda têm muitas de suas janelas originais.
Assim como os vitrais, as rosáceas visam estabelecer um ambiente iluminado no interior das estruturas góticas, porém possuem algumas características diferentes. Estão localizadas, geralmente, em um local alto nos estabelecimentos eclesiásticos, geralmente em regiões próximas ao portal da fachada principal a Oeste ou mesmo no transepto, em pelo menos um de seus extremos. As rosáceas fazem alusão à personagens cristãos como Jesus Cristo (que é representado pelo sol) e Maria (representada pela rosa).

### Portais e Tímpano

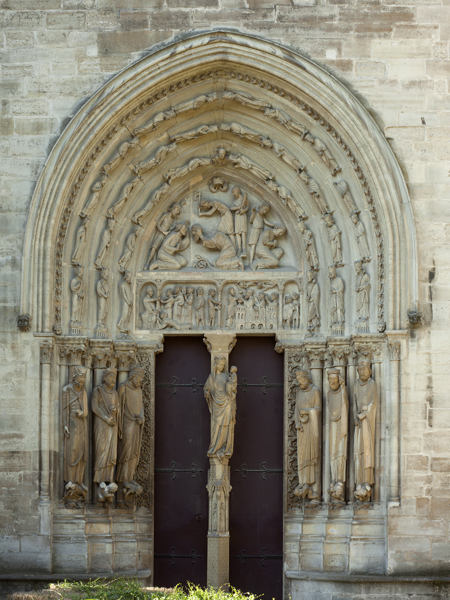
Portal norte da Basílica de Saint-Denis, com tímpano inicial e colunas feitas de figuras alongadas (1135-1140)
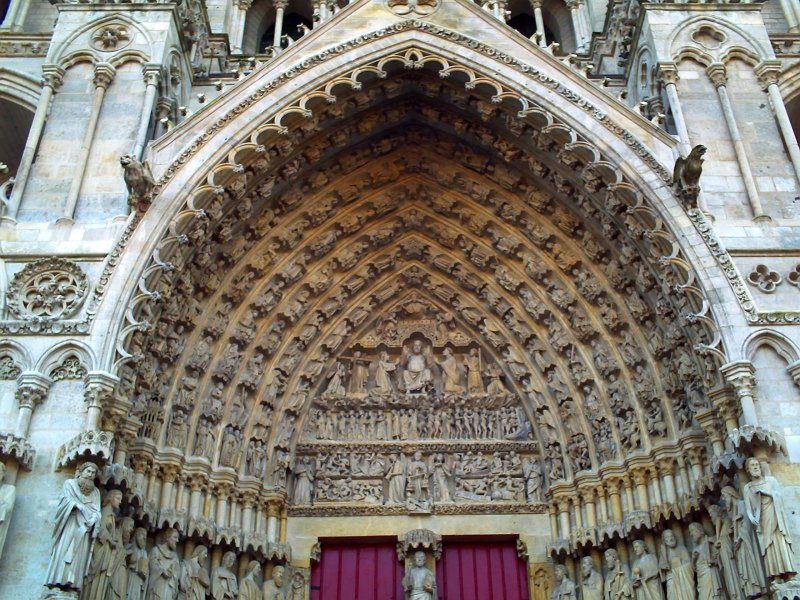
Tímpano do Dia do Julgamento na Catedral de Amiens (1220-1270), o qual iria virar protótipo de outros portais góticos elevados.
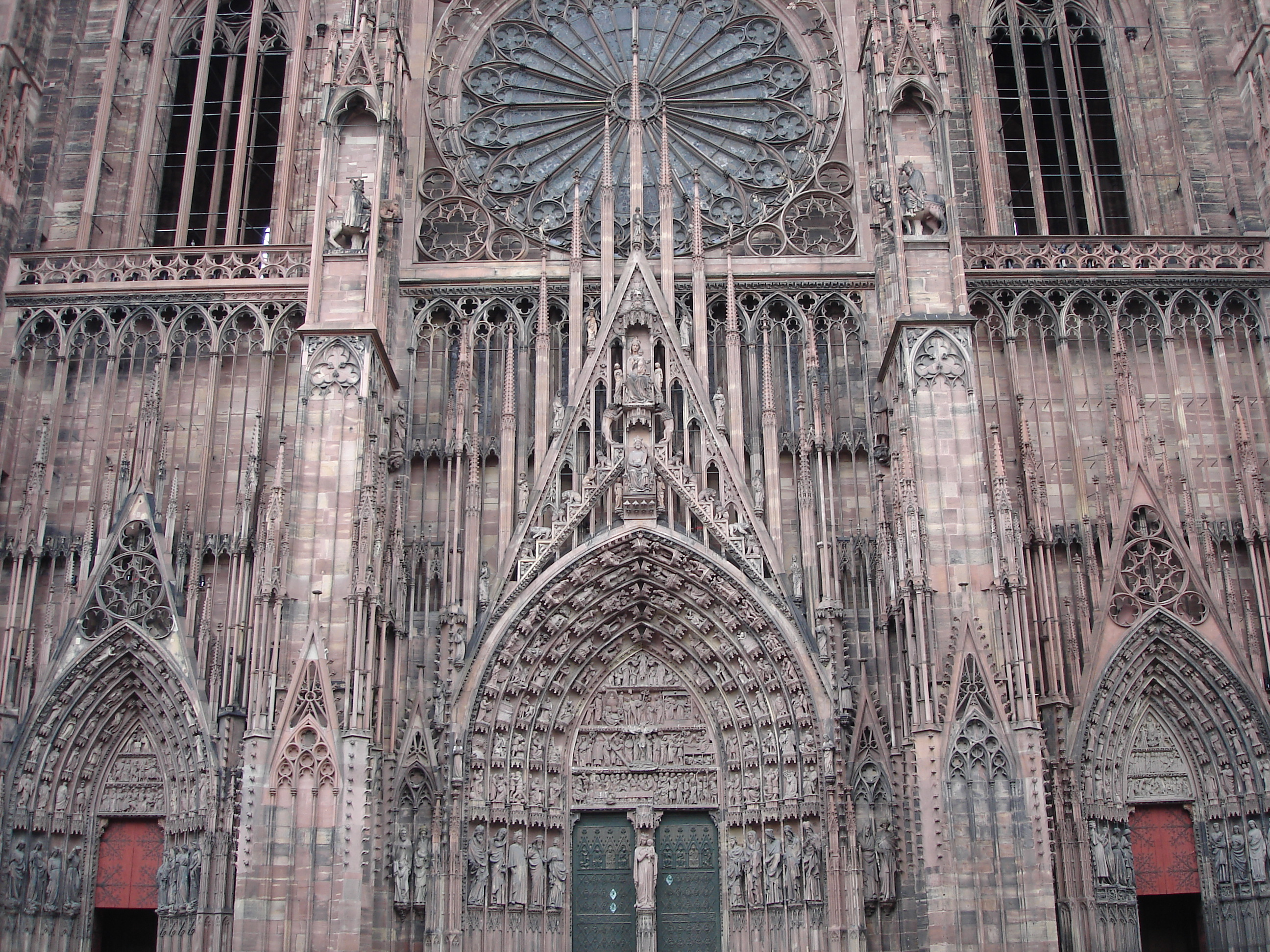
Portais e tímpano da Catedral de Estrasburgo (início 1176)
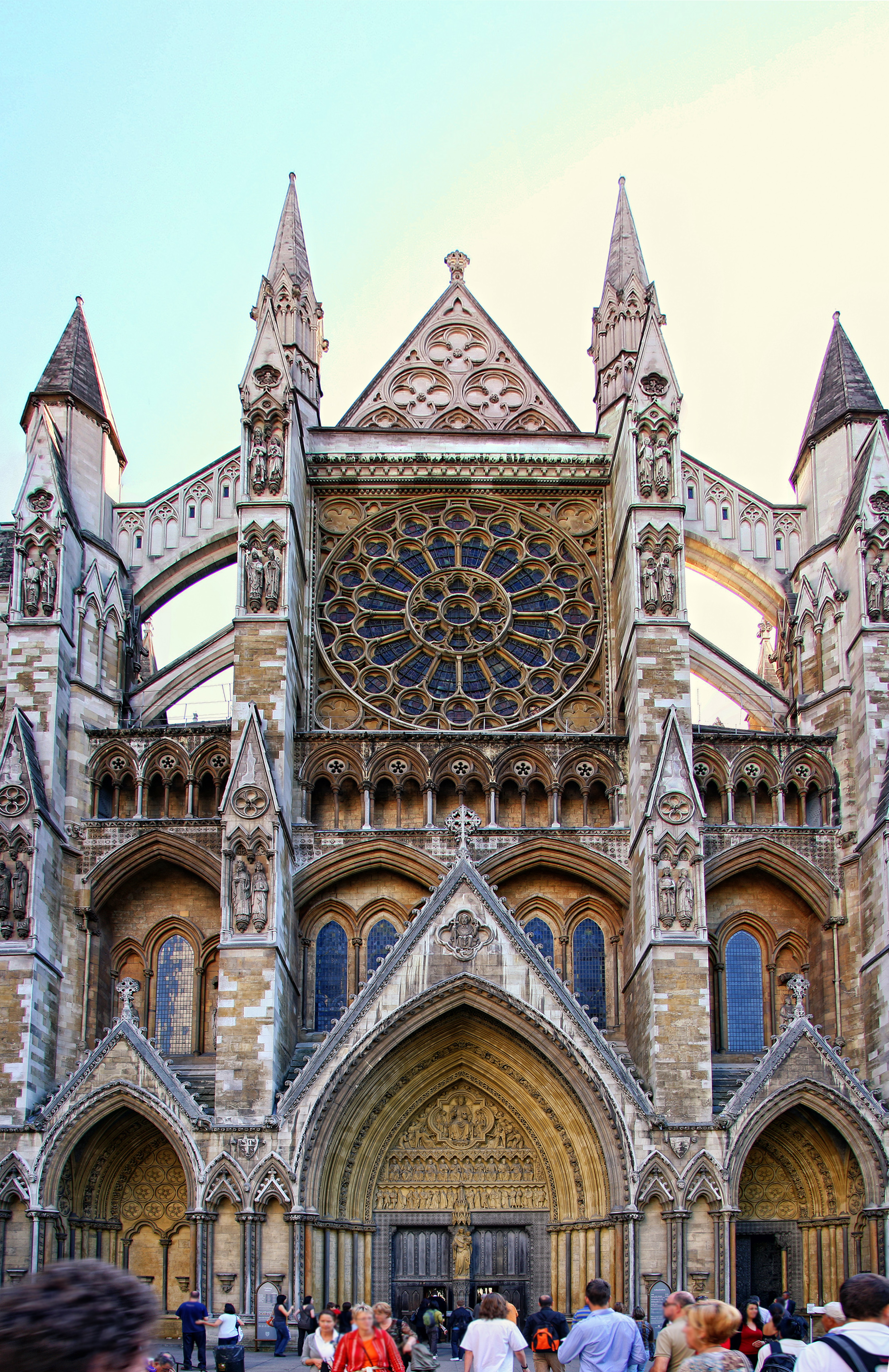
Portal norte da Abadia de Westminster (iniciado em 1245)
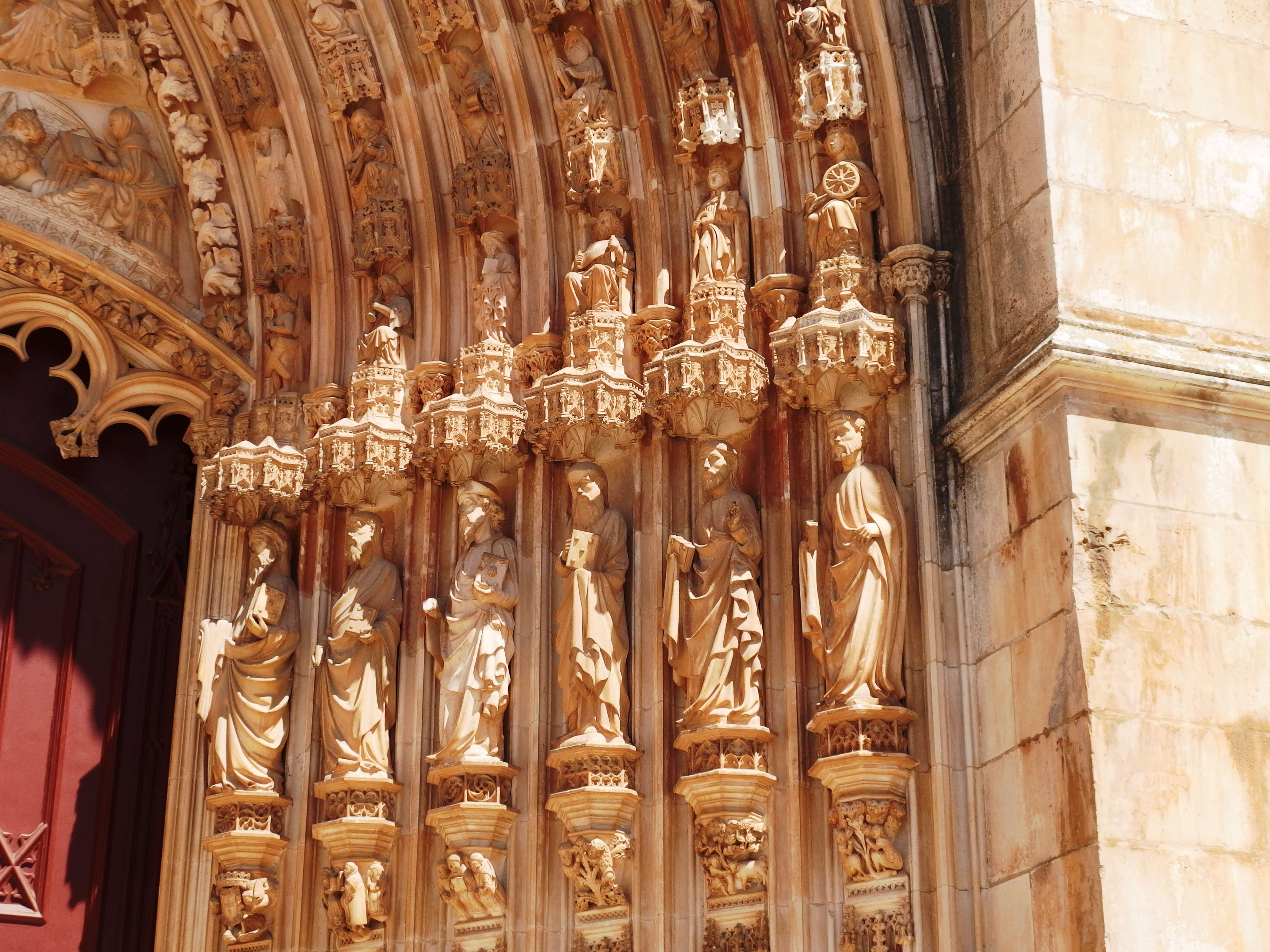
Portal Oeste do Mosteiro da Batalha, Portugal (Iniciado em 1383)
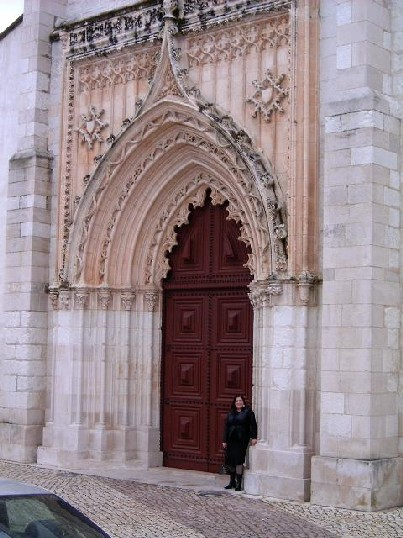
Portal da igreja da Graça, Santarém, Portugal (iniciada em 1380)

As antigas catedrais góticas tradicionalmente têm sua entrada principal no extremo oeste da igreja, em frente ao coro. Baseado no modelo da Basílica de Saint-Denis e da Notre-Dame de Paris, há geralmente três portas com arcos pontiagudos, ricamente preenchidos com esculturas. O tímpano, ou arco, sobre cada porta é preenchido com estátuas realísticas que ilustram histórias bíblicas, e as colunas entre as portas são muitas vezes também cheias de estátuas. Seguindo o exemplo de Amiens, o tímpano sobre o portal central representava tradicionalmente o Juízo Final, o portal da direita mostrava a coroação da Virgem Maria e o portal da esquerda mostrava as vidas dos santos que eram importantes na diocese.
A iconografia da decoração escultural na fachada não foi deixada para os artistas. Um decreto do Segundo Concílio de Niceia, em 787, estabeleceu as regras: "A composição das imagens religiosas não deve ser deixada à inspiração dos artistas; é derivada dos princípios estabelecidos pela Igreja Católica e pela tradição religiosa. Somente a arte pertence ao artista, a composição pertence aos Padres".
Os portais e interiores eram muito mais coloridos do que são hoje. Cada escultura no tímpano e no interior era pintada pelo peintre imagier, ou pintor de imagens, seguindo um sistema de cores codificado no século XII: amarelo, chamado gold, simbolizava inteligência, grandeza e virtude; branco, chamado argent, simbolizava pureza, sabedoria e correção; preto, ou sable, significava tristeza, mas também vontade; verde, ou sinopole, representava esperança, liberdade e alegria; vermelho ou guelues significava caridade ou vitória; azul ou azure simbolizava o céu, fidelidade e perseverança; e violeta, ou pourpre era a cor da realeza e soberania.

### Torres e pináculos

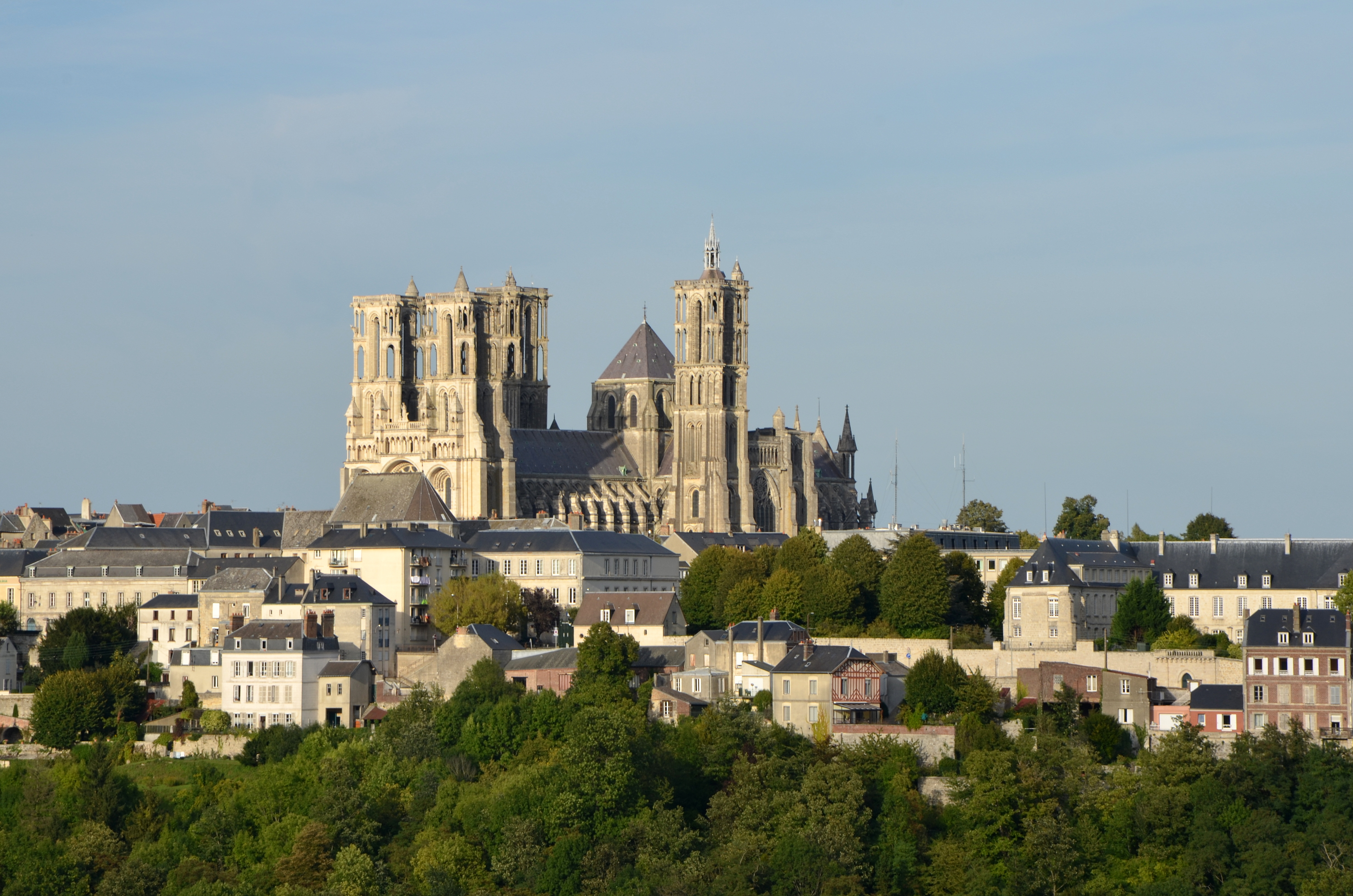
Catedral de Laon, com cinco torres (1160-1230)
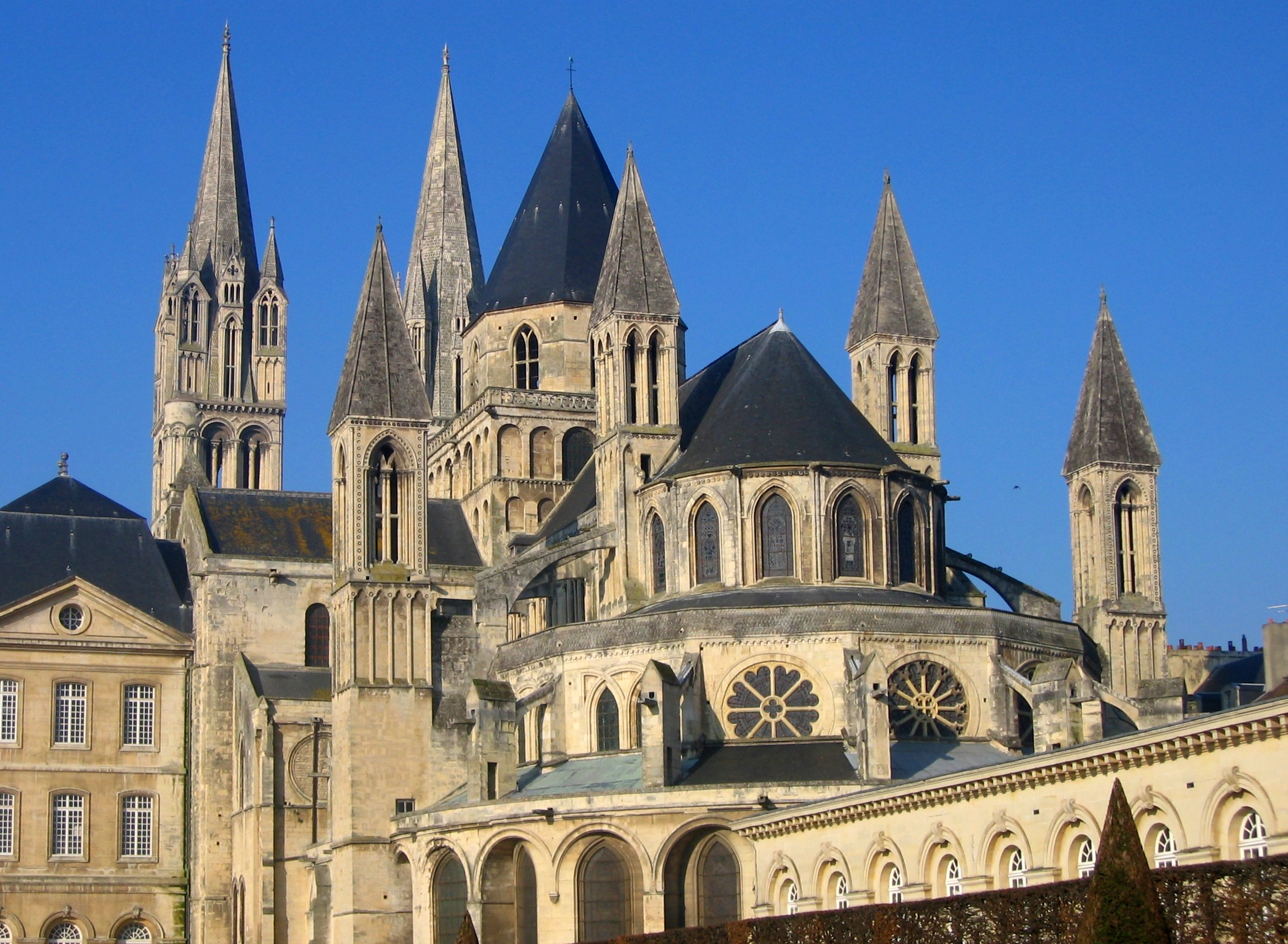
A Abadia de Saint-Étienne, em Caen, reconstruída do românico ao gótico, tem nove torres (século XIII)
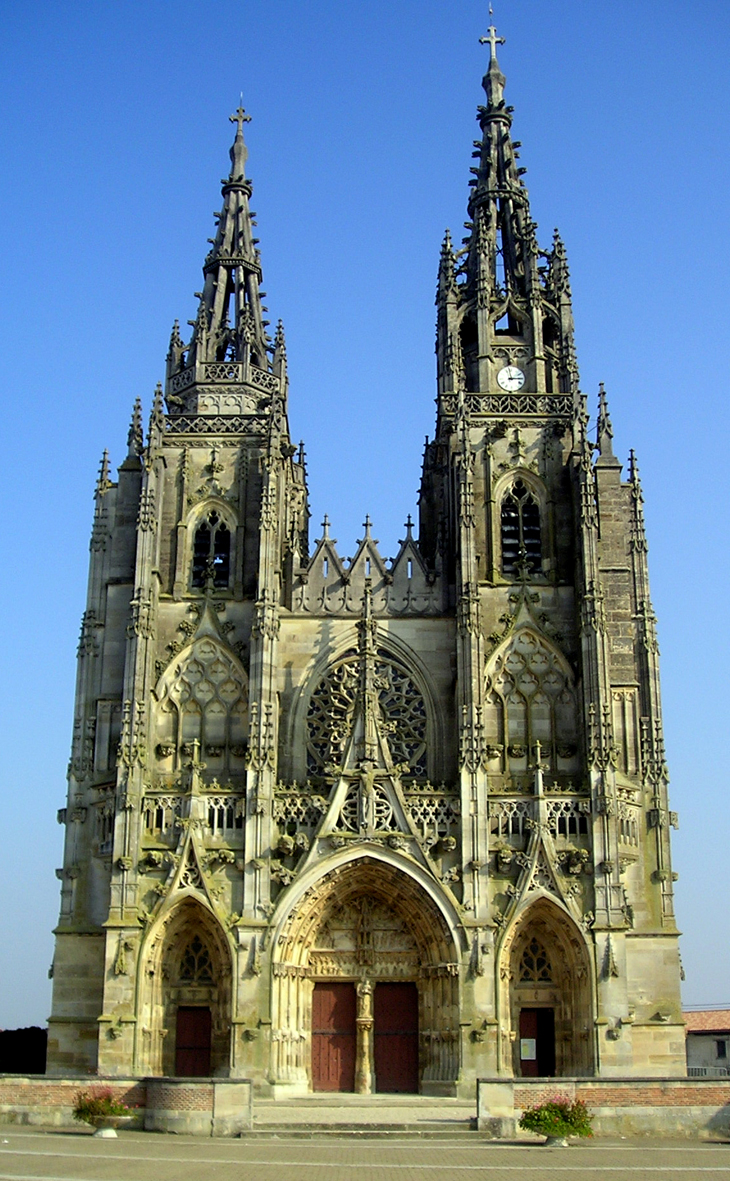
Basílica de Notre-Dame de l'Épine, perto de Verdun, (1420) um exemplar de torres góticas Flamboyant
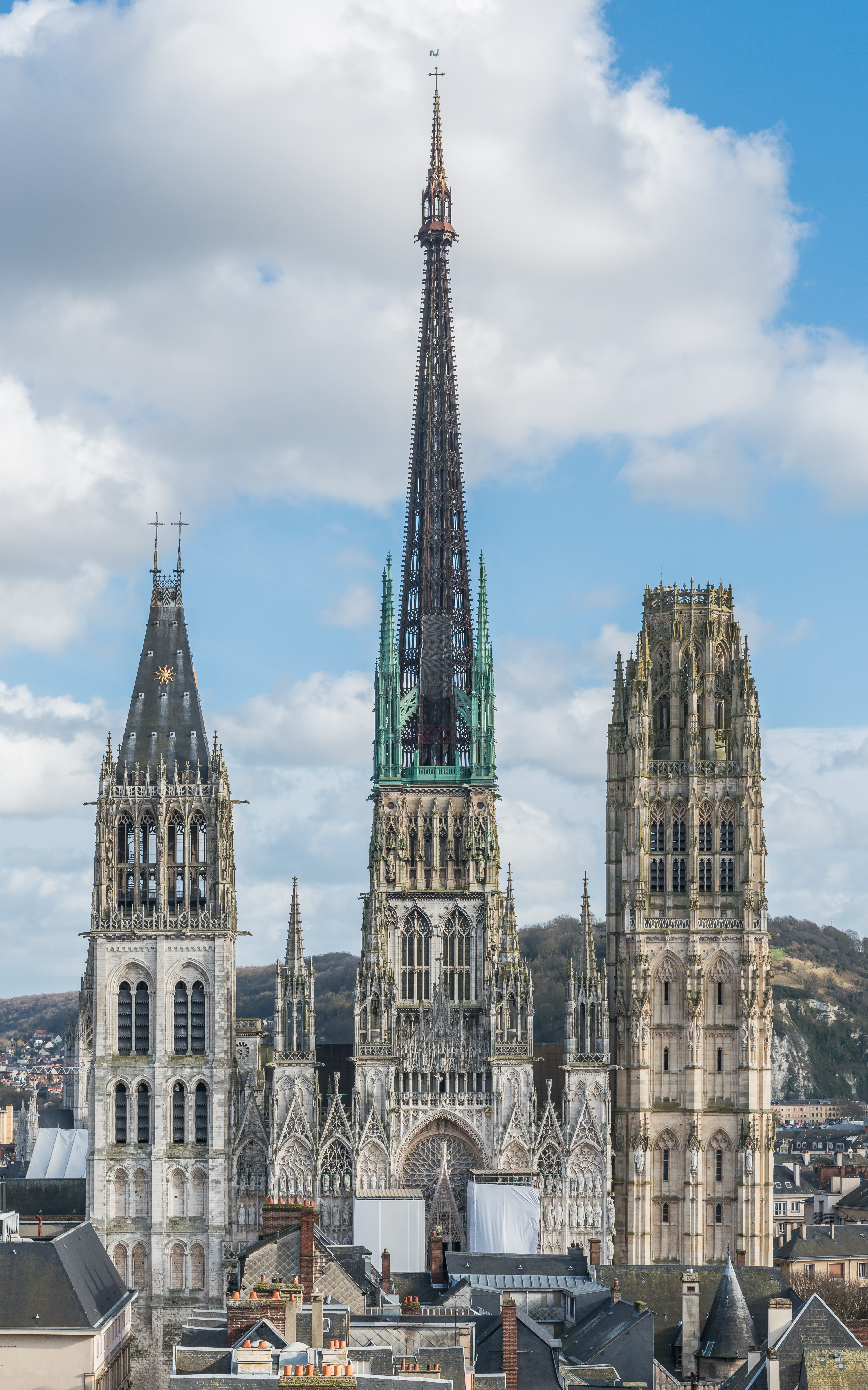
Torres da Catedral de Rouen (séculos XV e XVI)
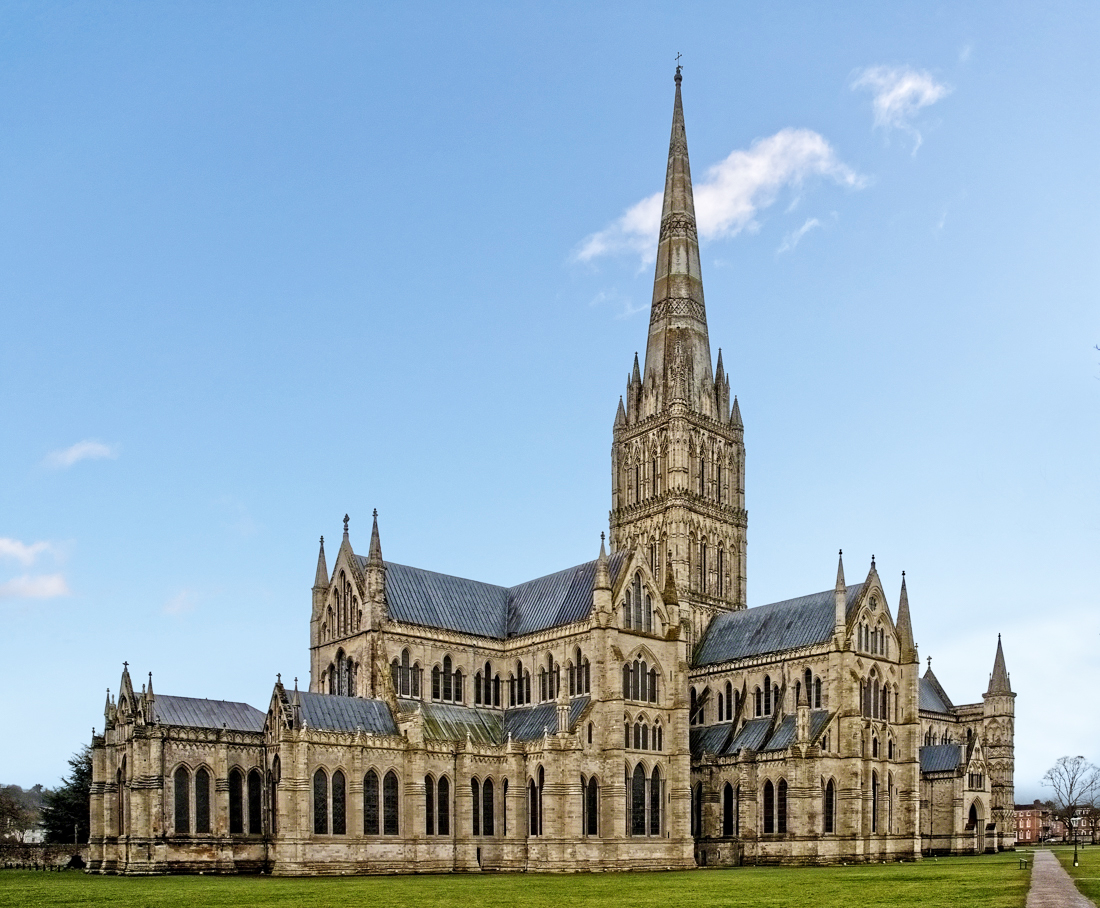
Torre da Catedral de Salisbury, a mais alta da Grã-Bretanha (1220-1258)

O projeto para a Basílica de Saint-Denis pedia duas torres de igual altura na fachada oeste, e esse plano geral foi copiado em Notre-Dame e na maioria das primeiras catedrais. As torres de Notre-Dame de Paris, de 69 metros de altura (226 pés), deveriam ser vistas em toda a cidade; elas eram as torres mais altas de Paris até a conclusão da Torre Eiffel em 1889. Uma competição informal mas vigorosa começou no norte da França para as torres mais altas de catedrais.
Para tornar as igrejas mais altas e proeminentes, e visíveis à distância, os construtores "herdeiros" frequentemente acrescentavam uma flèche (uma "agulha" de estilo único, usualmente feito de madeira e coberto com chumbo), ao topo de cada torre, ou, como em Notre-Dame de Paris, no centro do transepto. Mais tarde, ainda no período gótico, torres mais massivas foram construídas sobre o transepto, rivalizando ou ultrapassando em altura as torres da fachada.
As torres eram geralmente a última parte da catedral a ser construída. Elas foram construídas, em muitas vezes, anos ou décadas após o resto do edifício. Às vezes, quando as torres eram construídas, os planos mudavam ou o dinheiro acabava. Como resultado, algumas catedrais góticas tinham apenas uma torre, ou duas torres de diferentes alturas ou estilos. Por outro lado, a Catedral de Laon, iniciada pouco antes de Notre-Dame, ostentava cinco torres; dois na fachada, dois no transepto e uma na lanterna central. Outros dois foram planejados, mas não construídos. A Abadia de Saint-Étienne, em Caen, originalmente construída em estilo românico, foi reconstruída com nove torres góticas no século XIII.
A competição informal pela igreja mais alta da Europa continuou por todo o período gótico, às vezes com resultados desastrosos. A Catedral de Beauvais tinha a torre mais alta (153 metros ou 512 pés), concluída em 1569, por um breve período, até que sua torre desabou num vendaval em 1573. A Catedral de Lincoln (159,7 metros ou 524 pés) também teve o recorde de 1311 até 1549 até que sua torre também desmoronou. Hoje, a torre de catedral mais alta da França é a da Catedral de Rouen, e a Catedral de Colônia (151 metros ou 495 pés) é a catedral mais alta da Europa.
A Antiga Catedral gótica de São Paulo (1087–1314) foi a catedral mais alta da Inglaterra até ser destruída pelo Grande Incêndio de Londres em 1666. Hoje, a torre gótica e pináculo mais altas combinadas do Reino Unido pertence à Catedral de Salisbury (123 metros ou 404 pés), construído entre 1220 e 1258.
Na Itália, a torre, se presente, é quase sempre separada do edifício, como na Catedral de Florença, e é frequentemente vindo de uma estrutura anterior. Na França e na Espanha, duas torres na frente são a norma. Na Inglaterra, na Alemanha e na Escandinávia, este é frequentemente o arranjo, mas uma catedral inglesa também pode ser encimada por uma enorme torre no cruzamento. Igrejas menores geralmente têm apenas uma torre, mas isso também pode ser o caso em edifícios maiores, como a Catedral de Salisbury ou a Catedral de Ulm em Ulm, na Alemanha, concluída em 1890 e que possui a torre mais alta do mundo, ligeiramente superior à da Catedral de Lincoln, a mais alta torre que foi realmente concluída durante o período medieval, a 160 metros (520 pés).

### Escultura e decoração

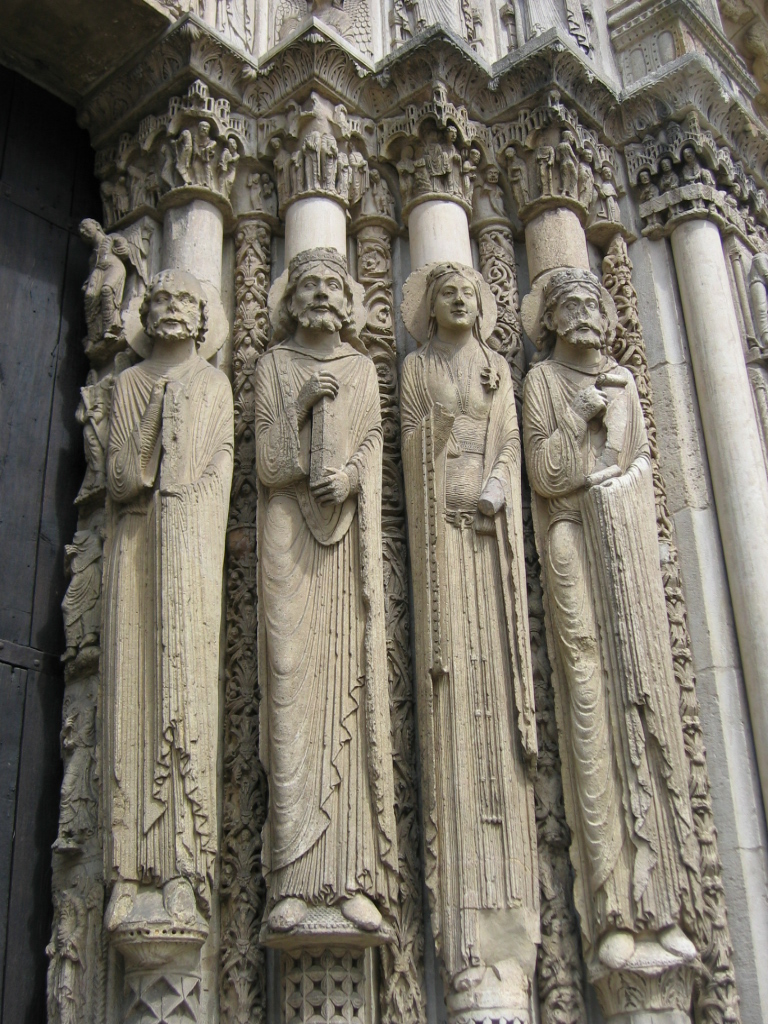
Estátuas de santos são literalmente "pilares da igreja", apoiando o portal da Catedral de Chartres.
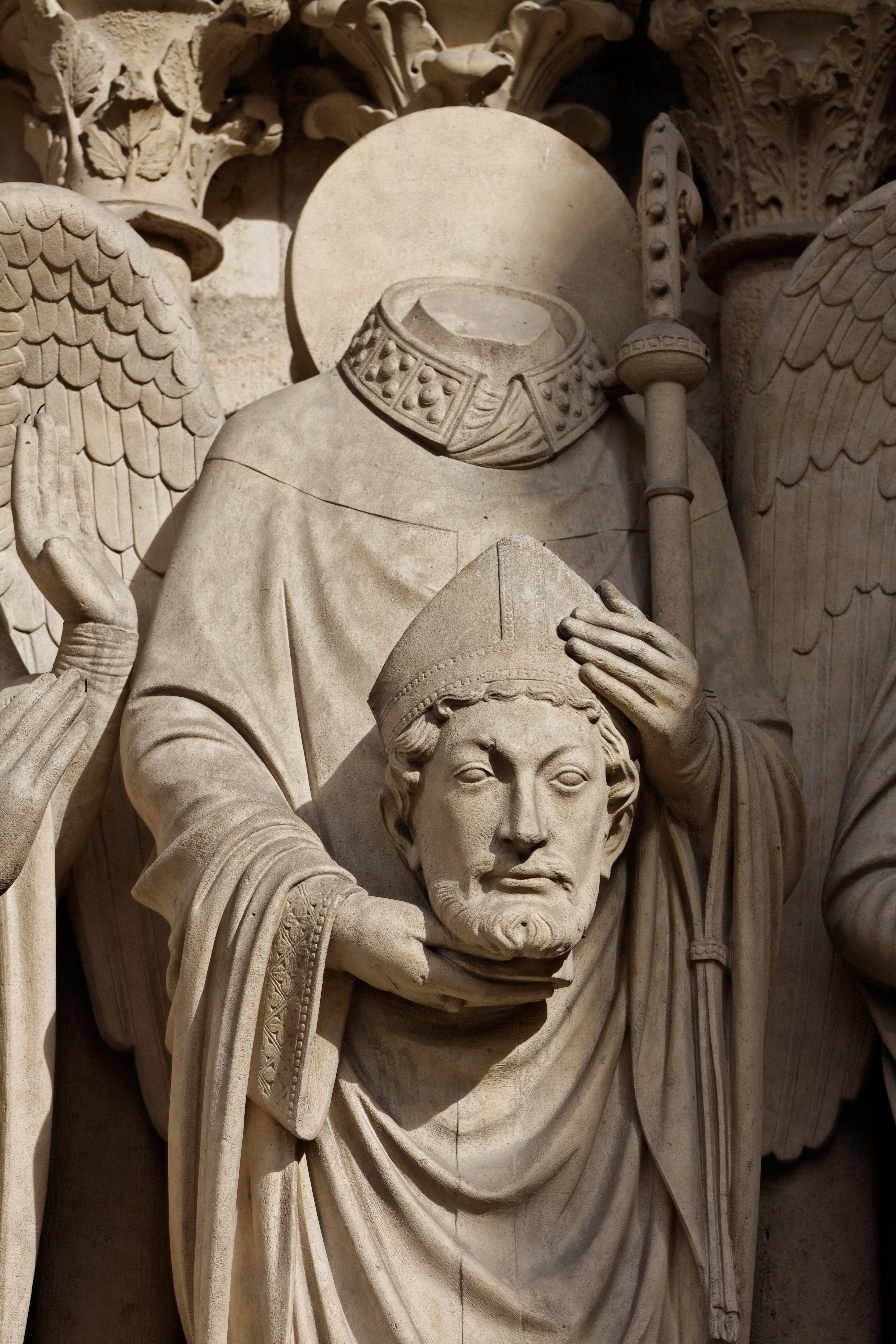
O mártir São Dinis, segurando a cabeça, sobre o Portal da Virgem (Notre-Dame de Paris)
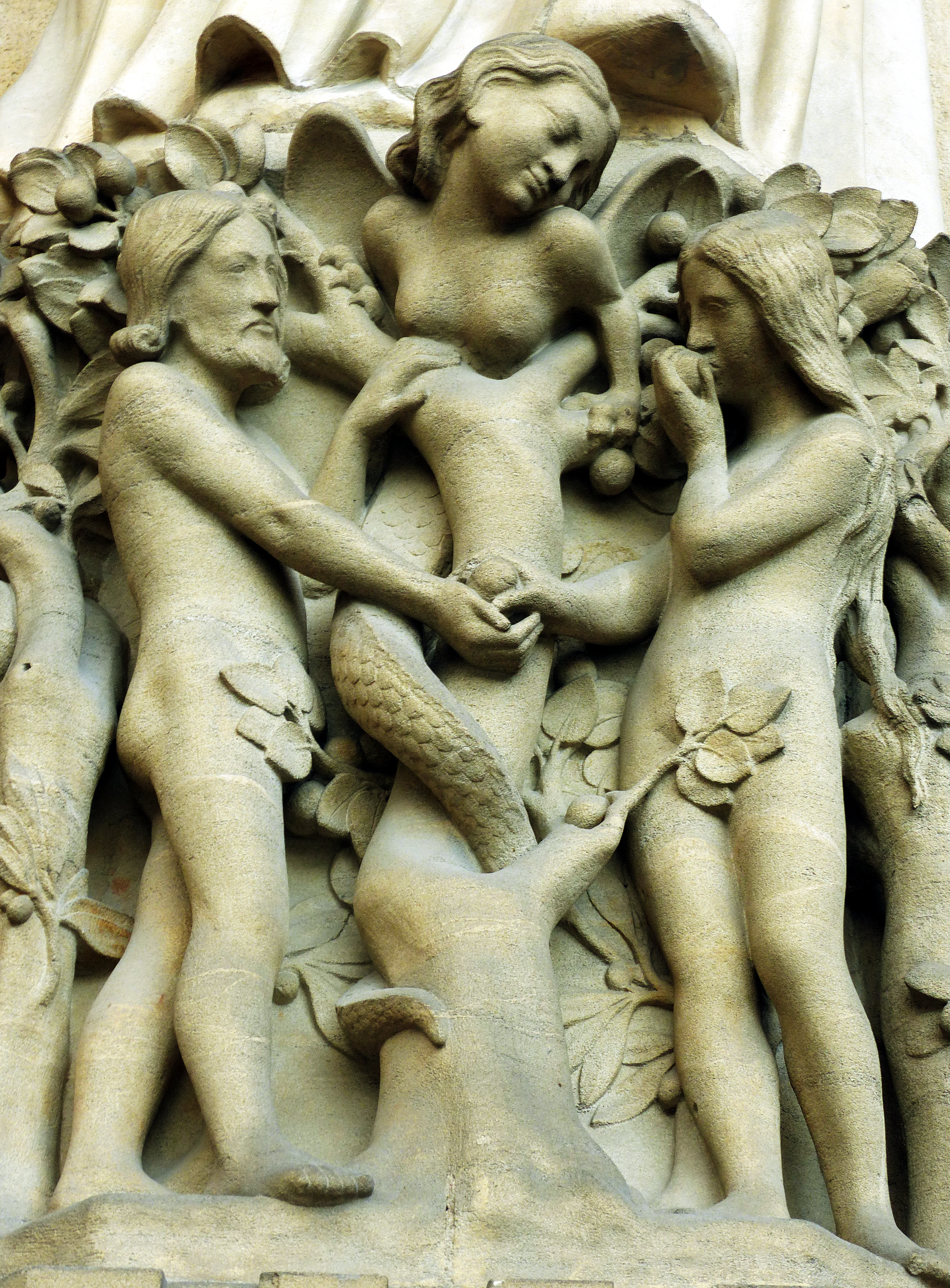
A serpente tenta Adão e Eva; no portal da Virgem da fachada oeste da Notre-Dame de Paris
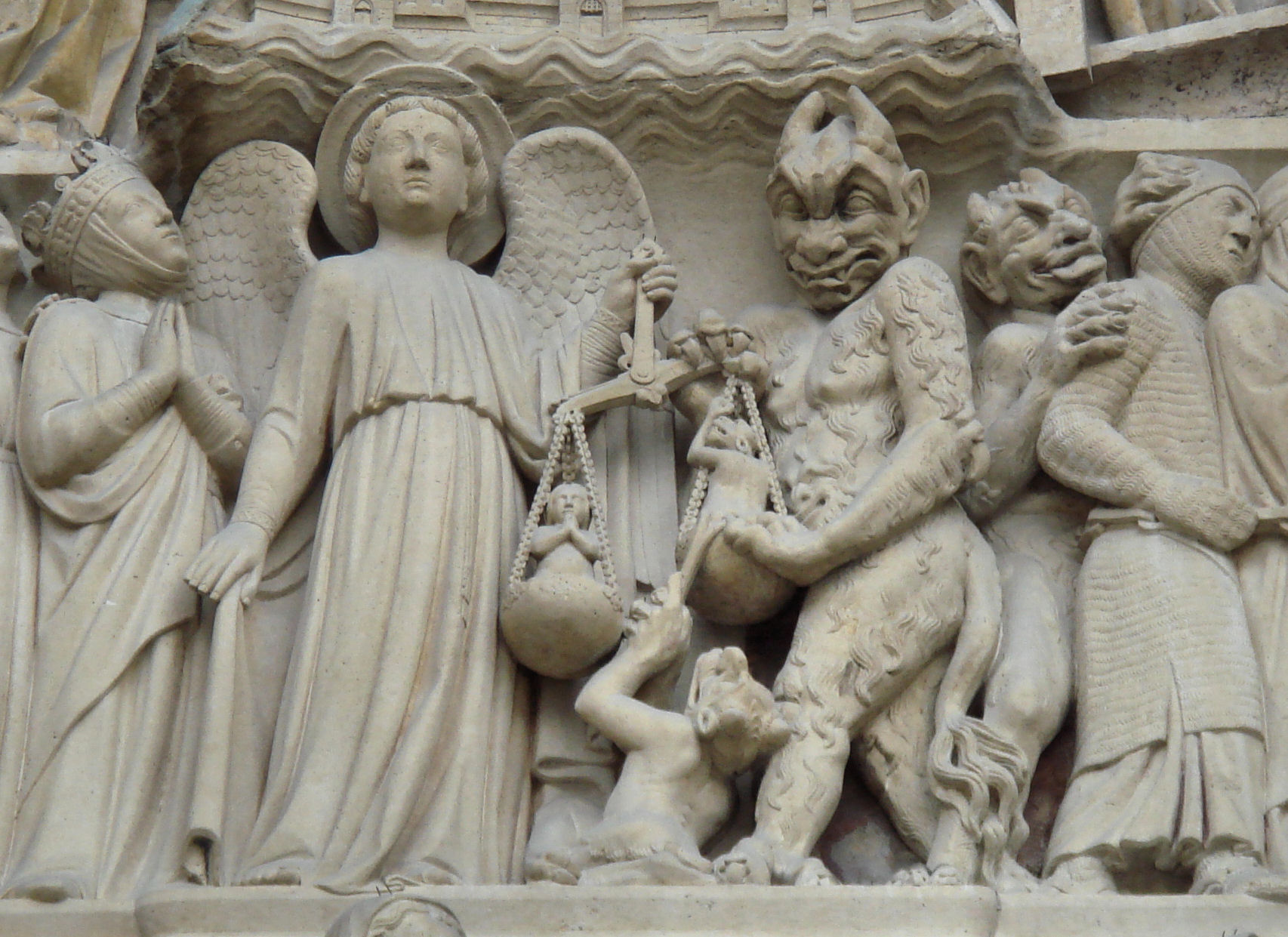
Arcanjo Miguel e Satã pesando almas durante o Juízo Final (portal central da Notre-Dame de Paris, fachada oeste)
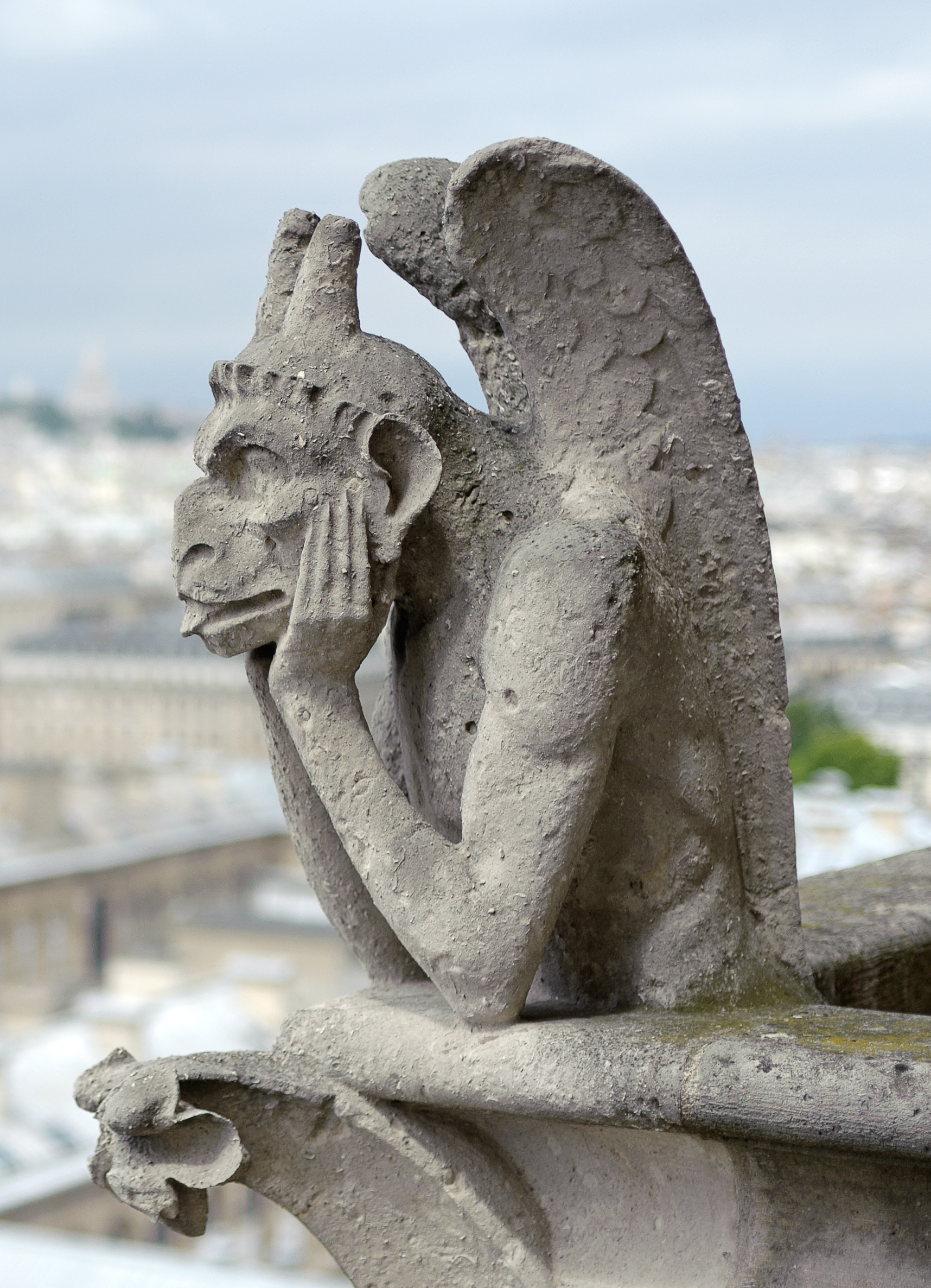
Uma estirge na fachada oeste da Notre-Dame de Paris
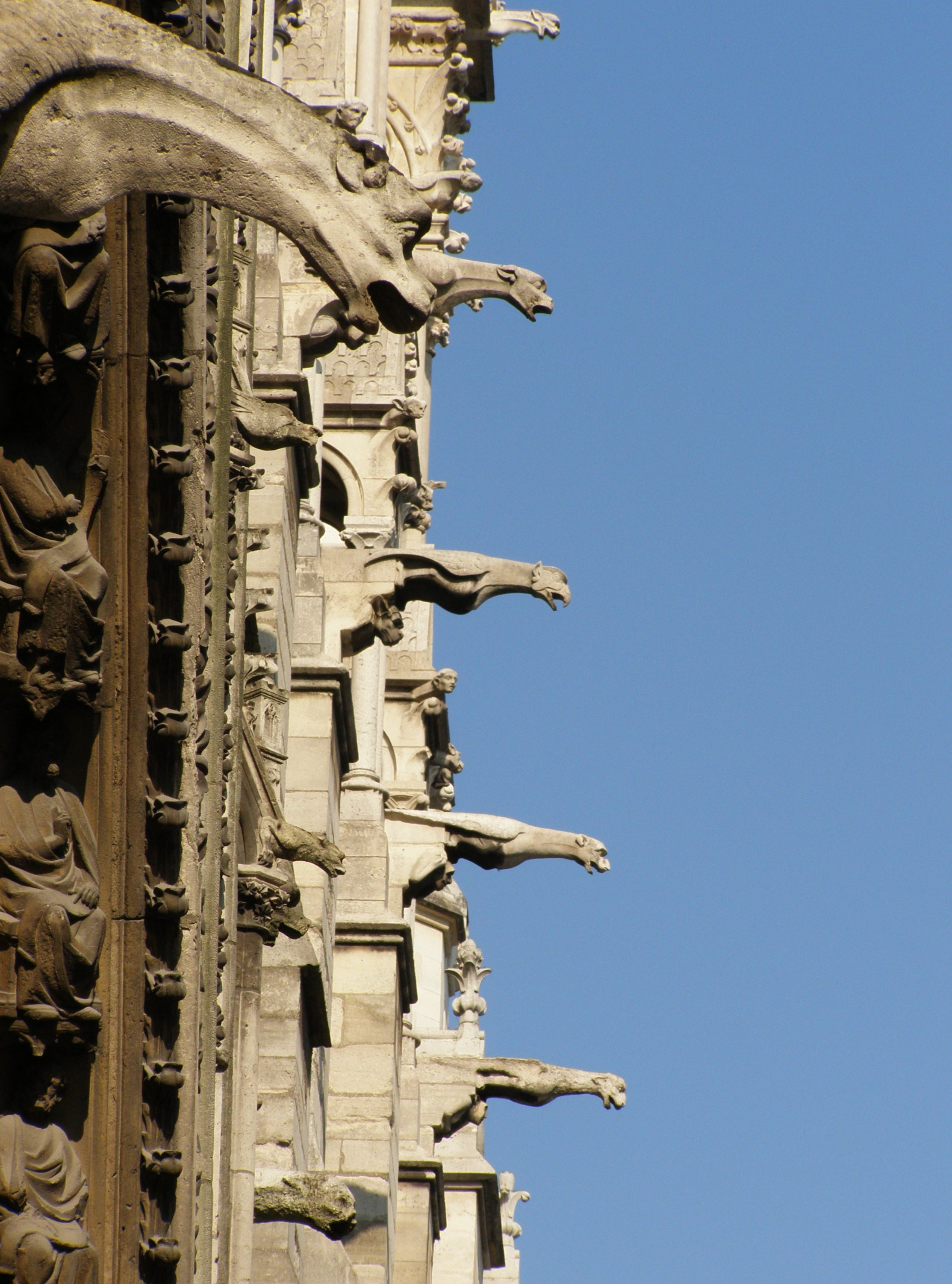
As gárgulas eram as calhas de chuva da Notre-Dame de Paris
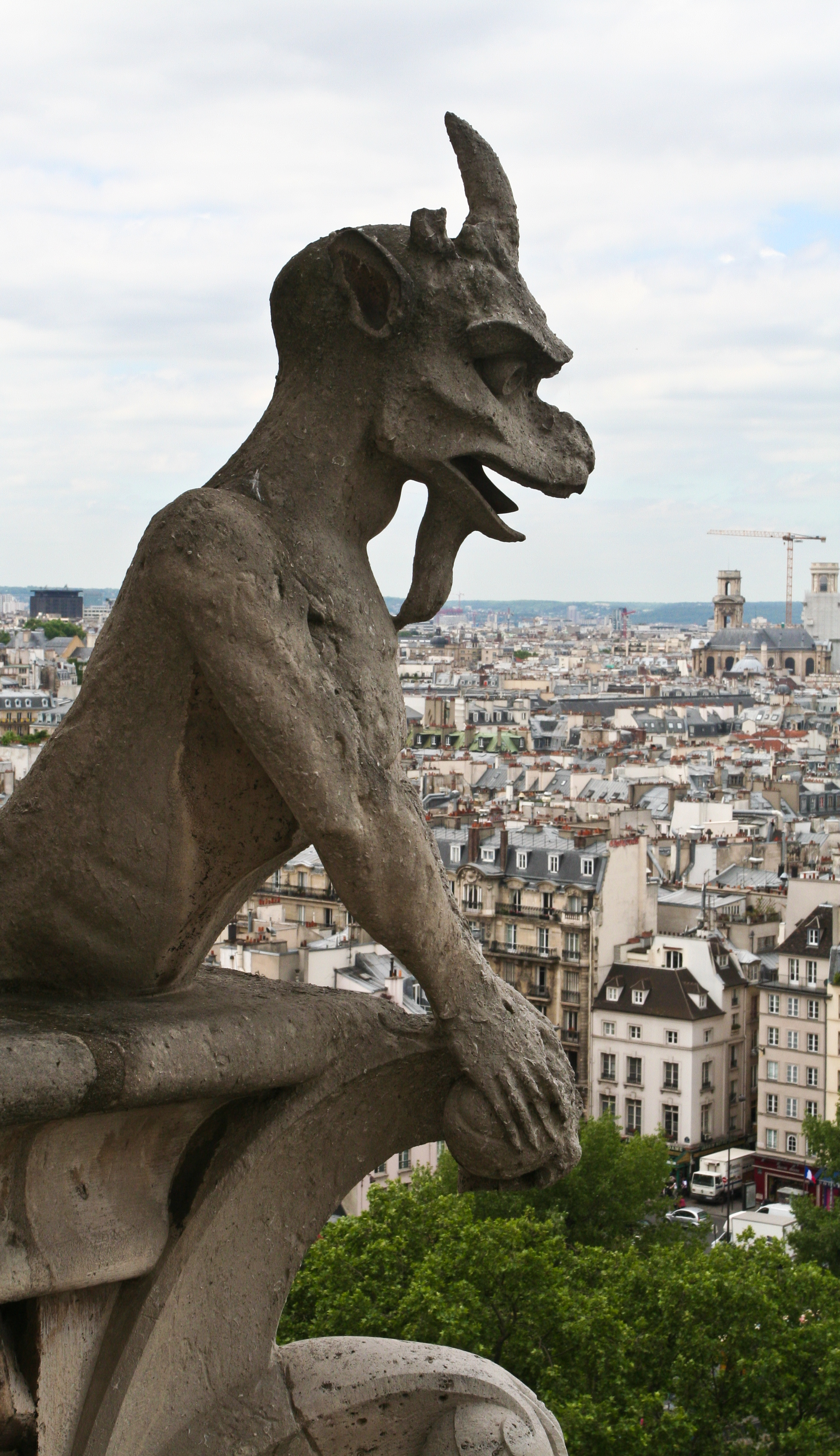
Quimera na fachada oeste da Notre-Dame de Paris
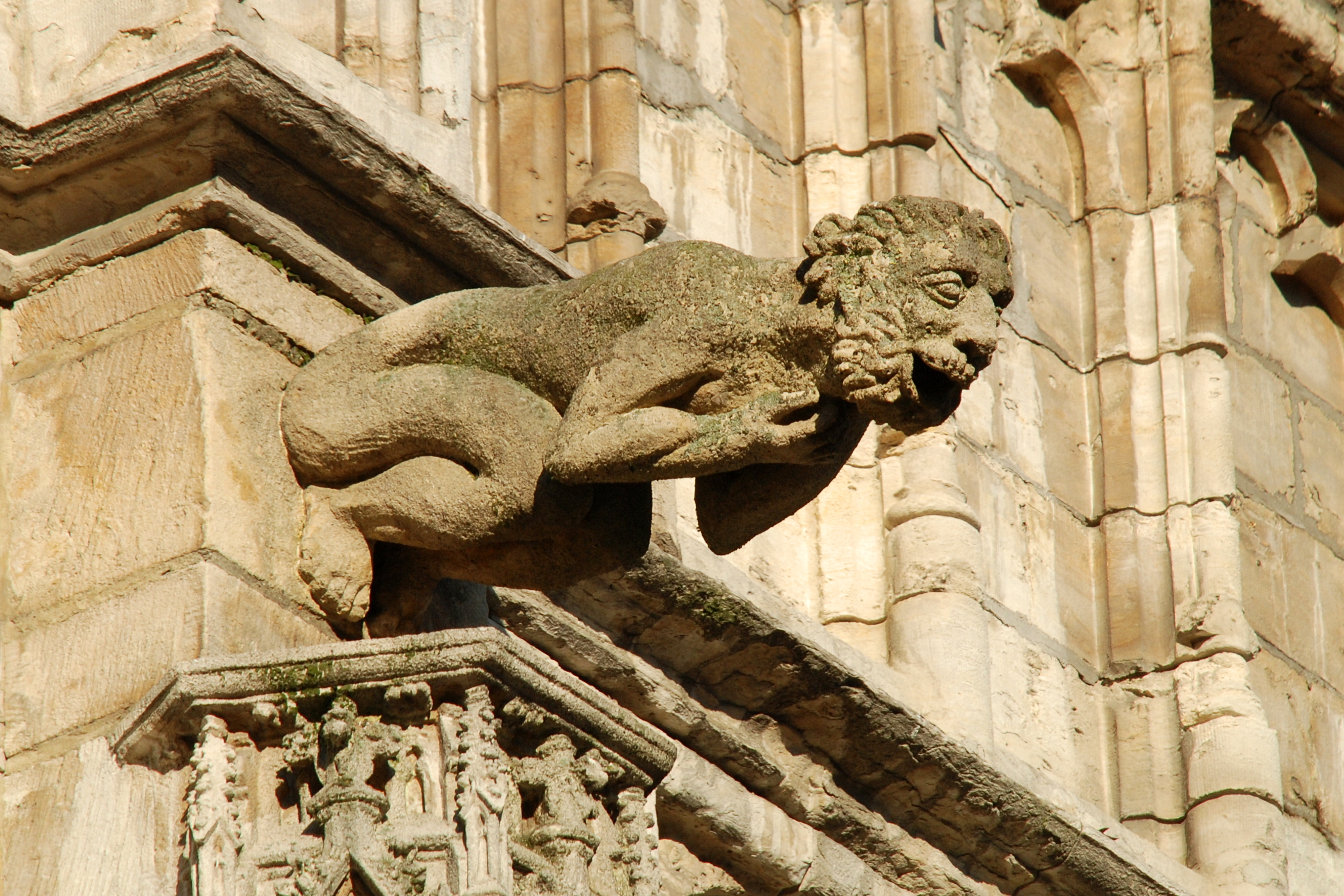
Gárgula na Prefeitura de Bruxelas
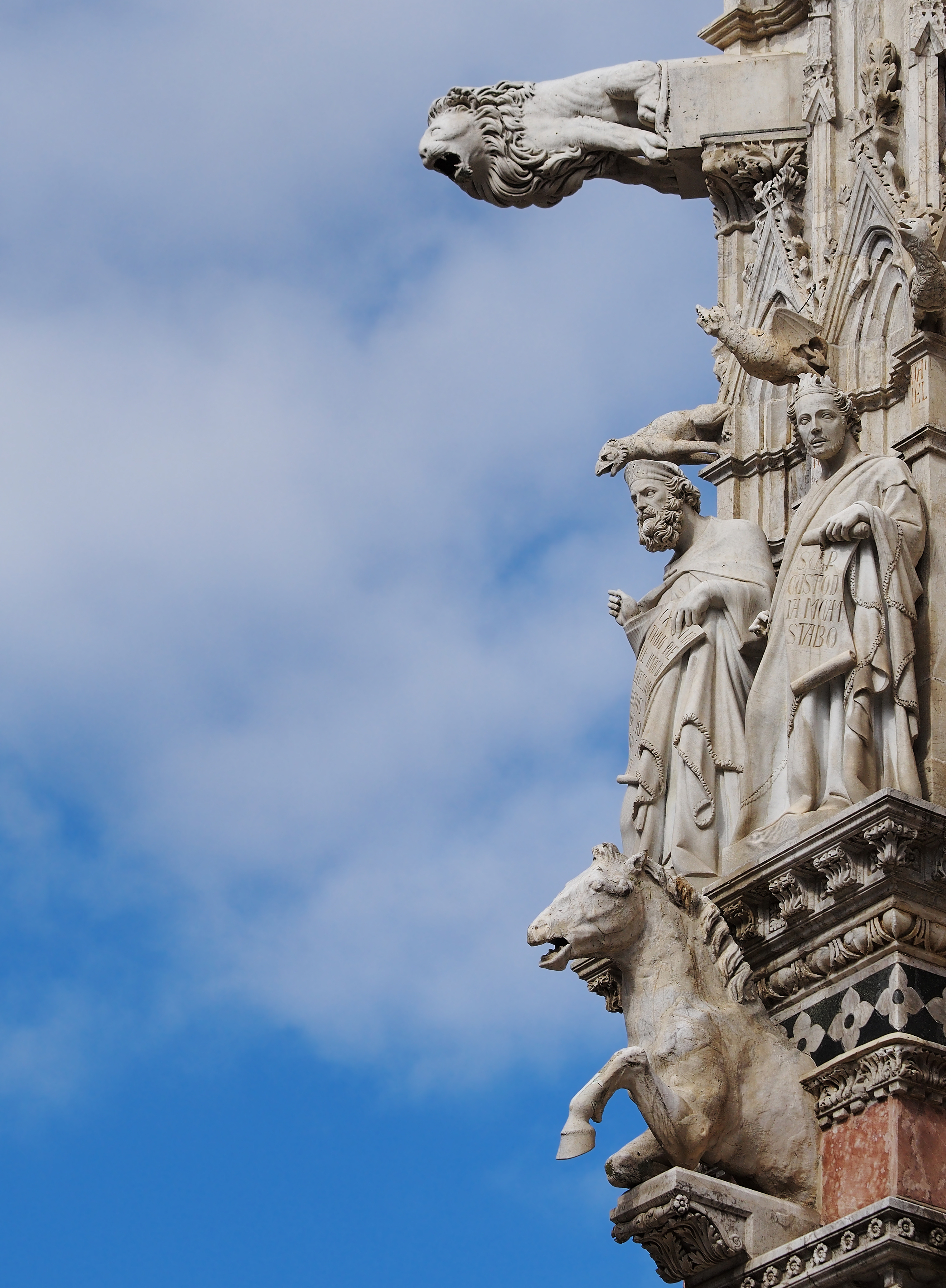
Gárgula na Catedral de Siena (século XIII)
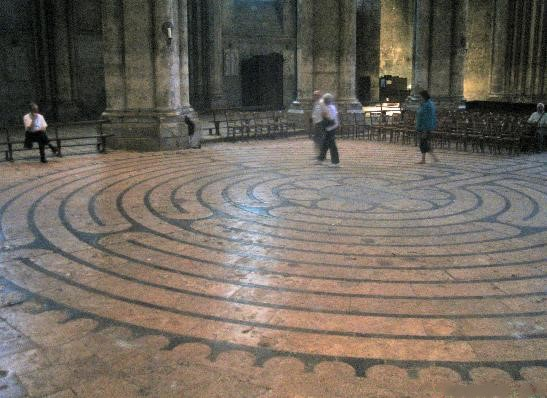
Labirinto na Catedral de Chartres

Os exteriores e interiores das catedrais góticas, particularmente na França, eram profusamente ornamentados com escultura e decoração sobre temas religiosos, destinados à grande maioria dos paroquianos que não sabiam ler. Eles foram descritos como "Livros para os pobres". Para adicionar ao efeito, todas as esculturas nas fachadas foram originalmente pintadas e douradas.
Cada característica da catedral tinha um significado simbólico. Os principais portais da Notre-Dame de Paris, por exemplo, representavam a entrada para o paraíso, com o juízo final representado no tímpano sobre as portas, mostrando Cristo rodeado pelos apóstolos, e pelos signos do zodíaco, representando os movimentos dos céus. As colunas abaixo do tímpano estão na forma de estátuas de santos, literalmente colocando-as como "os pilares da igreja".
Cada santo tinha seu próprio símbolo: um leão alado representava São Marcos; uma águia de quatro asas significava São João, o Apóstolo; e um touro alado simbolizava São Lucas. Anjos esculpidos tinham funções específicas: às vezes como arautos, soprando trompete; segurando colunas, como anjos da guarda; segurando coroas de espinhos ou cruzes, como símbolos da crucificação de Cristo; ou oscilando um recipiente com incenso, para ilustrar sua função no trono de Deus. A decoração floral e vegetal também era muito comum, representando o Jardim do Éden; as uvas representavam os vinhos da Eucaristia.
O tímpano sobre o portal central na fachada oeste da Notre-Dame de Paris ilustra vividamente o Juízo Final, com figuras de pecadores sendo levados para o inferno e bons cristãos levados para o céu. A escultura do portal da direita mostra a coroação da Virgem Maria, e o portal da esquerda mostra a vida dos santos que eram importantes para os parisienses, particularmente Santa Ana, a mãe da Virgem Maria.
Os exteriores das catedrais e outras igrejas góticas também foram decorados com esculturas de uma variedade de fabulosos e assustadores Grotescos ou monstros. Estes incluíam a quimera (uma criatura híbrida mítica que geralmente tinha o corpo de um leão e a cabeça de uma cabra), e a Estirge ou Estrige, uma criatura parecida com uma coruja ou um morcego, que se dizia que comia carne humana. A estirge apareceu na literatura romana clássica, sendo descrita pelo poeta romano Ovídio (que era amplamente lido na Idade Média) como um pássaro de cabeça grande com olhos paralelepípedos, bico voraz e asas brancas acinzentadas. Eles faziam parte da mensagem visual para os adoradores analfabetos, símbolos do mal e do perigo que ameaçavam aqueles que não seguiam os ensinamentos da igreja.
As gárgulas, que foram acrescentadas à Notre-Dame por volta de 1240, tinham um propósito mais prático. Eram as calhas da chuva da catedral, projetadas para dividir a torrente de água que escorria do telhado depois da chuva, projetando-a o mais longe possível dos contrafortes e das paredes e janelas, de modo a não desgastar a argamassa que liga a pedra. Para produzir muitos riachos finos em vez de uma torrente de água, um grande número de gárgulas foi usado, o que fez com que eles também fossem projetados para serem um elemento decorativo da arquitetura. A água da chuva corria do telhado para calhas de chumbo, depois para os canais nos contrafortes, depois para um canal cortado na parte de trás da gárgula e para fora da boca, longe da catedral.
Uma opinião bastante controversa é de que as gárgulas serviam para proteger os templos e durante o período da noite criavam vida. Este obscuro boato colaborou para que as pessoas passassem a acreditar que as gárgulas serviam também para afastar os maus espíritos, imagem que se consagrou e é recitada pelos guias de turismo em toda a Europa.
Muitas das estátuas, particularmente os grotescos, foram removidos da fachada nos séculos XVII e XVIII, ou foram destruídos durante a Revolução Francesa. Eles foram substituídos por figuras em estilo gótico, projetadas por Eugène Viollet-le-Duc, durante a restauração do século XIX. Figuras semelhantes aparecem nas outras catedrais góticas da França.
Outra característica comum das catedrais góticas na França eram os labirintos no chão da nave perto do coro, que simbolizava a difícil e muitas vezes complicada jornada de uma vida cristã antes de alcançar o paraíso. A maioria dos labirintos foram removidos no século XVIII, mas alguns, como o da Catedral de Amiens, foram reconstruídos, e o labirinto da Catedral de Chartres ainda existe essencialmente em sua forma original.

### Outros elementos arquitetônicos
A arquitetura gótica possui outros elementos arquitetônicos, onde alguns possuem uma função em seu posicionamento mas outros servem como decoração. A Arcada, por exemplo, não possui uma função específica, servindo apenas como elemento arquitetônico decorativo. As arcadas, como o próprio nome revela, são arcos ogivais (na arquitetura gótica) posicionados em sequência, geralmente próximo aos claustros. Não possuem vitrais, rosáceas e nem qualquer outro tipo de elemento à base de vidro, o que possibilita a penetração dos raios solares como em qualquer outro local aberto.
O Florão está situado em uma extremidade exterior e elevada dos edifícios góticos e, como o próprio nome revela, o elemento representa uma flor e possui apenas utilidades decorativas. O Capitel é a extremidade superior de uma coluna, pilar ou pilastra e possui utilidades decorativas e técnicas, como o sustento e a transmissão de força para o fuste. O Tramo é formado por uma abóbada e seus elementos de descarga de peso; no sentido transversal é formado por dois arcos torais ou dobrados, longitudinalmente por dois arcos formeiros que separam a nave principal das laterais e por arcos cruzeiros que formam as arestas ou nervuras da abóbada. Já o Cogulho é representado por uma pedra que faz alusão à folhas estilizadas.

## Gótico Francês

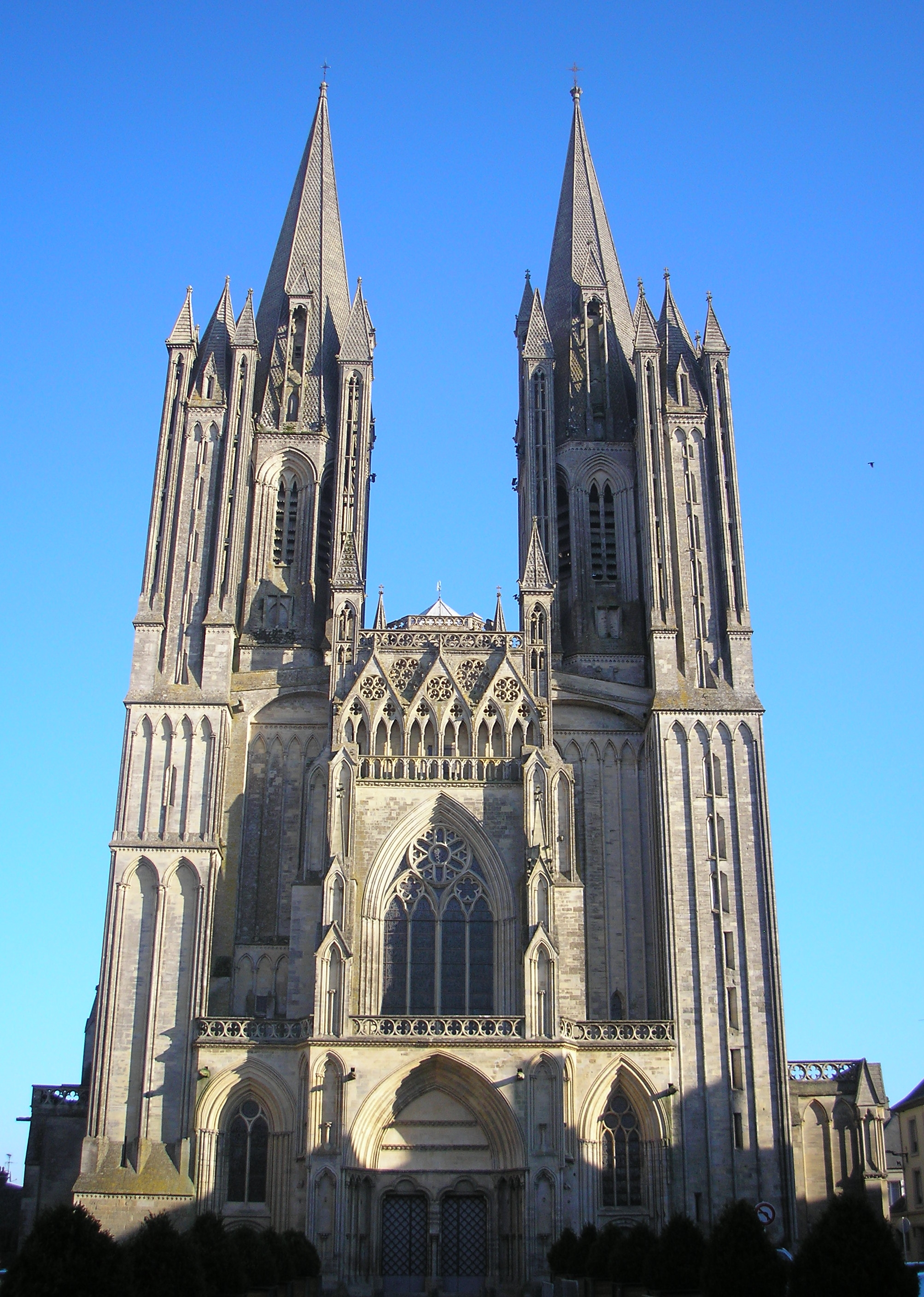
Catedral de Coutances na Normandia (1210–1274)
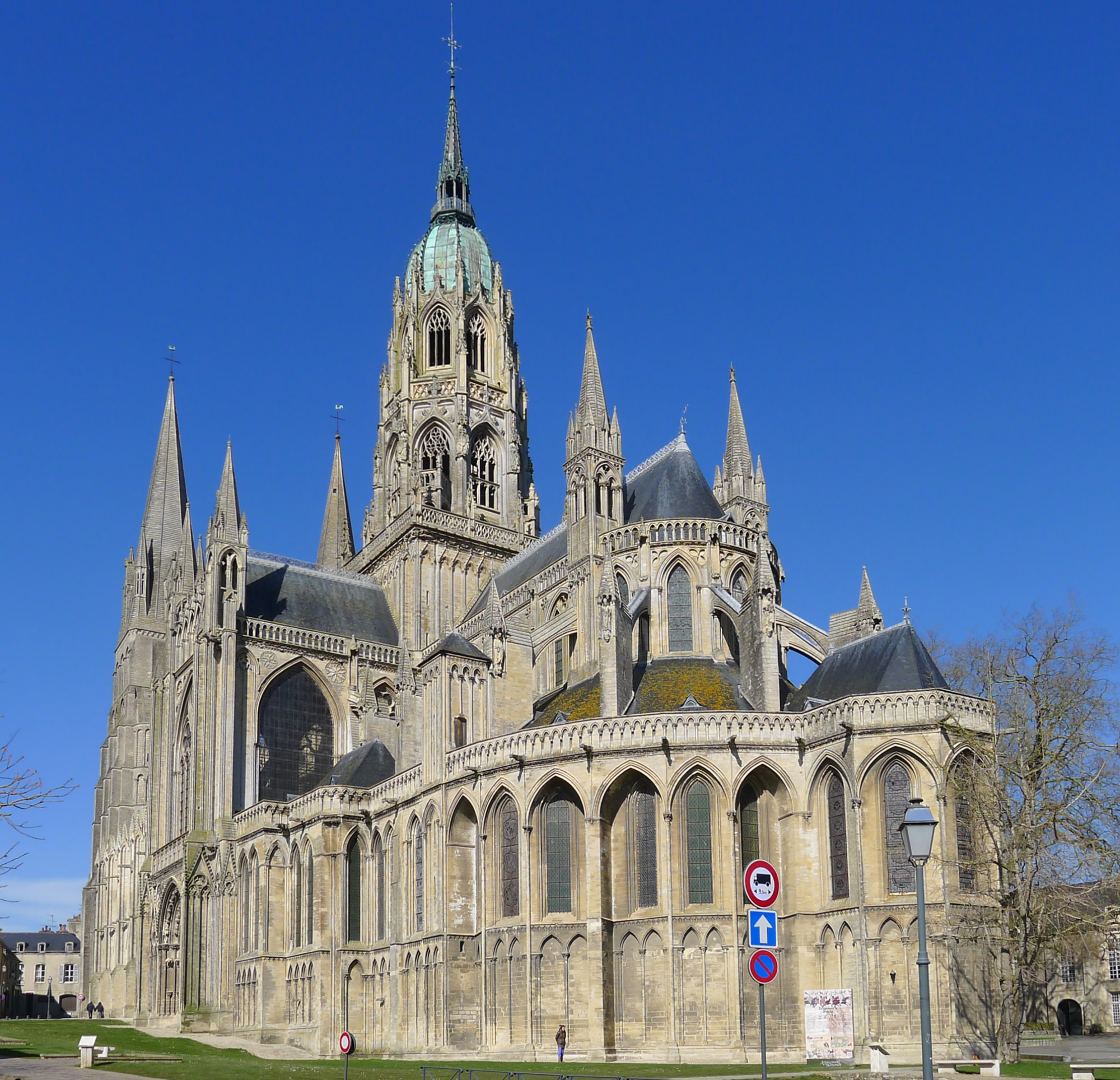
Catedral de Bayeux na Normandia (1180–1350)
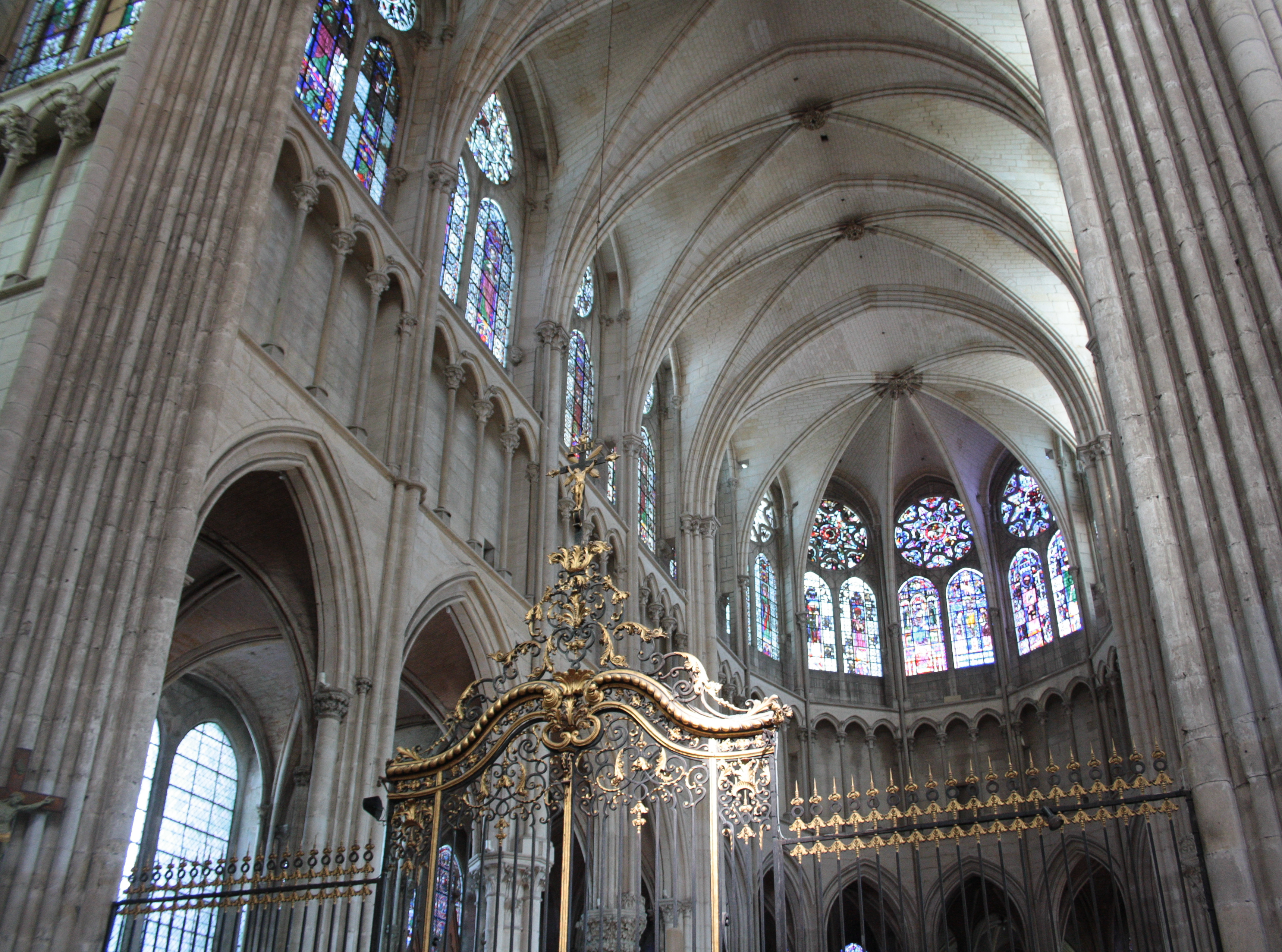
Interior da Catedral de Auxerre na Borgonha (1215-1233)
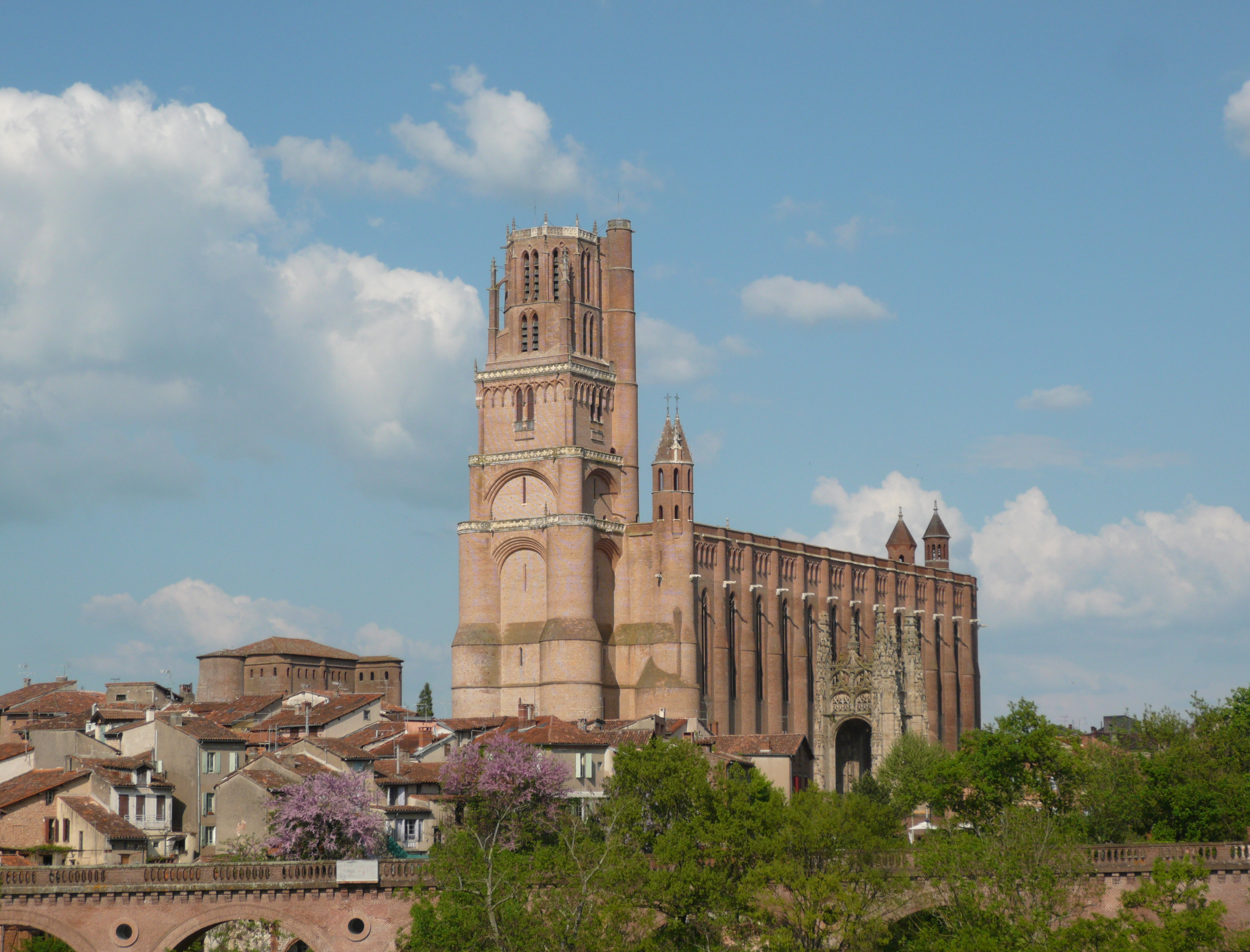
Catedral de Albi, originalmente iniciada como fortaleza no sudoeste da França (1282–1480)
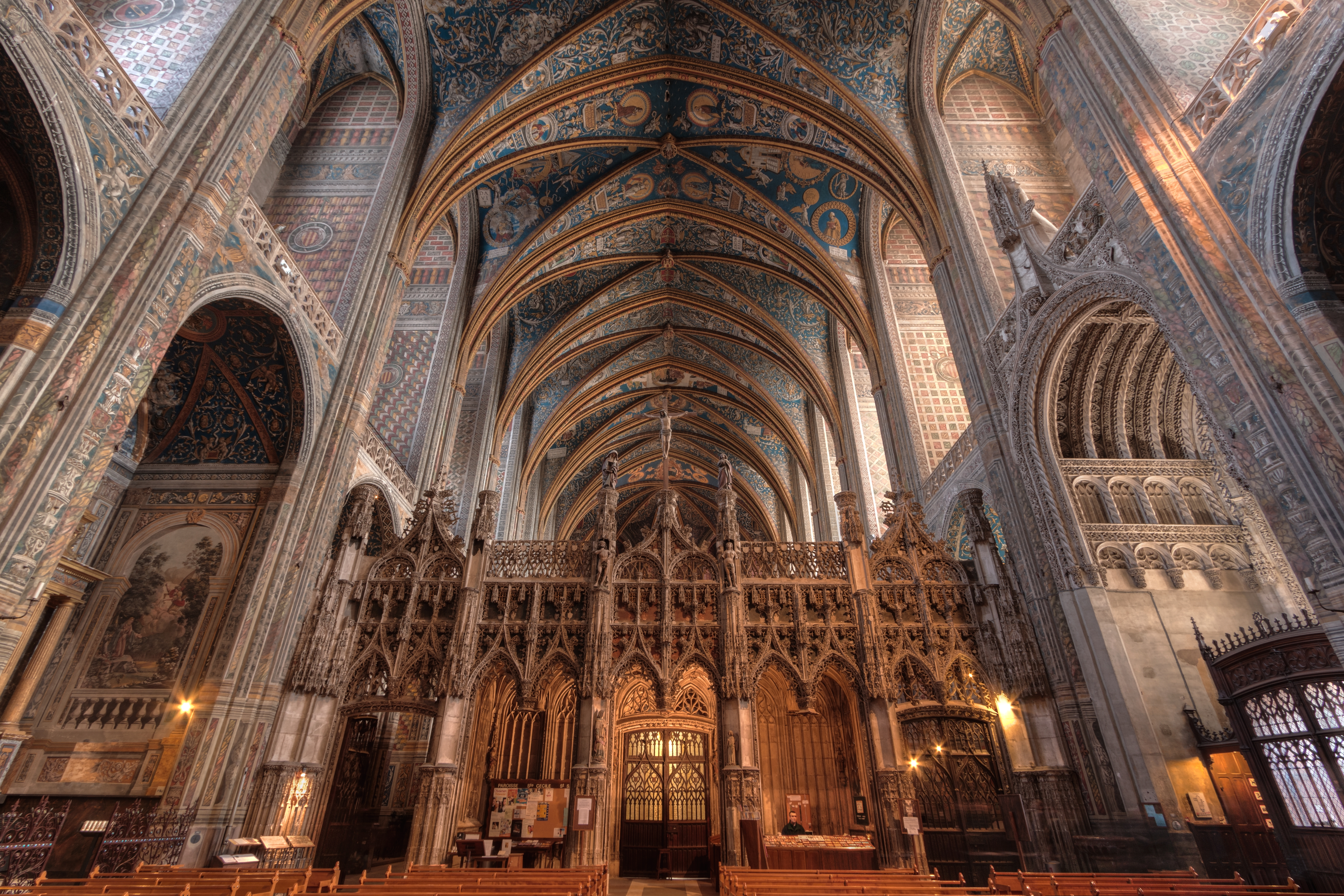
Interior policromado da Catedral de Albi (1282–1480)
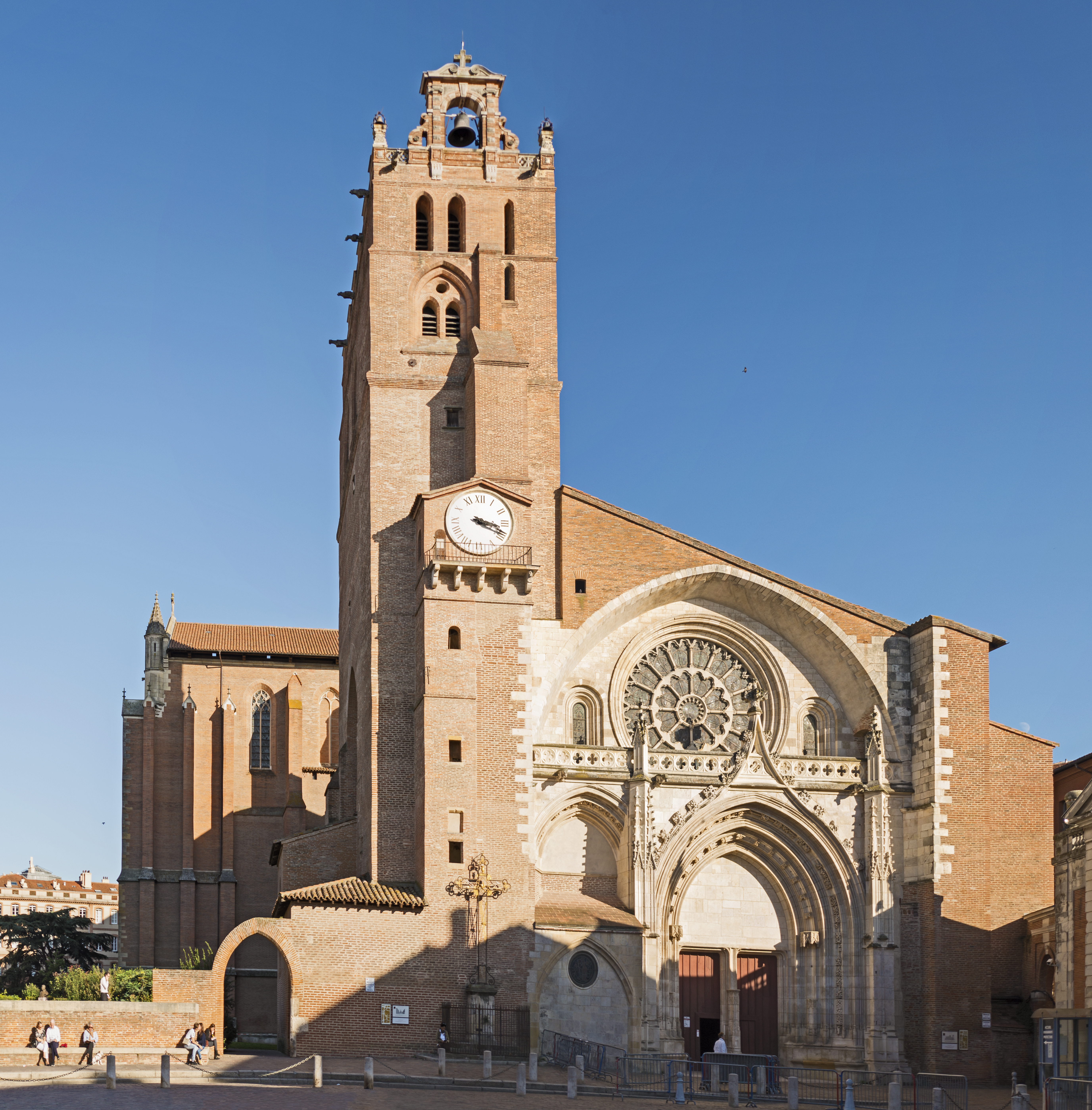
Catedral de Toulouse (século XIII)
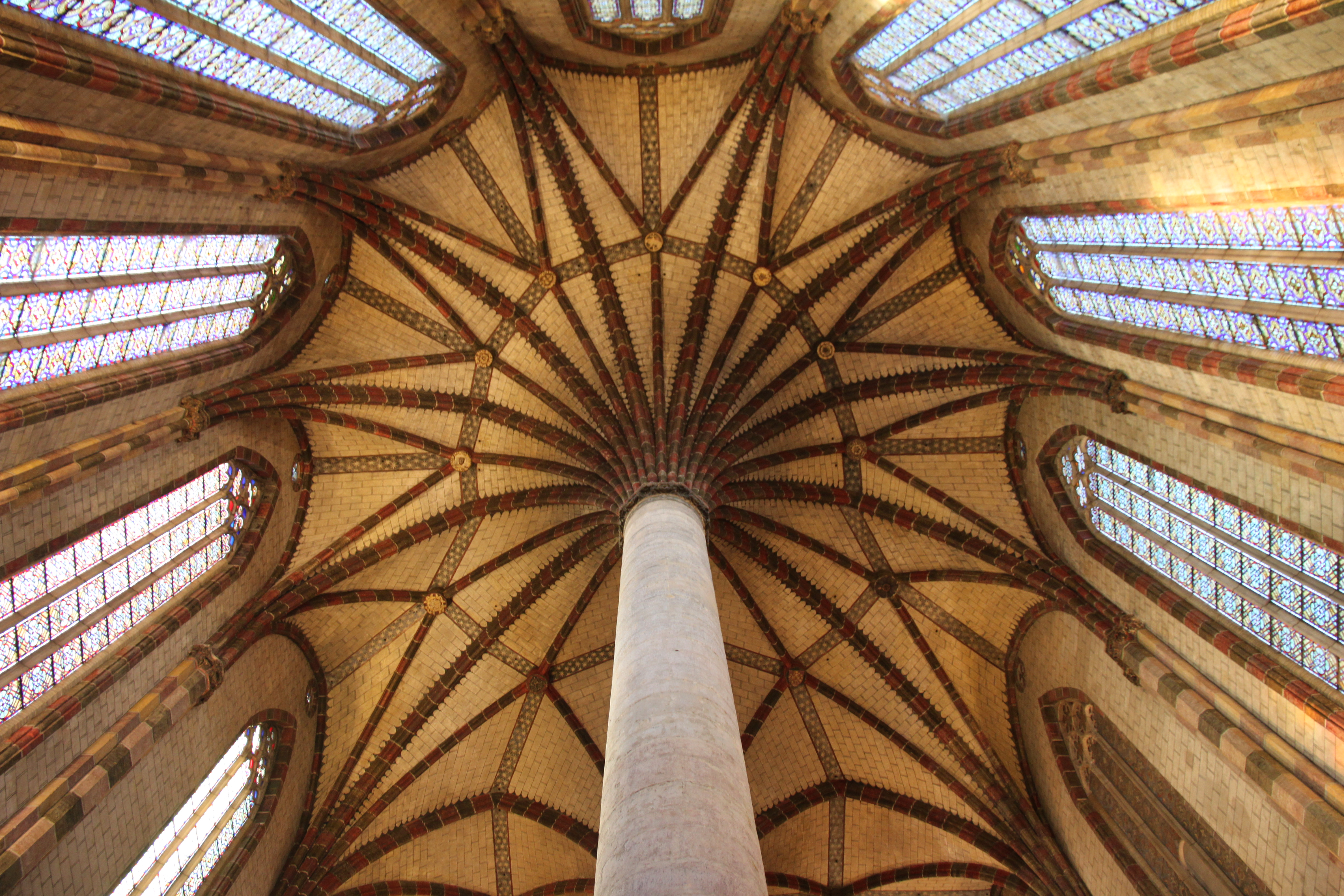
A palmeira da igreja jacobina, 28 metros de altura (Toulouse, 1292)

A partir do século XII, o estilo gótico espalhou-se do norte da França para outras regiões francesas e gradualmente para o resto da Europa. Era muitas vezes levado pelos artesãos altamente qualificados que haviam treinado na Ile-de-France e depois levado seus artesanatos para outras cidades. O estilo foi adaptado aos estilos e materiais locais.
Na Normandia, as novas naves eram geralmente muito longas, às vezes com mais de cem metros e, a partir da longa tradição românica, as paredes eram mais grossas que no norte da França e tinham arcadas menores. Os interiores eram mais estreitos do que no norte, e recebiam uma forte sensação de verticalidade por vãos longos e estreitos e arcos de lancetas. Rosáceas eram raras, substituídas no exterior por um grande compartimento em tiers point. As fachadas tinham menos decoração escultural; a decoração no interior era, em grande parte, de formas geométricas. O gótico normando também costumava apresentar uma profusão de torres, lanternas e pináculos (torres e pináculos às vezes tinham setenta metros de altura). A Catedral de Bayeux, a Catedral de Rouen e a Catedral de Coutances são exemplos notáveis do gótico normando.
Na Borgonha, que tinha uma longa tradição de Estilo Românico, um zimbório era frequentemente incluído, e as catedrais frequentemente tinham uma passagem estreita no comprimento da catedral ao nível dos vitrais. como na Catedral de Auxerre.
No sudoeste da França, as paredes eram mais grossas, com aberturas estreitas e dobradas com arcos. O arcobotante raramente era usado, substituído por pilares pesados com capelas entre eles.
No sul da França, as catedrais góticas eram frequentemente construídas com tijolos e azulejos em vez de pedra. Eles geralmente tinham paredes grossas e janelas estreitas, e eram apoiados por pilares pesados em vez de arcobotantes. A forma da torre da Catedral de Toulouse foi copiada por várias catedrais no sul. Elas geralmente tinham uma nave única ou dois ou três de altura igual. Algumas catedrais góticas do Midi assumiram uma forma incomum: a Catedral de Albi (1282–1480) foi originalmente construída como fortaleza e depois convertida em catedral; uma de suas características mais distintas é o seu interior colorido e teto pintado. Na Igreja Jacobina de Toulouse, o enxerto de uma única abside do plano poligonal em uma igreja com duas naves deu origem a uma abóbada estrelada cuja organização complexa antecipou mais de um século do gótico flamboyant. A tradição refere-se a esta obra-prima como "palmeira", porque as veias jorram para fora da haste lisa das palmeiras em forma de coluna.
A fachada da Catedral de Toulouse é incomum: é a combinação de dois edifícios inacabados da catedral, iniciada no século XIII e no final colocadas juntas. A Catedral de Toulouse não possui arcobotantes; é apoiada por contrafortes maciços da altura do edifício, com capelas entre elas.

## Gótico Inglês

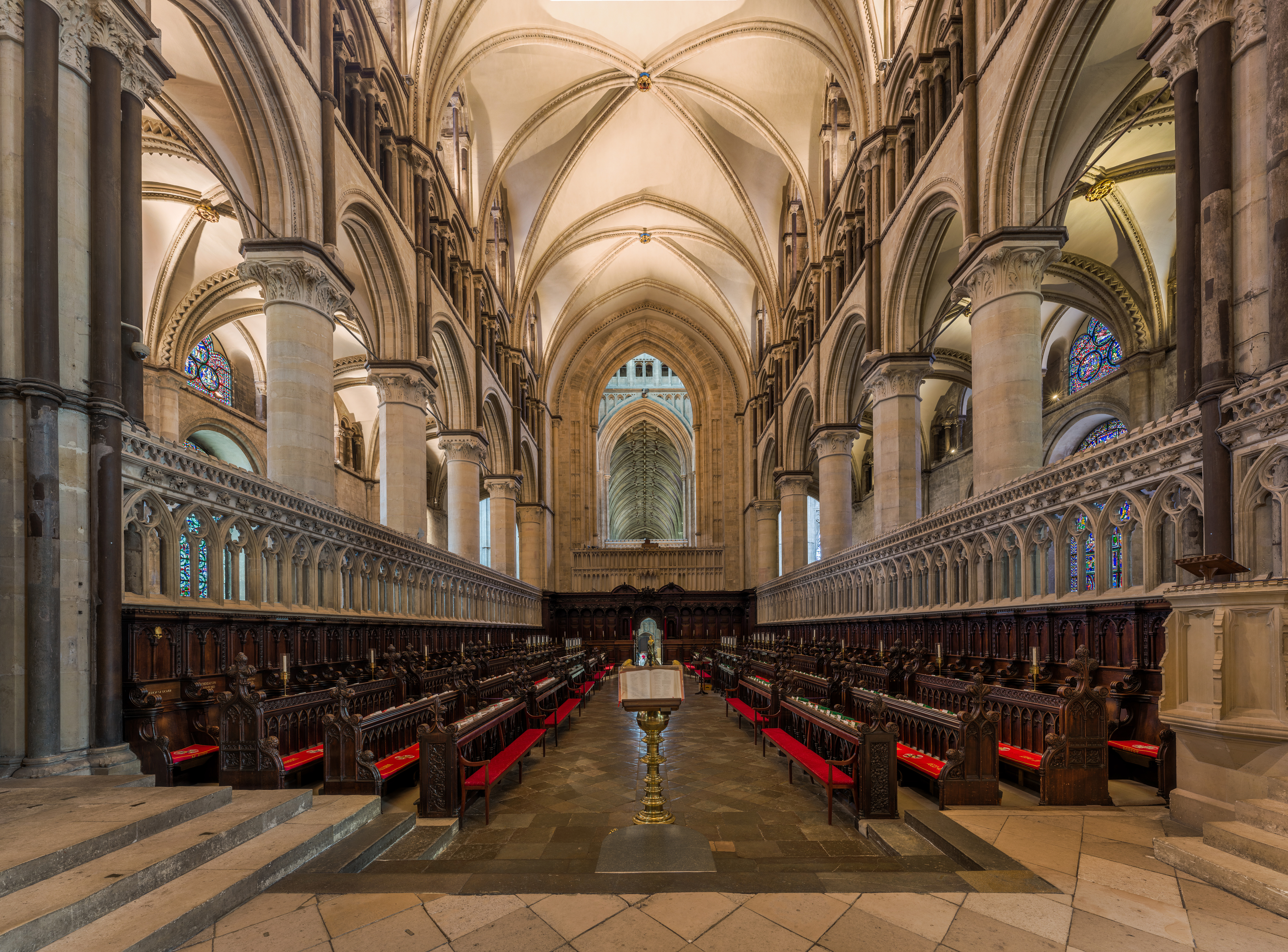
Coro do século XII da Catedral de Cantuária (Gótico Inglês Inicial)
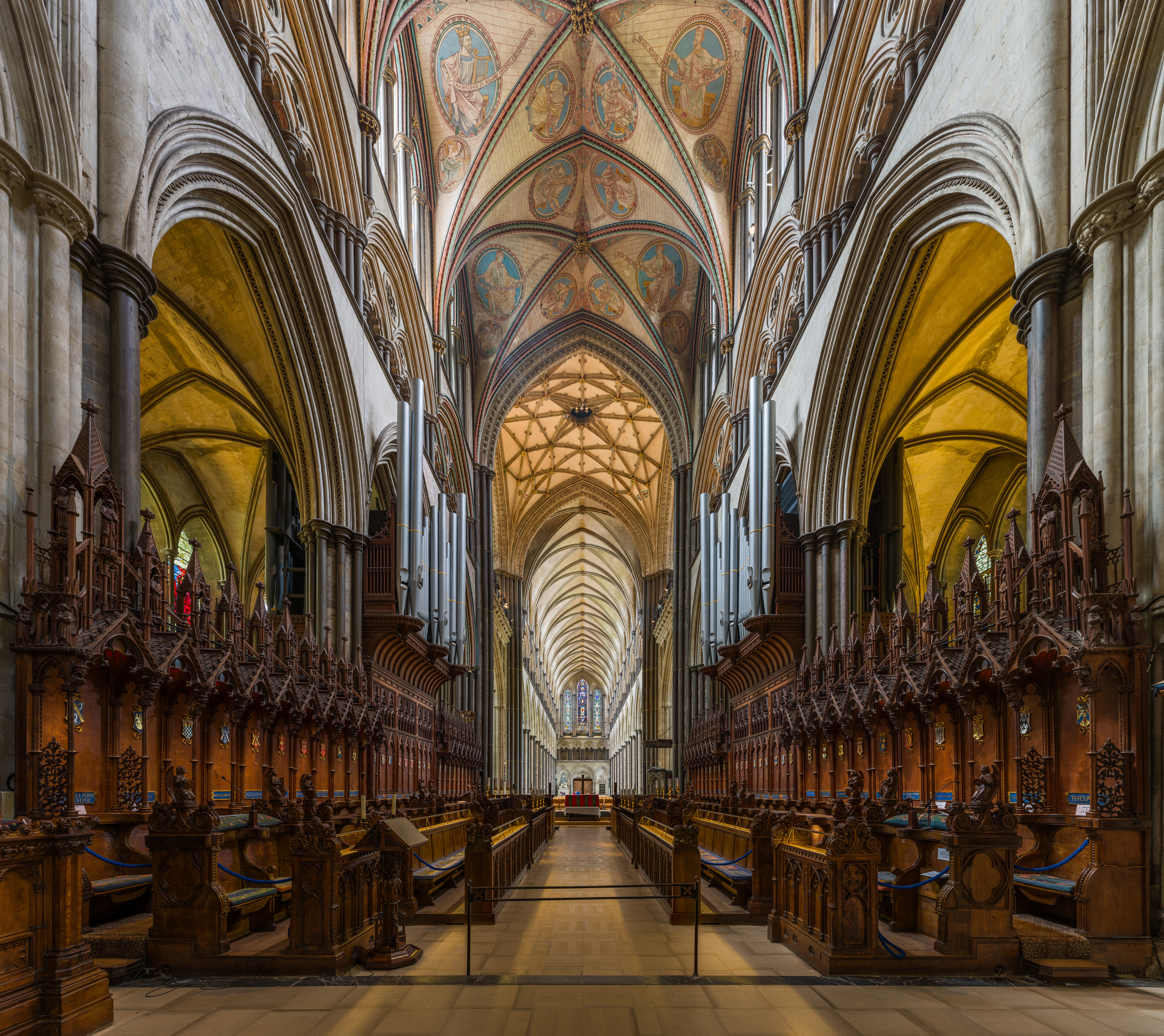
Coro da Catedral de Salisbury (1220–1258) (gótico inglês inicial)
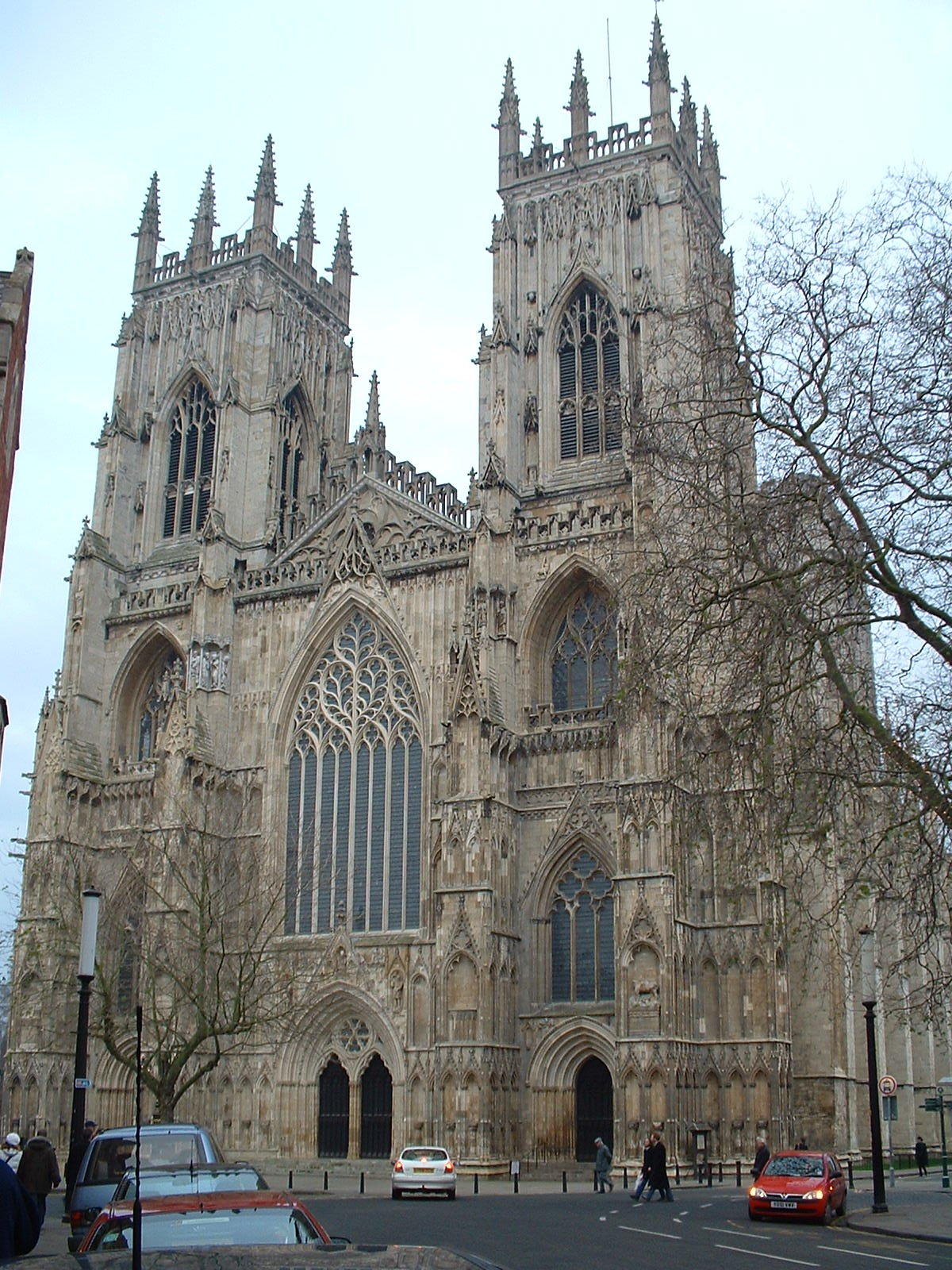
Frente Oeste da Catedral de York (Gótico Decorado)
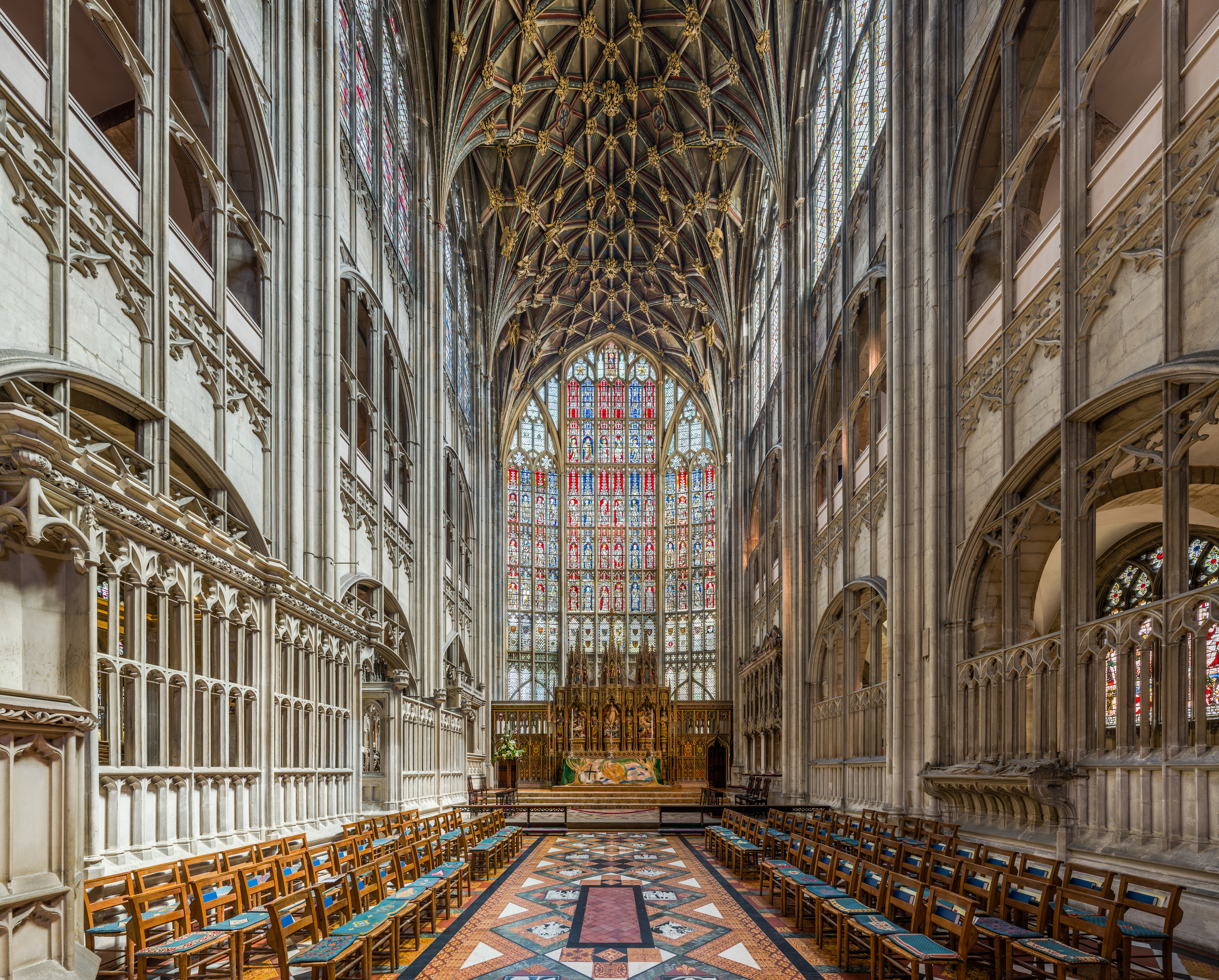
Catedral de Gloucester (Gótico Perpendicular) (1351–1377)
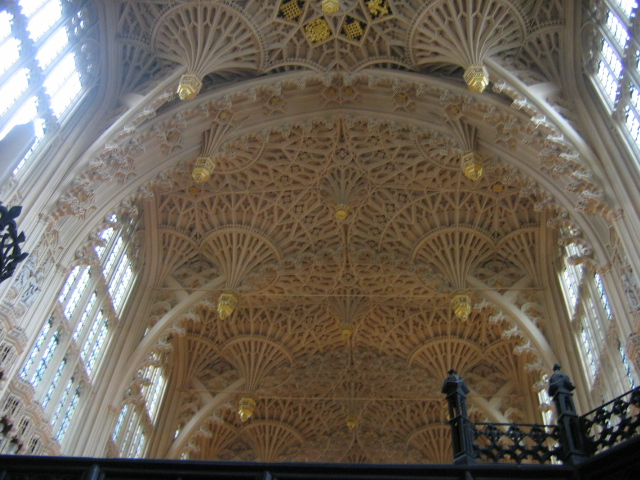
Abóbadas em leque com pingentes na Capela de Henrique VII, da Abadia de Westminster (Gótico Perpendicular) (1503)

O estilo gótico foi importado muito cedo para a Inglaterra, em parte devido à estreita ligação com o Ducado da Normandia, que até 1204 ainda era governado pelos reis da Inglaterra. O primeiro período é geralmente chamado de Gótico Inglês Inicial, e foi dominante de 1180 a 1275. A primeira parte da grande catedral inglesa, que caracterizou o novo estilo, foi o coro da Catedral de Canterbury, iniciado por volta de 1175. Foi criado por um mestre de obras francês, Guilherme de Sens. Ele adicionou vários toques originais, incluindo um pavimento de mármore colorido, colunas duplas nas arcadas e colonettes (tipo de coluna) esbeltas acopladas que alcançavam até as abóbadas, design emprestado da Catedral de Laon. A Abadia de Westminster começou a ser reconstruída dentro desse período, entre 1245 e 1517. A Catedral de Salisbury (1220–1320) é também um bom exemplo do gótico inicial, com exceção de sua torre e pináculo, que foram adicionadas em 1320.
O segundo período do gótico inglês é conhecido como Gótico Decorado. Costuma-se dividir em dois: o estilo "Geométrico" (1250-90) e o estilo "Curvilíneo" (1290-1350), este semelhante ao estilo Rayonnant francês, com ênfase nas formas curvilíneas, particularmente nas janelas. Nesse período, o entalhe em pedra atingiu seu auge, com janelas e capitéis elaboradamente esculpidos, muitas vezes com motivos florais, ou com um toque simbólico, um arco esculpido sobre uma janela decorada com pináculos e um florão, ou um elemento floral esculpido.
As abóbadas em cruzaria do Gótico Decorado tornaram-se extremamente ornamentadas, com uma profusão de nervuras que eram puramente ornamentais. As abóbadas eram frequentemente decoradas com pingentes de pedras suspensas. As colunas também se tornaram mais ornamentais, como na Catedral de Peterborough, com as nervuras se espalhando para cima.
O Gótico Perpendicular (c. 1380-1520) foi a fase final do gótico inglês, que durou até o século XVI. Como o nome sugere, sua ênfase estava em linhas horizontais e verticais claras, encontrando-se em ângulos retos. Colunas se estendiam para cima até o teto, dando ao interior a aparência de uma gaiola de vidro e pedra, como na nave da Catedral de Gloucester. O Arco Tudor apareceu, mais largo e mais baixo e muitas vezes enquadradas por molduras, que foi usada para criar janelas maiores e equilibrar os elementos verticais robustos. O desenho das abóbadas de arcos tornou-se ainda mais complexo, incluindo a abóbada em leque com pingentes usada na capela de Henrique IV na Abadia de Westminster (1503–07).
Uma característica distintiva das catedrais inglesas é sua extensão extrema e sua ênfase interna na horizontal, que pode ser enfatizada visualmente como muito ou mais do que as linhas verticais. Cada catedral inglesa (com exceção de Salisbury) tem um extraordinário grau de diversidade estilística, quando comparada com a maioria das catedrais francesas, alemãs e italianas. Não é incomum que todas as partes do edifício tenham sido construídas em um século diferente e em um estilo diferente, sem nenhuma tentativa de criar uma unidade estilística. Ao contrário das catedrais francesas, as catedrais inglesas se espalham pelos seus locais, com transeptos duplos se projetando robustamente e uma Capela de Virgem Maria sendo acrescentada em uma data posterior, como na Abadia de Westminster. Na frente oeste, as portas não são tão significativas quanto na França; a entrada congregacional usual é através de uma varanda lateral. A janela oeste é muito grande e nunca uma rosácea, a qual é reservada para os frontões do transepto. A frente oeste pode ter duas torres, como uma catedral francesa, ou nenhuma. Há quase sempre uma torre no cruzamento e pode ser muito grande e encimada por um pináculo. O distintivo extremo leste inglês é quadrado, mas pode assumir uma forma completamente diferente. Tanto interna como externamente, a pedra é muitas vezes ricamente decorada com esculturas, particularmente os capitéis.

## Gótico do Norte Europeu

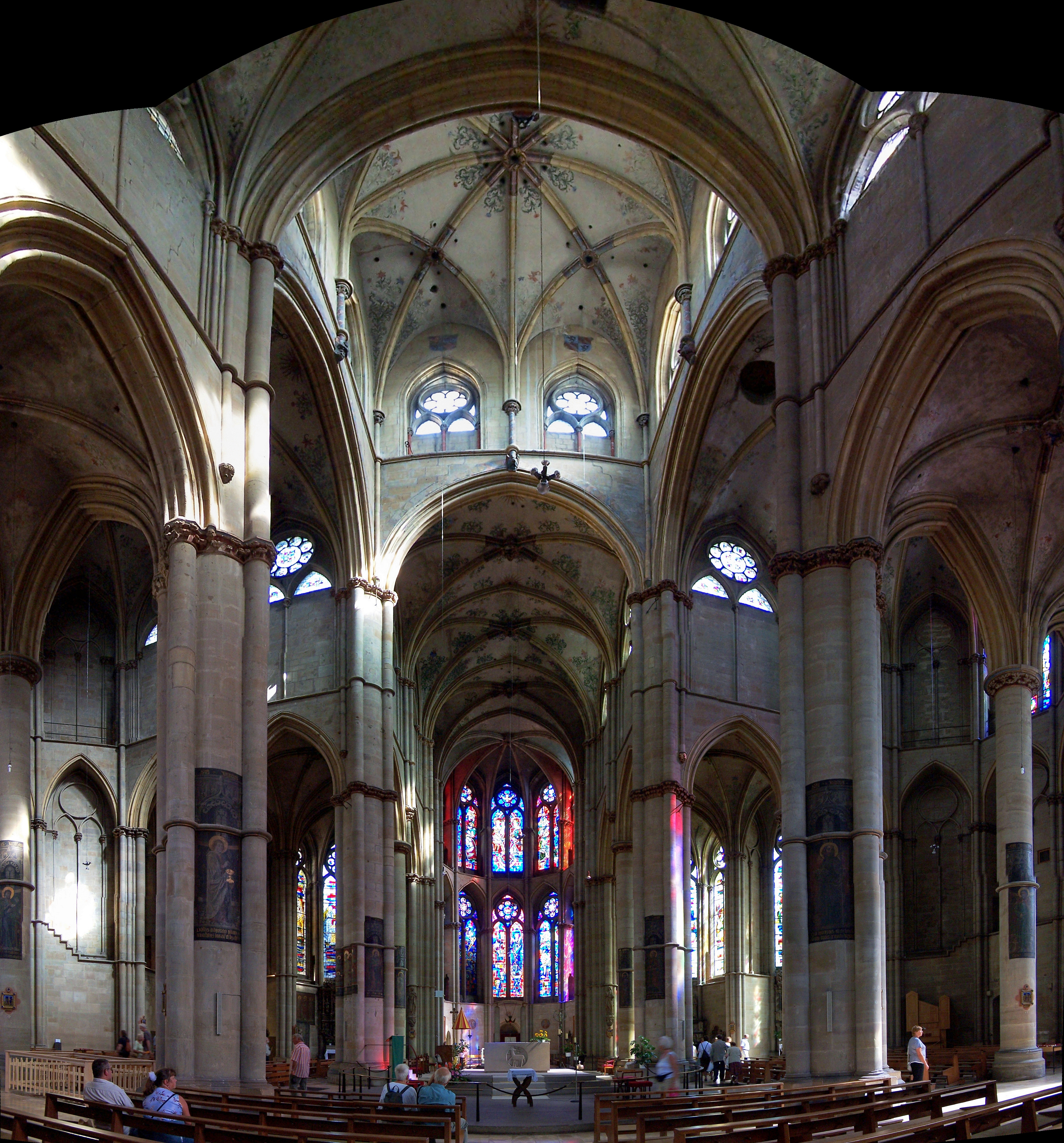
Interior da Igreja de Nossa Senhora em Tréveris (c. 1233-1283)
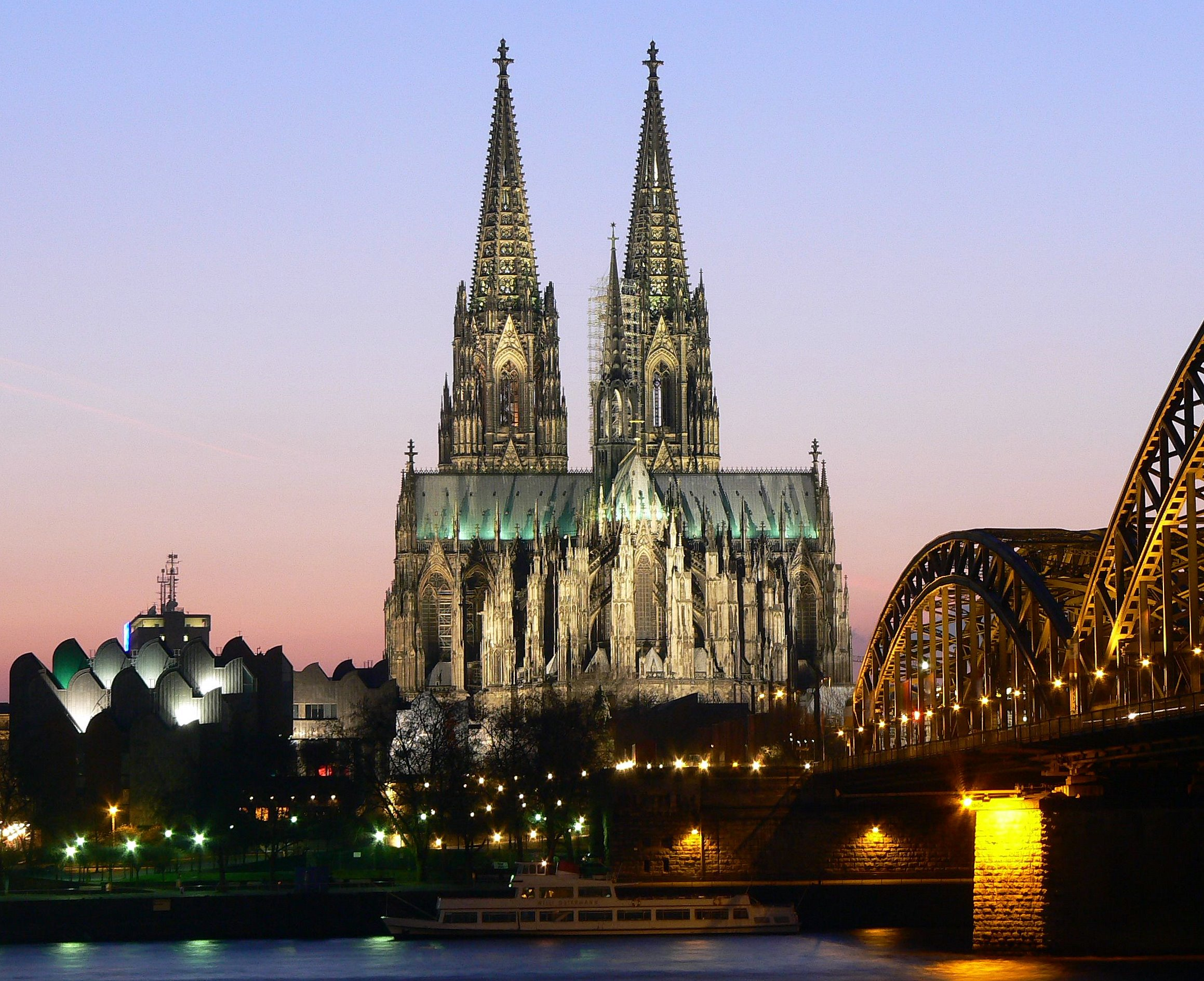
Catedral de Colônia, Alemanha (1248–1473)
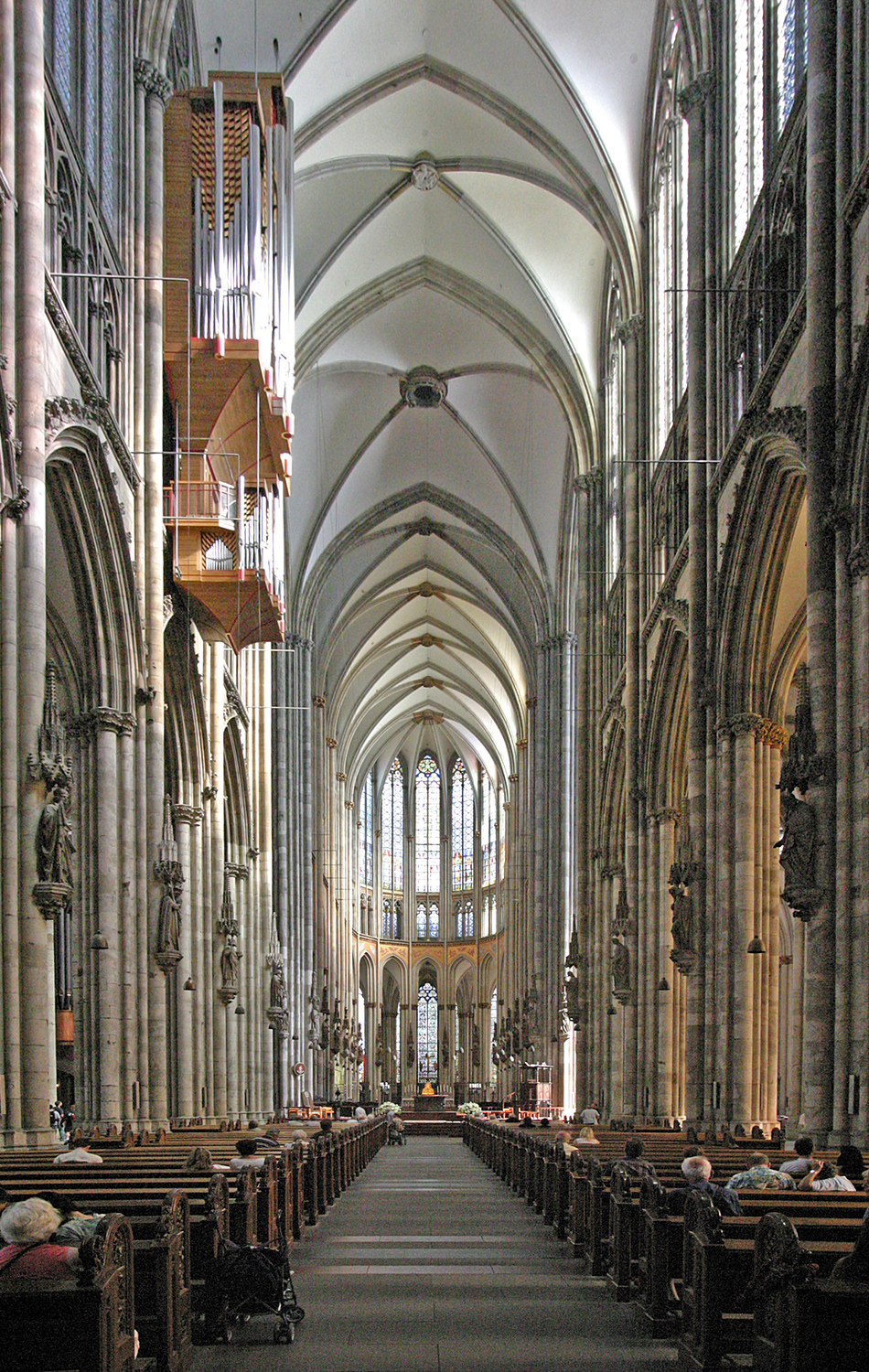
Nave da Catedral de Colônia (1248–1473)
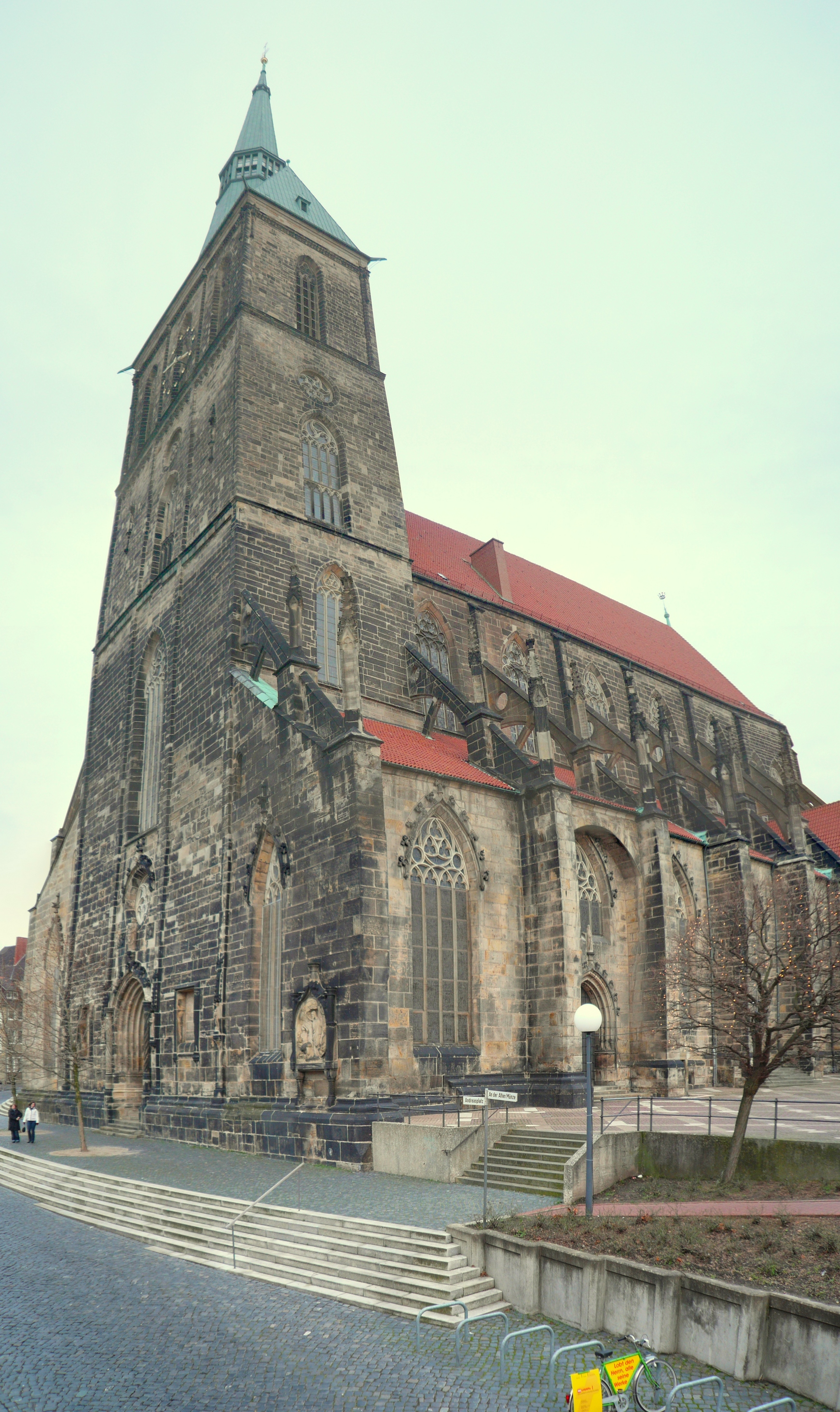
Igreja de Santo André, Hildesheim, Alemanha (c. 1389-1504)
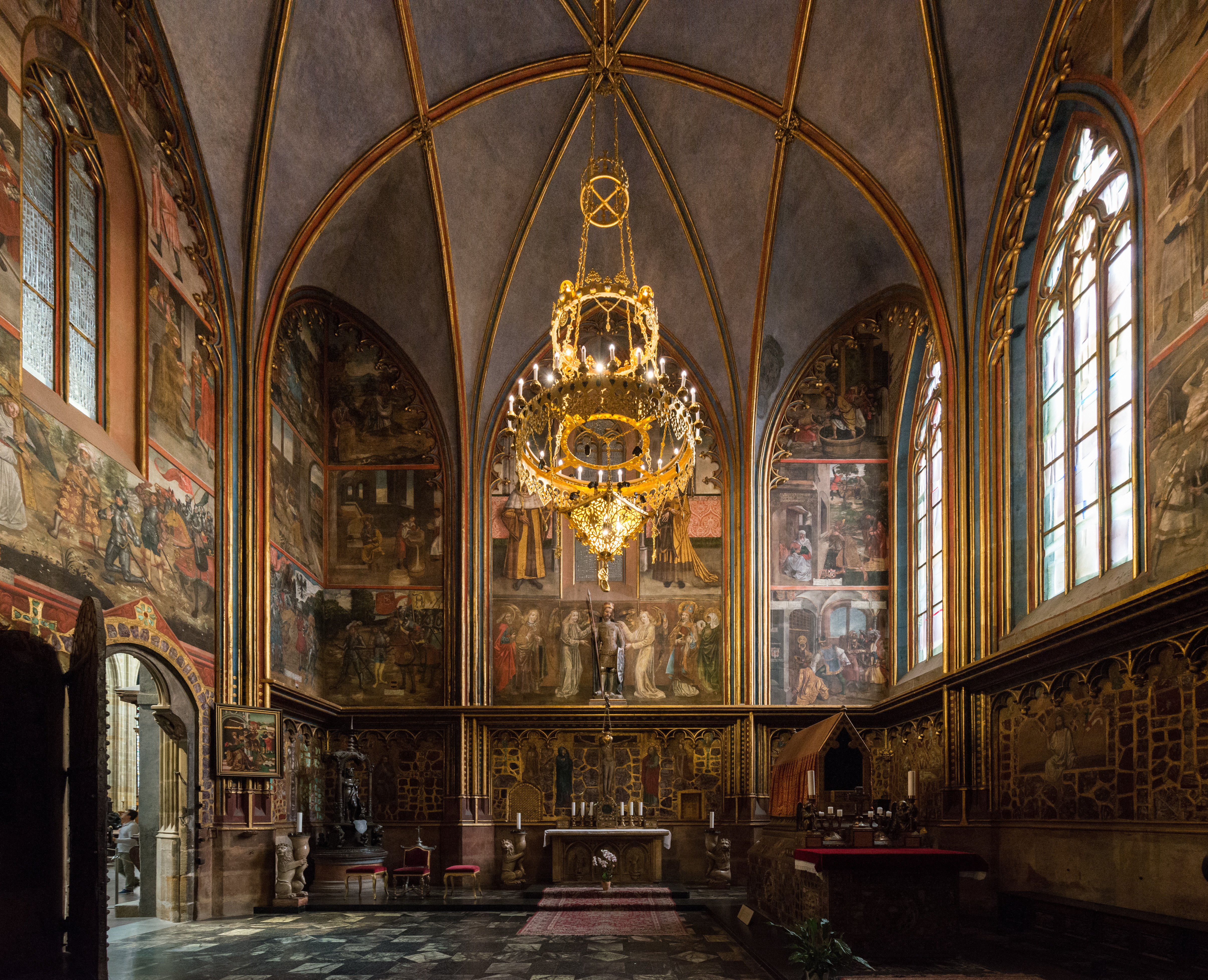
Capela de São Venceslau, na Catedral de Praga, República Tcheca (1356–1367)
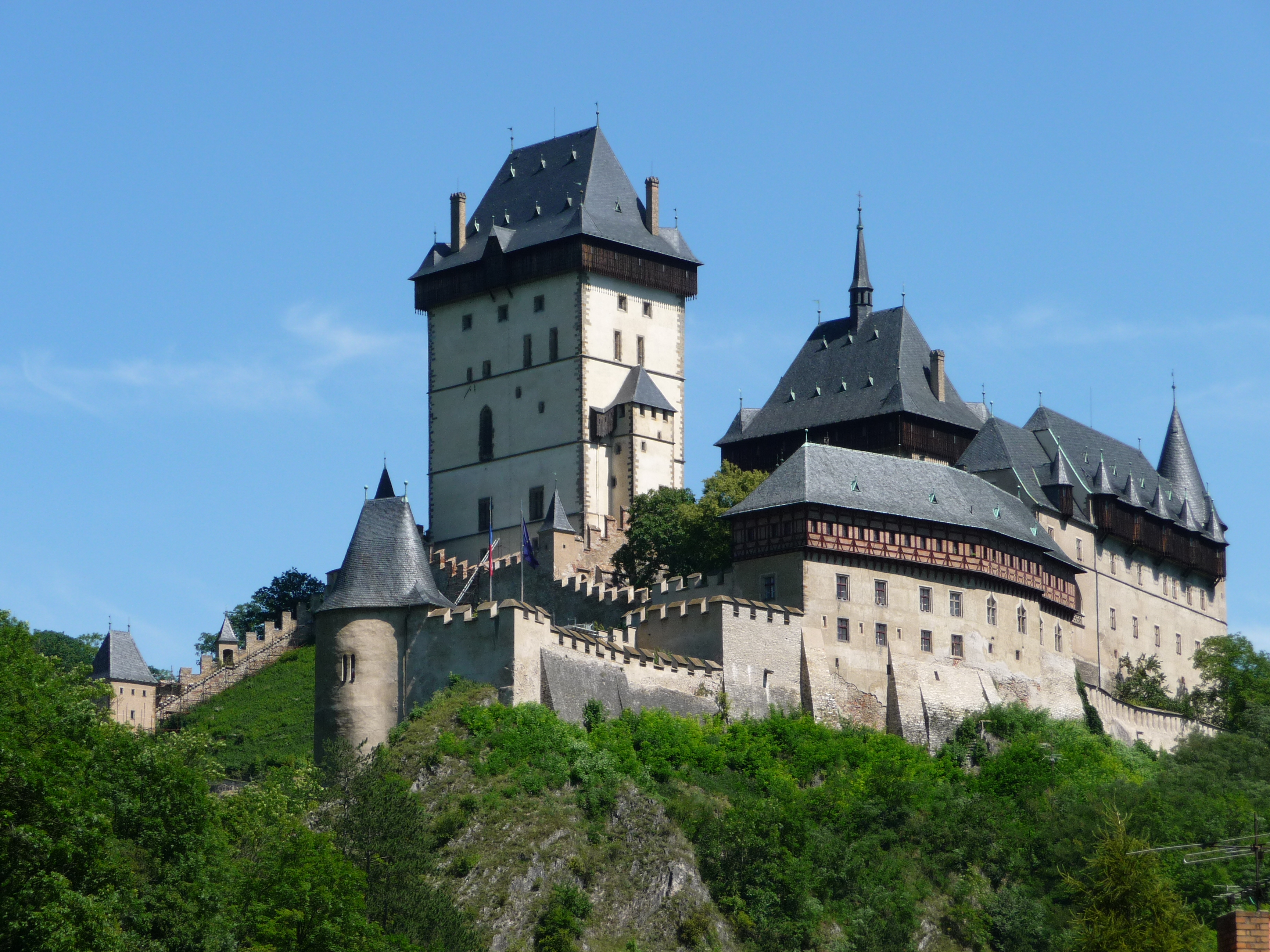
Castelo de Karlstein na Boêmia (1357–1367)
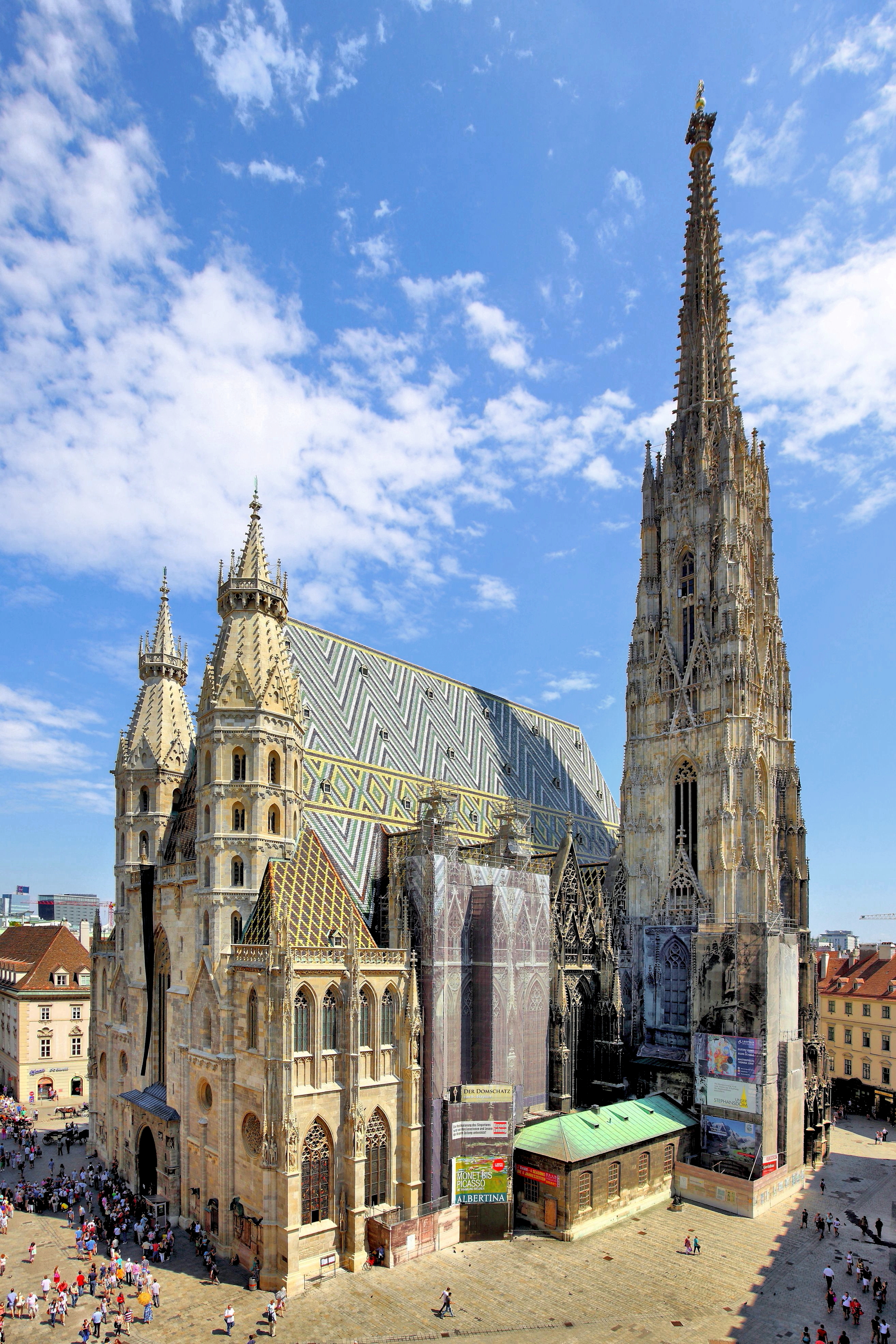
Catedral de Santo Estêvão, Viena, Áustria (1339–1365)
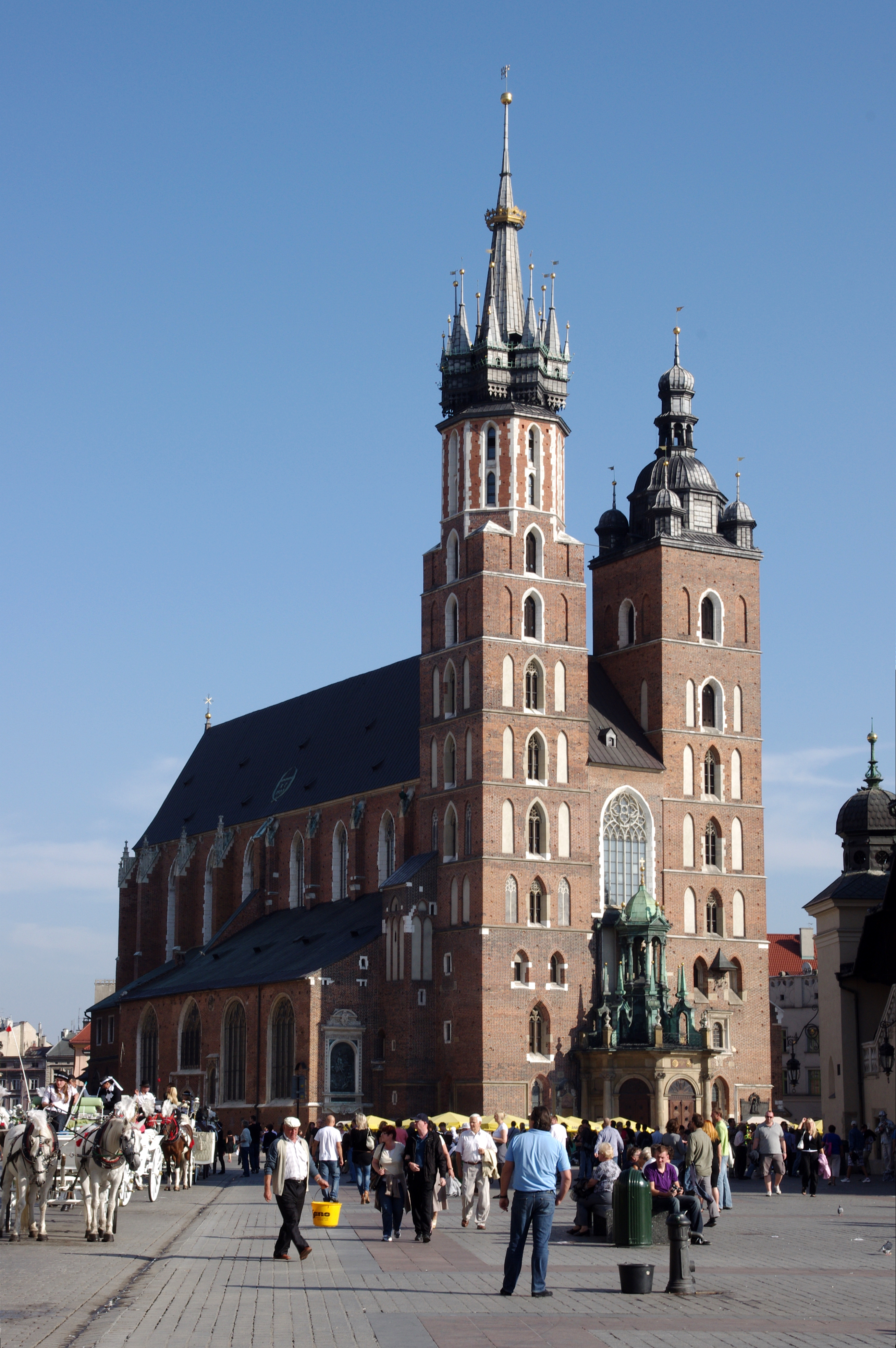
Basílica de Santa Maria, em Cracóvia, Polônia (1290–1365)
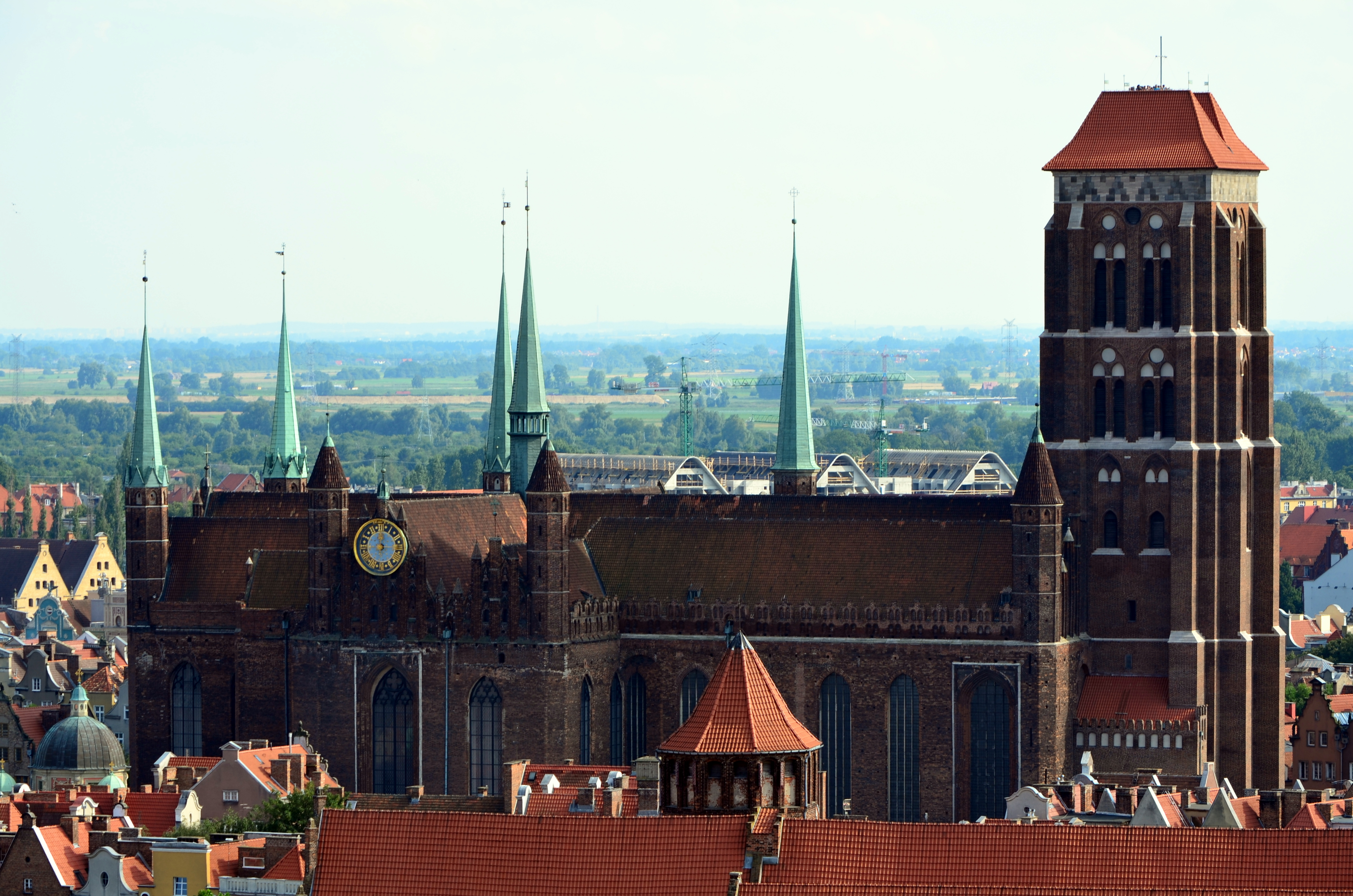
Igreja de Santa Maria, em Gdansk, Polônia (1379–1502)
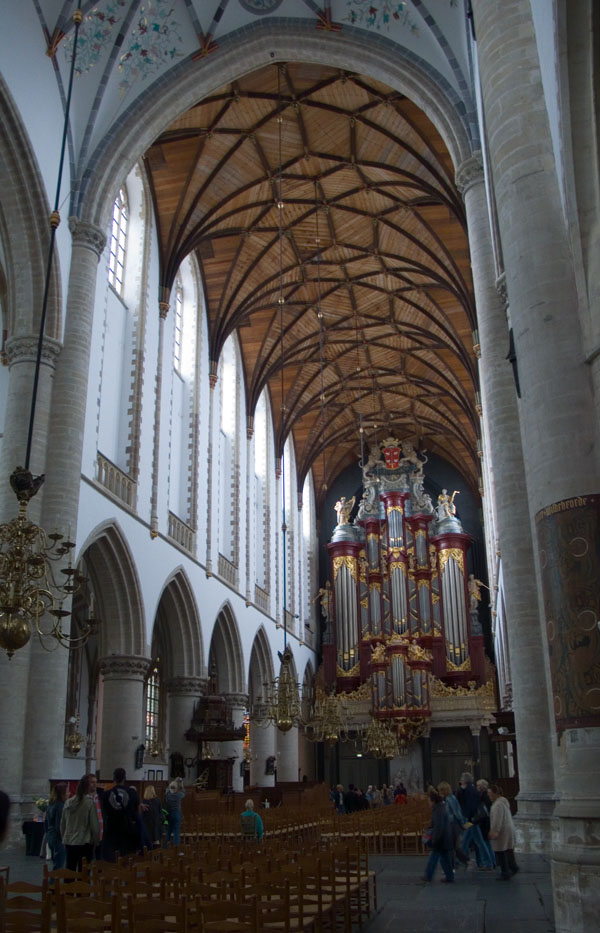
Teto de madeira em estilo Gótico Brabantino da Igreja de São Bavão, em Haarlem, na Holanda (c. 1479)
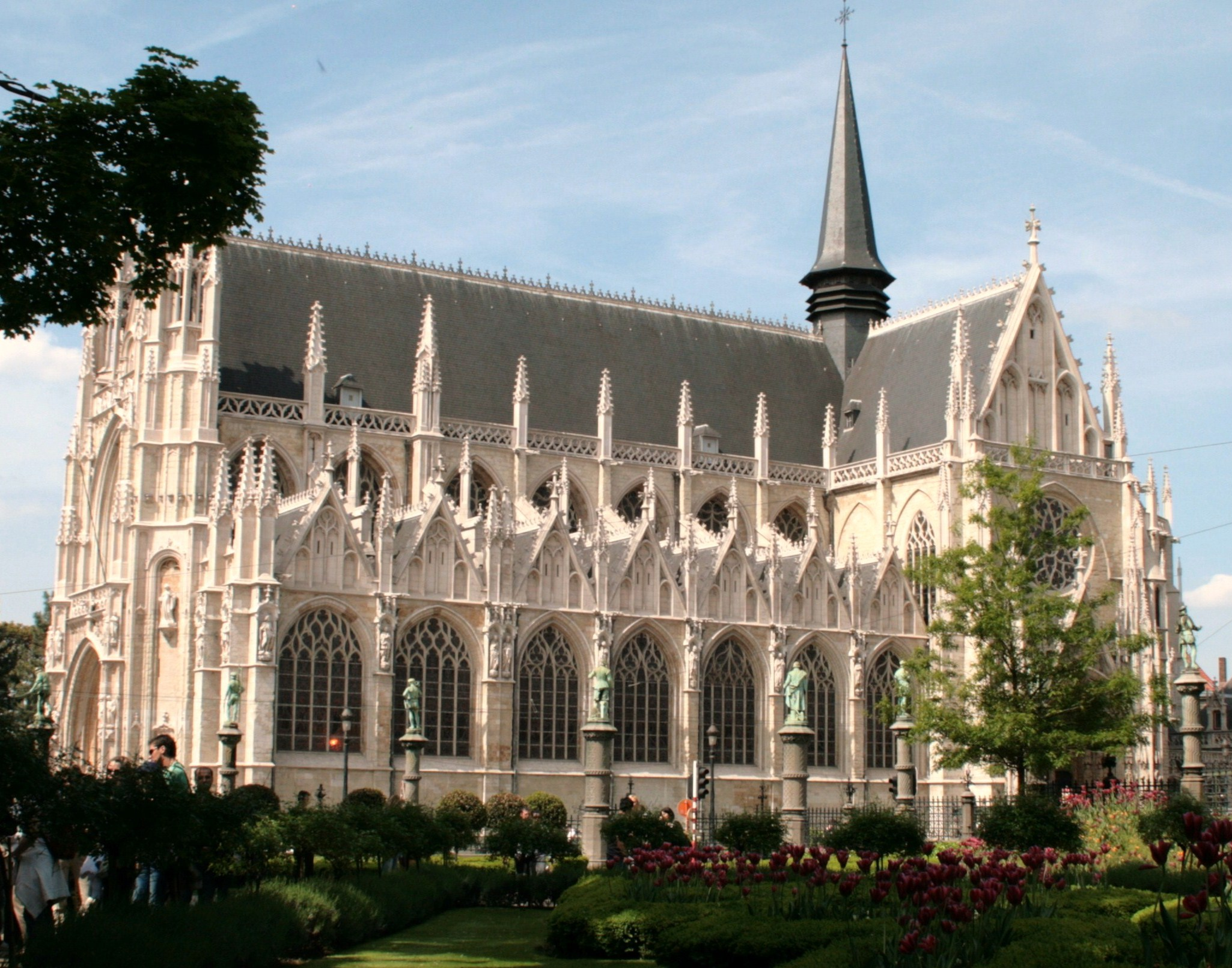
Igreja Gótica de Nossa Senhora Abençoada do Sablon em Bruxelas (século XV)
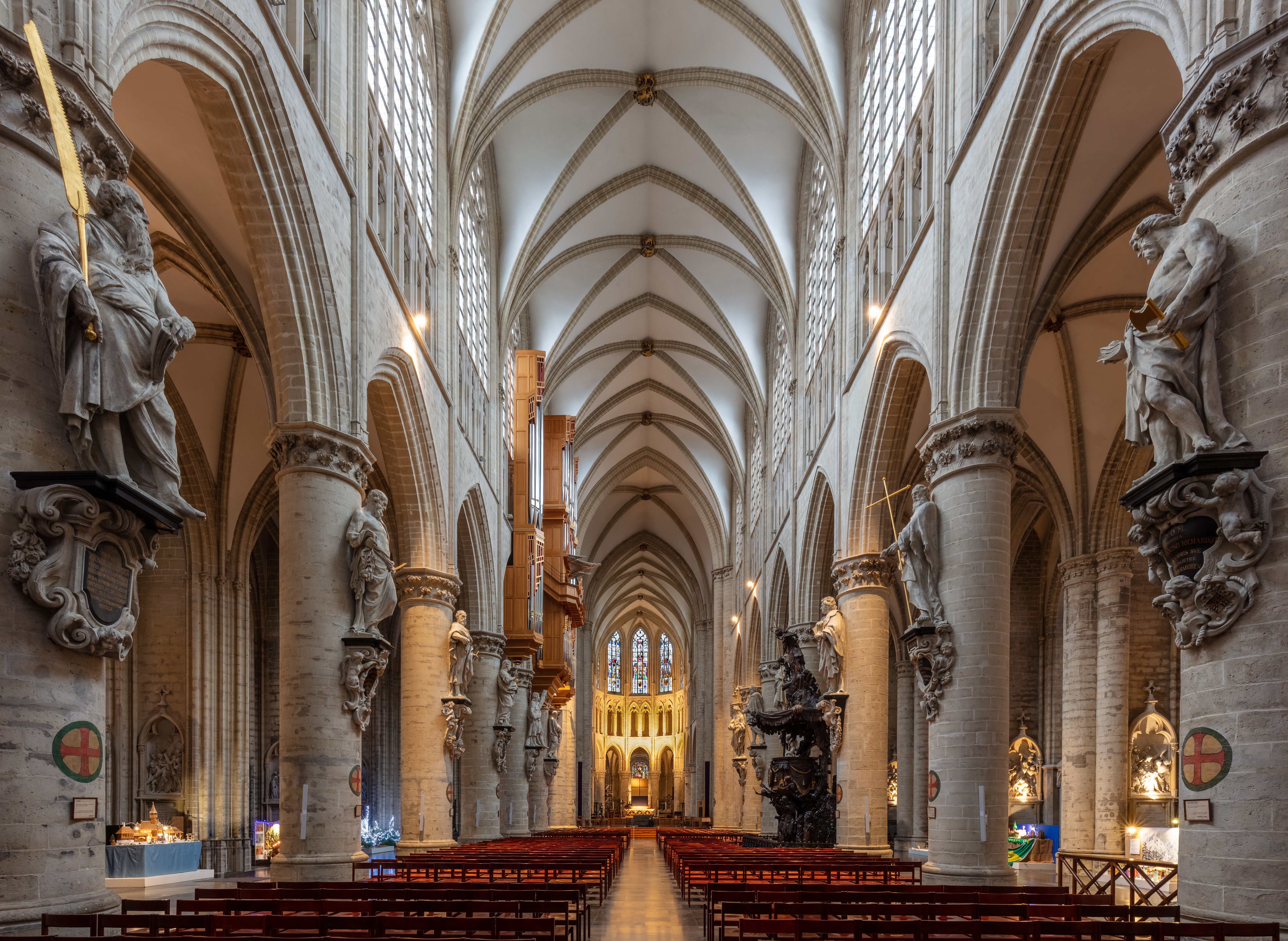
A Catedral de São Miguel e Santa Gudula em Bruxelas é uma obra-prima da arquitetura gótica, construída a partir do século XIII.

Entre os séculos XIII e XVI, as catedrais góticas foram construídas na maioria das grandes cidades do norte da Europa. Na maior parte, eles seguiram o modelo francês, mas com certas variações, dependendo das tradições locais e dos materiais disponíveis. As primeiras igrejas góticas na Alemanha foram construídas por volta de 1230 e incluíam a Igreja de Nossa Senhora (cerca de 1233-1283) em Tréveris, declarada a mais antiga igreja gótica na Alemanha, e a Catedral de Friburgo, que foi construída em três estágios, a primeiro começando em 1120, embora ainda existam as fundações da catedral original. É conhecida por sua torre de 116 metros, a única torre gótica da Alemanha que foi concluída na Idade Média (1330).
Praga, na região da Boêmia dentro do Sacro Império Romano, era outro centro florescente da arquitetura gótica. Carlos IV da Boêmia era rei da Boêmia e do Sacro Império Romano e tinha gostos monumentais. Ele começou a construção da Catedral de São Vito de Praga, em estilo gótico, em 1344, bem como um palácio gótico, o Castelo de Karlstein na Boêmia Central, e edifícios góticos para a nova Universidade de Praga. A nave da Catedral de Praga apresentava a abóbada de filete, um tipo decorativo de abóbada em que as nervuras cruzavam em um padrão de malha, semelhante às abóbadas da Catedral de Bristol.e outras igrejas inglesas. Seus outros projetos góticos incluíam a ricamente decorada Capela da Santa Cruz, dentro do Castelo de Karlstein (1357-1367), e o coro da Catedral de Aachen, iniciado em 1355, que foi construído no modelo de Sainte-Chapelle, em Paris. A arquitetura gótica na Alemanha e os reinos do Sacro Império Romano geralmente seguiam a fórmula francesa, mas as torres eram muito mais altas e, se completadas, eram muitas vezes encimadas por enormes pináculos a céu aberto. O caráter distintivo do interior das catedrais góticas alemãs é sua amplitude e abertura. As catedrais alemãs e tchecas, como as francesas, tendem a não ter transeptos que projetam maciçamente. Existem também muitas igrejas-salão (Hallenkirchen) sem janelas de clerestório. A Catedral de Colônia fica atrás da Catedral de Milão, a maior catedral gótica do mundo. A construção começou em 1248 e levou, com interrupções, até 1880 para completar — um período de mais de 600 anos. Tem 144,5 metros de comprimento, 86,5 m de largura e duas torres de 157 m de altura.
O Gótico de tijolos (em alemão: Backsteingotik; em polonês: Gotyk ceglany) é um estilo específico comum no norte da Europa, especialmente no norte da Alemanha, na Polônia e nas regiões ao redor do Mar Báltico, sem recursos de rochas naturais. Os principais exemplos de gótico de tijolos incluem a Igreja de Santa Maria, em Gdansk (1379–1502), a Basílica de Santa Maria, em Cracóvia (1290–1365) e o Castelo de Malbork (século XIII).
A Catedral de Santo Estêvão, em Viena (1339 a 1365), tem a característica distintiva de um telhado policromado. Outra variação regional é o estilo Gótico Brabantino, encontrado na Bélgica e na Holanda. É caracterizado pelo uso de arenito ou calcário de cor clara (o que permitia ricos detalhes) mas era propenso à erosão. As características incluíam colunas com folhagem de repolho esculpida, janelas arqueadas cujos pontos chegavam até às abóbadas e, às vezes, um teto de madeira. Exemplos incluem a Igreja de São Bavão, em Haarlem, Holanda, originalmente construída como uma catedral católica (agora é uma igreja protestante) e a Igreja de Nossa Senhora Abençoada do Sablon, em Bruxelas (século XV).

## Gótico do Sul Europeu

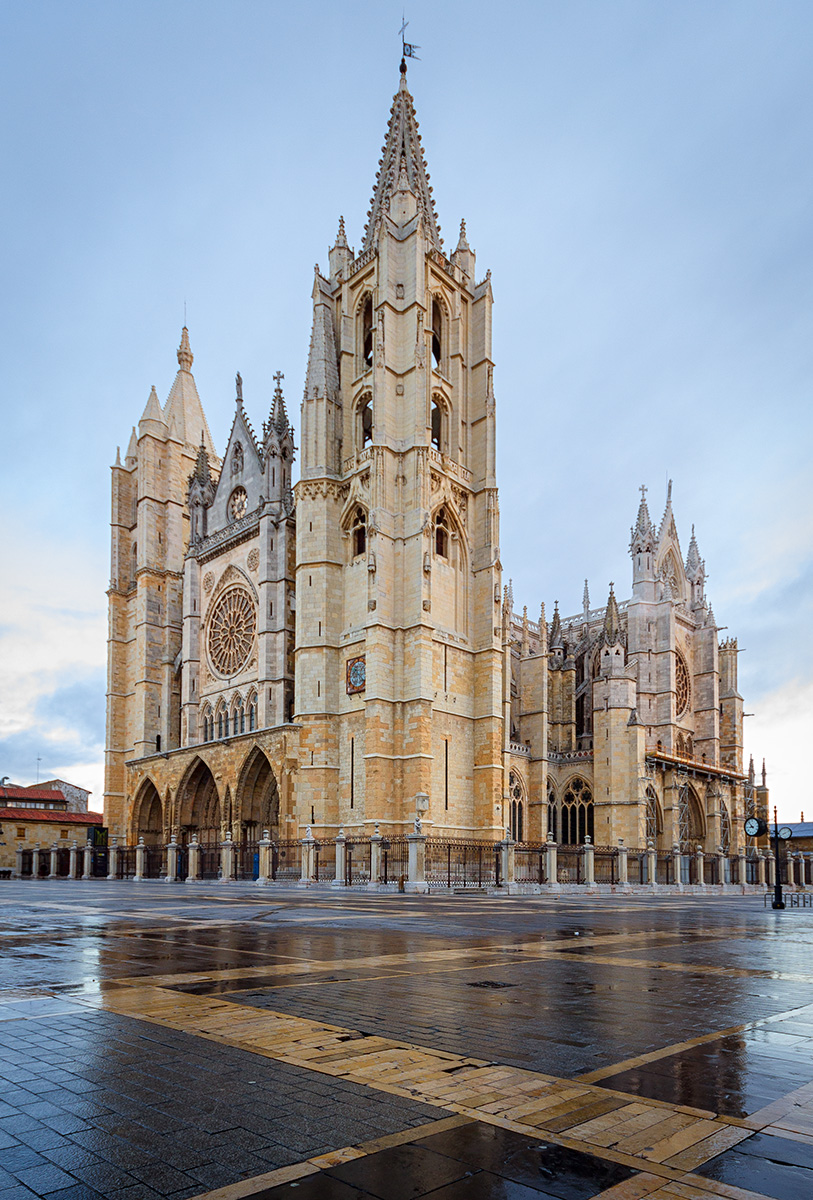
Catedral de León (1205–1472)
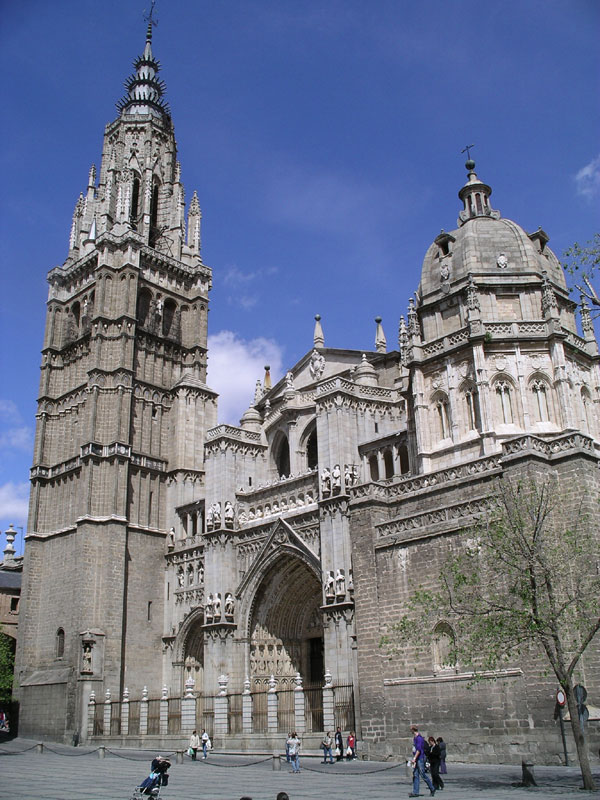
Catedral de Toledo (1227-1493)
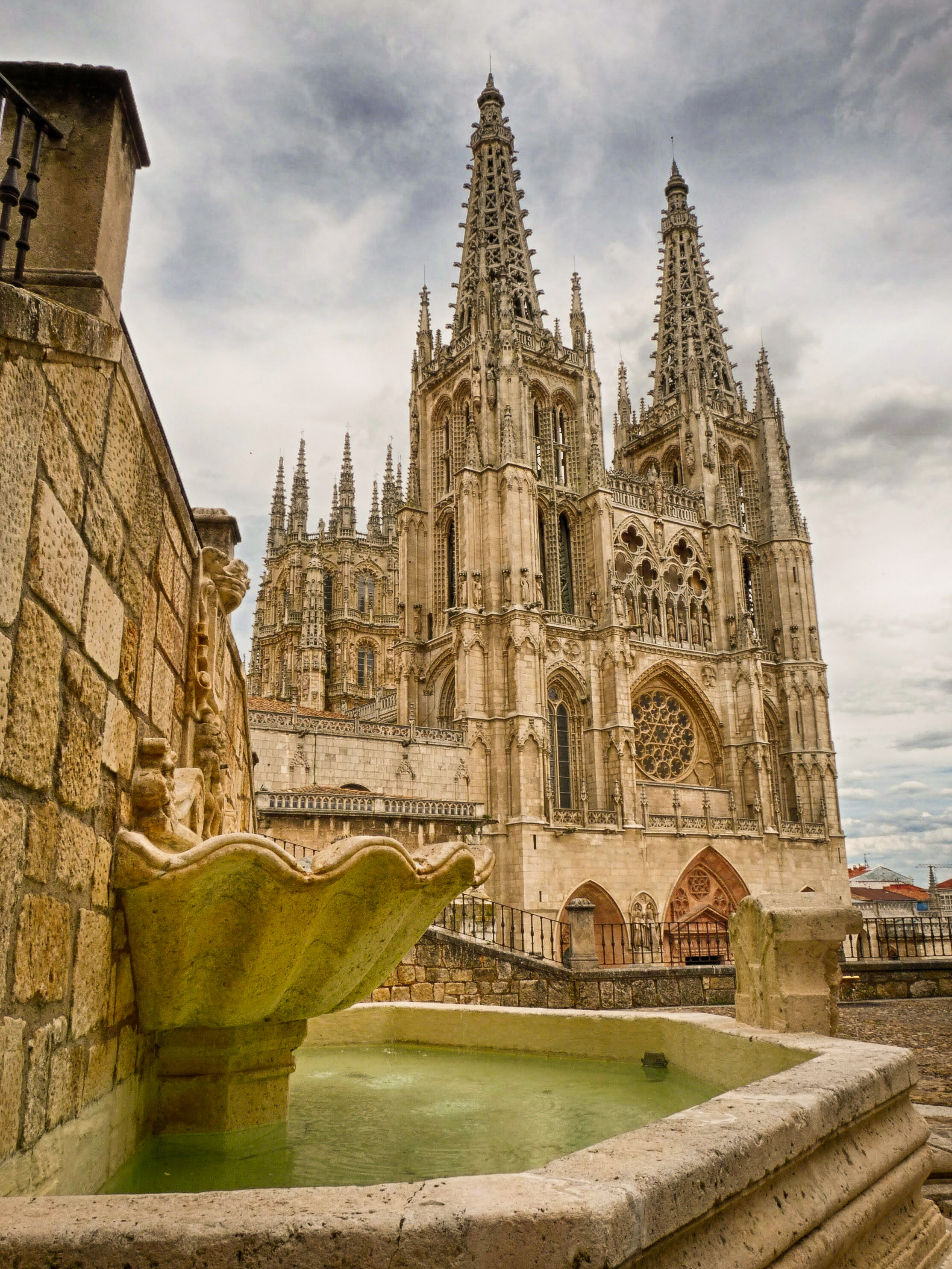
Catedral de Burgos (1221–1260)
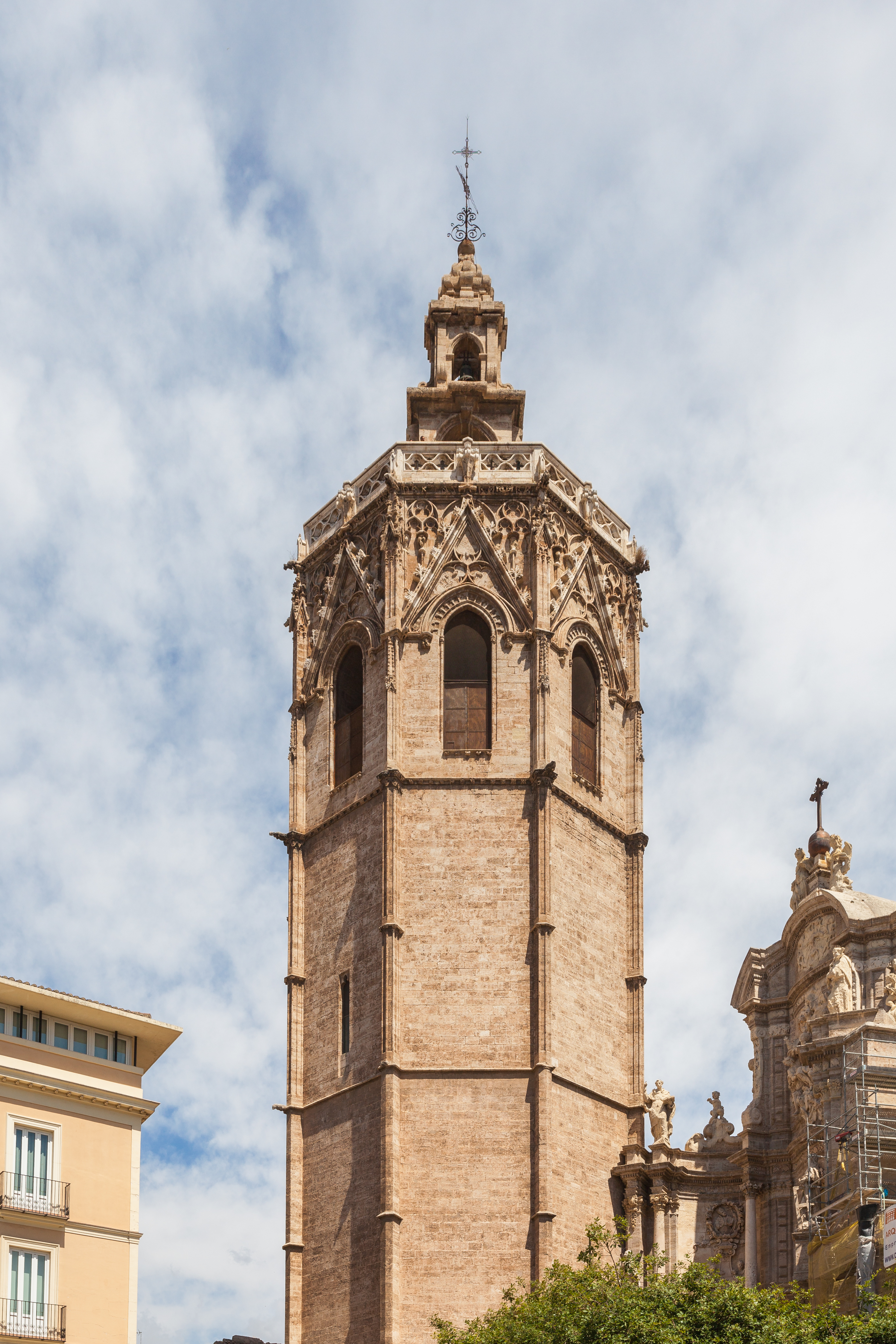
Catedral de Valência (13th–15 c.)
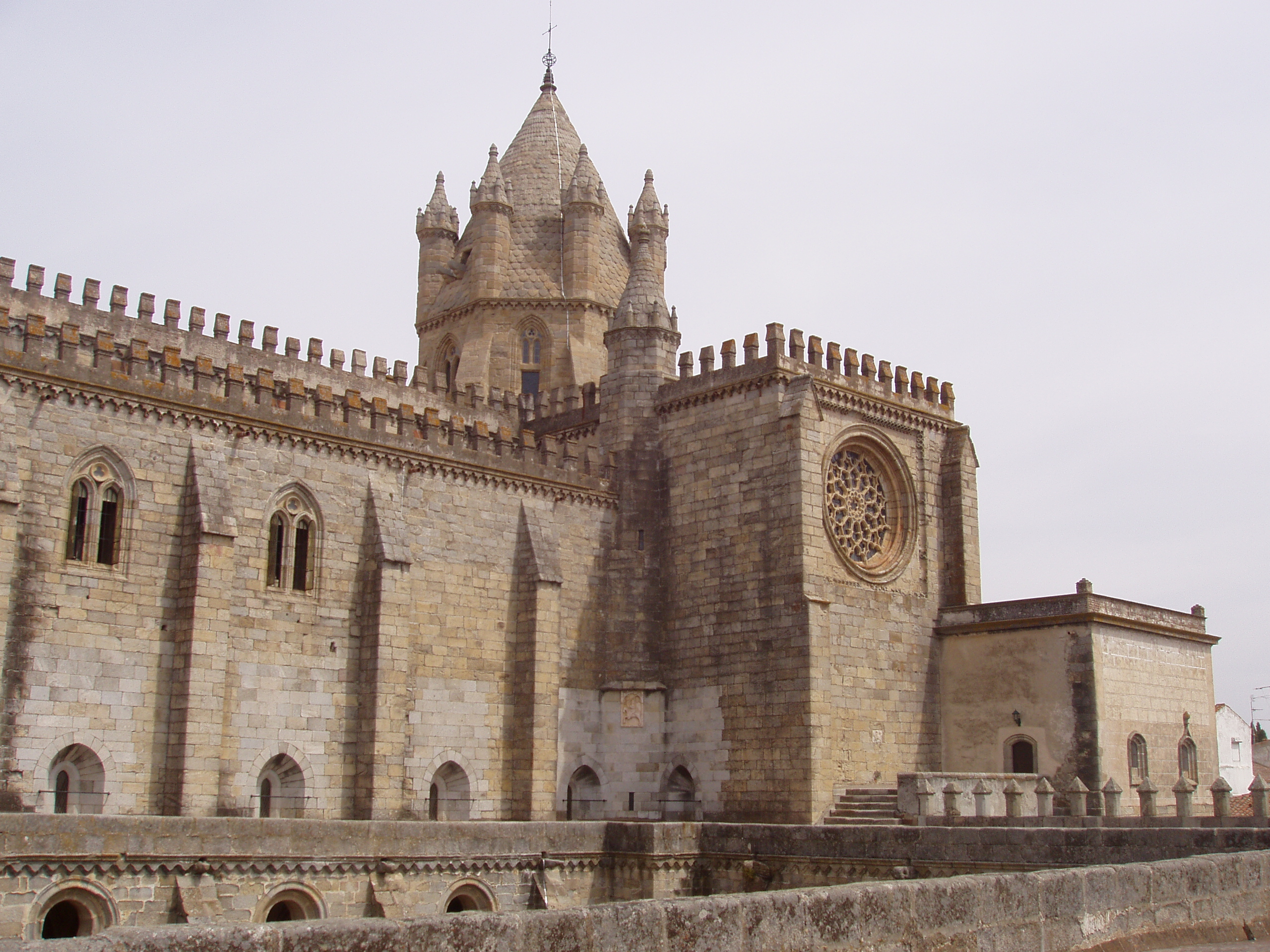
Catedral de Évora, Portugal (1280–1340)
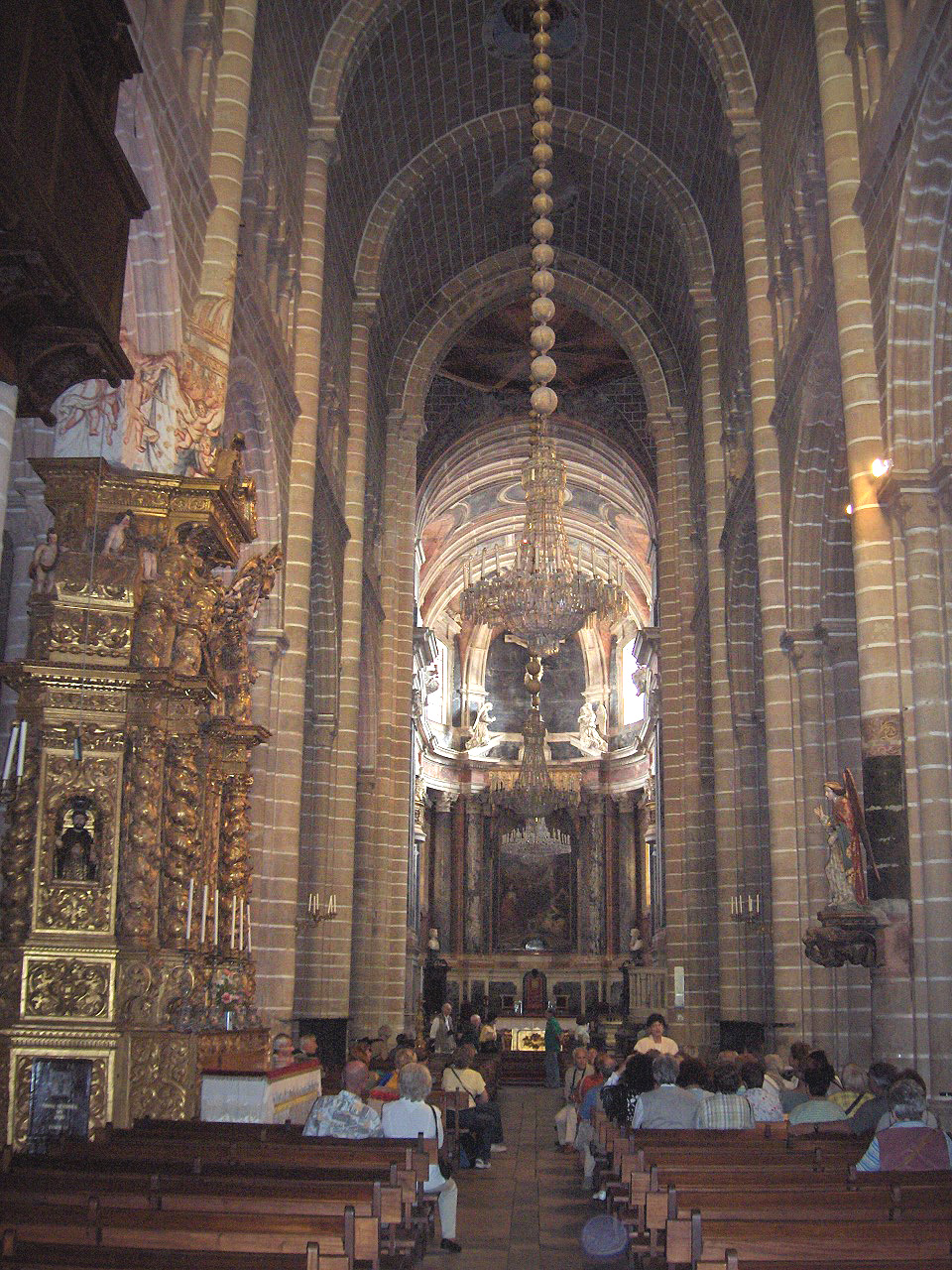
A nave gótica da Catedral de Évora, em Portugal, leva a uma capela barroca (1280–1340)
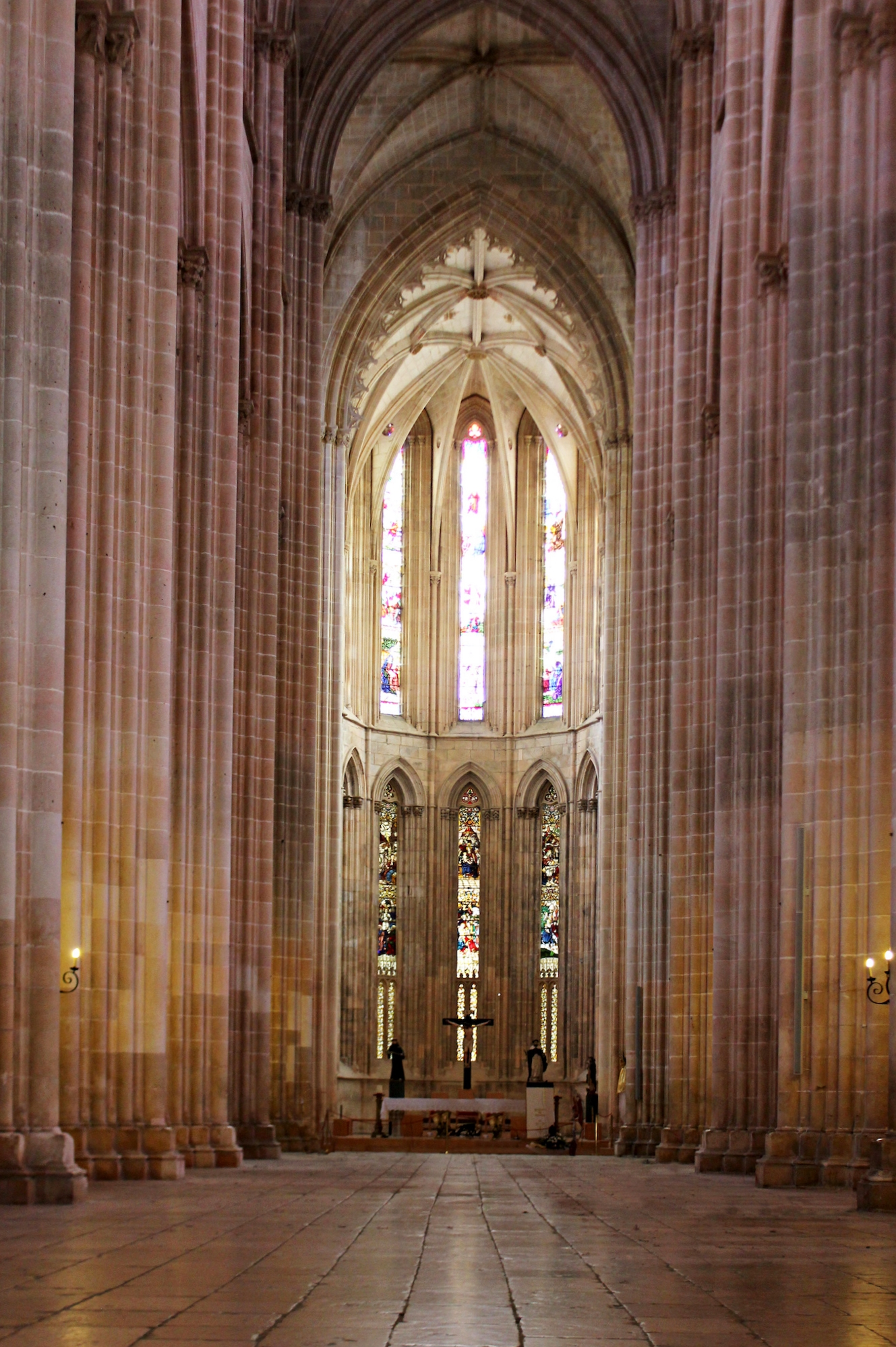
Mosteiro da Batalha, Portugal
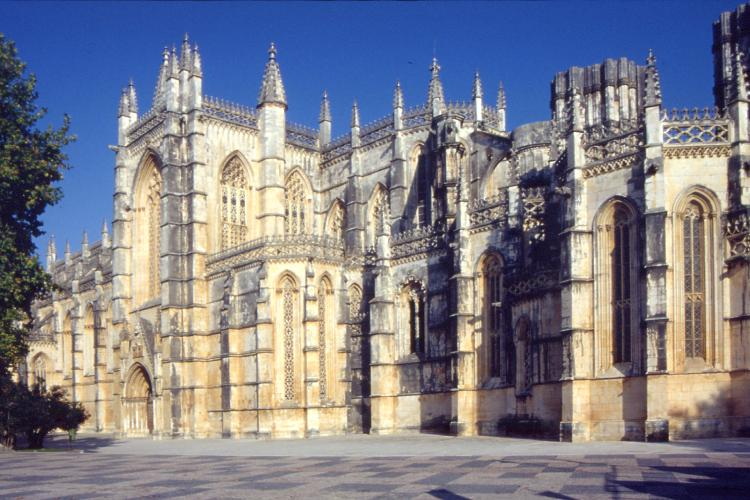
Mosteiro da Batalha, Portugal (1387)

Variações surpreendentemente diferentes do estilo gótico surgiram no sul da Europa, particularmente na Espanha e em Portugal. Exemplos importantes de gótico espanhol incluem a Catedral de Toledo, a Catedral de León e a Catedral de Burgos. A característica distintiva das catedrais góticas da Península Ibérica é a sua complexidade espacial, com muitas áreas de diferentes formas levando umas às outras. Eles são comparativamente largos, e muitas vezes têm arcadas muito altas encabeçadas por baixos clerestórios, dando uma aparência espacial semelhante ao Hallenkirche da Alemanha, como na Igreja do Mosteiro da Batalha em Portugal.
Muitas das catedrais são completamente cercadas por capelas. Como as catedrais inglesas, cada uma delas é muitas vezes estilisticamente diversa. Isso se expressa tanto na adição de capelas quanto na aplicação de detalhes decorativos extraídos de diferentes fontes. Entre as influências na decoração e na forma estão a arquitetura islâmica e, no final do período, detalhes renascentistas combinados com o gótico de uma maneira distinta. A fachada oeste, como na Catedral de León, tipicamente se assemelha a uma fachada oeste francesa, mas mais ampla em proporção à altura e muitas vezes com maior diversidade de detalhes e uma combinação de intrincados ornamentos com amplas superfícies planas. Na Catedral de Burgos há torres de estilo alemão, iniciada em 1444 por um arquiteto alemão, Juan de Colonia (João de Colônia) e entretanto concluída por uma torre central (1540) construída por seu neto. A linha do telhado tem frequentemente parapeitos perfurados com comparativamente poucos pináculos. Muitas vezes há torres e cúpulas de uma grande variedade de formas e invenções estruturais que se elevam acima do telhado.
O rei Jaime II, o Justo, é geralmente considerado o introdutor do estilo gótico na Catalunha, ou gótico do sul. Jaime II alcançou o trono da coroa de Aragão em 1291, depois da morte de seu irmão, Alfonso III. Até então, ele era rei da Sicília. A sua primeira esposa, Blanca de Anjou, embora nascida em Nápoles, pertencia a uma das dinastias mais importantes da França da época. O novo estilo prevalente na Europa foi-lhe talvez dado a conhecer através da rainha consorte. Nos territórios sob o domínio da Coroa de Aragão (Aragão, Catalunha, Roussillon na França, as Ilhas Baleares, a Comunidade Valenciana, além de outros nas ilhas italianas), o estilo gótico suprimiu o transepto e fez os corredores laterais quase tão altos quanto a nave principal, criando espaços mais amplos e com poucos ornamentos. Existem dois estilos góticos diferentes nas terras aragonesas: o gótico catalão e o gótico valenciano, que são diferentes daqueles do Reino de Castela e da França. Horizontalidade e espaço único. De fato, ambas estão relacionadas e a segundo é uma consequência da primeira.
As amostras mais importantes do estilo gótico catalão são as catedrais de Girona, Barcelona, Perpinhã e Palma (em Maiorca), a Basílica de Santa Maria del Mar (em Barcelona), a Basílica del Pi (em Barcelona) e a igreja de Santa Maria de l'Alba em Manresa.
Os exemplos mais importantes do estilo gótico valenciano no antigo Reino de Valência são a Catedral de Valência , a Llotja de la Seda (Patrimônio Mundial da Unesco), as Torres de Serranos, as Torres de Quart, o Mosteiro de São Jerônimo de Cotalba, em Alfauir, o Palácio de Benicarló em Gandia, o Mosteiro de Santa María de la Valldigna, a Basílica de Santa Maria, em Alicante, a Catedral de Orihuela, a Catedral de Castelló e o El Fadrí, a Catedral de Segorbe, dentre outras.

### Portugal

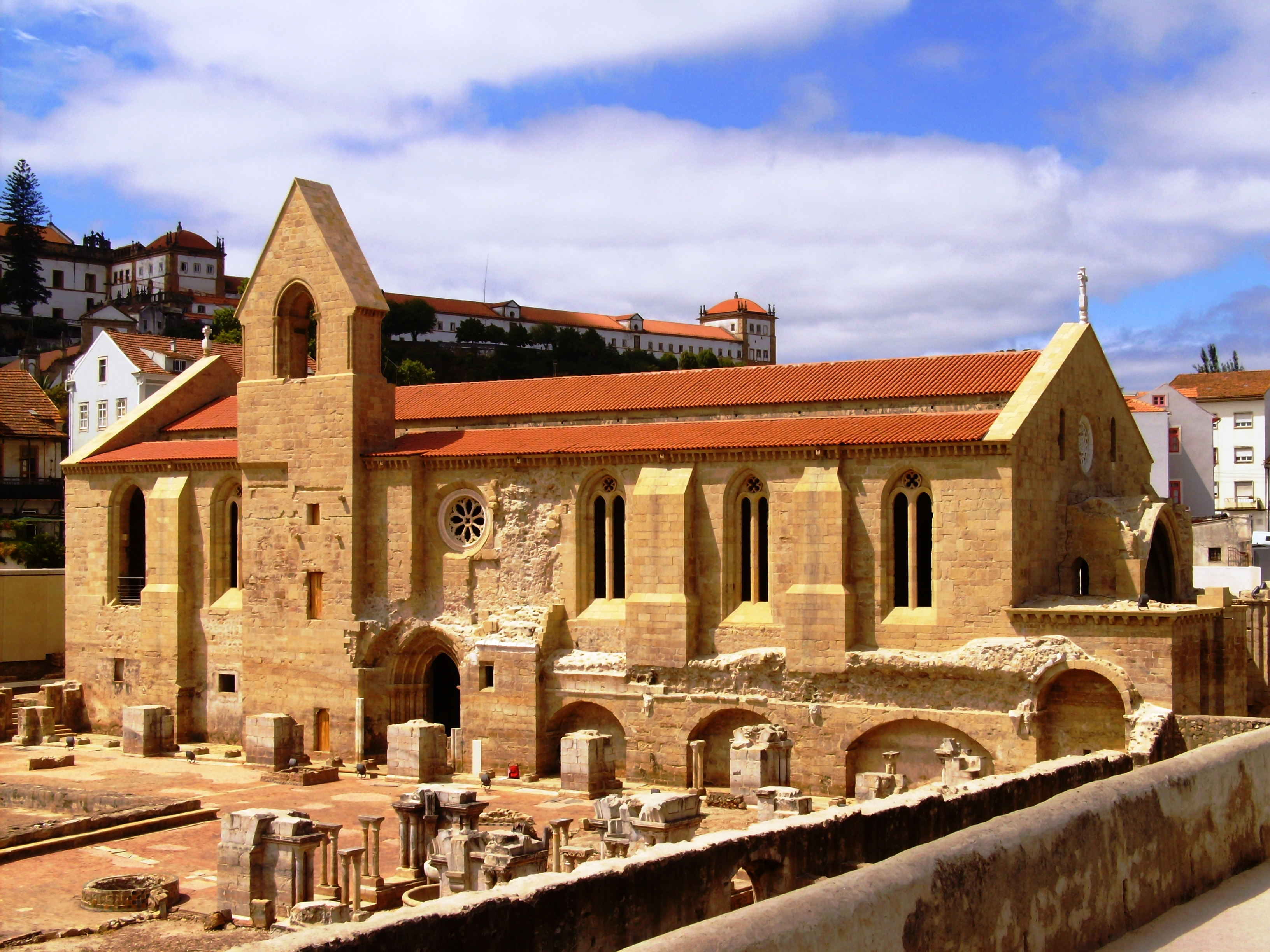
O mosteiro de Santa Clara-a-Velha foi construído no século XIV na margem esquerda do rio Mondego, mas teve que ser abandonado no século XVII devido às frequentes inundações. Vista dos claustros em ruínas e da fachada sul da igreja com rosácea e torre sineira. O arquiteto régio Domingos Domingues encontrava-se a supervisionar o estaleiro das obras no ano de 1316, vindo a igreja a ser sagrada no dia 8 de julho de 1330.

Em Portugal a ampliação do Gótico deve-se à influência francesa, potencializada pelas Cruzadas (1000 a 1290); a atividade de construção deu-se com a Ordem de Cister. A implantação e desenvolvimento das ordens religiosas mendicantes, especialmente pelos mosteiros, que viabilizaram a ocupação daquele território, devastado pelas guerras, fundaram vários conventos em centros urbanos portugueses ao longo dos séculos XIII e XIV como expressão da fé. A religião, o temor religioso e o medo do Juízo Final, movimentaram os fiéis nas peregrinações aos principais lugares santos. Os materiais empregados nessa fase são aqueles que se encontravam disponíveis: o granito nortenho, além do calcário macio em Coimbra, da pedra-lioz em Lisboa e até mesmo da taipa e adobe, em alguns casos. Introduzida em Portugal no início do século XII, prevaleceu até finais do século XIII, expandindo e afirmando da Igreja Católica, numa necessidade de afirmação de independência do território. Dentre exemplos de edifícios nomeie-se a Catedral do Porto, Mosteiro de Leça do Balio, Mosteiro de São Salvador de Travanca, Catedral de Vila Real, Igreja de São Domingos e Igreja de São Francisco de Guimarães.
Adicionou-se um abobadamento em ogivas aos pilares e à planta românicas, o que elevou a altura das igrejas. Os vitrais substituíram as paredes laterais; as abóbadas de berço deram lugar às abóbadas de cruzaria de ogivas, o que resultou no aparecimento dos arcos botantes para suportar todo o peso da igreja. Em Portugal, as catedrais tinham um caráter rural, com o Gótico a ser associado à construção de igrejas de menor dimensão, em comparação com as congéneres europeias. As primeiras construções góticas portuguesas foram a igreja de Santa Maria de Alcobaça, inspirado na abadia de Claraval, o gótico português surge no último quartel do século XII, precisamente com o Mosteiro de Alcobaça, começado em 1178 e habitado a partir de 1222. Fundado pelo primeiro rei de Portugal para a Ordem de Cister é a primeira edificação inteiramente gótica de Portugal; o claustro da Sé Velha de Coimbra, também corresponde a esta primeira fase. Contudo, a evolução do estilo românico para o gótico ocorreu lentamente, havendo muitas igrejas portuguesas de estilo de transição românico-gótico nos séculos XIII e XIV. Só no século XIV é que o gótico se impôs definitivamente ao românico, devido ao estabelecimento das ordens mendicantes (franciscanos, agostinhos, carmelitas e dominicanos). Há três edifícios-chave do gótico inicial, que compreende a segunda metade do século XIII e a primeira metade do século XIV: a igreja de São João de Alporão, em Santarém; a igreja de Santa Maria do Olival, em Tomar; e a Sé de Évora.
São exemplos do gótico mendicante diversos templos de Santarém. Destacam-se a igreja de S. Francisco, a igreja de Santa Cruz, a igreja de Santa Clara e a igreja do mosteiro de Santa Maria de Almoster, – e de Guimarães (Capela de S. Francisco), bem como o Mosteiro de Santa Clara a Velha de Coimbra, o Mosteiro de S. Francisco no Porto ou o Convento do Carmo em Lisboa. Igualmente as ordens militares contribuíram para a expansão do gótico, como no caso de S. João de Alporão, em Santarém, o Mosteiro de Leça do Bailio (Hospitalários) e Santa Maria dos Olivais em Tomar, fundada pelos Templários. Algumas catedrais portuguesas também foram construídas em estilo gótico, como a Sé de Évora, (séc. XIII, XIV), a Sé de Silves (séc. XIV-XV) e a Sé da Guarda (séc. XV-XVI). Estas construções correspondem aos reinados de D. Afonso III (1248-1279), D. Dinis (1279-1325) e D. Afonso IV (1325-1357).
O gótico cistercense influenciou principalmente as Sés. O gótico mendicante influenciou principalmente os conventos e, igrejas paroquiais; - As tipologias principais dos edifícios góticos são as Sés episcopais, os conventos mendicantes, as igrejas paroquiais, as igrejas das ordens de cavalaria e, a arquitectura civil dos castelos e paços. Numa visão global, o gótico em Portugal é sóbrio, estável e, coerente na sua tipologia paleocristã e, revela um carácter de abrigo com uma funcionalidade mais direccionada ao oficio da liturgia do que impressionar, pela grandeza e complexidade ornamental, os sentidos como condição de ilustrar o drama existencial humano.
Na estatuária o gótico português reserva-nos algumas obras-primas como os túmulos de D. Pedro e D. Inês de Castro em Alcobaça, exemplos de uma referência mítica que a cultura europeia assumiu e desenvolveu, bem como da Ínclita Geração na Batalha, além das esculturas jacentes nas Sés de Braga e Évora. Já na pintura os Painéis ditos de S. Vicente, de Nuno Gonçalves, representam referências fundamentais da arte europeia do seu tempo, que demonstram também nesse domínio a identidade inesquecível do gótico português, com um equilíbrio excecional entre a força anímica e a moderação naturalista dos seus elementos.

### Itália

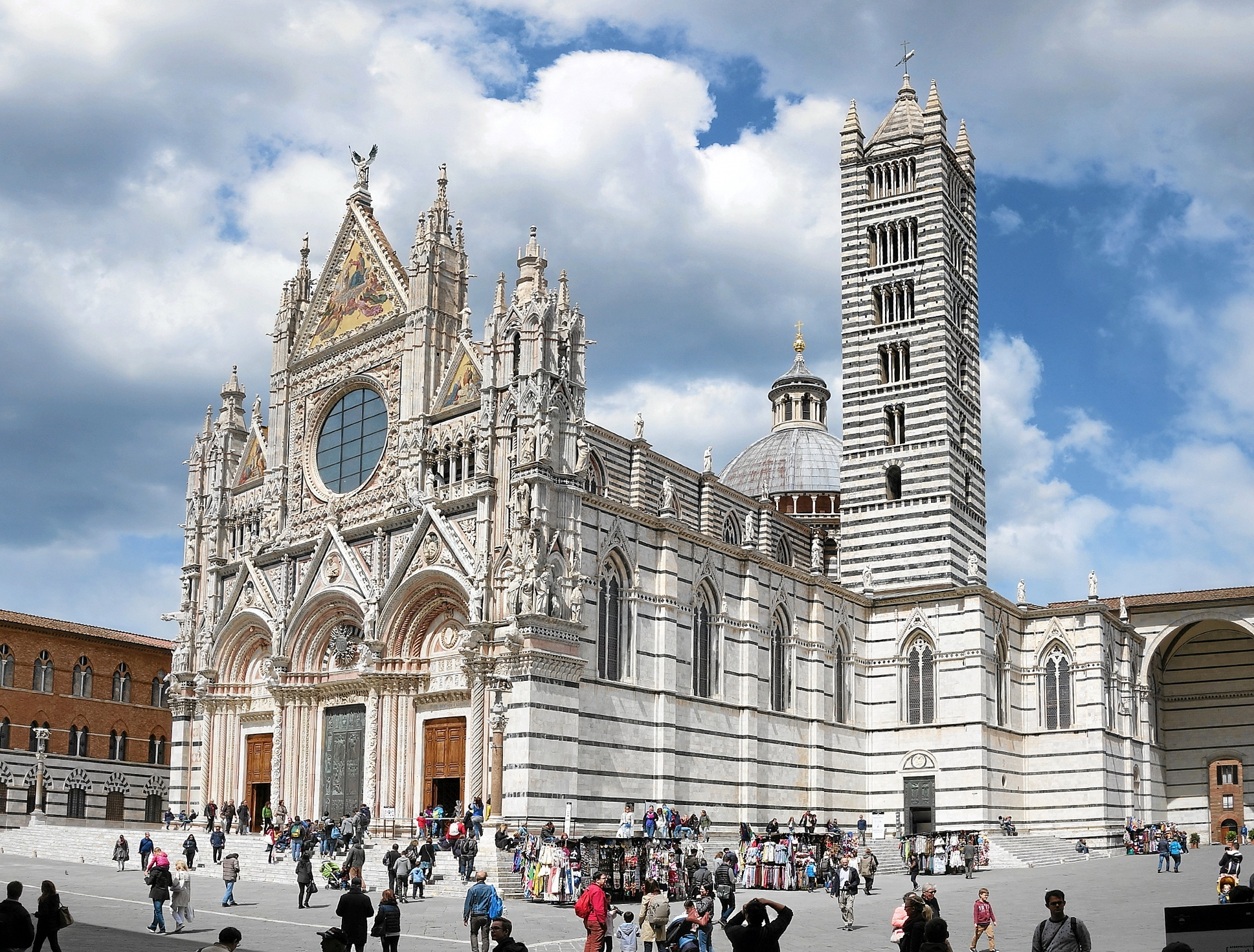
Catedral de Siena (1215-1263)
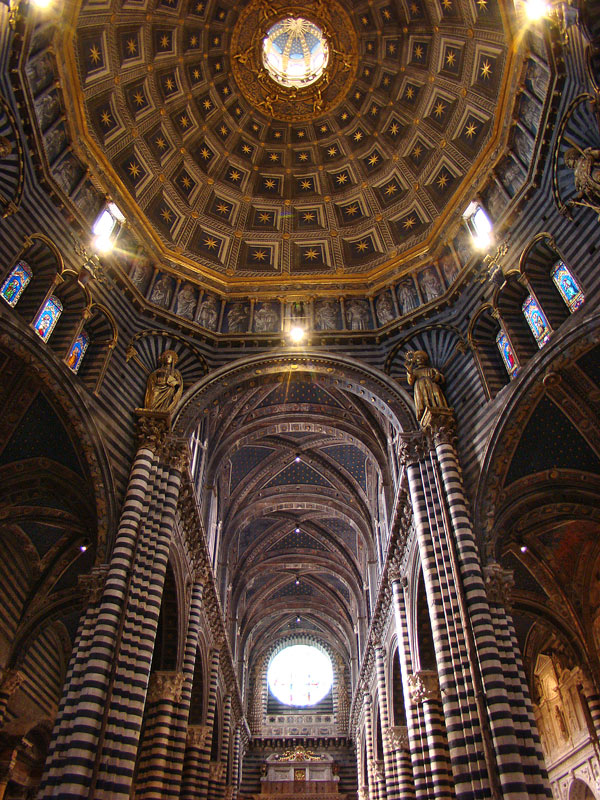
Interior da Catedral de Siena (1215-1263)
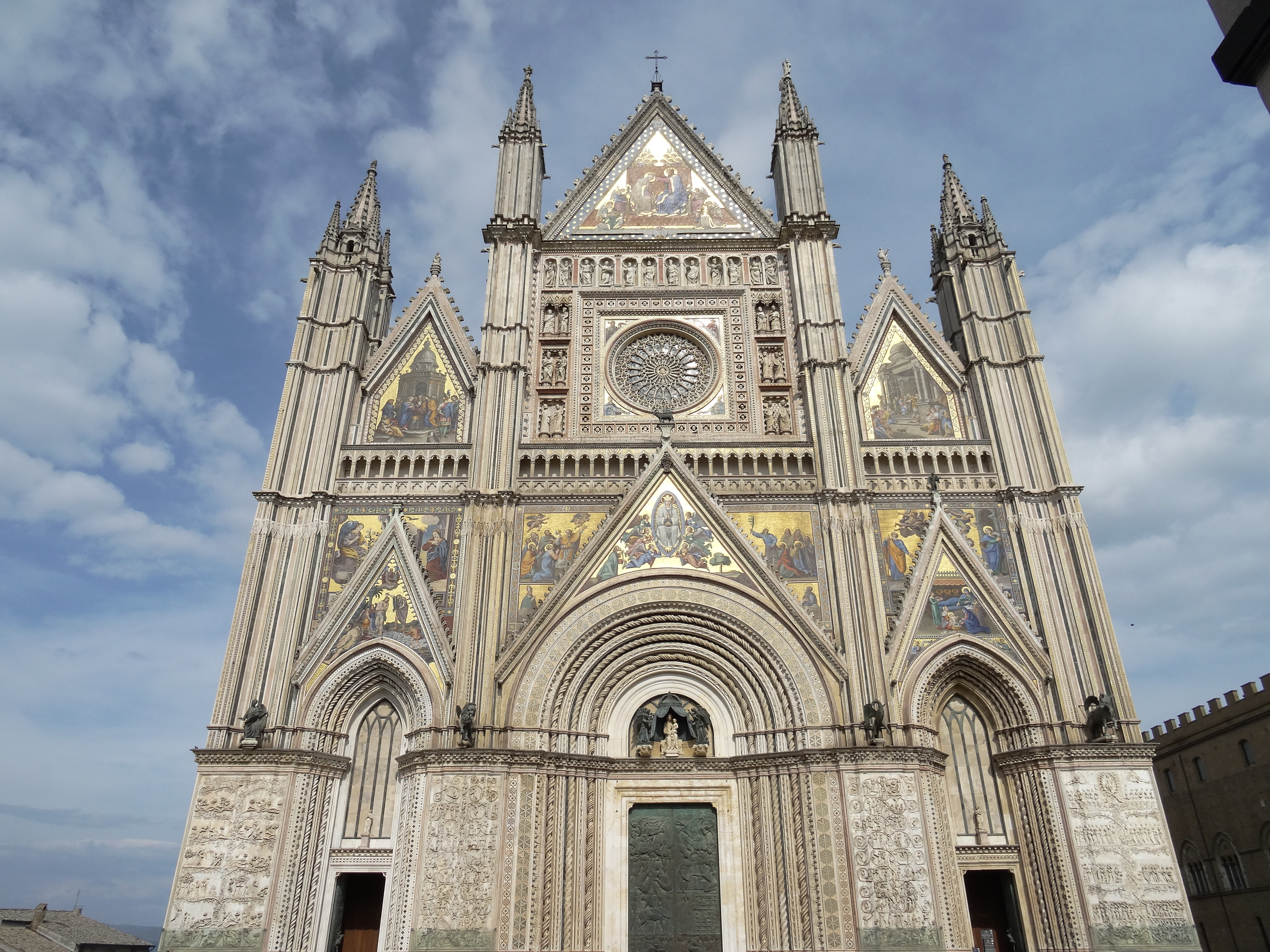
Catedral de Orvieto (1290–1591)
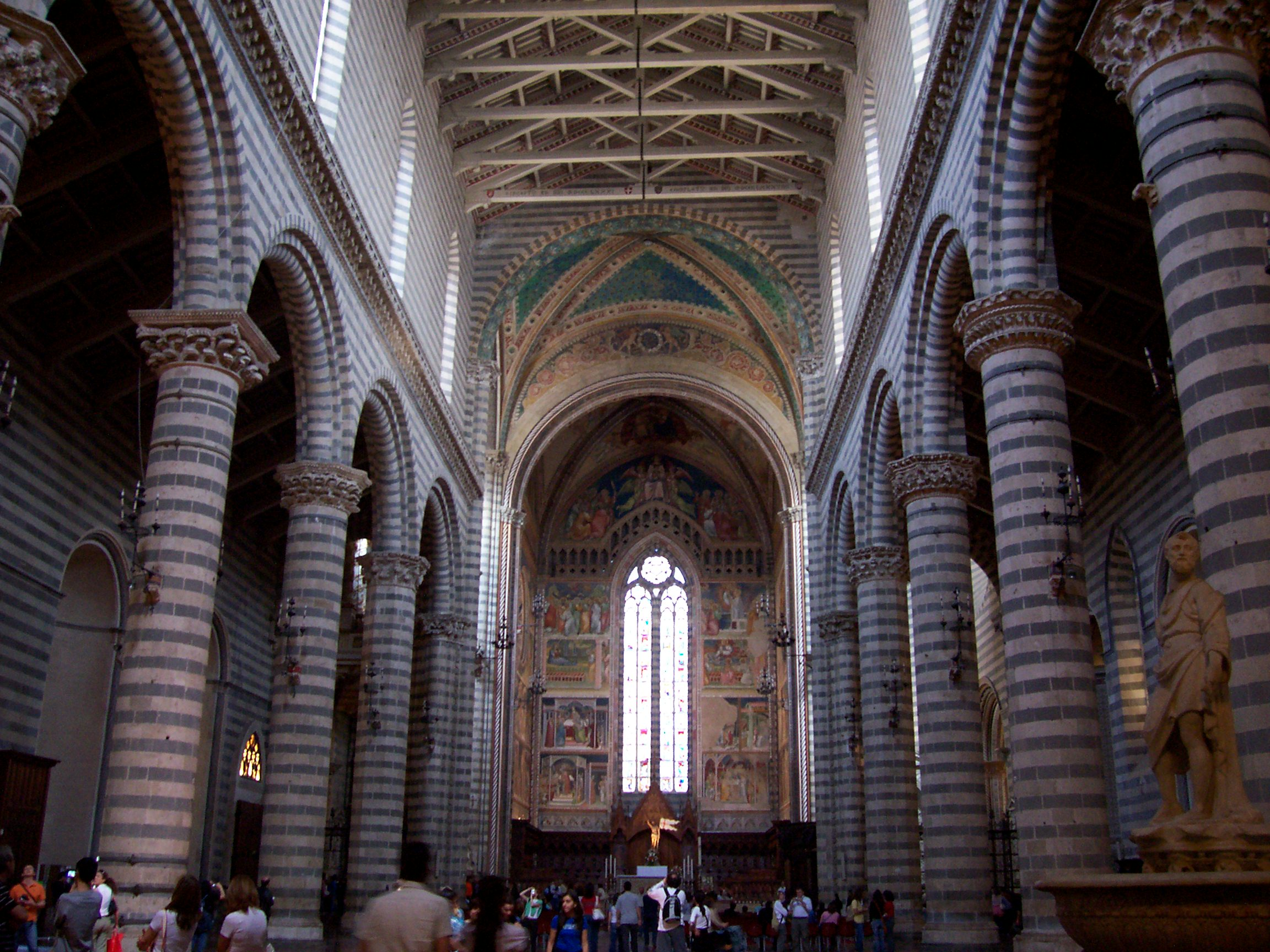
Nave da Catedral de Orvieto (iniciada em 1290)
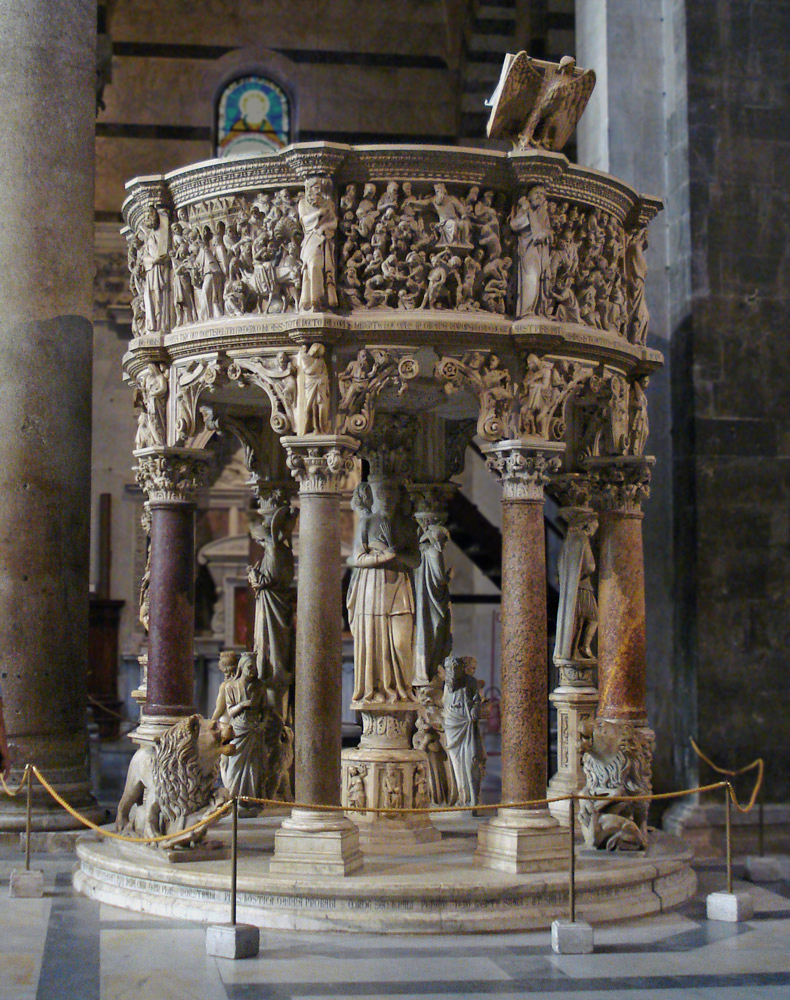
Púlpito da Catedral de Pisa, por Giovanni Pisano (1302–1310)
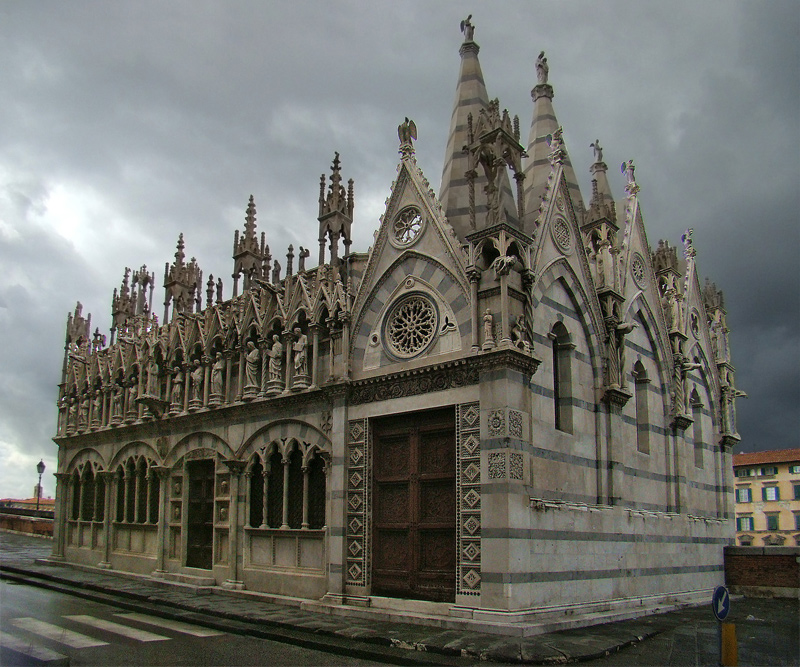
Santa Maria della Spina (cerca de 1323)
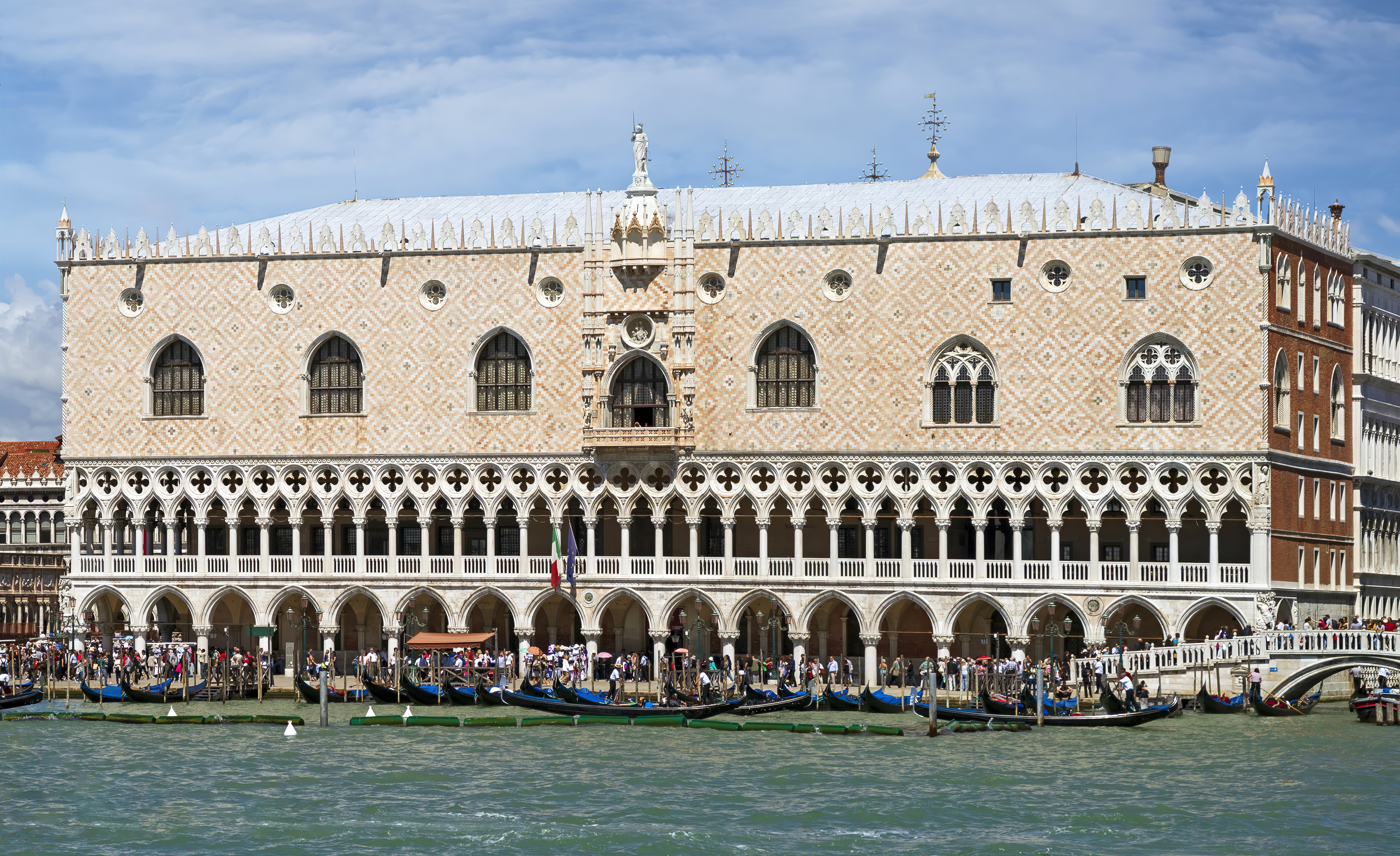
Palácio do Doge (1424-1442)

A arquitetura gótica italiana seguiu seu próprio caminho, partindo do modelo francês. Foi influenciado por outros estilos, notavelmente o estilo bizantino introduzido em Ravena. Os principais exemplos incluem a Catedral de Milão, a Catedral de Orvieto e particularmente a Catedral de Florença, antes da adição do Duomo no Renascimento. Porém, as fachadas das catedrais de Milão e Florença já são neogóticas, construidas no século XIX.
O estilo italiano foi influenciado pelos materiais disponíveis nas diferentes regiões: o mármore estava disponível em grandes quantidades na Toscana, e era generosamente usado em igrejas; era escasso na Lombardia e, por conta disso, eram utilizados tijolos. Muitos dos elementos arquitetônicos foram usados, aparentemente, para ser diferente do estilo francês.
A ordem monástica cisterciense introduziu algumas das primeiras igrejas góticas na Itália, na Abadia de Fossanova (consagrada em 1208) e na Abadia de Casamari (1203-1217). Eles seguiram o plano básico das igrejas cistercienses góticas da Borgonha, particularmente a Abadia de Cister.
A planta italiana é geralmente regular e simétrica; as catedrais italianas têm poucas e espaçadas colunas. As proporções são geralmente equilibradas matematicamente, baseadas no quadrado e no conceito de "armonia" e, exceto em Veneza, onde eles apreciavam arcos extravagantes, os arcos são quase sempre equiláteros. As catedrais góticas italianas muitas vezes conservavam características românicas (a nave da Catedral de Orvieto tinha arcos e abóbadas romanescas).
Catedrais italianas também apresentavam uma variedade de plantas: a Catedral de Florença (iniciada em 1246) tinha um coro retangular, baseado no modelo cisterciense, mas foi projetado para ter três alas com capelas poligonais. As catedrais góticas italianas não eram tão altas quanto as da França; eles raramente usavam arcobotantes, e geralmente tinham apenas dois níveis, uma arcada e uma clerestório com pequenas janelas. Mas a Catedral de Bolonha (iniciada em 1388) rivalizava com a Catedral de Bourges na França em altura. A menor igreja gótica italiana notável é Santa Maria della Spina em Pisa (por volta de 1330), que se assemelha a uma caixa de joia gótica.
Uma característica distintiva do gótico italiano é o uso de decoração policromada, tanto externamente (como folheado de mármore na fachada de tijolos) quanto internamente, onde os arcos são frequentemente feitos de segmentos alternados de preto e branco. As colunas eram, às vezes, pintadas de vermelho, e as paredes eram decoradas com afrescos e a abside com um mosaico. As fachadas das igrejas italianas são frequentemente policromáticas e podem incluir mosaicos nas lunetas sobre as portas. As fachadas têm alpendres abertos e janelas oculares ou de redondas, em vez de rosáceas, e não costumam ter uma torre. A "travessia" é geralmente encimada por uma cúpula. Muitas vezes há uma torre independente e um batistério. A extremidade oriental geralmente tem uma abside de projeção comparativamente baixa. As janelas não são tão grandes como no norte da Europa e, apesar de serem frequentemente encontrados vitrais, o meio narrativo preferido para o interior é o afresco. A fachada da Catedral de Orvieto, iniciada em 1310, é um exemplo impressionante de decoração em mosaico. Outra inovação do gótico italiano é a porta de bronze coberta de esculturas (os exemplos mais famosos são as portas do Batistério de Florença, de Andrea Pisano (1330-1336)).
As catedrais góticas italianas não tinham elaborados tímpanos esculturais sobre as entradas das catedrais francesas, mas tinham uma abundante decoração escultórica realista. Alguns dos melhores trabalhos foram feitos por Nicola Pisano no Batistério da Catedral de Pisa (1259-60) e na Catedral de Siena, e por seu filho Giovanni Pisano na fachada oeste da Catedral de Pisa (1284-85).

## Gótico na América Colonial

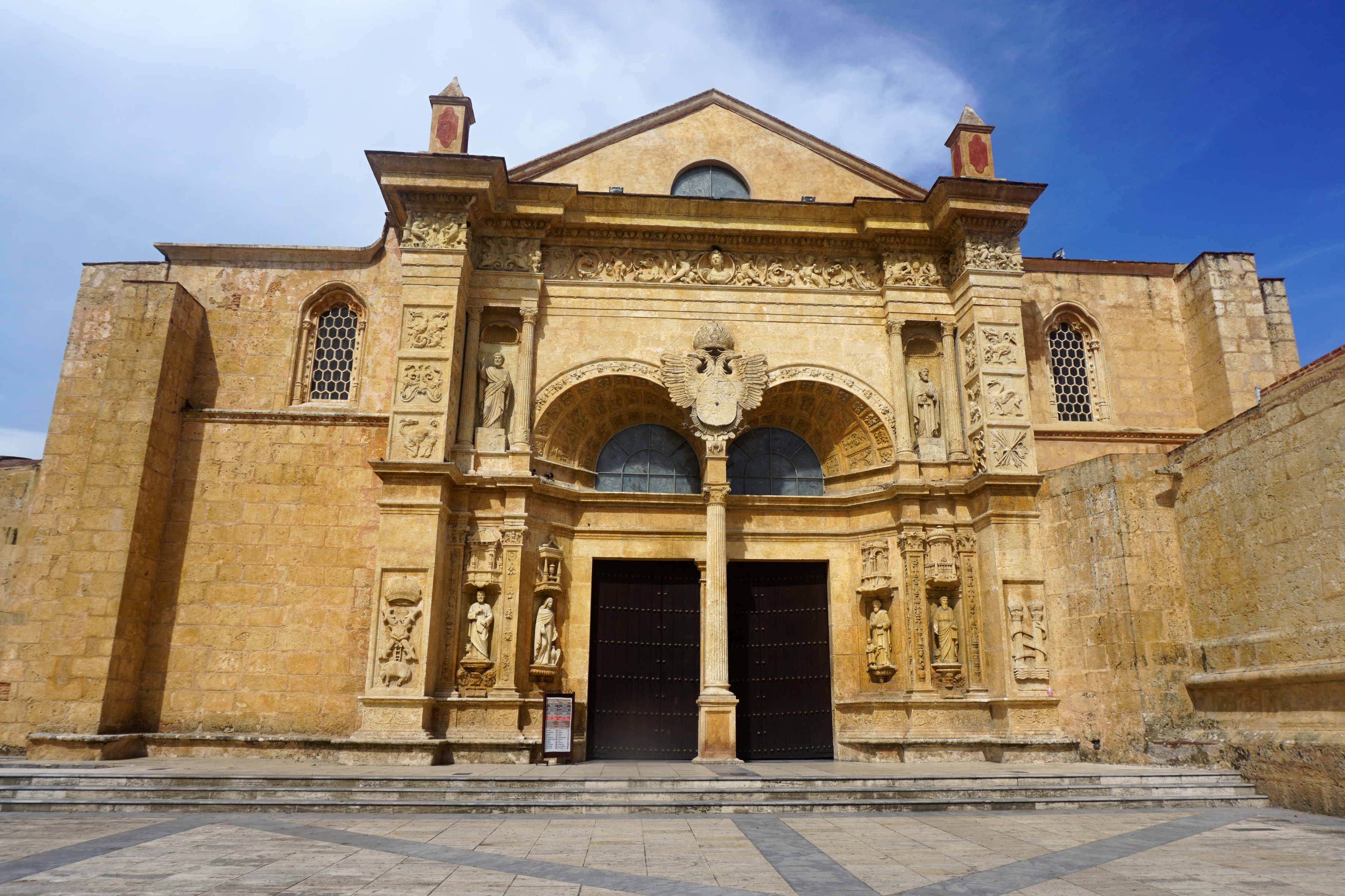
Catedral da Basílica de Santa María la Menor (1514-1541) em Santo Domingo, República Dominicana
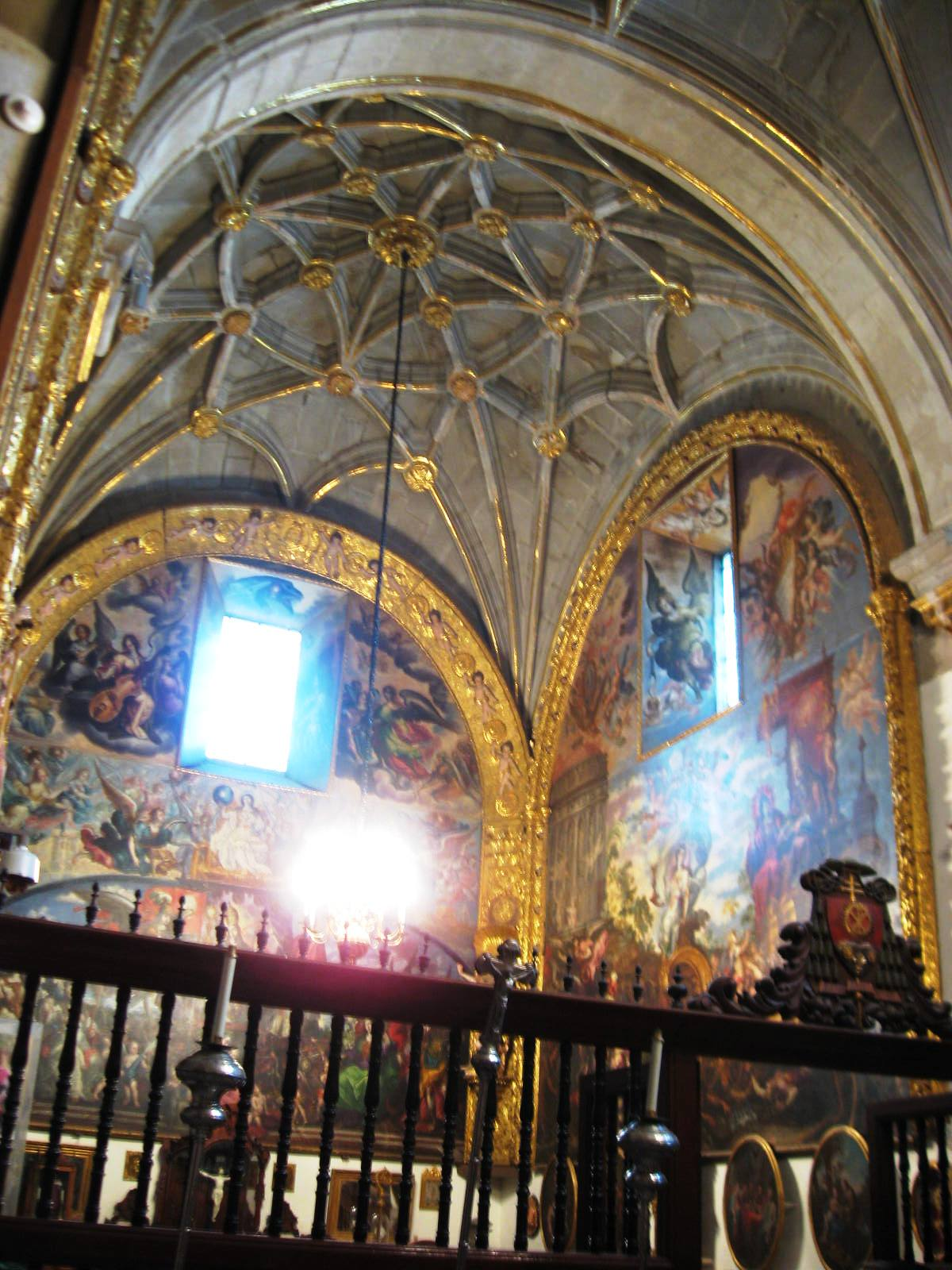
Uma abóbada gótica na sacristia da Catedral Metropolitana da Cidade do México (iniciada em 1573)
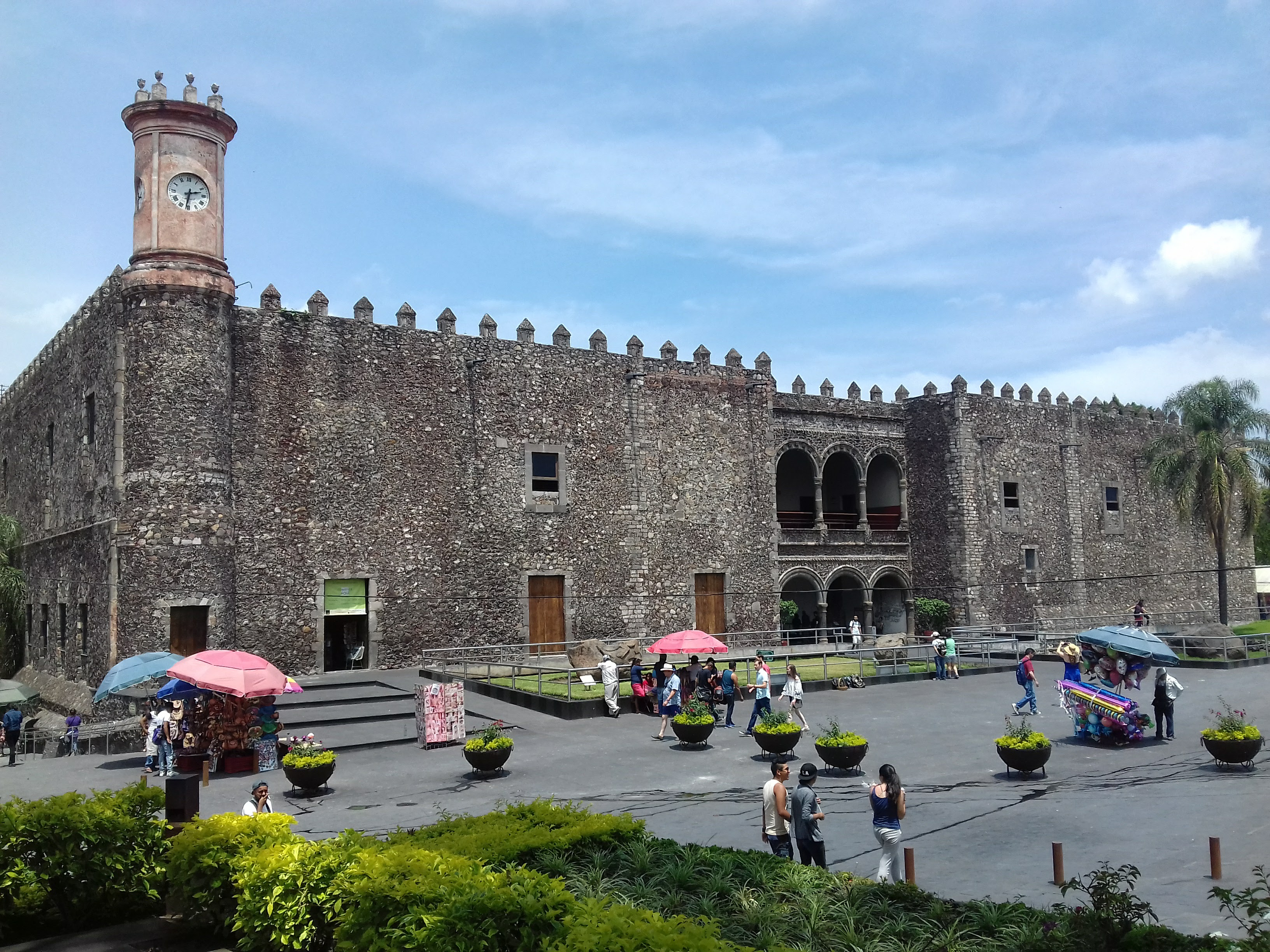
Palácio de Cortés (1523-1528) em Cuernavaca, México, este palácio tem um estilo que combina gótico e mudéjar
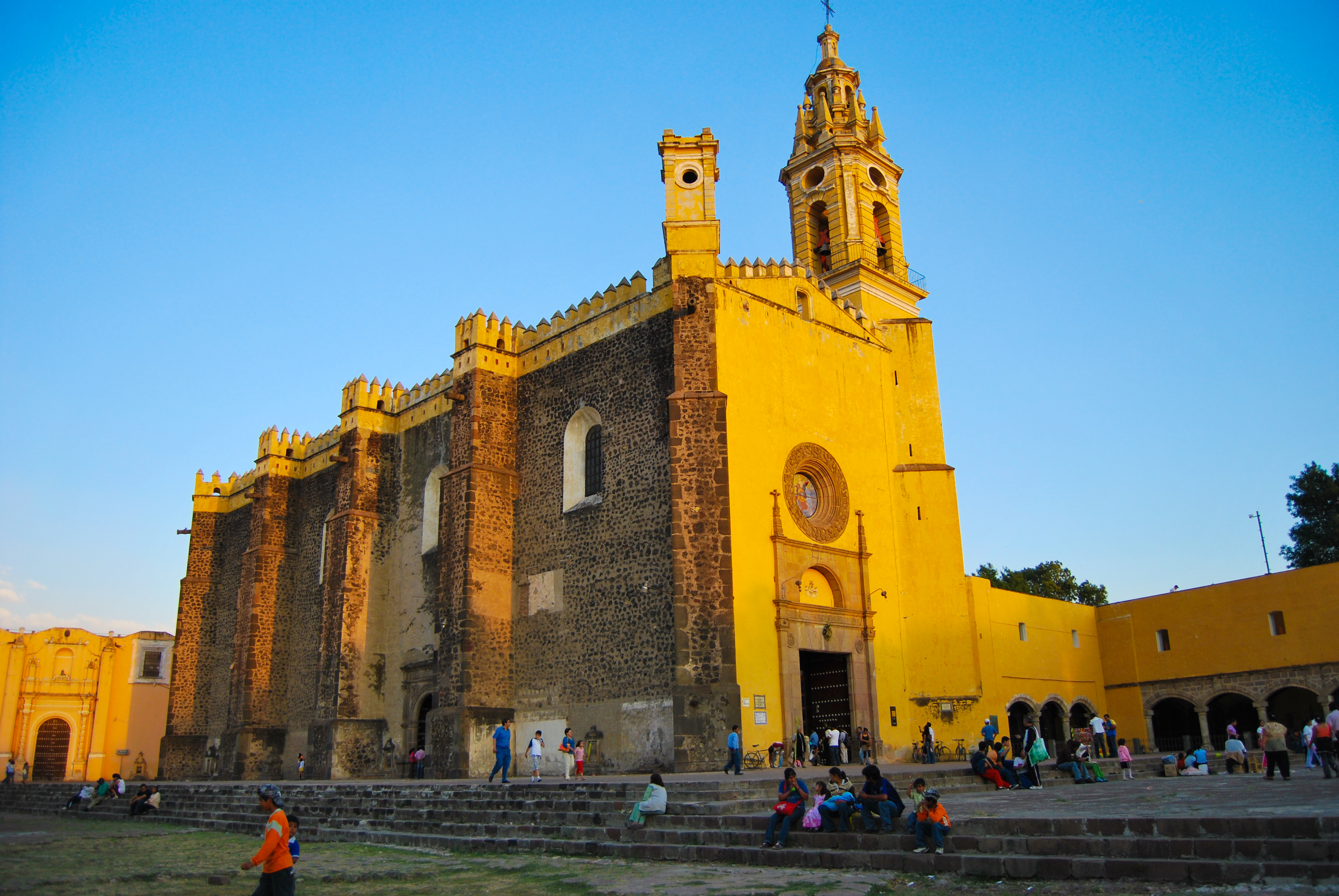
O Convento franciscano de San Gabriel, em Cholula, região metropolitana da cidade de Puebla, México, é parcialmente gótico (construído em meados do século XVI)
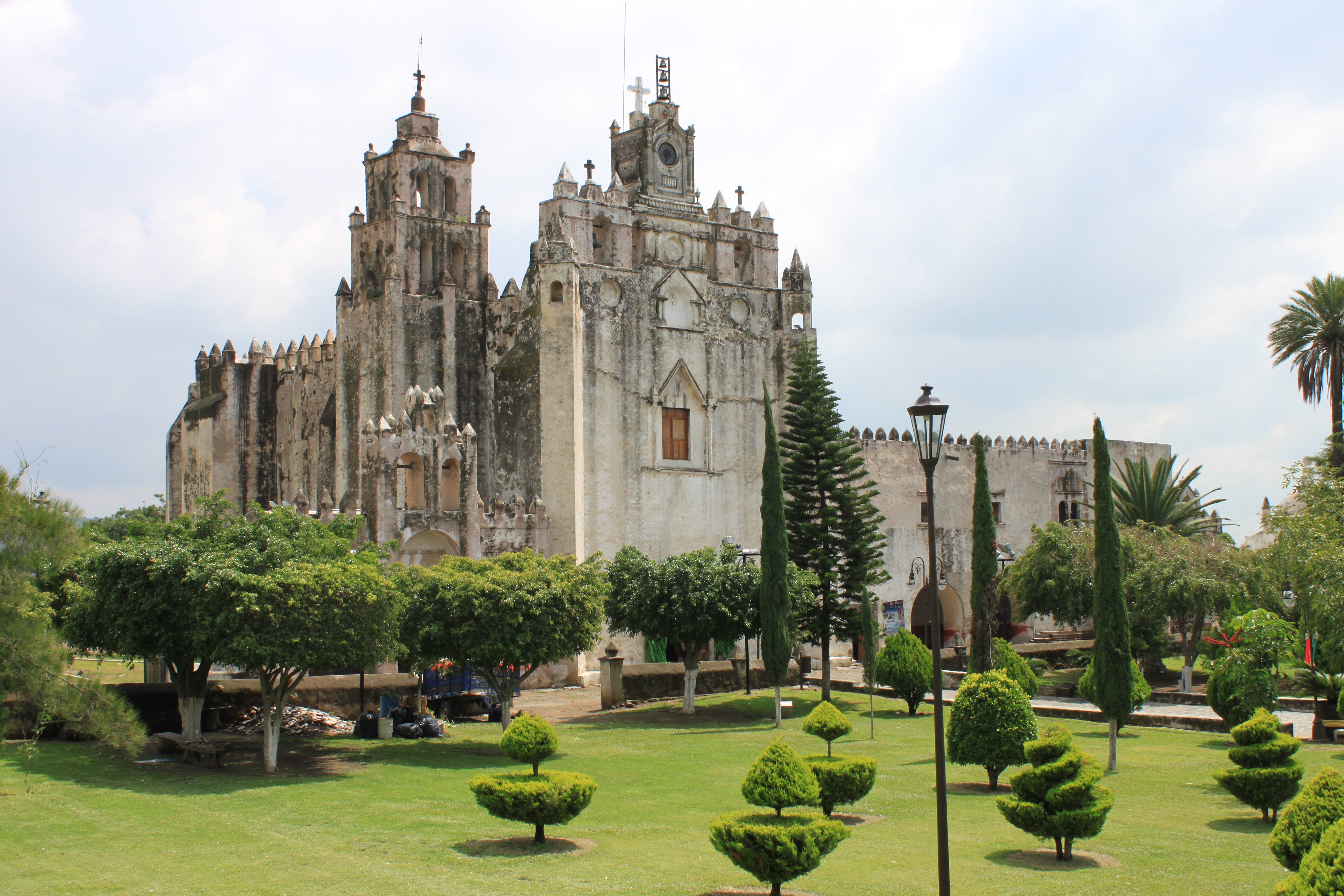
O convento de San Mateo Apóstol y Evangelista (1535-1567) em Atlatlahucan, México, é uma igreja plateresca tardia gótica que é um Patrimônio Mundial da UNESCO

Há arquitetura gótica tardia em algumas das mais antigas igrejas cristãs construídas nas Américas. Alguns exemplos que podem ser mencionados incluem a Catedral da Basílica de Santa María la Menor, em Santo Domingo, construída entre 1514 e 1541; o edifício é principalmente gótico e é a catedral mais antiga das Américas. A Catedral Metropolitana da Cidade do México começou a ser construída em 1573, e retém elementos góticos como as duas abóbadas da sacristia e as abóbadas que cobrem a sala capitular. Outro exemplo é o convento franciscano de San Gabriel em Cholula, região metropolitana de Puebla, México, onde o exterior e o interior são parcialmente góticos, embora a torre seja barroca, e foi construída entre as décadas de 1540 e 1550. No campo da arquitetura gótica civil, um exemplo notável é o Palácio de Cortés em Cuernavaca, México, construído entre 1523-1528, o qual é a mais antiga estrutura civil da era colonial conservada nas Américas continentais. O palácio tem um estilo que combina gótico e mudéjar.
Há também muita arquitetura plateresca tardia em todo o território mexicano. Além disso, existem várias igrejas do Patrimônio Mundial da UNESCO (nomeados de Mosteiros do século XVI nas encostas de Popocatépetl), que são góticos platerescos.

## Abadias e Mosteiros

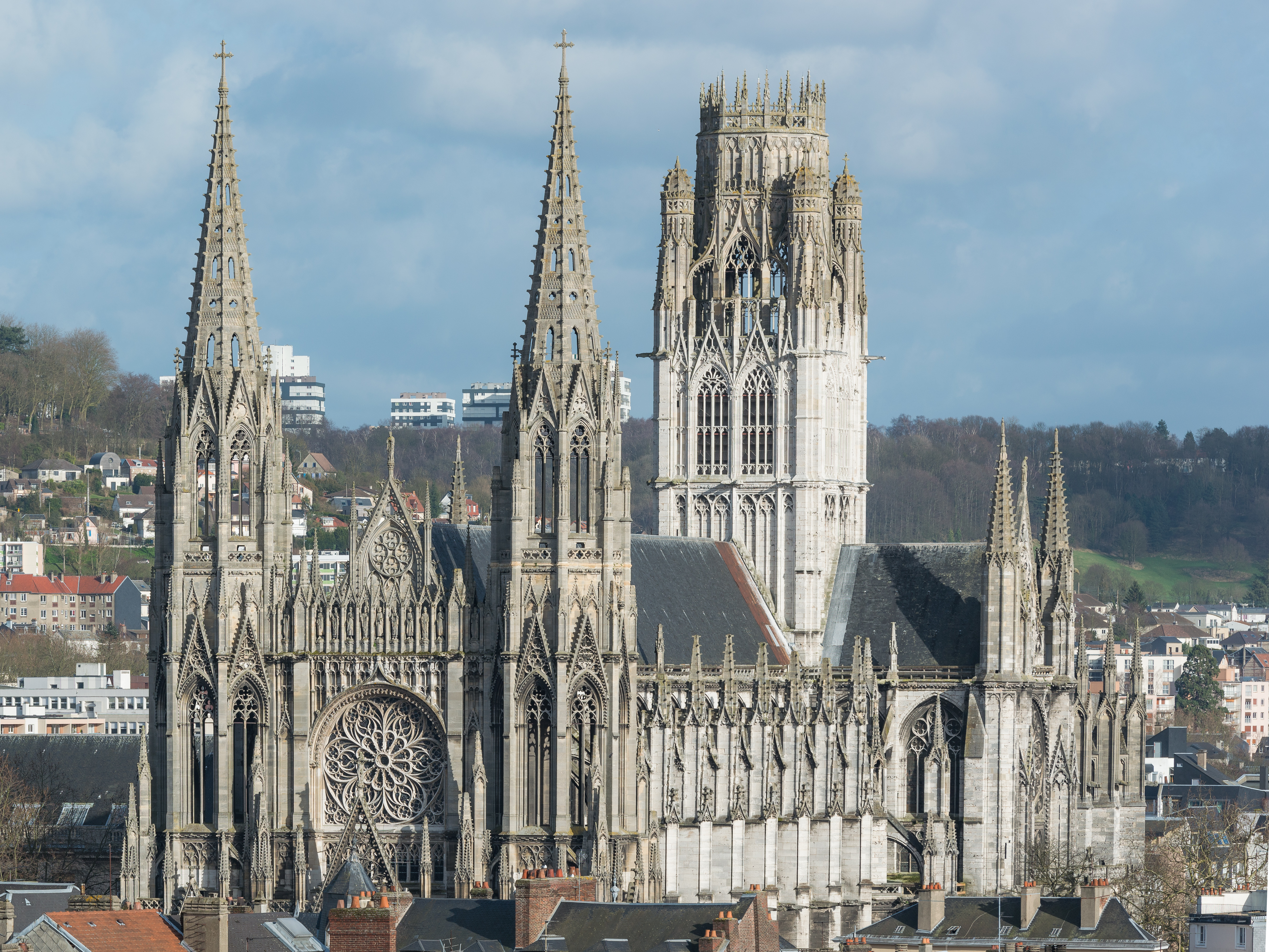
Abadia de Saint-Ouen, Rouen (1318-1537)
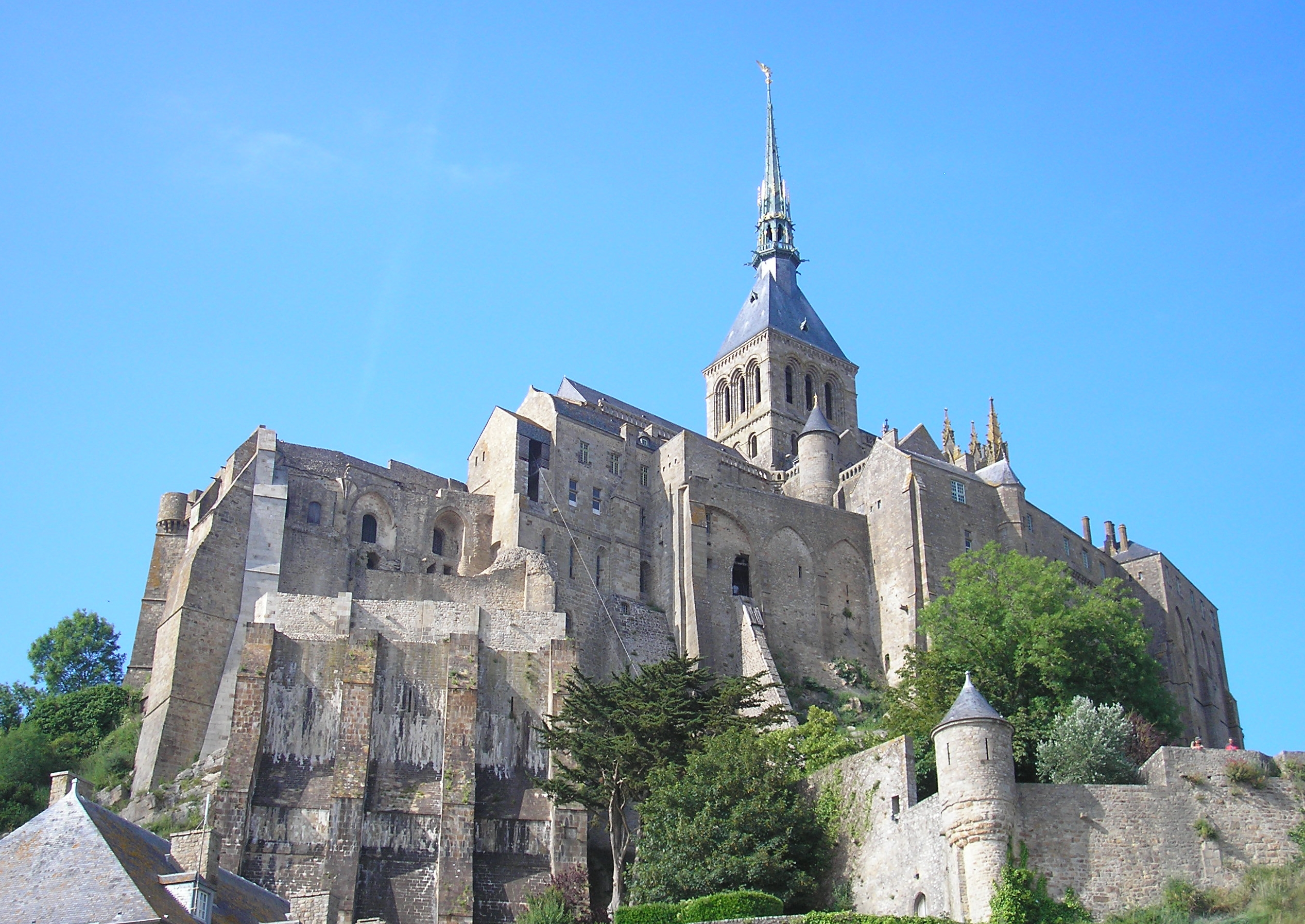
Igreja da Abadia do Monte Saint-Michel (Coro concluído em 1228)
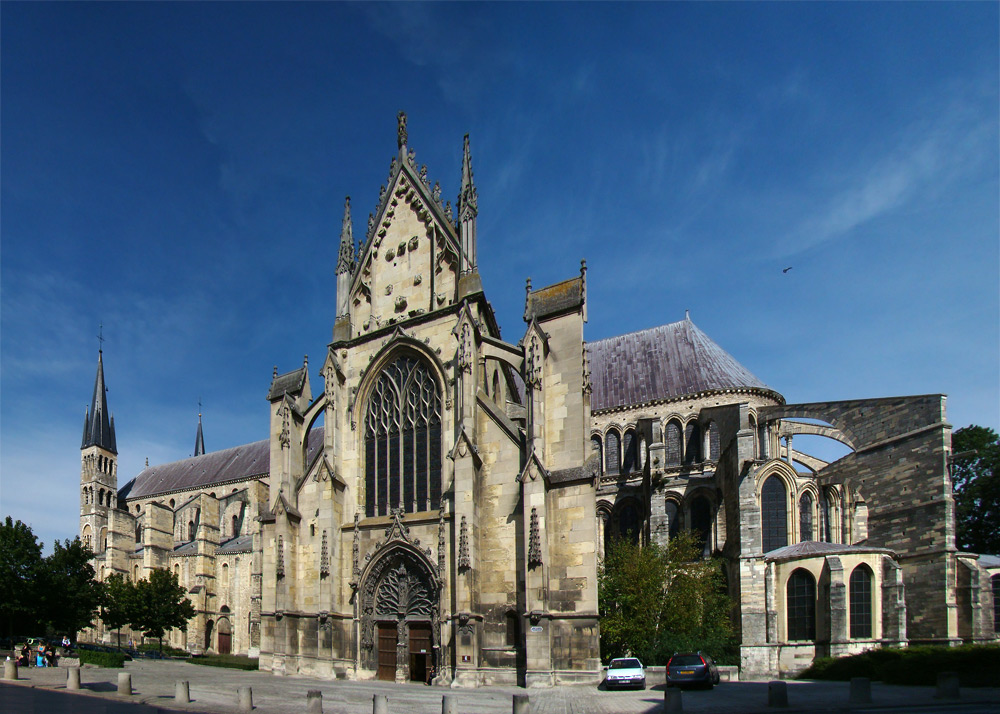
Abadia de Saint-Remi, Reims (1170 a 1880)
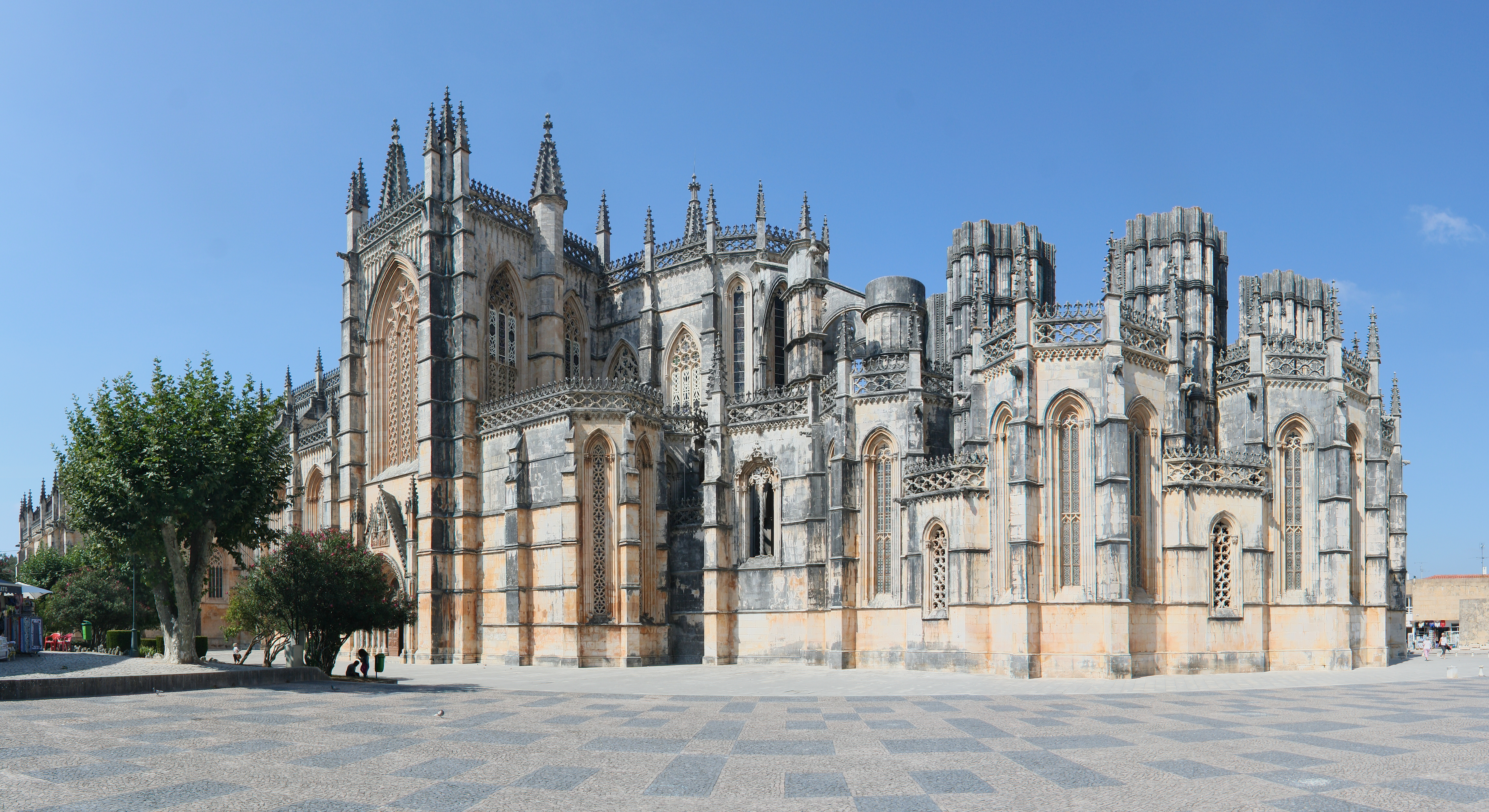
Mosteiro da Batalha, Portugal (1386-1517)

Enquanto as catedrais eram as estruturas mais proeminentes no estilo gótico, as características góticas também foram utilizadas em muitos mosteiros em toda a Europa. Exemplos proeminentes foram construídos pelos beneditinos na Inglaterra, França e Normandia. Eles eram os construtores da Abadia de Saint-Denis e da Abadia de Saint-Remi na França. Mais tarde, os projetos beneditinos (construções e reformas) incluem a Abadia de Saint-Ouen, a Abadia La Chaise-Dieu de Rouen e o Coro do Monte Saint-Michel na França.
Os exemplos ingleses são a Abadia de Westminster (originalmente construída como uma igreja monástica de ordem beneditina) e a reconstrução da igreja beneditina em Cantuária. Os cistercienses espalharam o estilo no extremo leste e sul da Polônia e da Hungria. Ordens menores como os Cartuxos e os Premonstratenses também construíram cerca de 200 igrejas, geralmente próximas das cidades. Os Franciscanos e Dominicanos também realizaram uma transição para o gótico nos séculos XIII e XIV. A Ordem Teutônica, uma ordem militar, espalhou a arte gótica na Pomerânia, na Prússia Oriental e na região do Báltico.
O exemplo mais antigo de arquitetura gótica na Alemanha é o Mosteiro de Maulbronn, uma abadia cisterciense românica no sudoeste da Alemanha, cujo nártex foi construído no início do século XII por um arquiteto anônimo.
O Mosteiro da Batalha (1386-1517) é um mosteiro dominicano localizado em Batalha, Portugal. O mosteiro foi construído no estilo gótico Flamboyant para agradecer a Virgem Maria pela vitória portuguesa sobre o Reino de Castela na Batalha de Aljubarrota em 1385.

## Arquitetura Cívica

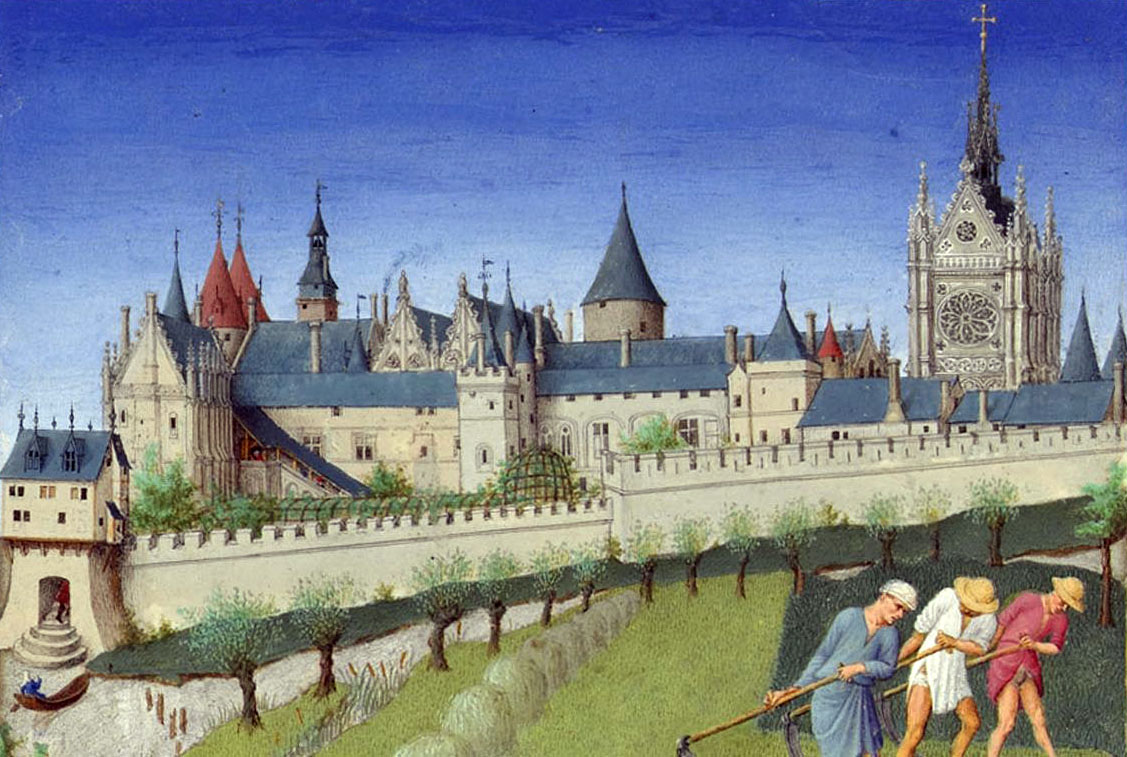
O Palais de la Cité em Paris (iniciado em 1119), que incluía a residência real e, mais tarde, Sainte-Chapelle (1238-1248)
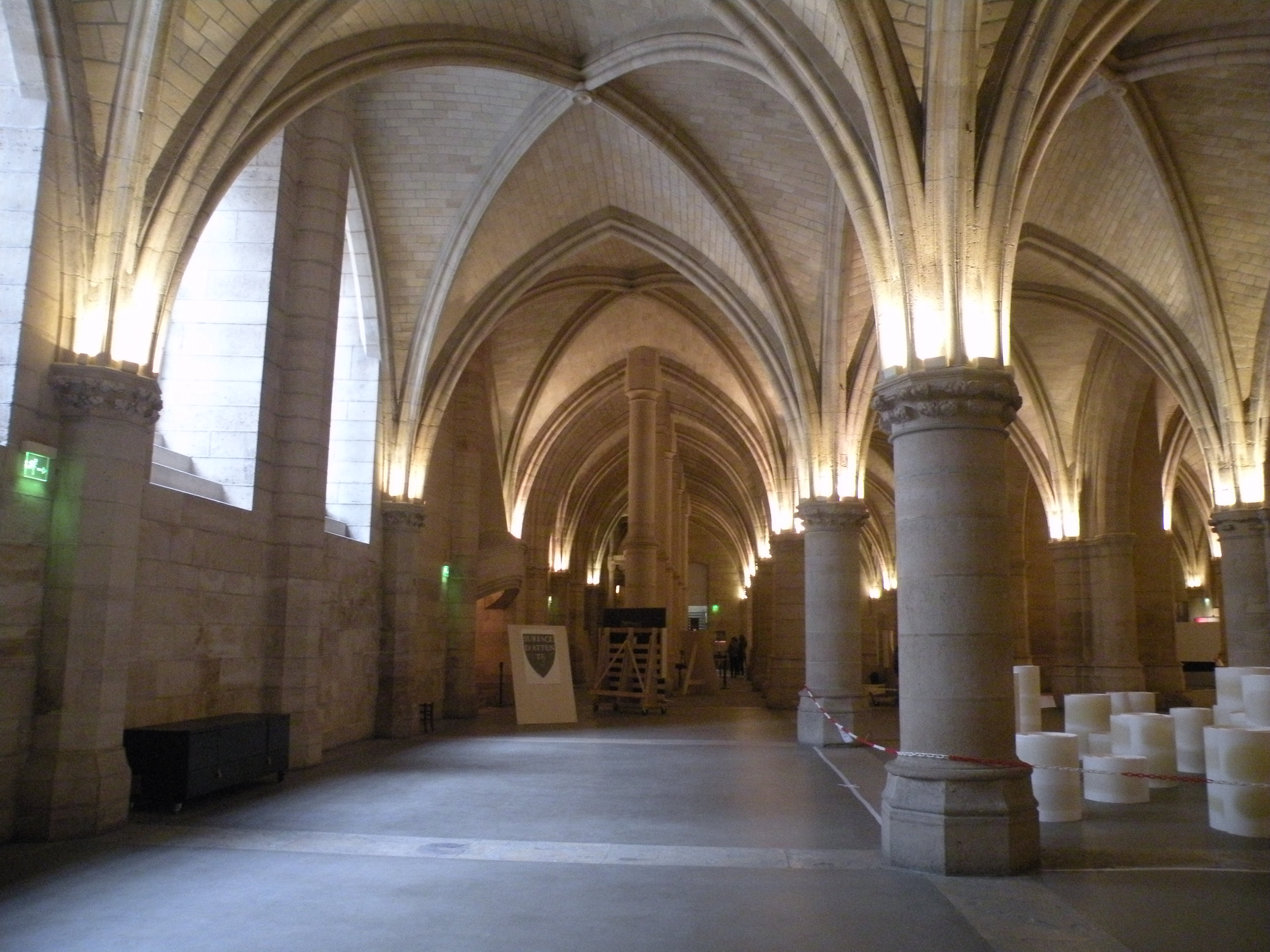
Abóbadas em forma de nervuras góticas do salão dos soldados da Conciergerie (1302)
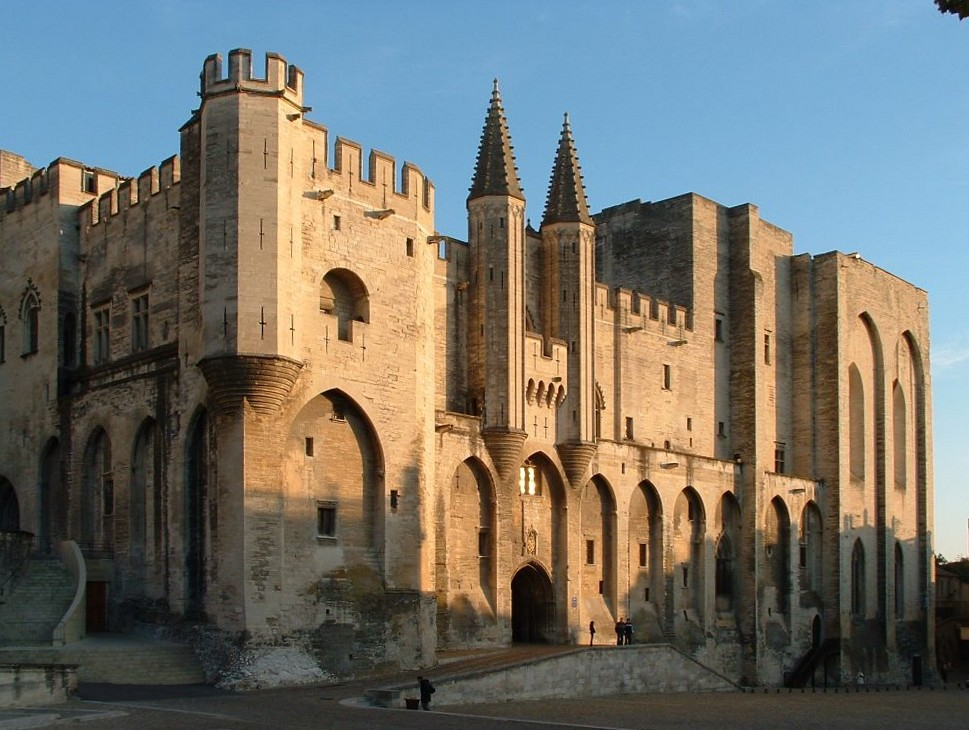
A fachada do Palácio dos Papas em Avignon (1252–1364)
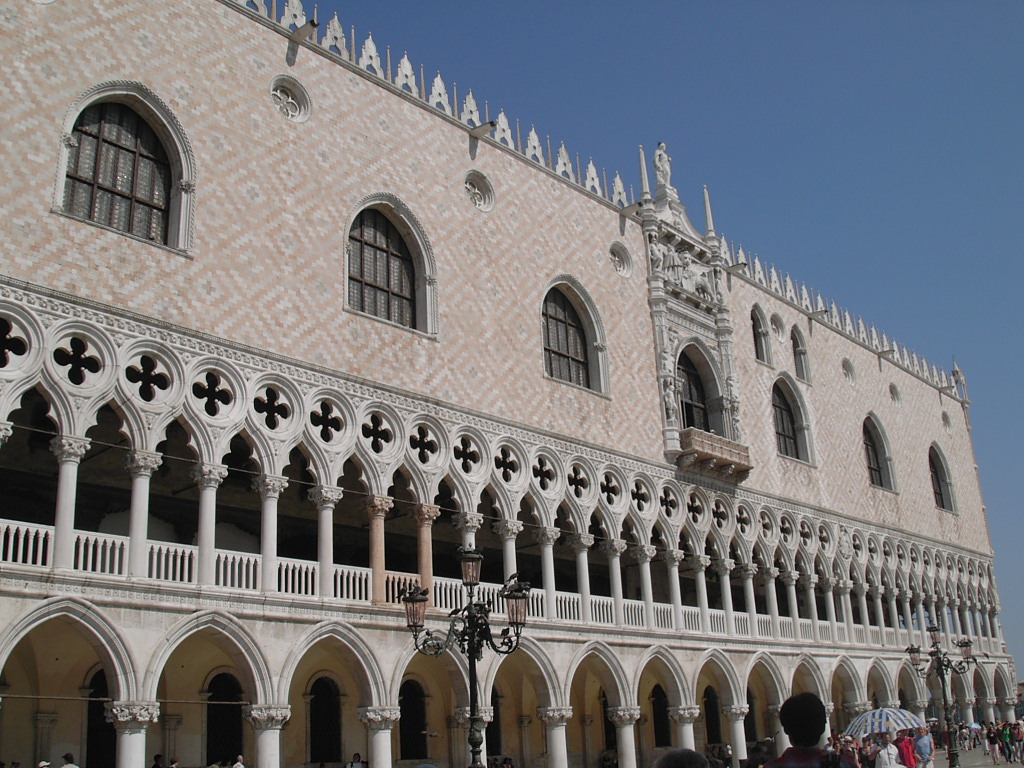
O Palácio dos Doges em Veneza, em Gótico Veneziano (1340–1442)
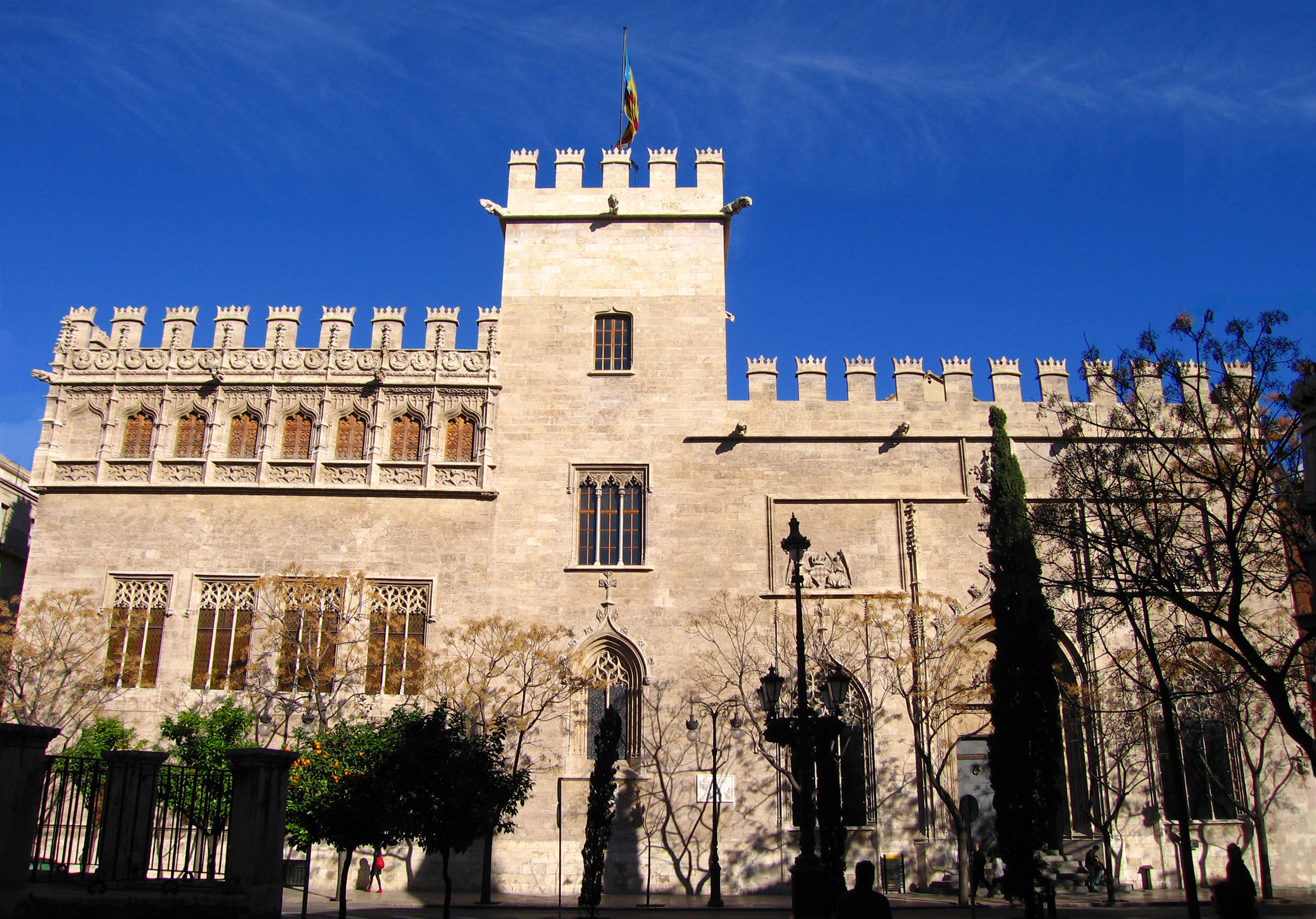
Lonja de la Seda em Valência, Espanha (1482–1548)
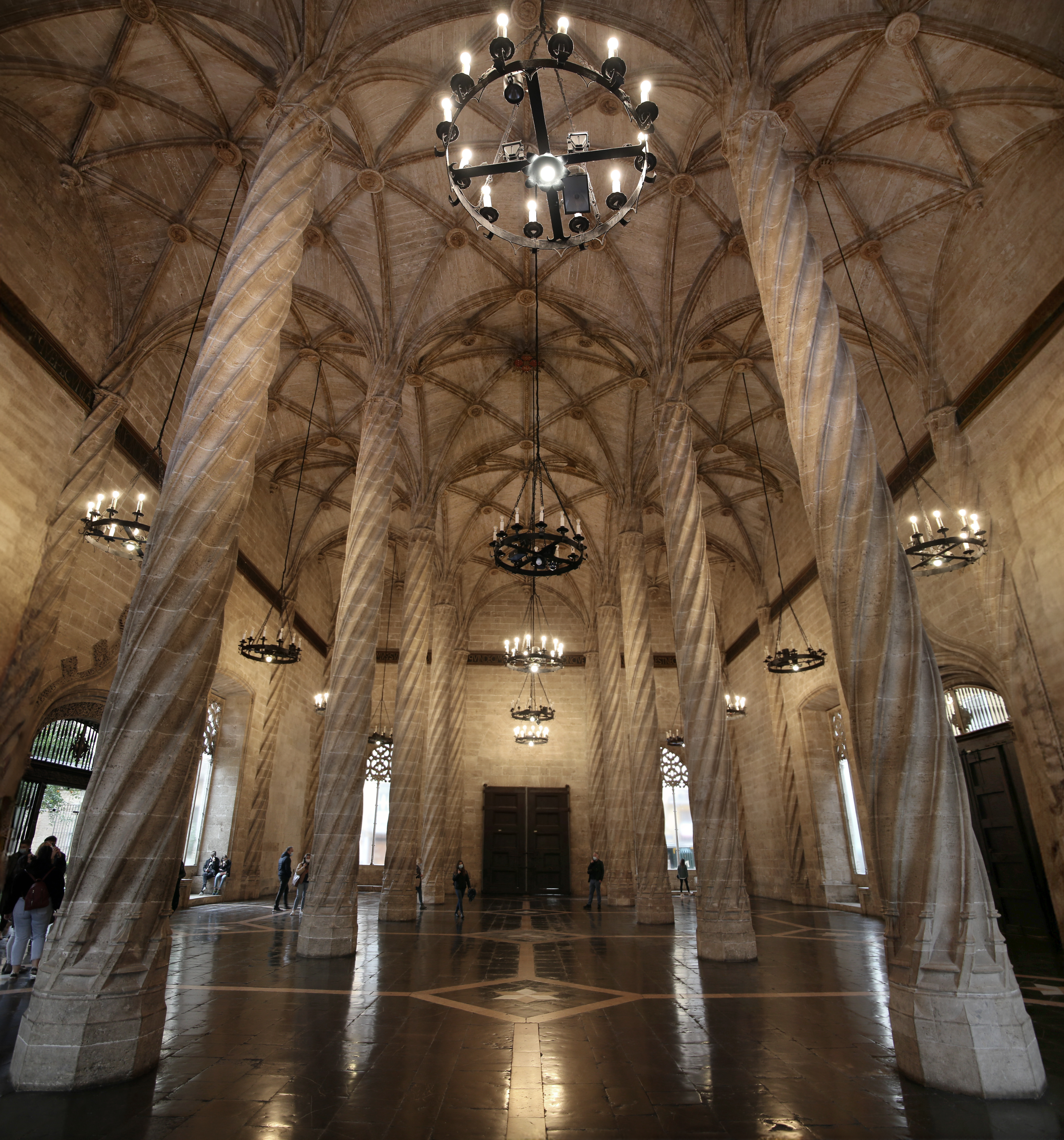
Hall das Colunas da Lonja de la Seda em Valência
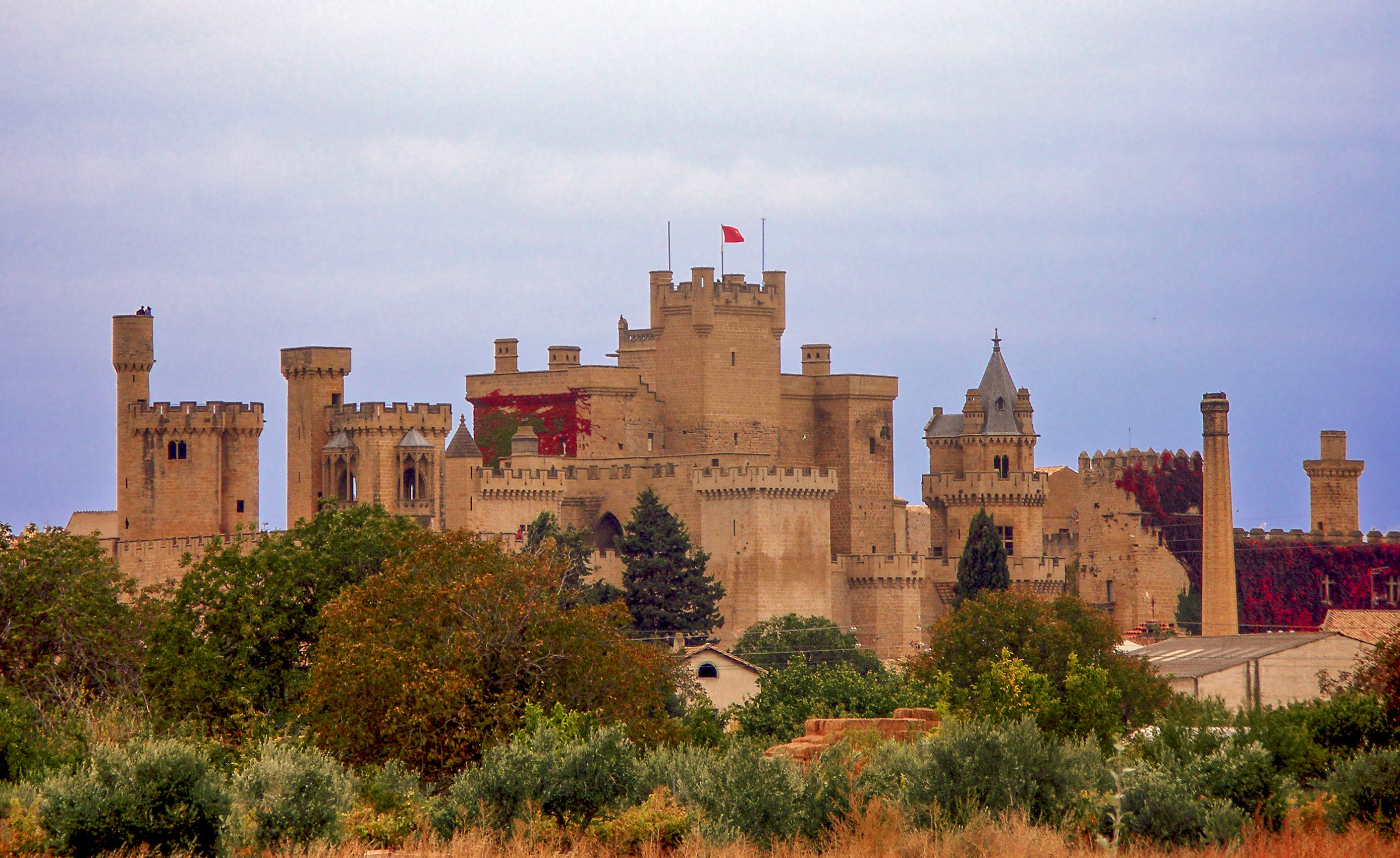
Palácio dos Reis de Navarra, em Olite, Espanha (1269–1512)
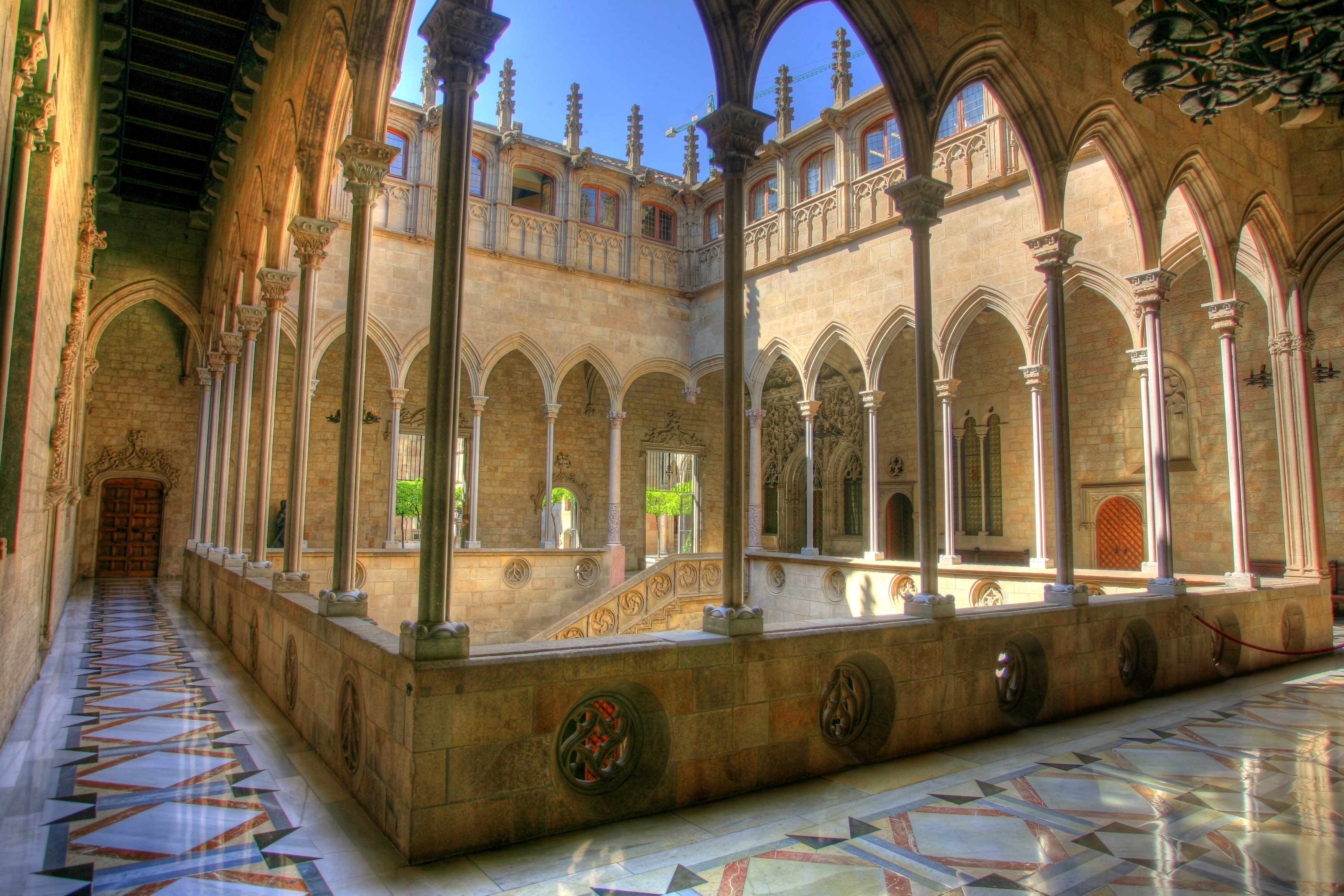
Galeria de Palácio da Generalidade em Barcelona, Espanha (1403)
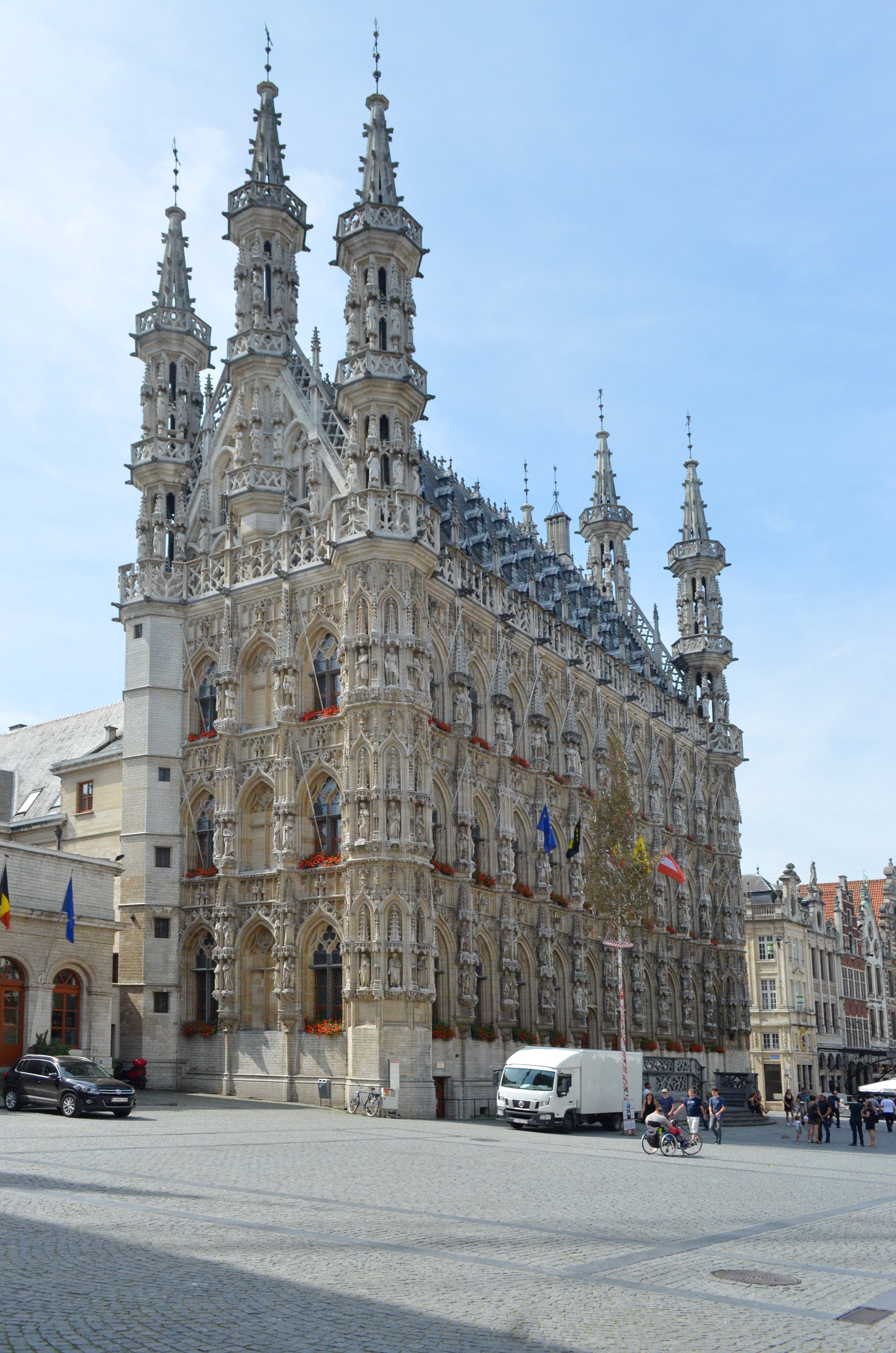
Prefeitura de Leuven, 1448-1469
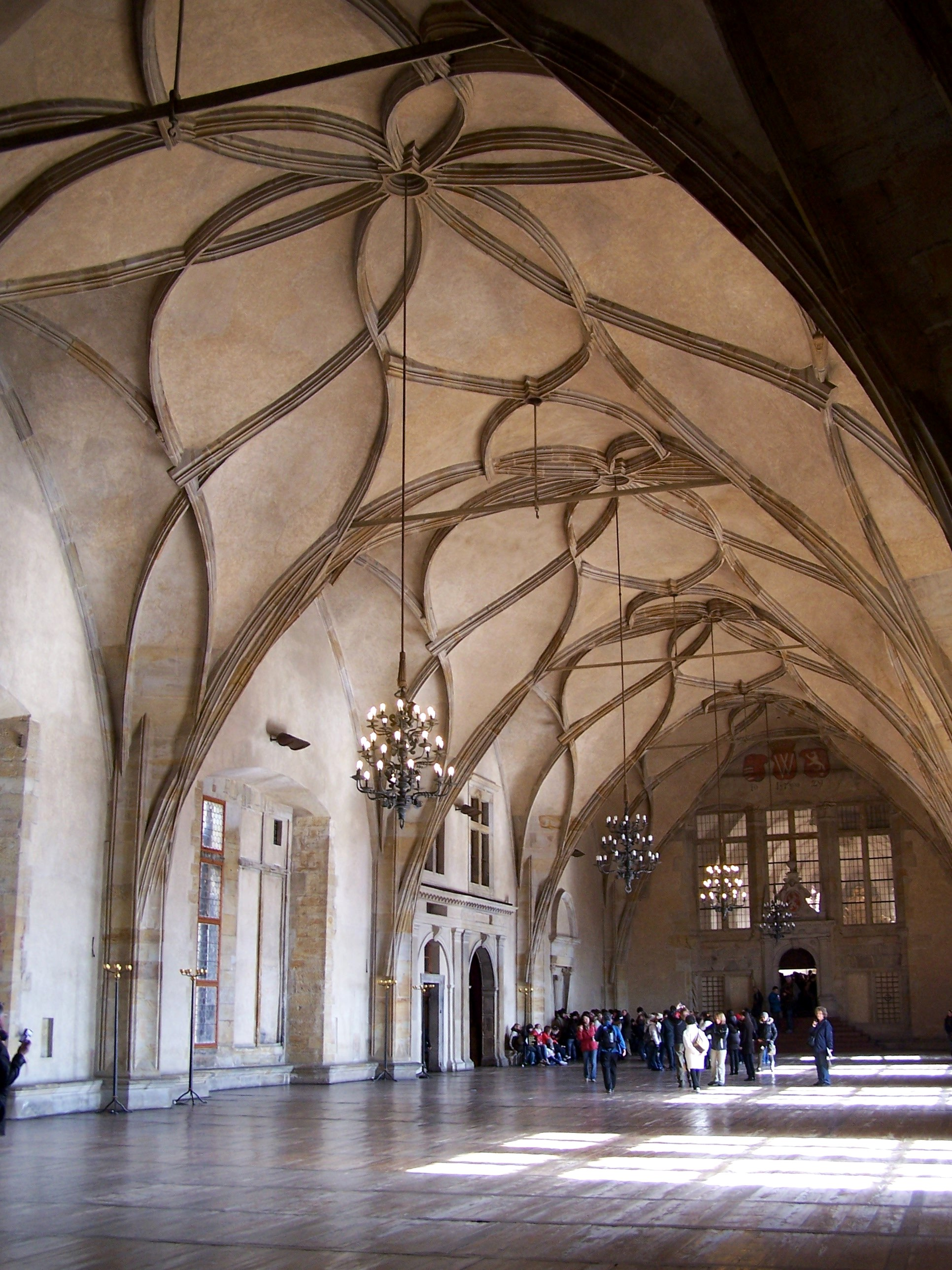
Salão de Vladislav em Praga, República Checa (1493-1502)
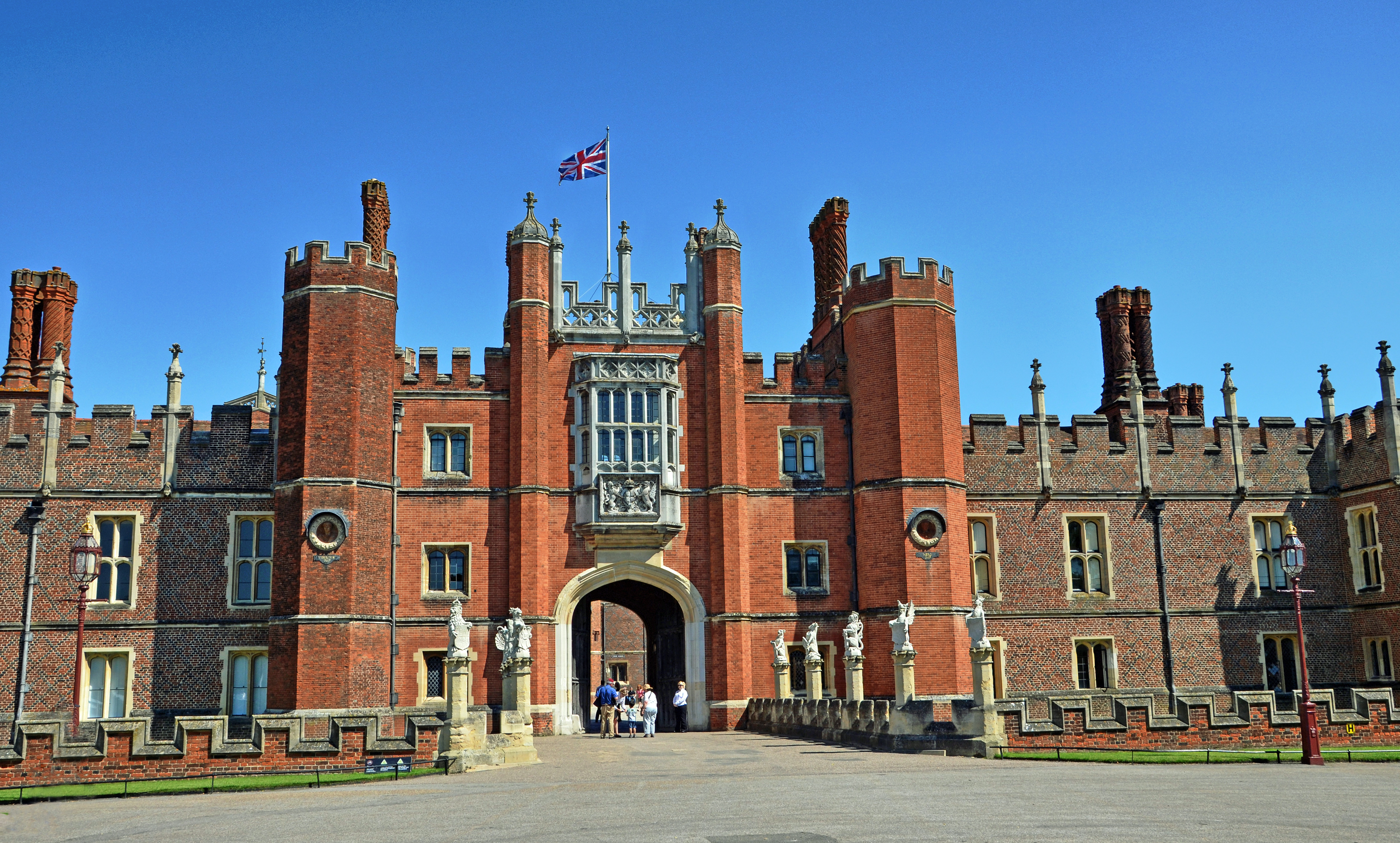
A Grande Portaria do Palácio de Hampton Court, na Inglaterra (1522)

O estilo gótico apareceu em palácios na França, incluindo o Palácio Papal em Avignon e o Palais de la Cité em Paris, perto da Notre-Dame de Paris, iniciado em 1119, que foi a principal residência dos reis franceses até 1417. A maior parte do Palais de la Cité se foi, mas duas das torres originais ao longo do Sena, os tetos abobadados do Salão dos Soldados (1302), (agora na Conciergerie) e a capela original, Sainte-Chapelle, ainda podem ser visto.
O maior edifício cívico construído em estilo gótico na França foi o Palais des Papes (Palácio dos Papas) construído entre 1252 e 1364, quando os papas fugiram do caos político e das guerras que envolviam Roma. Dada a complicada situação política, combinou as funções de uma igreja, uma sede do governo e uma fortaleza.
No século VI, após o período gótico tardio (ou flamejante), elementos de decoração gótica emprestados de catedrais começaram a aparecer nas prefeituras do norte da França, no Flandres e na Holanda. O Hôtel de Ville de Compiègne tem uma torre sineira gótica imponente, com uma agulha cercada por torres menores, e suas janelas são decoradas com elogios ornamentados ou arcos ornamentais. Da mesma forma, prefeituras extravagantes foram encontradas em Arras, Douai, Saint-Quentin, e na Bélgica moderna, em Bruxelas, Gante e Bruges.
A arquitetura civil gótica mais notável na Espanha inclui a Bolsa de Seda em Valência (1482–1548), um importante mercado, que possui um salão principal com colunas "trançadas" sob o teto abobadado. Outro marco gótico espanhol é o Palácio dos Reis de Navarra em Olite (1269-1512), que combina as características de um palácio e uma fortaleza.

### Universidades Góticas

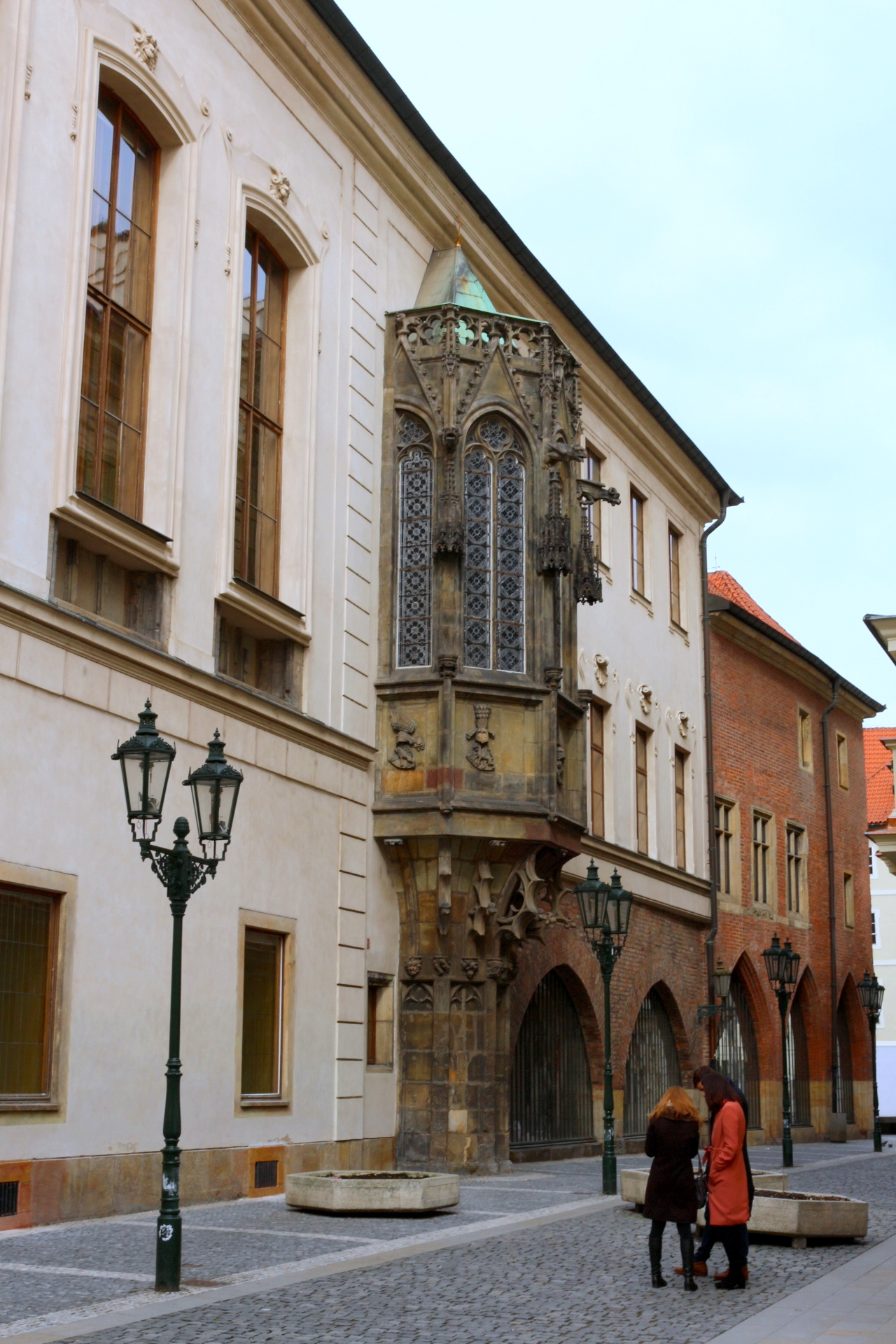
Janela oriel gótica do Karolinum da Universidade Carolina em Praga (por volta de 1380)
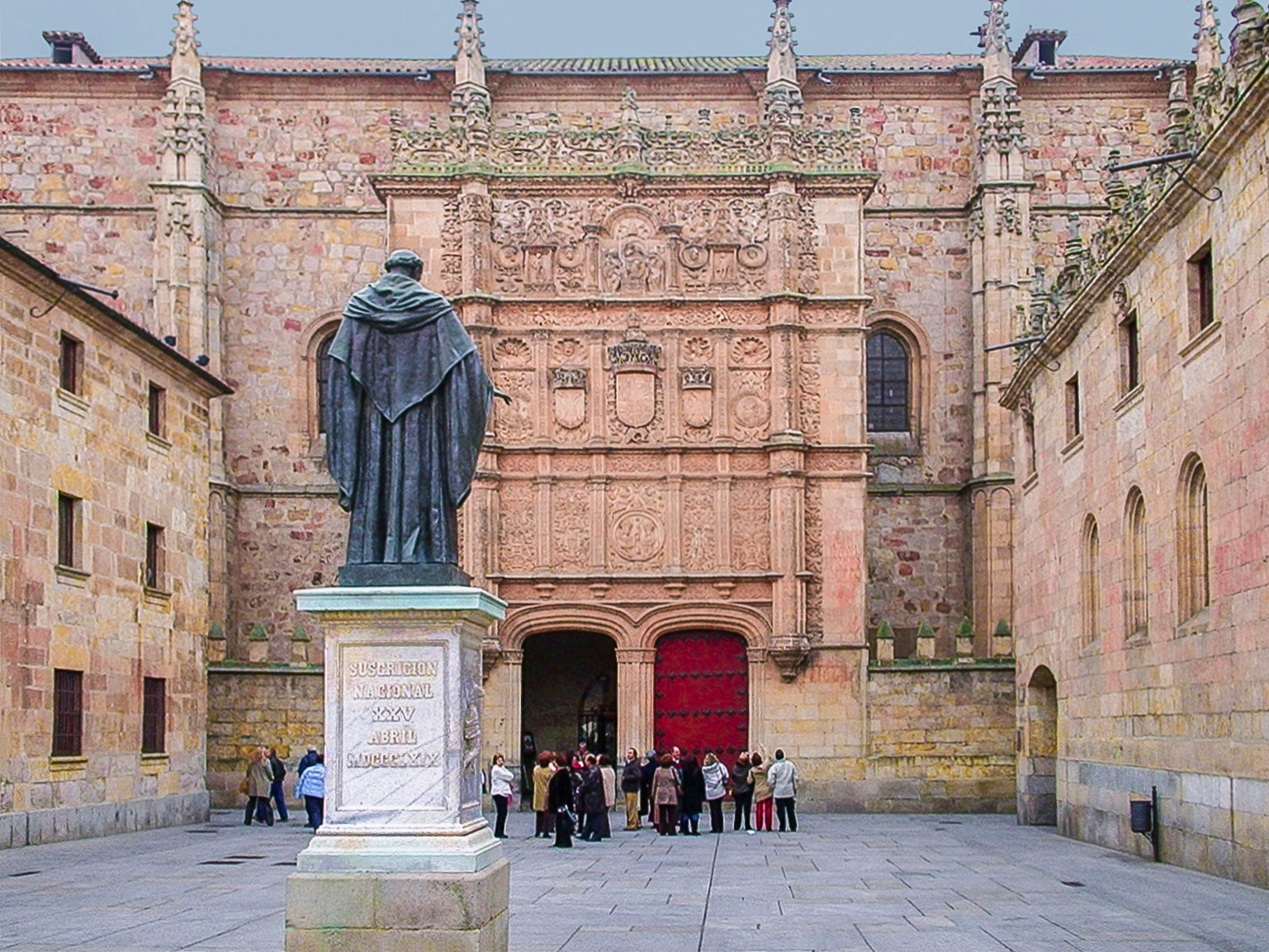
Fachada da Universidade de Salamanca em estilo Plateresco gótico tardio (final do século XV)
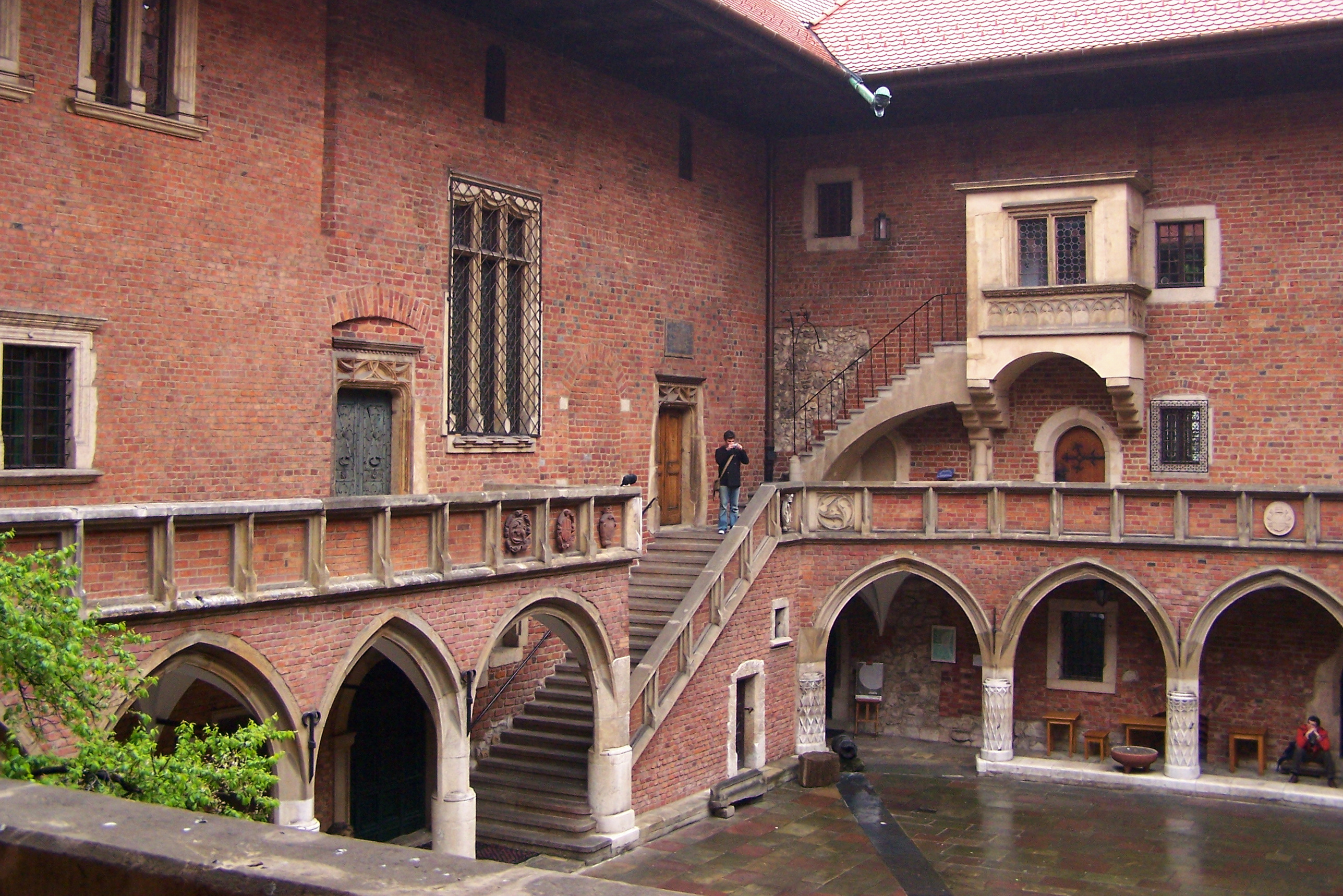
Claustro do Collegium Maius em Cracóvia, Polônia (final do século XV)
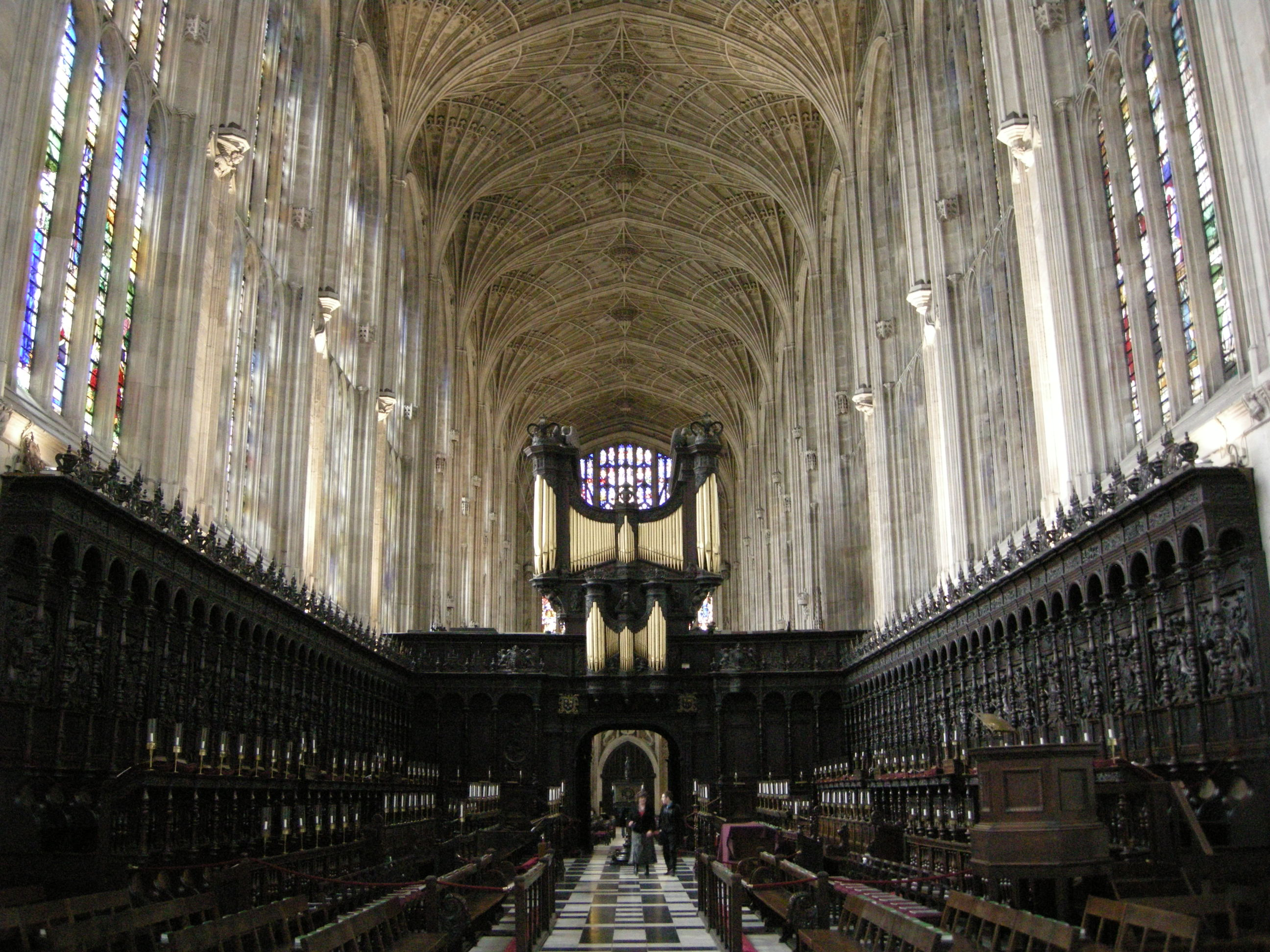
Capela do King's College, Cambridge (1446–1544)
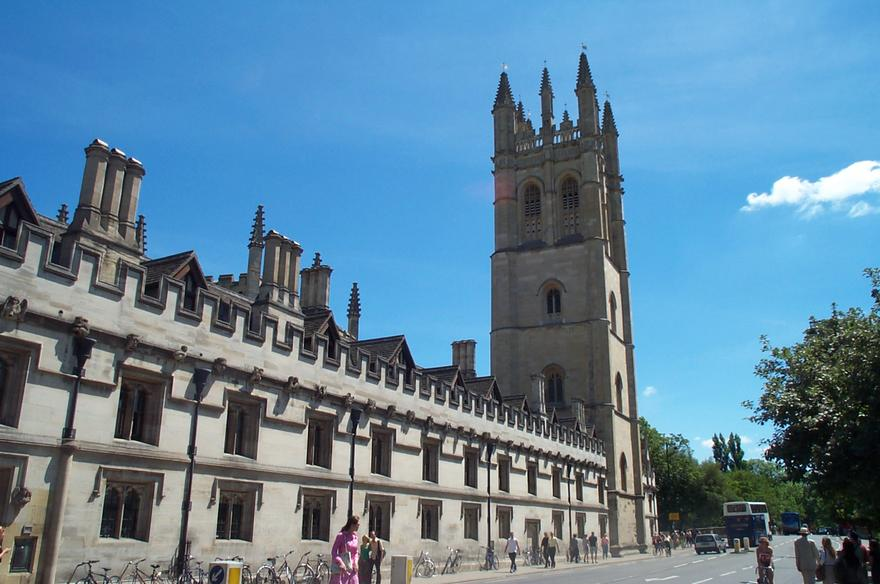
Torre e claustros de Magdalen College , Oxford(1474-1480)

As primeiras universidades da Europa estavam intimamente associadas à Igreja Católica, e no final do século XV adaptaram variações do estilo gótico para sua arquitetura. O estilo gótico foi adaptado dos mosteiros ingleses para uso nas primeiras faculdades da Universidade de Oxford, incluindo o Magdalen College. Também foi um estilo usado na Universidade de Salamanca, na Espanha. O uso do estilo gótico tardio em Oxford e na Universidade de Cambridge inspirou a pitoresca arquitetura gótica nas faculdades americanas dos séculos XIX e XX.
No final da Idade Média, as cidades universitárias também haviam crescido em riqueza e importância, o que se refletiu nos prédios de algumas das antigas universidades da Europa. Exemplos particularmente notáveis ainda em pé hoje em dia incluem o Collegio di Spagna na Universidade de Bolonha, construído durante os séculos XIV e XV; o Collegium Carolinum da Universidade Carolina, em Praga, na Boêmia; as Escuelas mayores da Universidade de Salamanca na Espanha; a capela do King's College, em Cambridge; e o Collegium Maius da Universidade Jaguelônica em Cracóvia, Polônia.

## Arquitetura Militar

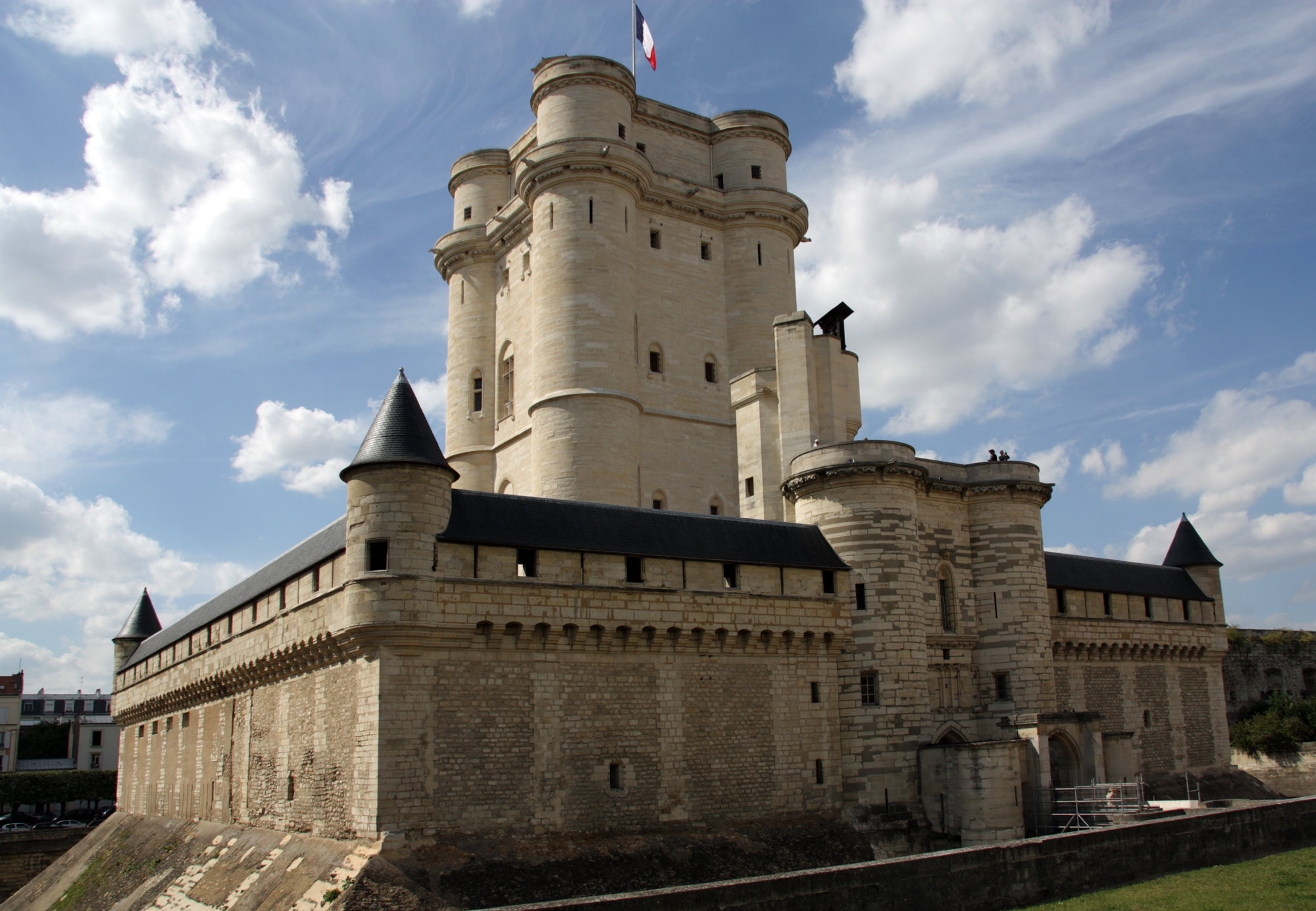
Donjon do Château de Vincennes, iniciado em 1337
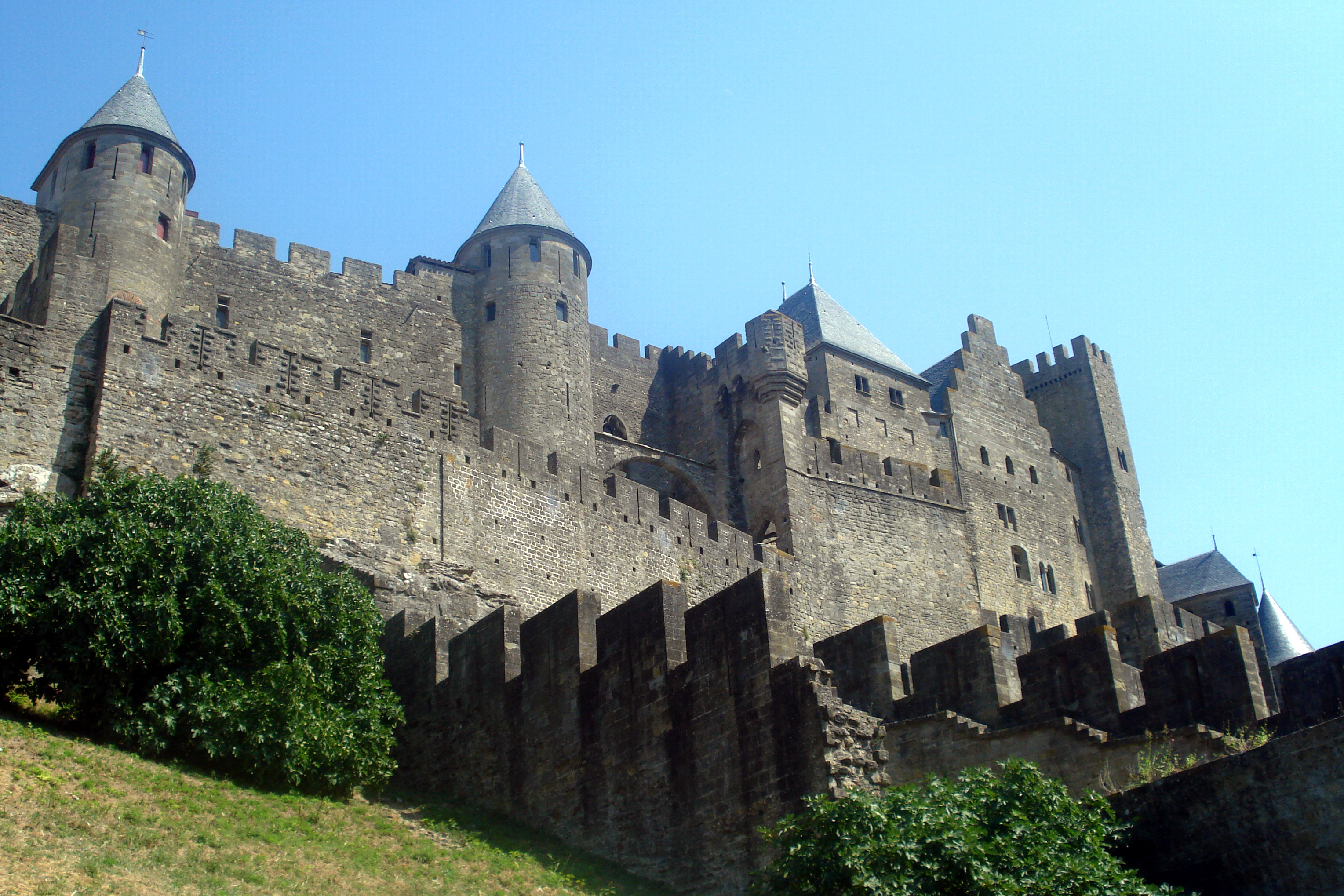
Muralhas externas restauradas da cidade medieval de Carcassonne (séculos XIII-XIV)
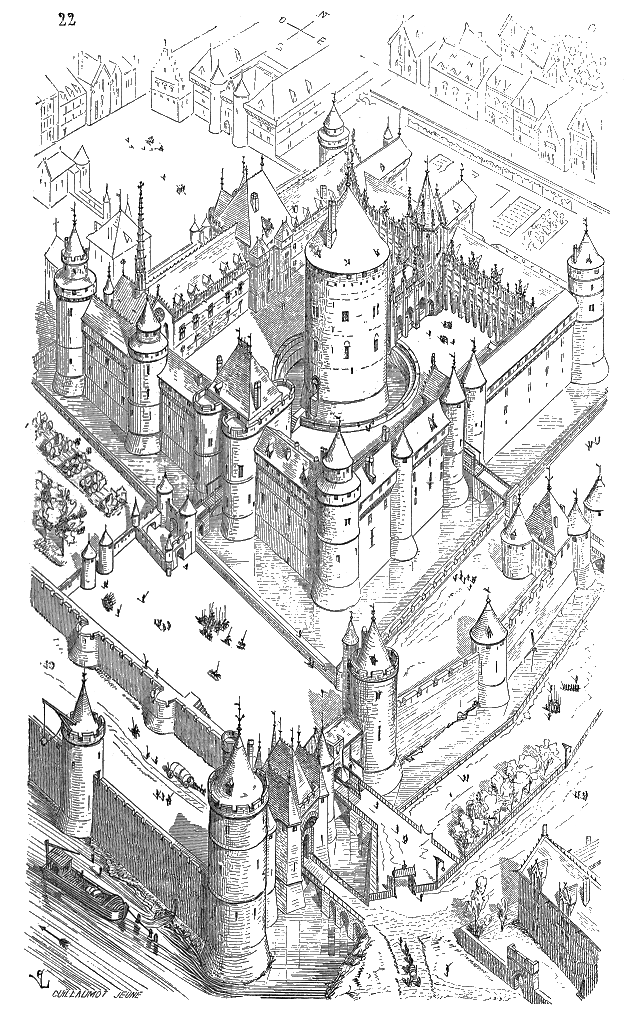
O Louvre na época de Carlos V da França (1338–1380), desenhado por Eugene Viollet-le-Duc
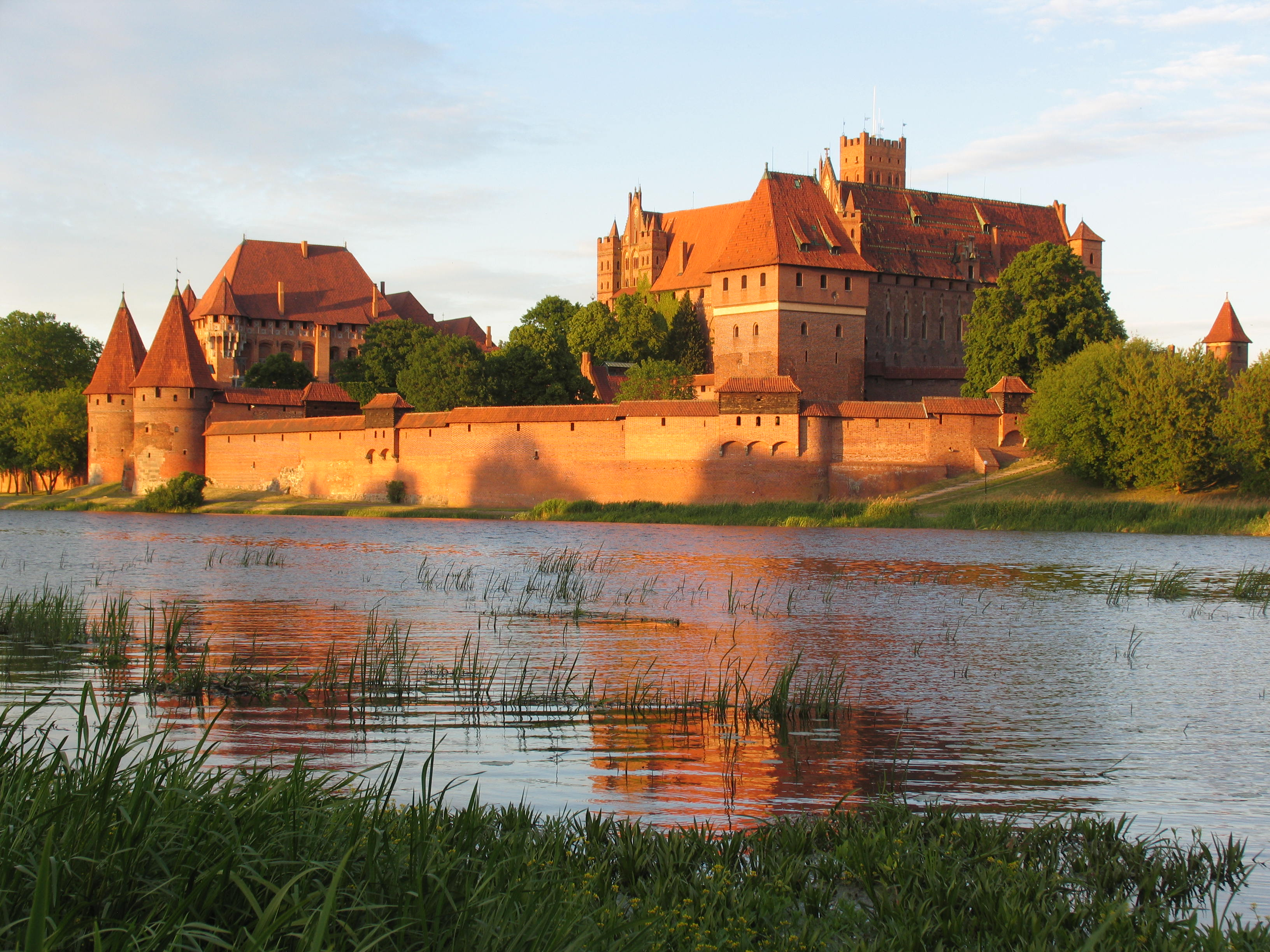
Castelo de Malbork na Polônia (século XIII)
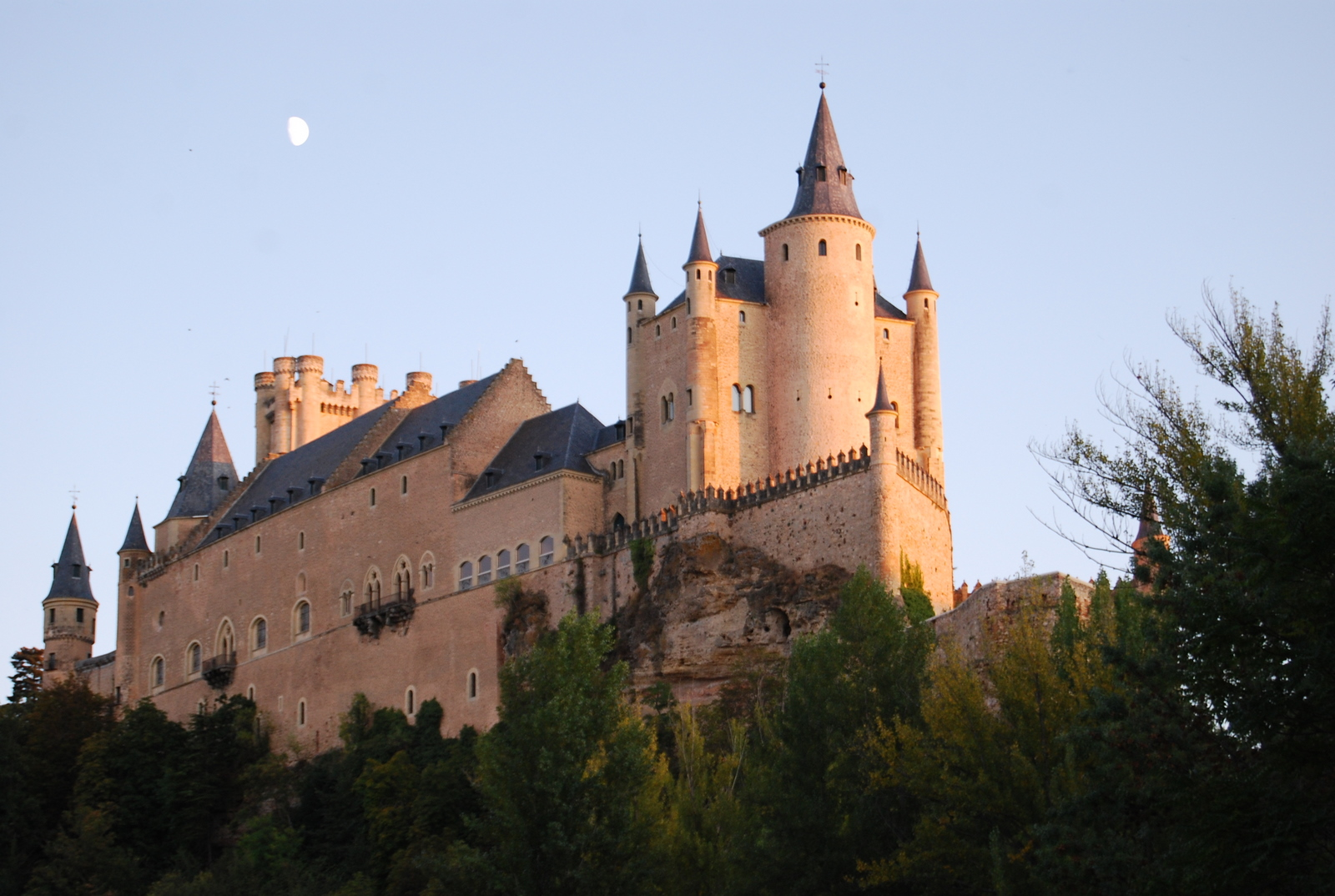
Alcázar de Segóvia (séculos XII-XIII)
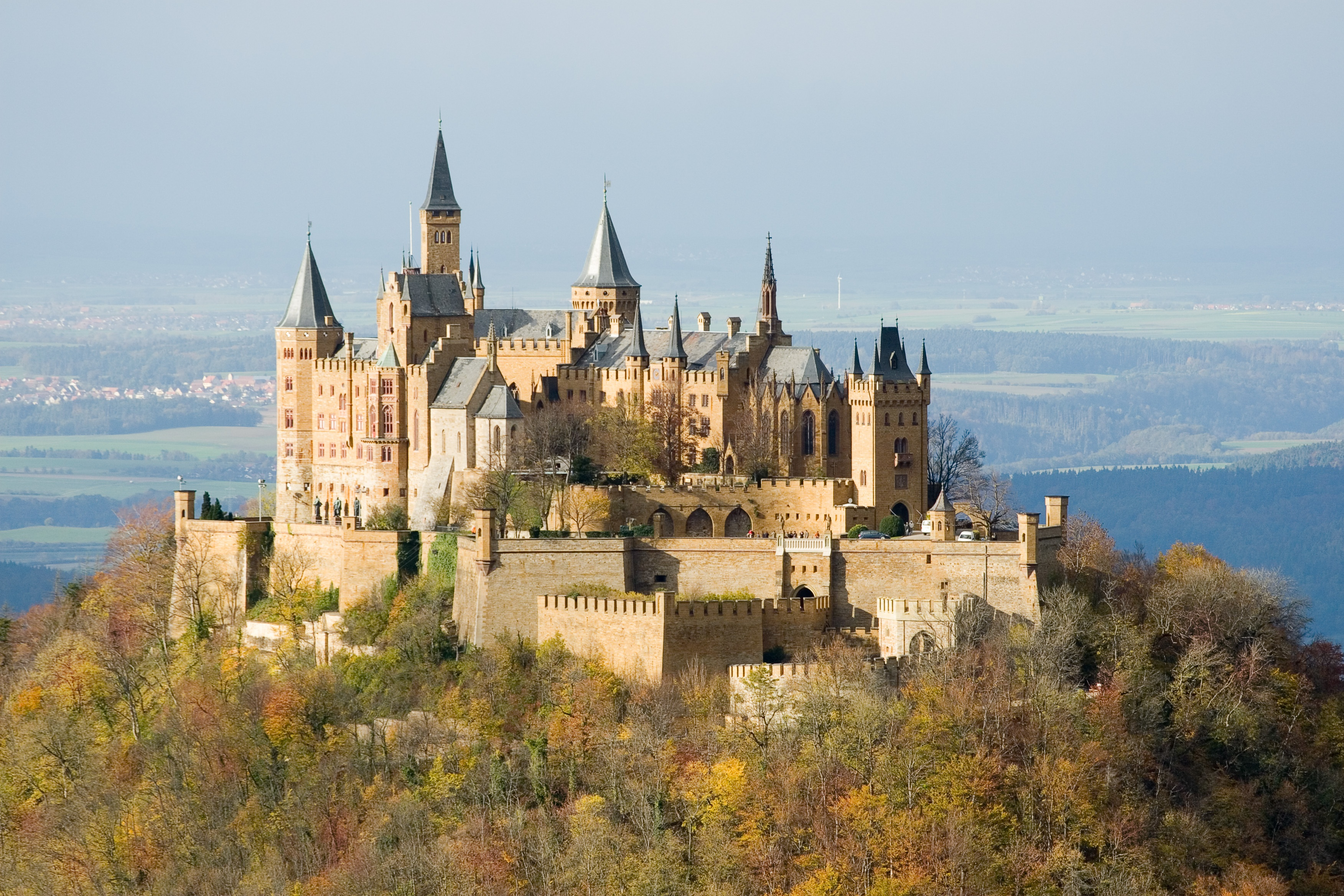
Castelo de Hohenzollern (1454-1461) em Baden-Württemberg, sul da Alemanha

No século XIII, o "design" do chateau fort, ou castelo, foi modificado, com base nos castelos bizantinos e muçulmanos que os cavaleiros franceses haviam visto durante as Cruzadas. O novo tipo de fortificação foi chamado Phillipienne, em homenagem a Filipe Augusto, que havia participado das Cruzadas. As novas fortificações eram mais geométricas, geralmente quadradas, com um alto donjon ou torre principal, no centro, que podiam ser defendidas mesmo que as muralhas do castelo fossem capturadas. O Donjon do Chateau de Vincennes, iniciado por Filipe VI da França, foi um bom exemplo: tinha 52 metros de altura, sendo a torre militar mais alta da Europa.
Nos castelos Phillipienne, outras torres, geralmente redondas, eram colocadas nos cantos e ao longo das paredes, próximas o suficiente para apoiar uma à outra. As paredes tinham dois níveis de passarelas por dentro; um parapeito superior com aberturas (Crénaux), a partir do qual os soldados podiam assistir ou disparar flechas nos sitiantes abaixo; aberturas estreitas (Merlons) através das quais eles poderiam ser protegidos enquanto disparavam flechas; e aberturas no chão (Mâchicoulis), das quais elas podem soltar pedras, queimar óleo ou outros objetos nos sitiantes. As paredes superiores também tinham varandas salientes protegidas, Échauguettes e Bretéches, a partir do qual os soldados podiam ver o que estava acontecendo nos cantos ou no chão abaixo. Além disso, as torres e muralhas eram perfuradas por estreitas fendas verticais, chamadas Meurtriéres, através das quais os arqueiros podiam disparar flechas. Nos castelos posteriores, as fendas assumiram a forma de cruzes, para que os arqueiros pudessem atirar arbalètes, ou bestas, em diferentes direções.
Os castelos eram cercados por um fosso profundo, atravessado por uma única ponte levadiça. A entrada também era protegida por uma grade de ferro que podia ser aberta e fechada. As paredes no fundo eram frequentemente inclinadas e protegidas por barreiras de terra. Um bom exemplo sobrevivente é o Château de Dourdan, no departamento de Seine-et-Marne, perto de Nemours.
Após o fim da Guerra dos Cem Anos (1337–1453), com melhorias na artilharia, os castelos perderam a maior parte de sua importância militar. Eles permaneceram como símbolos do posto de seus nobres ocupantes; as aberturas estreitas nas paredes eram muitas vezes ampliadas para as janelas dos quartos e dos salões cerimoniais. A torre do Chateau de Vincennes tornou-se uma residência real.

## Declínio
A partir do século XVI, quando a Arquitetura Renascentista da Itália começou a aparecer na França e em outros países da Europa, o domínio da arquitetura gótica começou a diminuir. No entanto, novos edifícios góticos, particularmente igrejas, continuaram sendo construídos. As novas igrejas góticas construídas em Paris nesse período incluíam Saint-Merri (1520-1552) e São Germano de Auxerre; os primeiros sinais do classicismo nas igrejas de Paris, em São Gervásio e São Protásio, não apareceram até 1540. A maior igreja nova, Santo Eustáquio (1532-1560), rivalizava com Notre-Dame em tamanho (105 metros de comprimento, 44 metros de largura e 35 metros de altura). À medida que a construção desta igreja continuou, elementos da decoração renascentista, incluindo o sistema de ordens clássicas de colunas, foram adicionados ao design, tornando-o um híbrido renascentista gótico.
O estilo gótico começou a ser descrito como ultrapassado, feio e até bárbaro. O termo "Gótico" foi usado pela primeira vez como uma descrição pejorativa. Giorgio Vasari usou o termo "estilo alemão bárbaro" em seu Le vite de' più eccellenti pittori, scultori e architettori (As Vidas dos mais Excelentes Pintores, Escultores e Arquitetos) de 1550 para descrever o que hoje é considerado o estilo gótico. Na introdução do livro, ele atribuiu várias características arquitetônicas aos "Godos", a quem ele responsabilizou por destruir os edifícios antigos depois que eles conquistaram Roma e erigiram novos, nesse estilo. No século XVII, Molière também zombou do estilo gótico no poema La Gloire, de 1669: "(… ) o gosto insípido da ornamentação gótica, essas monstruosidades odiosas de uma era ignorante, produzidas pelas torrentes da barbárie (… )". Os estilos dominantes na Europa tornaram-se, por sua vez, a Arquitetura Renascentista Italiana, a Arquitetura Barroca e o grande classicismo do estilo Luís XIV.
No entanto, a arquitetura gótica, geralmente de igrejas ou edifícios universitários, continuou a ser construída. A Irlanda era uma ilha da arquitetura gótica nos séculos XVII e XVIII, com a construção da Catedral de Derry (concluída em 1633), da Catedral de Sligo (cerca de 1730) e da Catedral de Down (1790-1818) são outros exemplos notáveis. Nos séculos XVII e XVIII, vários edifícios góticos importantes foram construídos na Universidade de Oxford e na Universidade de Cambridge, incluindo a Torre Tom em Christ Church, Oxford, de Christopher Wren (1681-1682). Também apareceram, de maneira extravagante, a Villa Twickenham de Horace Walpole e a Strawberry Hill House (1749-1776). As duas torres ocidentais de Abadia de Westminster foram construídas entre 1722 e 1745 por Nicholas Hawksmoor, à abertura do novo período Neogótico.

## Sobrevivência, Redescoberta e Reavivamento

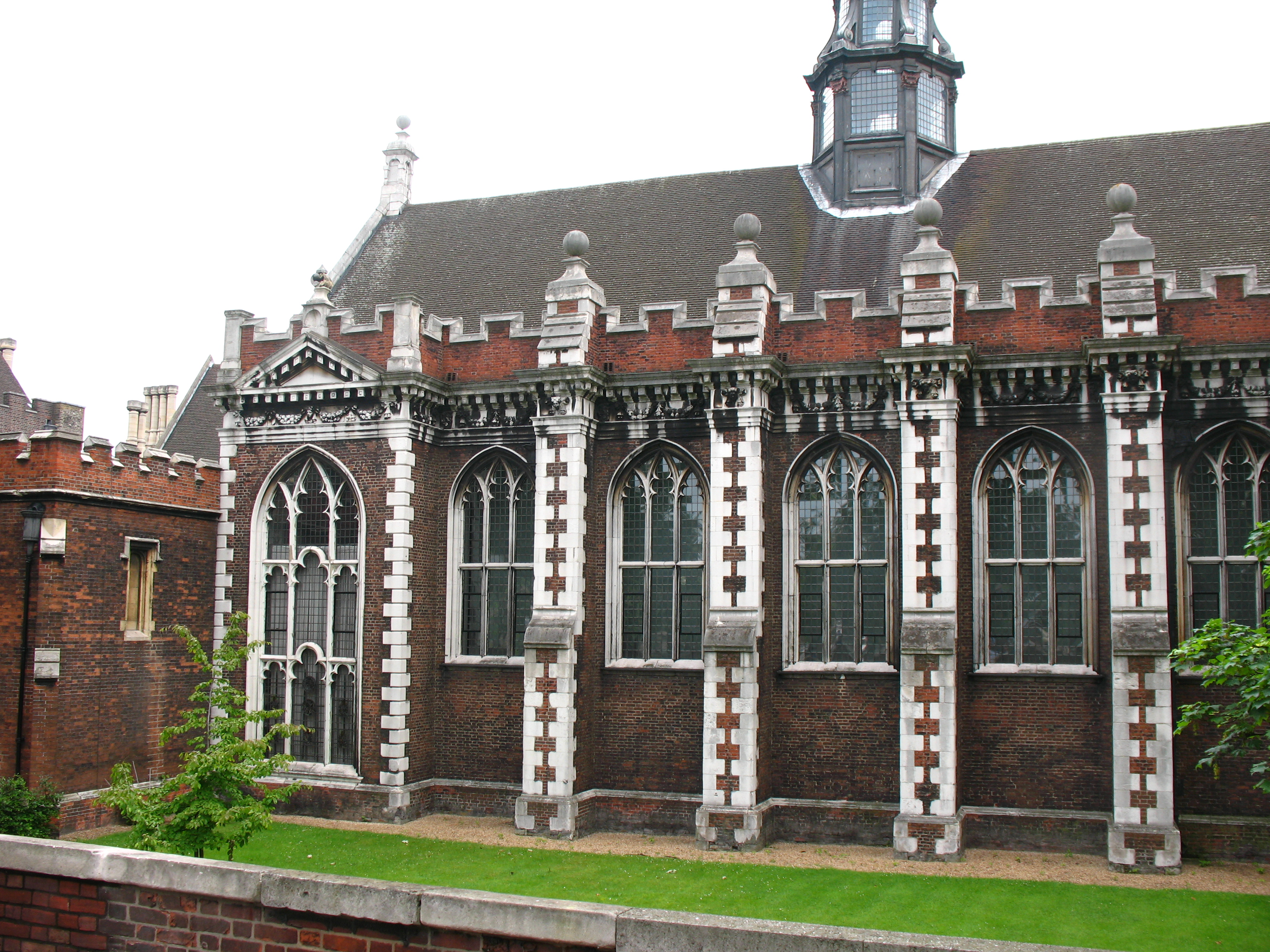
Grande salão no Palácio de Lambeth, Londres (1660-1663)
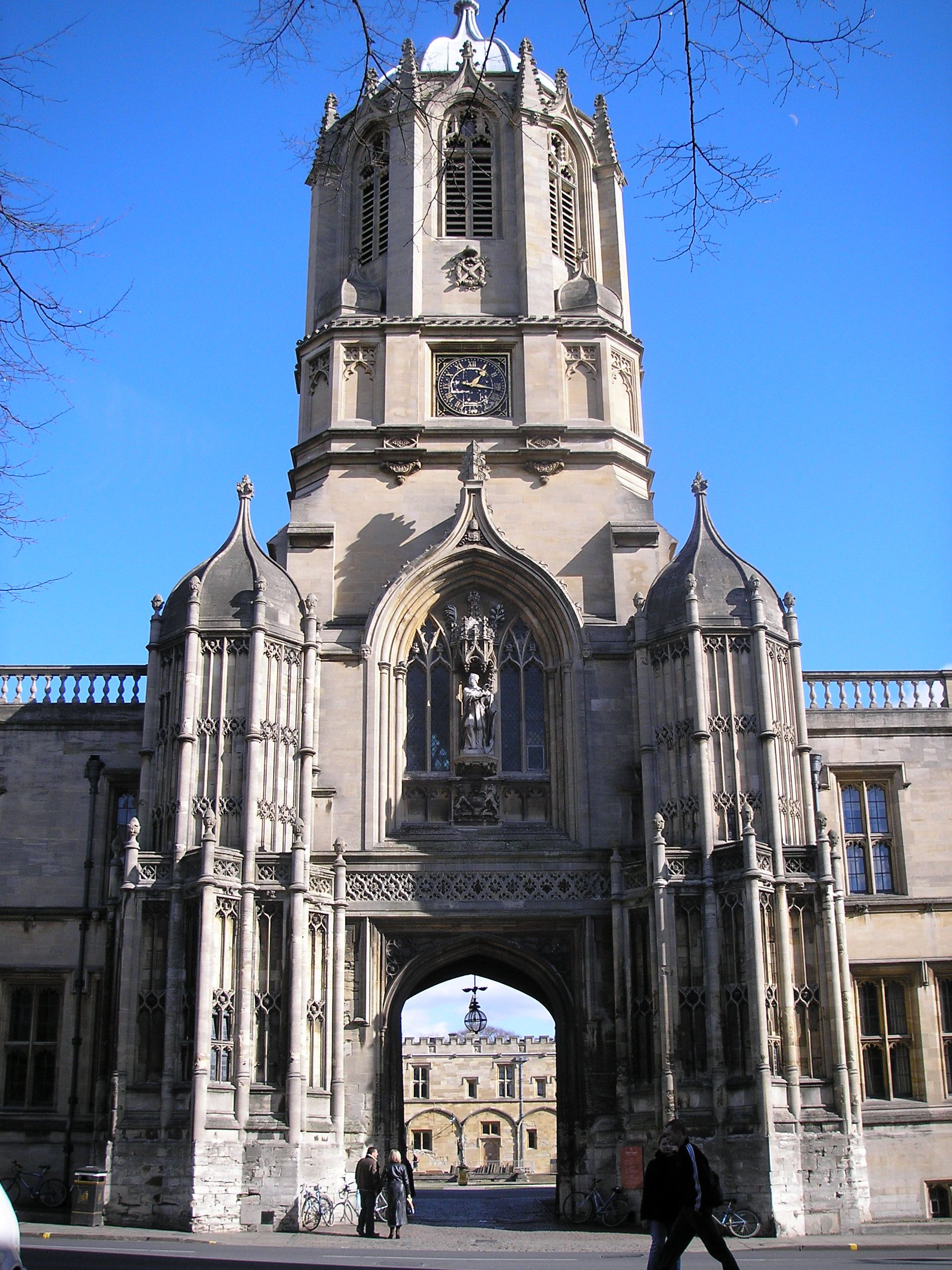
Tom Tower em Oxford (1682)
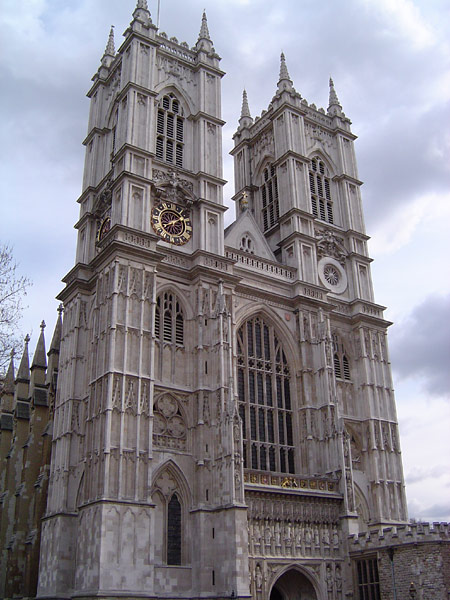
Fachada ocidental da Abadia de Westminster, Londres, concluída em 1745
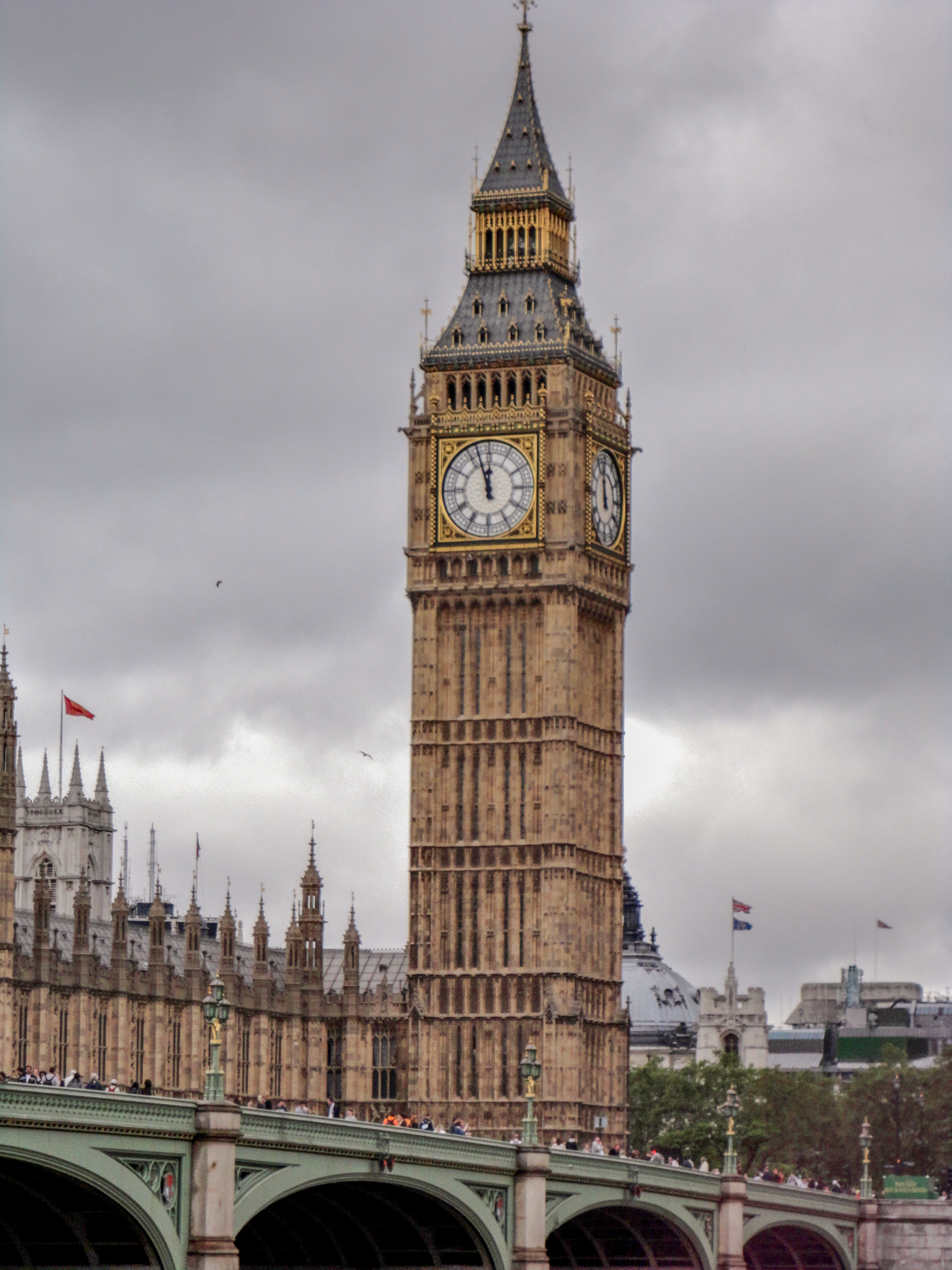
Elizabeth Tower (Big Ben) (concluída em 1859) e as Casas do Parlamento em Londres (1840–1876)
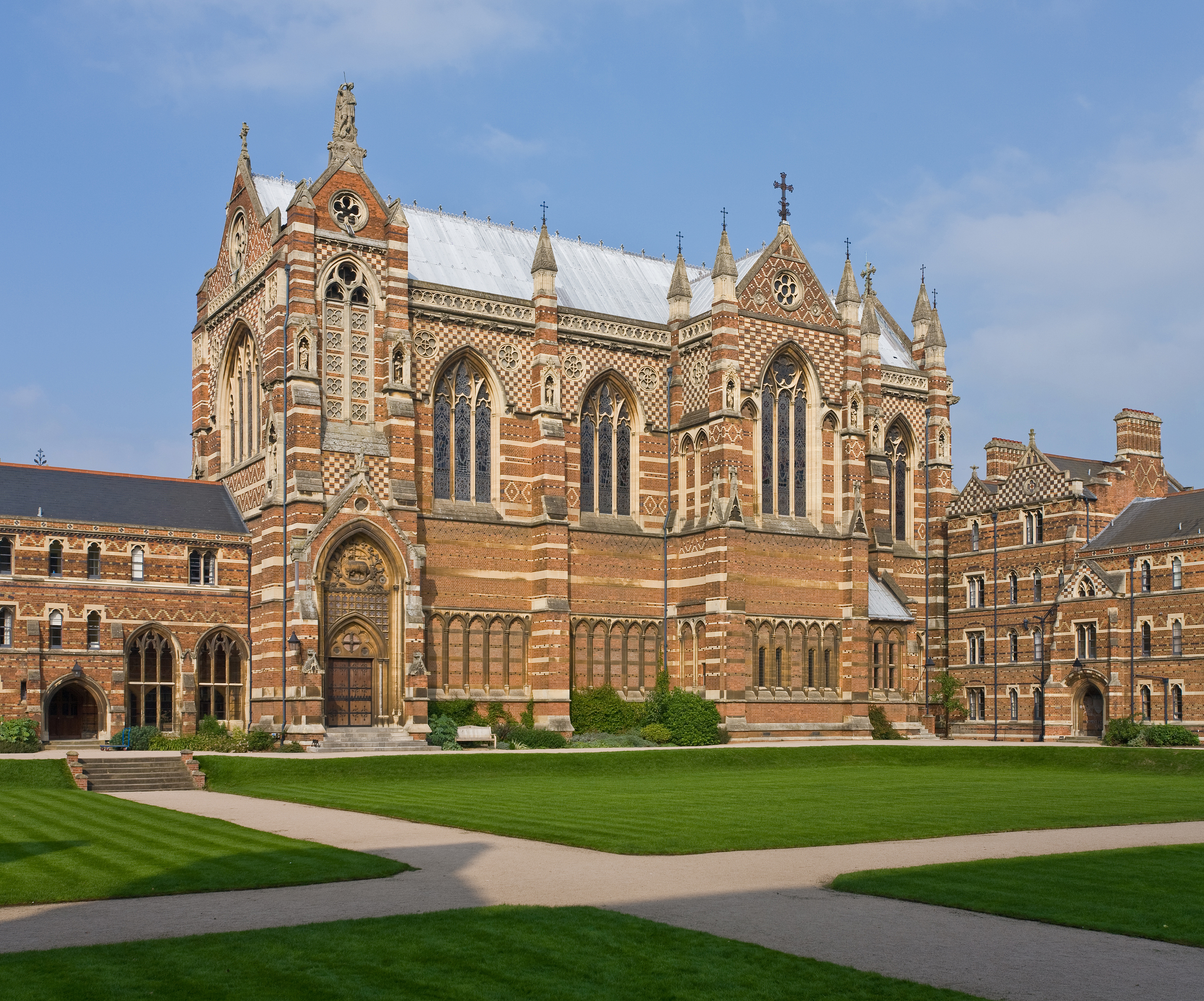
Capela do Keble College em Oxford, concluída em 1876
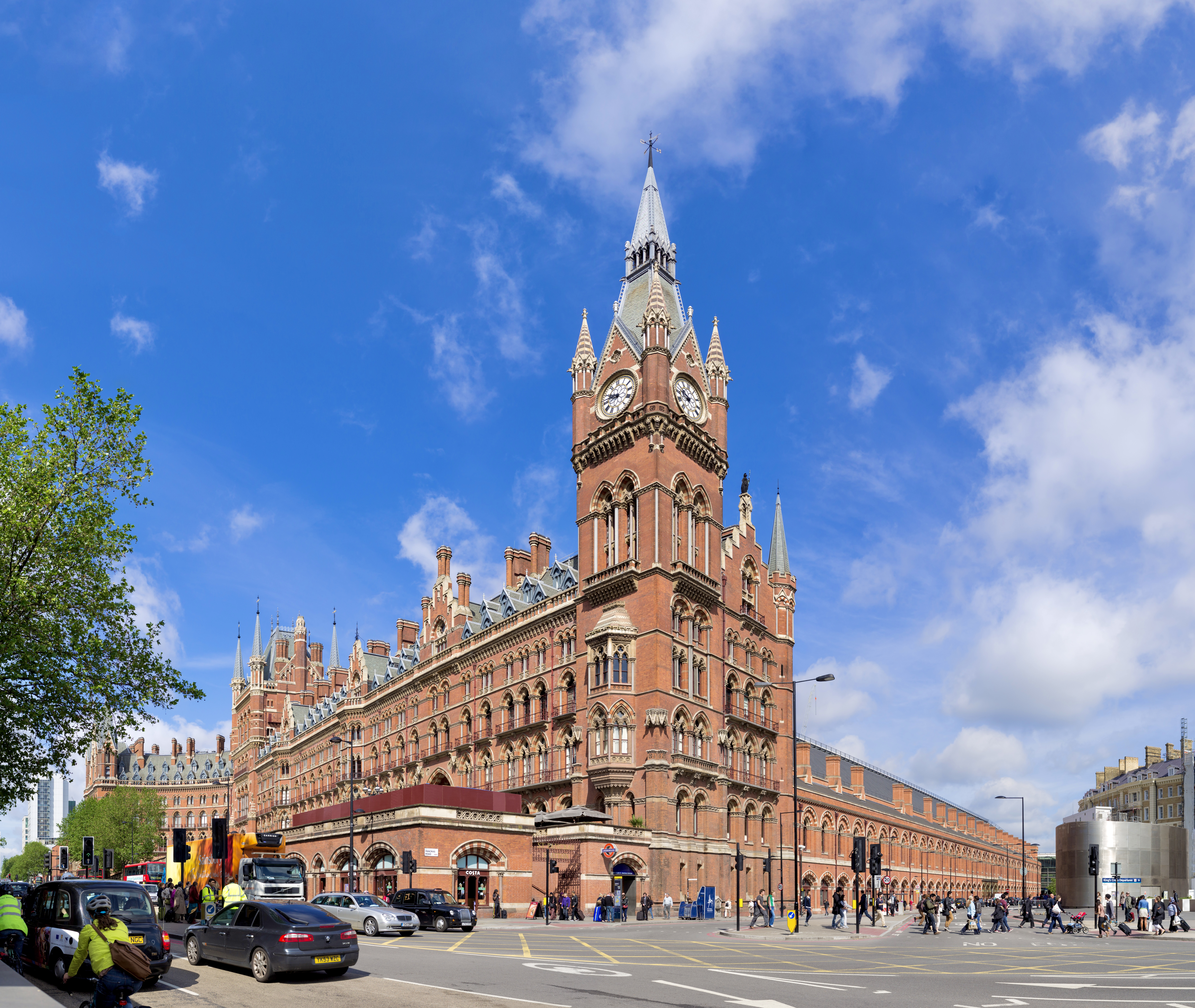
Estação Ferroviária Saint Pancras, Londres

Na Inglaterra, parcialmente em resposta a uma filosofia proposta pelo Movimento de Oxford, e outras associadas ao ressurgimento emergente de ideias da "igreja alta" ou Anglo-católica durante o segundo quartel do século XIX, o neogótico começou a ser promovido por influentes establishment, figurando como o estilo preferido para a arquitetura eclesiástica, cívica e institucional. O apelo desse Gótico Revivalista (que depois de 1837, na Grã-Bretanha, às vezes é chamado de Gótico Vitoriano), gradualmente se ampliou para abranger clientes da "igreja baixa" e também da "igreja alta". Esse período de apelo mais universal, de 1855 a 1885, é conhecido na Grã-Bretanha como Alto Gótico Vitoriano.
As Casas do Parlamento em Londres, de Sir Charles Barry, com interiores de um importante expoente do início do Renascimento Gótico, Augustus Welby Pugin, são um exemplo do estilo de renascimento gótico de seu período anterior no segundo trimestre do século XIX. Exemplos do período Alto Gótico Vitoriano incluem o projeto de George Gilbert Scott para o Albert Memorial em Londres e a capela de William Butterfield no Keble College, em Oxford. A partir da segunda metade do século XIX, tornou-se mais comum na Grã-Bretanha o uso do neogótico no projeto de edifícios não eclesiásticos e não governamentais. Os detalhes góticos começaram a aparecer nos esquemas de habitação da classe trabalhadora subsidiados pela filantropia, embora, dada a despesa, com menos frequência do que no projeto de habitações da classe alta e média.
A metade do século XIX foi um período marcado pela restauração e, em alguns casos, pela modificação de monumentos antigos e pela construção de edifícios neogóticos, como a nave da Catedral de Colônia e a Sainte-Clotilde de Paris. O Palácio de Westminster, em Londres, a estação ferroviária de St. Pancras, a Igreja da Trindade de Nova York e a Catedral de St. Patrick também são exemplos famosos de prédios do Revivalismo Gótico. Esse estilo também alcançou o Extremo Oriente no período, como, por exemplo, a Catedral Anglicana de São João, localizada no centro de Victoria City, em Hong Kong.
Embora algum crédito por essa nova ideia possa ser razoavelmente atribuído a escritores alemães e ingleses, como Johannes Vetter, Franz Mertens e Robert Willis, respectivamente, o campeão desse estilo emergente foi Eugène Viollet-le-Duc, cuja liderança foi assumida por arqueólogos, historiadores, e arquitetos como Jules Quicherat, Auguste Choisy e Marcel Aubert. Nos últimos anos do século XIX, surgiu na Alemanha uma tendência entre os estudos de história da arte de que um edifício, conforme definido por Henri Focillon, fosse uma interpretação do espaço. Quando aplicados a catedrais góticas, historiadores e arquitetos costumavam analisar as dimensões das estruturas Barrocas ou Neoclássicas dos séculos XVII e XVIII, e ficavam estupefatos pela altura e comprimento extremo das catedrais proporcionalmente em relação à sua largura modesto. Goethe, no século anterior, ficou fascinado com o espaço dentro de uma igreja gótica e historiadores sucessivos como Georg Dehio, Walter Ueberwasser, Paul Frankl e Maria Velte procuraram redescobrir a metodologia usada em sua construção, fazendo medições e desenhos dos edifícios, e lendo e fazendo conjecturas de documentos e tratados relativos à sua construção.

### Gótico Revivalista na França

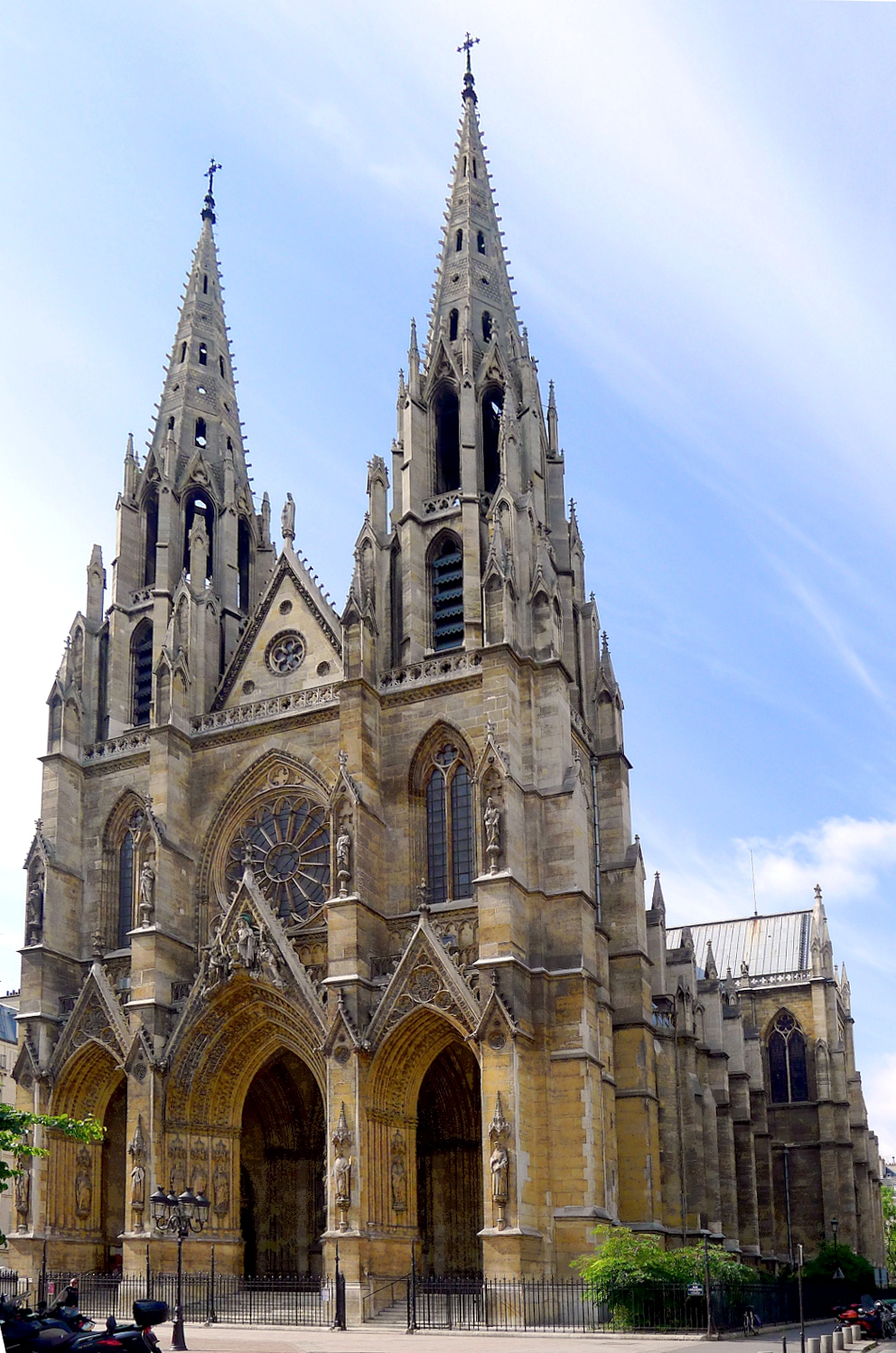
A Basílica de Sainte-Clotilde, Paris (1846 a 1857)
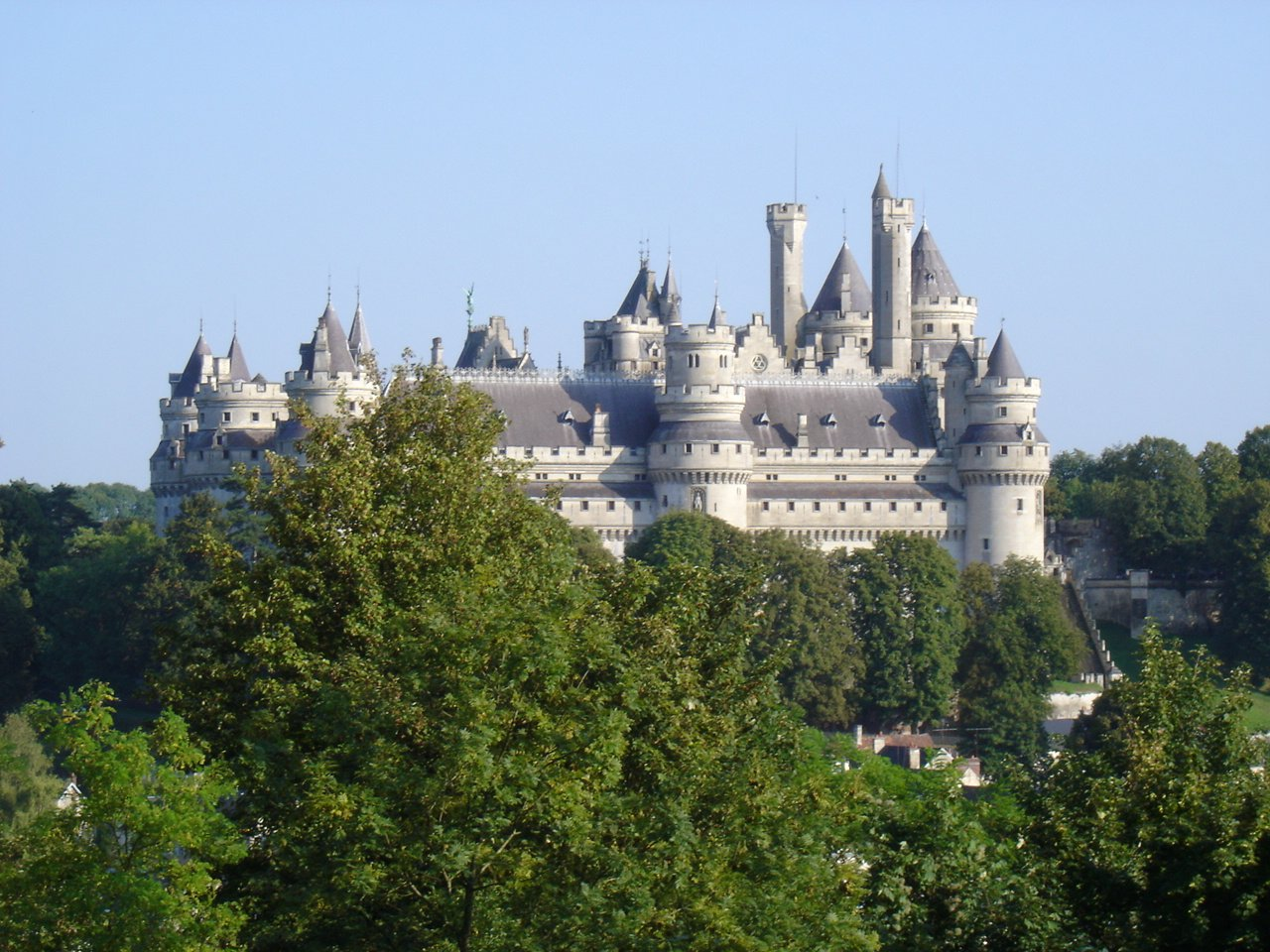
Castelo de Pierrefonds (1857-1870), uma combinação de restauração e imaginação
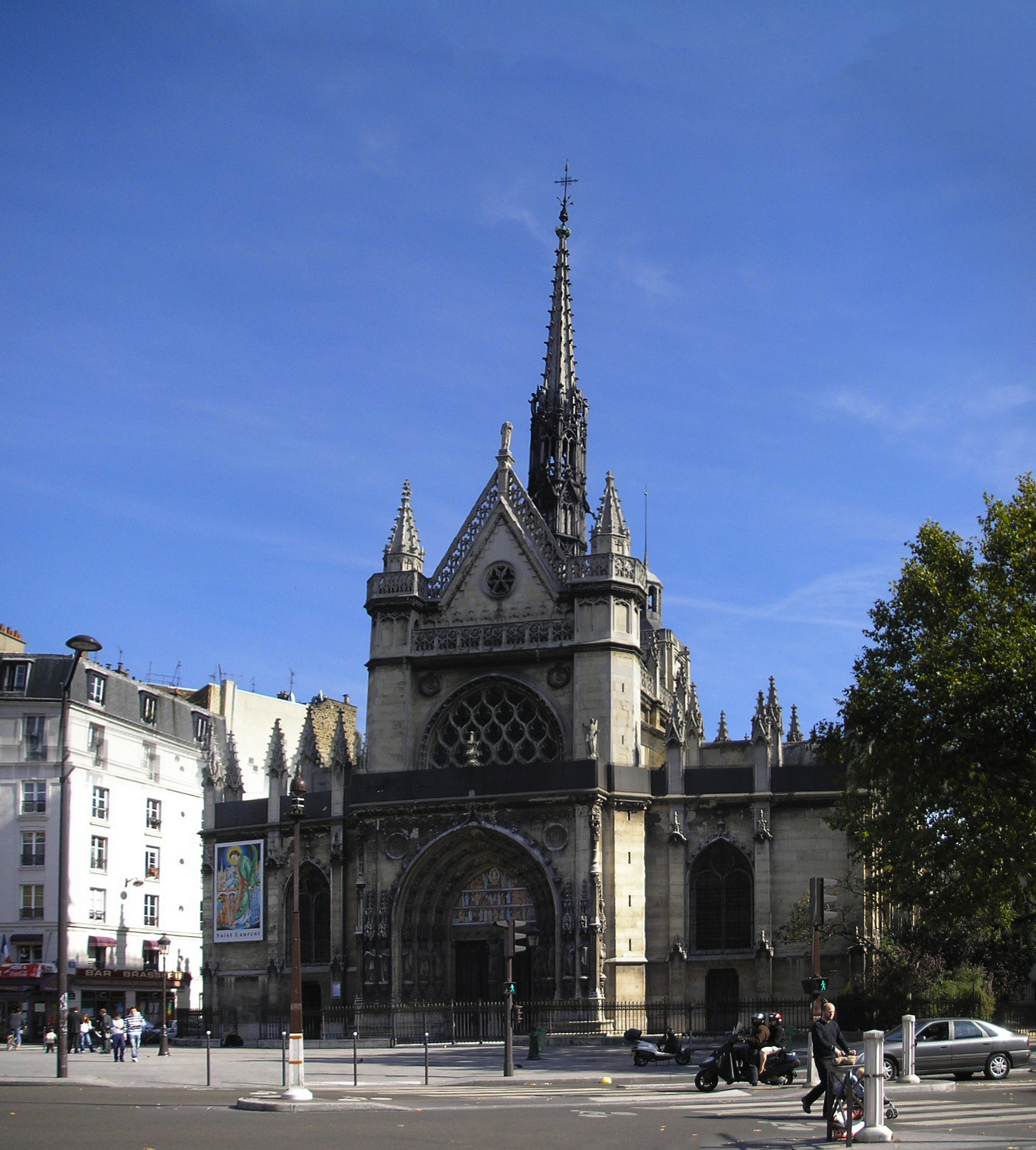
A fachada oeste da Igreja de Saint-Laurent, em Paris (1862 a 1865)
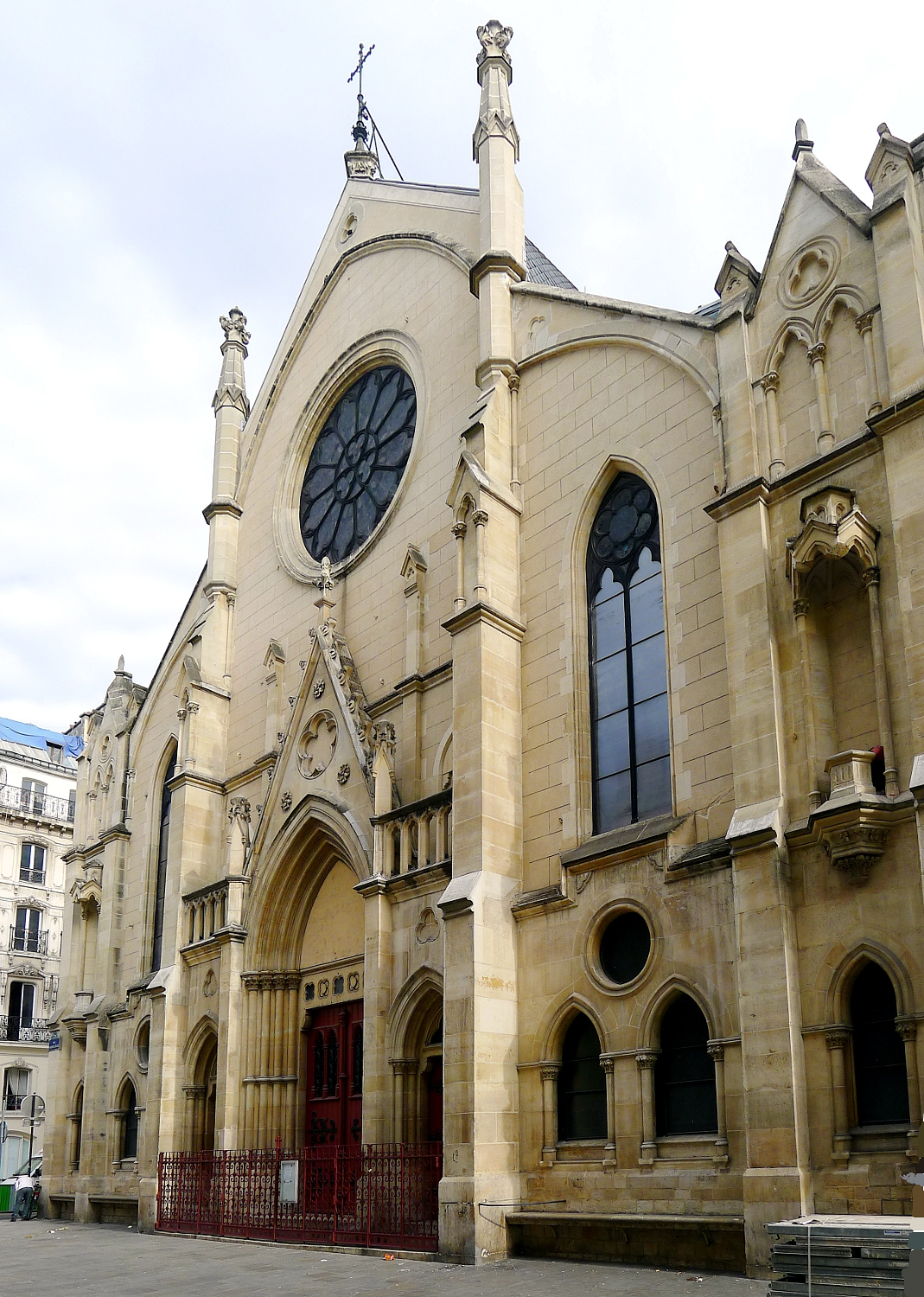
Igreja de Saint-Eugène-Sainte-Cécile, em Paris (1854–55)
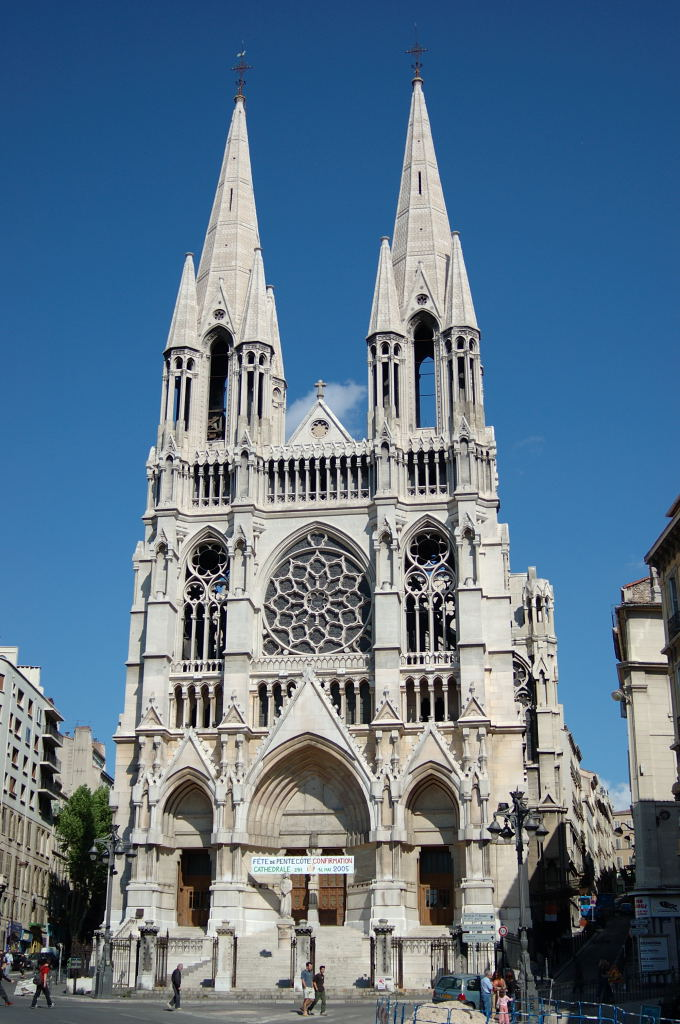
Igreja de Saint-Vincent-de-Paul, Marseille (1855–86)

A França possuía uma abundante arquitetura gótica original e, portanto, a restauração gótica substituiu amplamente o revivalismo; alguns novos edifícios apareceram no estilo gótico.
A Revolução Francesa causou enormes danos à arquitetura gótica da França. Notre-Dame de Paris e outras catedrais e igrejas foram fechadas e despidas de grande parte de sua decoração. Na década de 1830, sob o governo do novo rei, Luís Filipe, o valor histórico e artístico das catedrais e outros monumentos góticos foi reconhecido. O interesse pelo estilo gótico também foi estimulado pelo enorme sucesso do romance Notre Dame de Paris (também conhecido como O Corcunda de Notre Dame) de Victor Hugo, publicado em 1831. Os escritos do autor romântico François-René de Chateaubriand também desempenharam um papel importante; ele elogiou os sentimentos religiosos inspirados pelo estilo gótico e declarou que o estilo gótico era "a verdadeira arquitetura de nosso país", tão importante na história da França quanto as florestas da antiga Gália. Uma Comissão de Monumentos Históricos foi criada em 1837, e o principal programa de catalogação, proteção e restauração de monumentos góticos foi organizado pelo escritor Prosper Merimée e conduzido em grande parte pelo arquiteto Eugène Viollet-le-Duc.
Viollet-le-Duc conduziu a restauração de Notre Dame de Paris e muitas outras igrejas, bem como as fortificações góticas de Carcassonne e o acabamento imaginativo do Castelo de Pierrefonds, que era apenas uma ruína.  Ele nem sempre se limitou à restauração estrita do que existia; em 1838, ele projetou e construiu uma nova fachada oeste, gótica, para a igreja paroquial de Saint-Ouen, em Rouen. Os arquitetos Franz Christian Gau e Théodore Ballu construíram A Basílica de Sainte-Clotilde (1846 a 1857), a primeira igreja inteiramente neogótica de Paris.

### Alemanha e Rússia

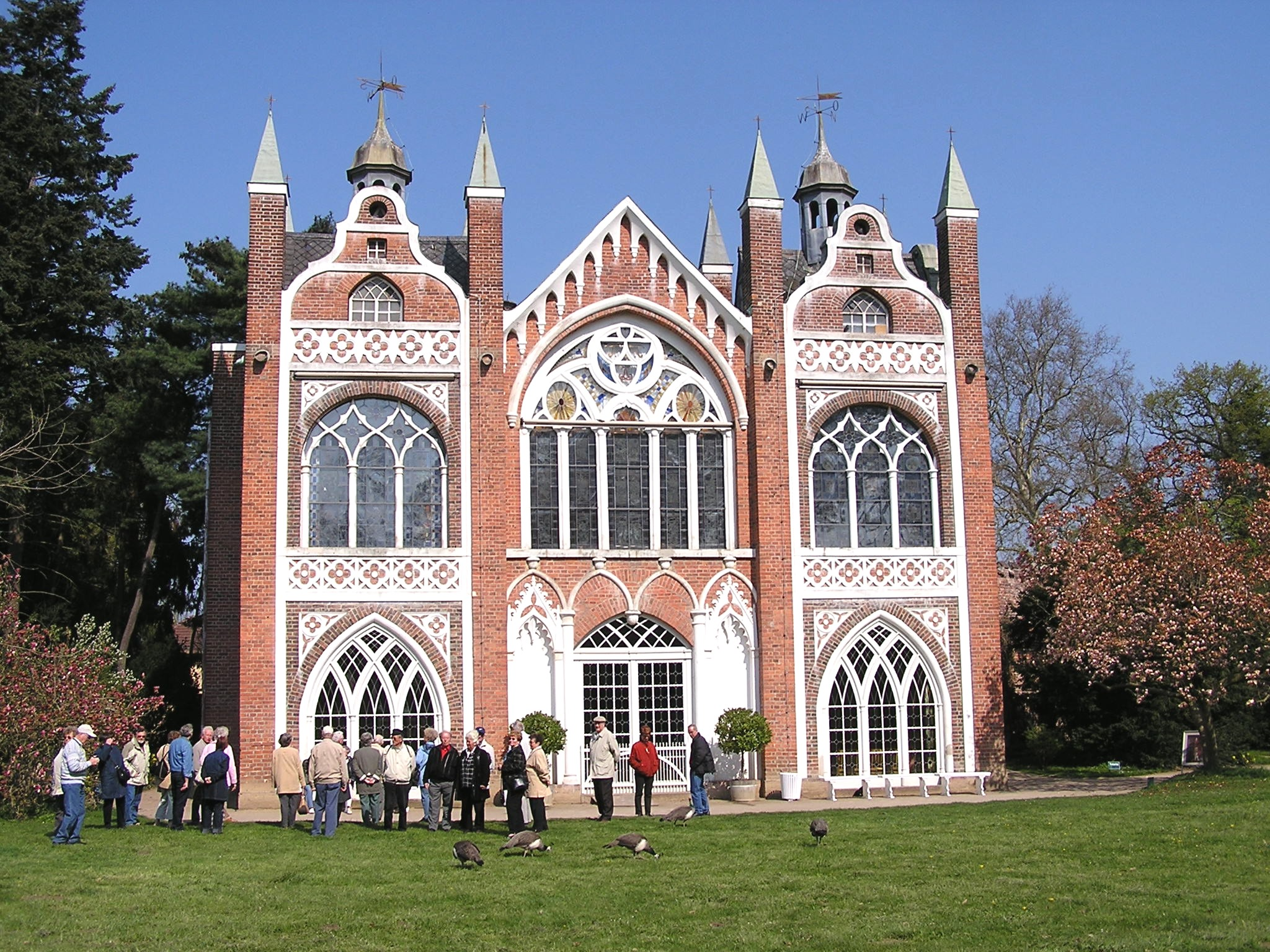
Casa do jardim gótico de Leopoldo III, Duque de Anhalt-Dessau, no Reino dos Jardins de Dessau-Wörlitz, na Alemanha (1785–1783)
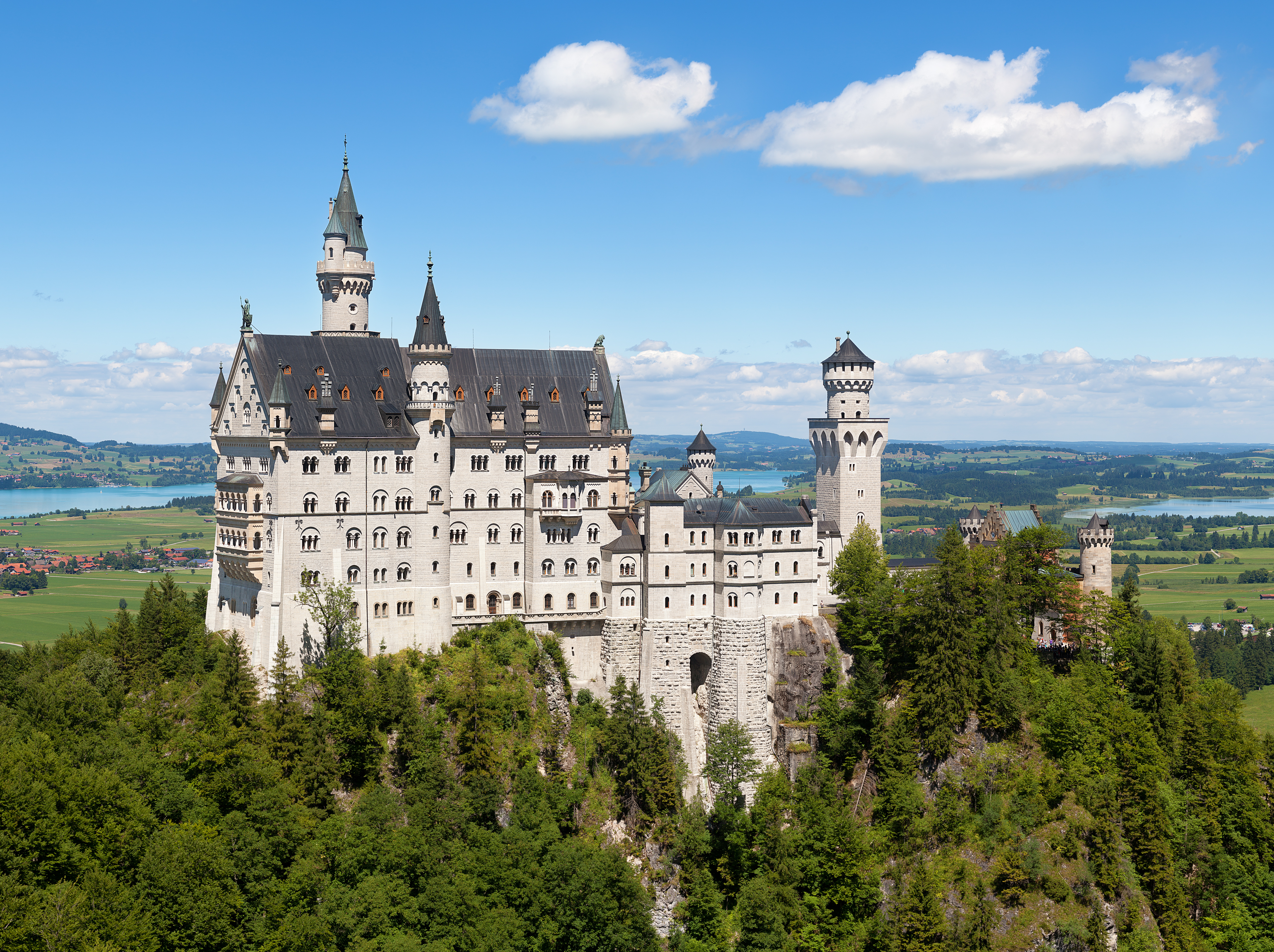
Castelo de Neuschwanstein na Baviera (1869-1876)
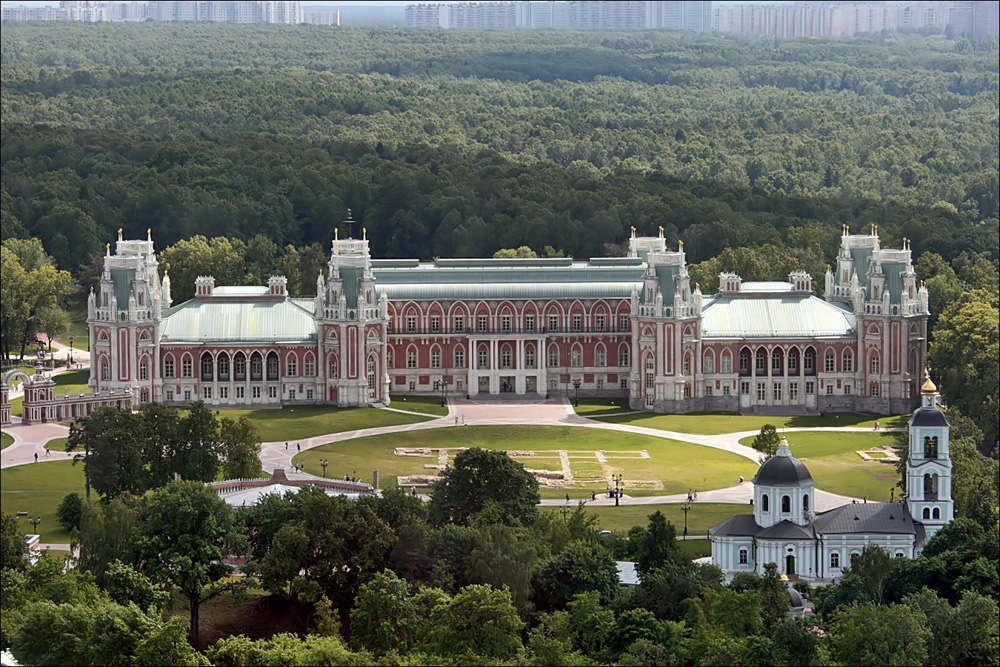
Palácio Tsaritsyno, perto de Moscou, construído por Catarina, a Grande (1776-1796)
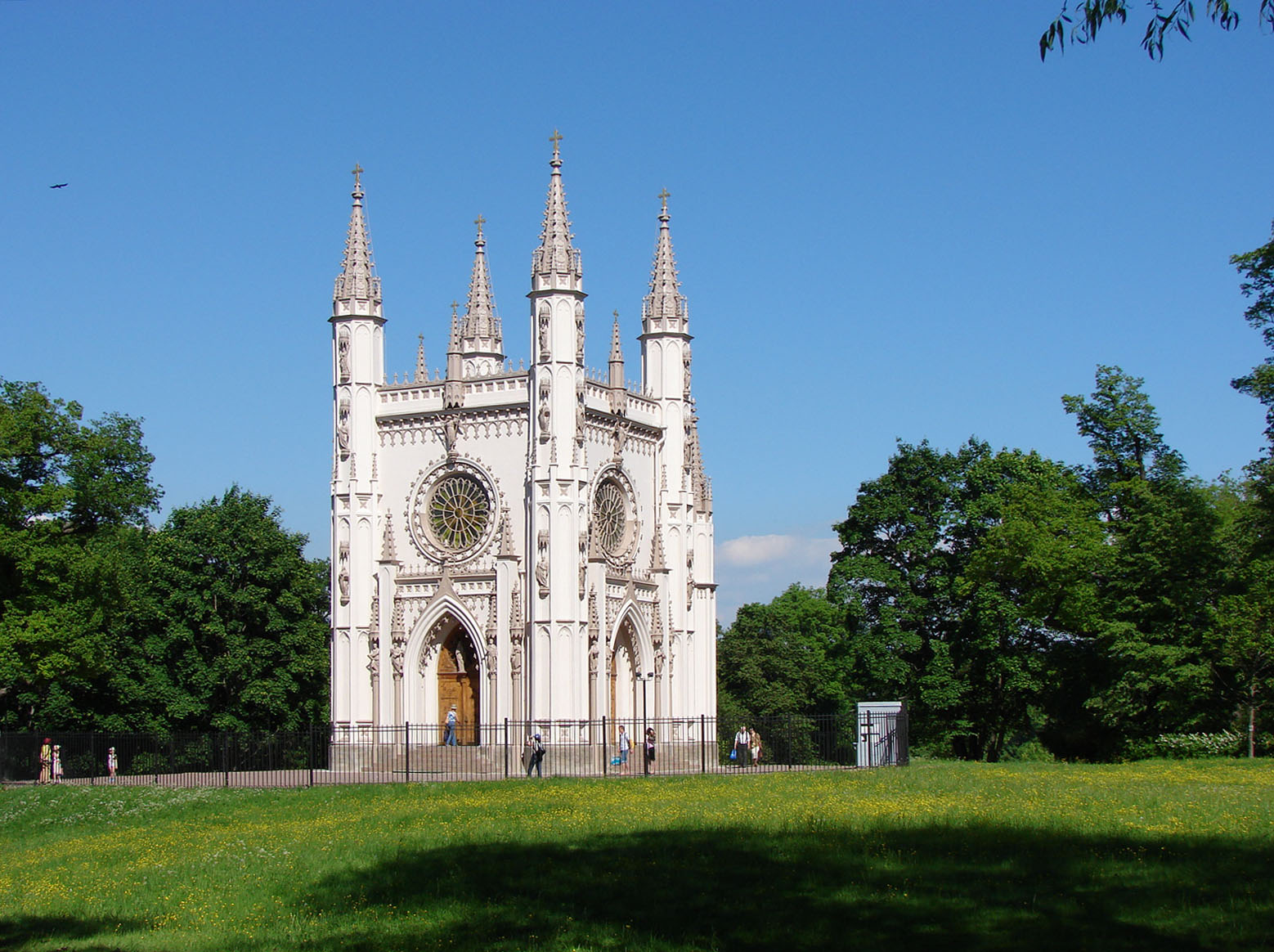
Capela Gótica do S. Alexander Nevsky (Peterhof), concluída em 1834

O Revivalismo Gótico Alemão nasceu em 1785-1786 no Reino dos Jardins de Dessau-Wörlitz, um jardim paisagístico construído perto de Potsdam, no jardim da casa de campo de Leopoldo III, Duque de Anhalt-Dessau, projetado por Friedrich Wilhelm von Erdmannsdorff. A Gothic House (Casa Gótica, em inglês) exibia sua coleção de vitrais medievais e inspirou outras casas de campo em estilo gótico perto de Berlim e Kassel.
Na Alemanha, o revivalismo gótico do início do século XIX tinha laços estreitos com o movimento do Romantismo. A partir de 1814, o escritor e historiador Joseph Gorres lançou um movimento para a conclusão da Catedral de Colônia, que havia sido interrompida em 1473. O trabalho foi iniciado em 1842 e as duas torres foram concluídas em 1880, seiscentos anos após o início da catedral. Projetos semelhantes foram realizados na Principal Igreja de Ulm, na Abadia de Heilsbronn e no Portão de Isartor em Munique. A decoração barroca desses monumentos foi removida e eles retornaram a, pelo menos uma aproximação (às vezes romantizada), de sua aparência gótica original.
O exemplo mais pitoresco de renascimento gótico é o Castelo de Neuschwanstein (1869-1876) na Baviera, construído por Luís II da Baviera. Para adquirir inspiração, Luís visitou outros projetos de reconstrução gótica, como a cidade de Warburg e o Castelo de Pierrefonds (um castelo que havia sido reconstruído por Eugène Viollet-le-Duc). O altamente romântico Castelo de Neuschwanstein inspirou, entre outros edifícios posteriores, o Castelo da Bela Adormecida, na Disneylândia (1955).
Embora a Rússia não tivesse tradição na arquitetura gótica, a Imperatriz Catarina, a Grande, escolheu o estilo para o Palácio Tsaritsyno, um grande complexo palaciano que ela construiu ao sul de Moscou desde 1776 até sua morte em 1796. Mais tarde, o Czar Nicolau I da Rússia encomendou o escritor romântico alemão e o pintor Karl Friedrich Schinkel para projetar uma capela gótica para seu parque no Palácio Peterhof, perto de São Petersburgo, sendo o mesmo concluído em 1834.

### Itália

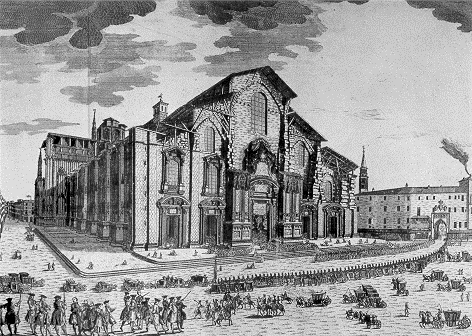
Catedral de Milão em 1735, com sua fachada original
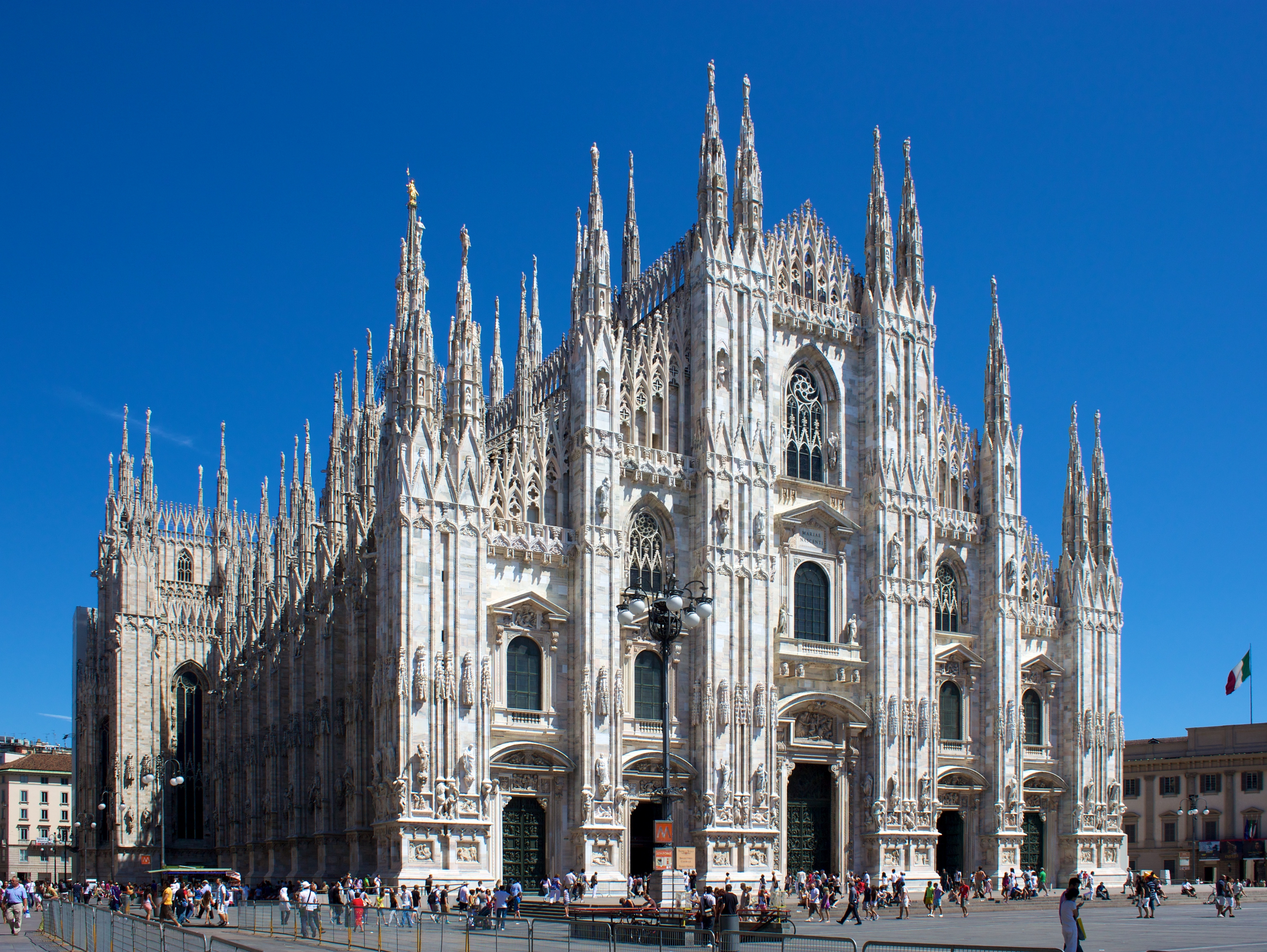
Catedral de Milão com nova fachada (1806-1813) e nova coroa no frontão (1888)
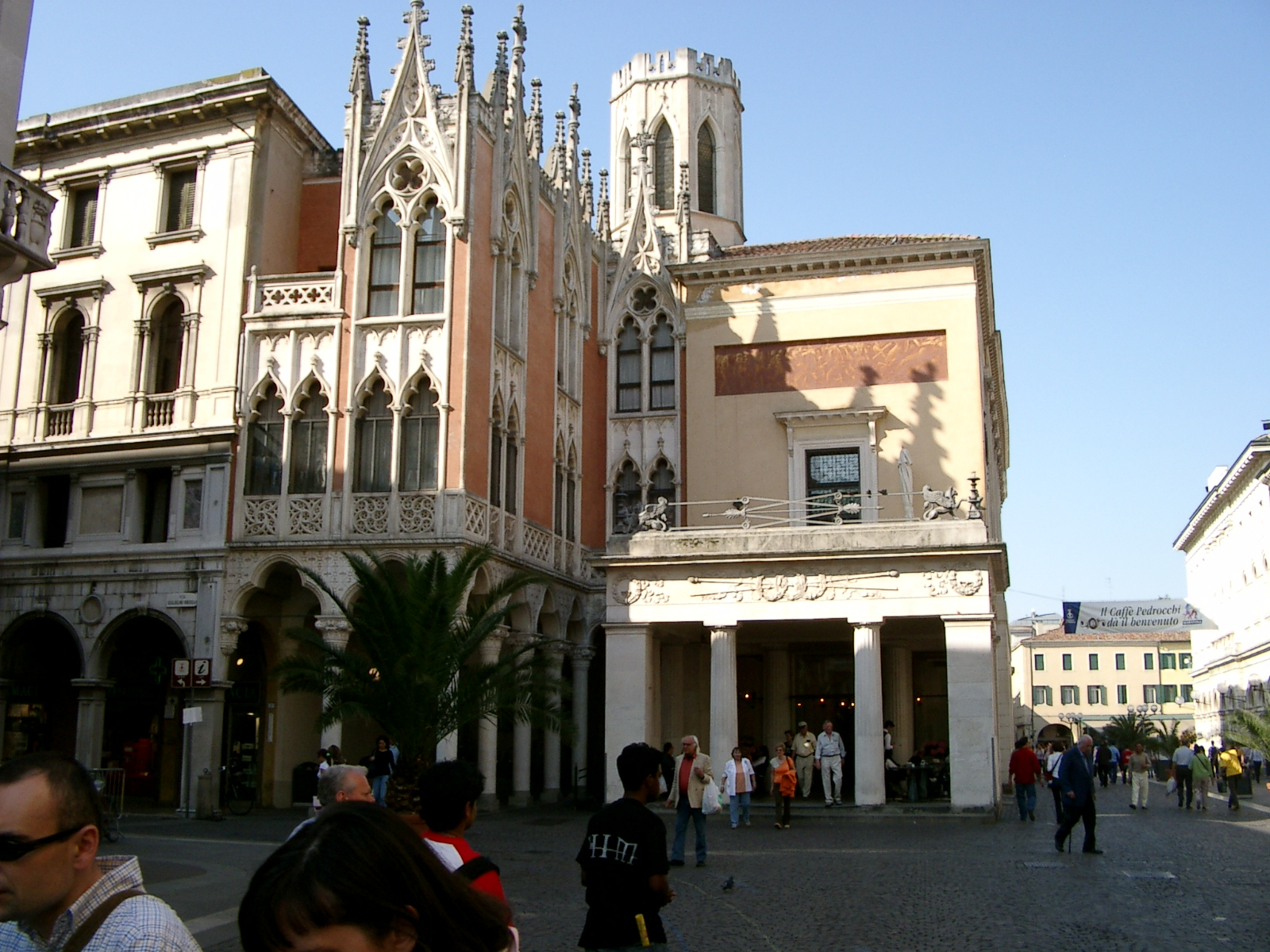
O neogótico Café Pedrocchi em Pádua, Itália (1837)
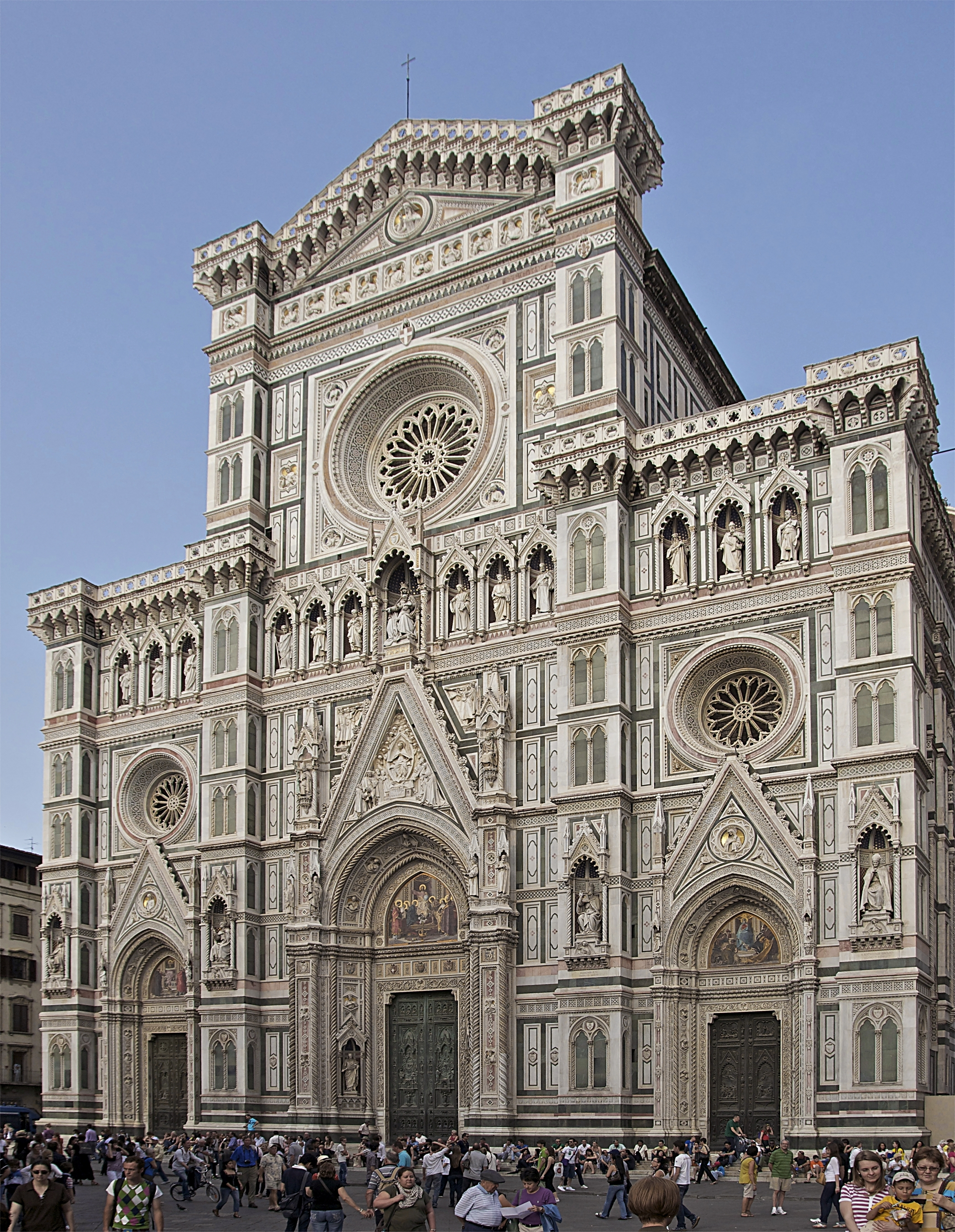
Catedral de Florença, fachada do século XIX

O Neogótico na Itália concentrou-se na conclusão de catedrais anteriores, que foram largamente deixadas em ruínas. O exemplo mais impressionante foi a Catedral de Milão, que recebeu uma nova fachada em 1806-1813 (desenhado por Giuseppe Zanoia e Carlo Amati), que cobriu quase completamente a original. Em 1888, a catedral recebeu uma coroa gótica na fachada frontal, de Giuseppe Brentano. As agulhas e pináculos famosos do edifício datam do século XIX.
Um pequeno mas notável exemplo de renascimento gótico na Itália é o Café Pedrocchi em Pádua, Itália (1837), de Giuseppe Jappelli, onde se emprestou o estilo gótico veneziano, aliado aos pináculos da Catedral de Milão. Tornou-se famoso como o local de encontro dos patriotas italianos que se rebelavam contra o domínio austríaco em 1848.

### Canadá

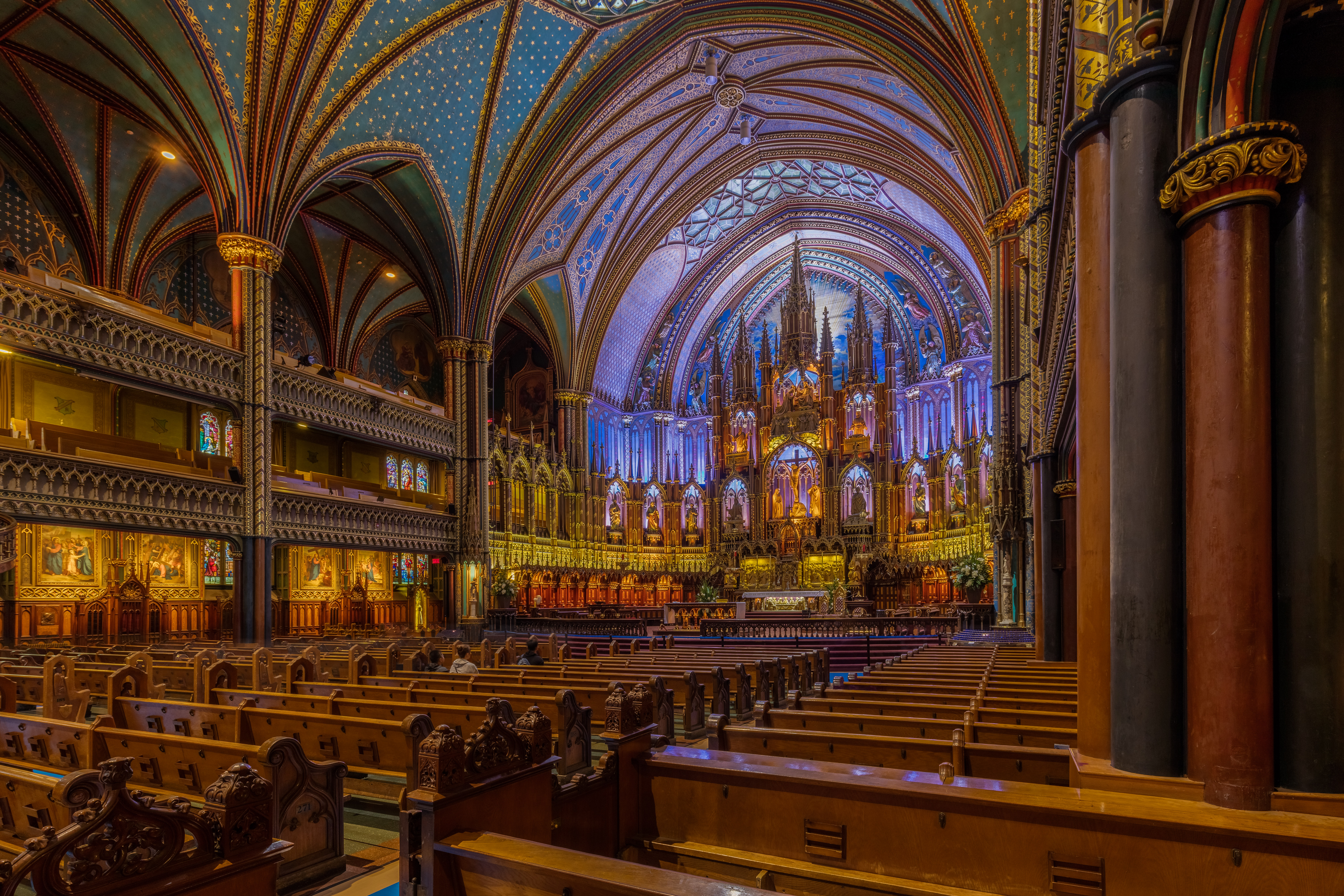
Basílica de Notre Dame em Montreal (1785–1795)
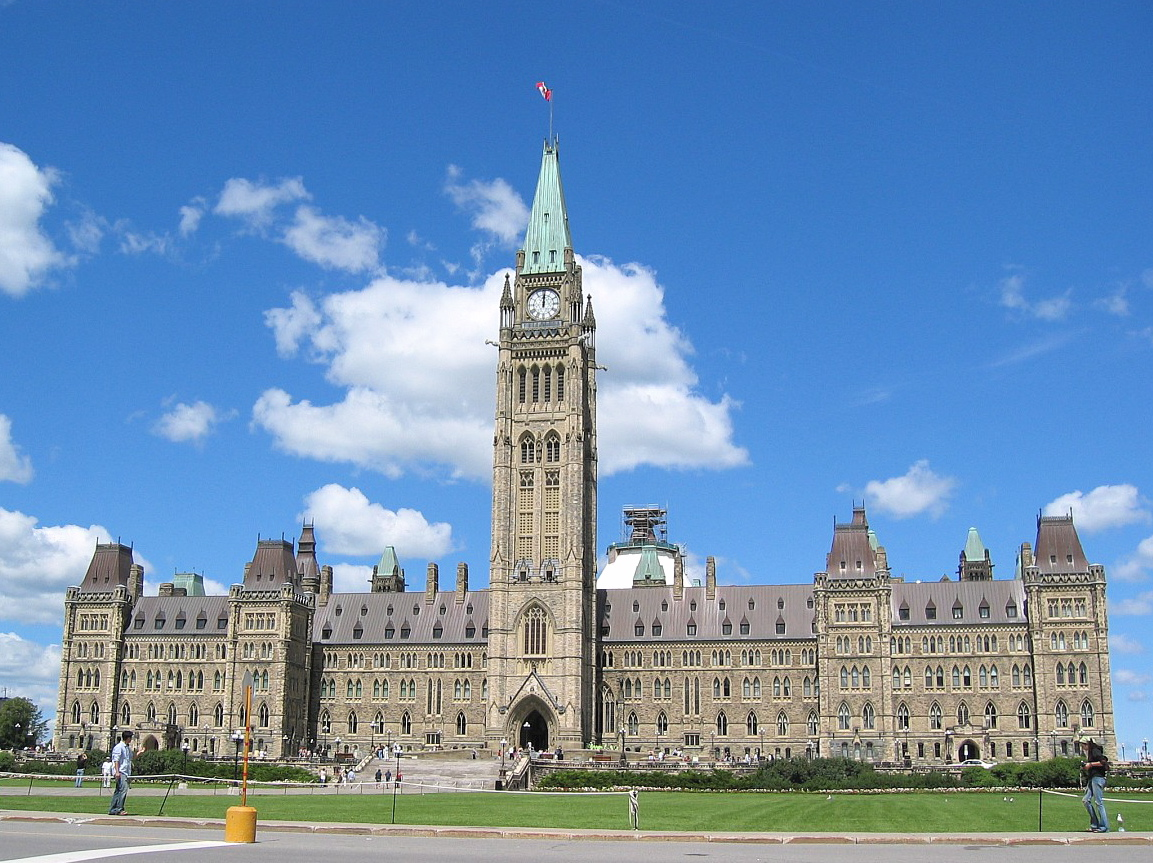
Edifícios do Parlamento do Canadá, em Ottawa (1859–1927), de Thomas Fuller
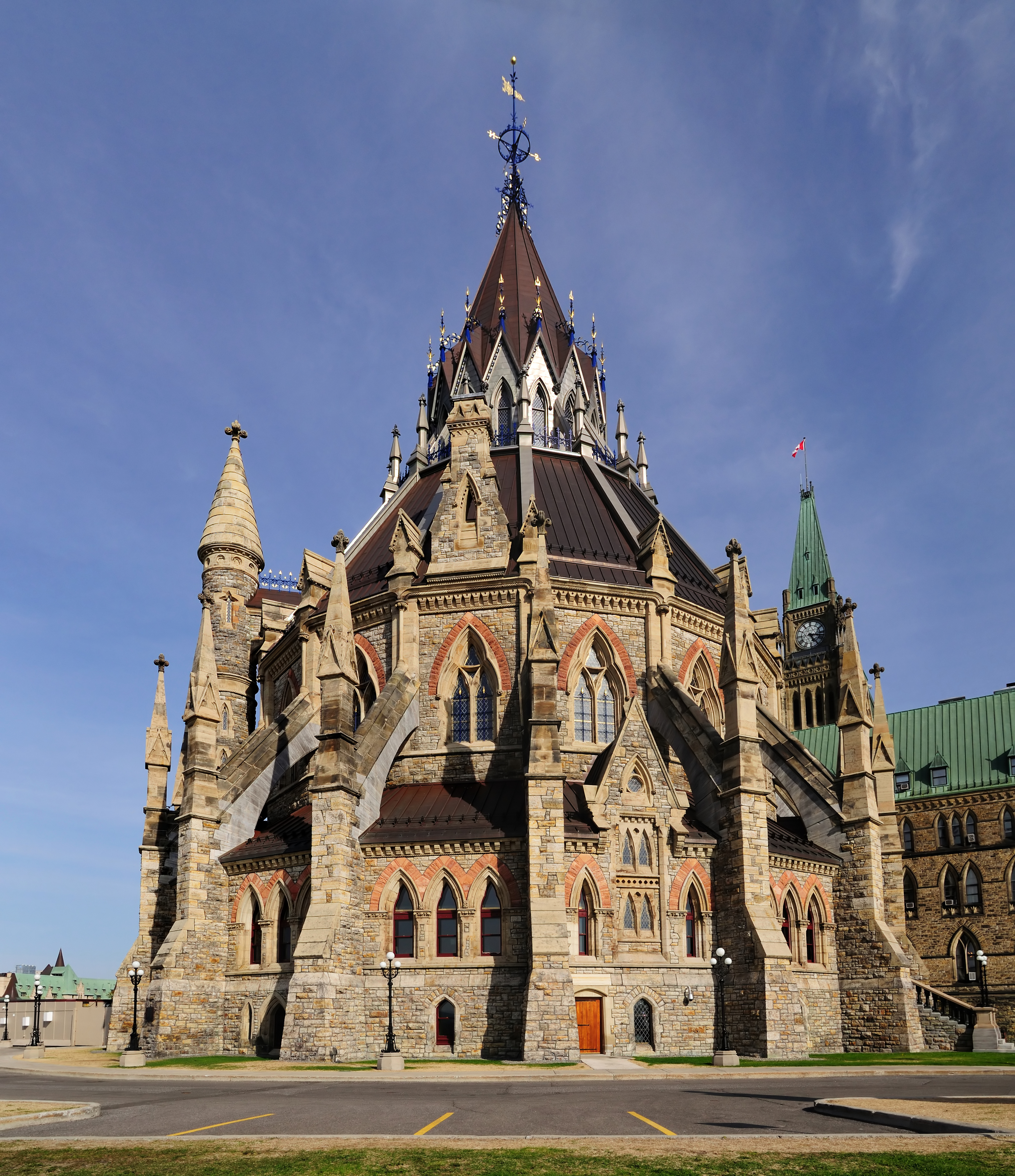
Biblioteca do Parlamento Canadense em Ottawa (1859–1927) de Thomas Fuller
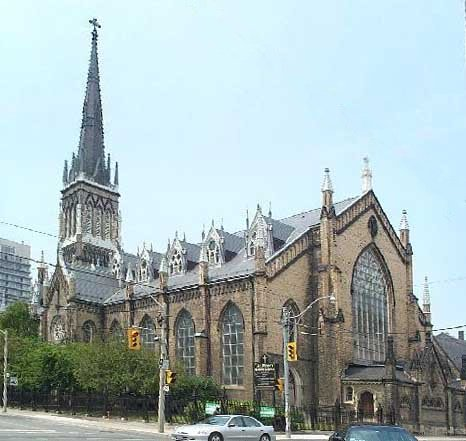
A neogótica Catedral de São Miguel em Toronto, de William Thomas (1845–1848)

Uma das igrejas góticas mais antigas e mais decoradas do Revivalismo Gótico da América do Norte é a Basílica de Notre-Dame, em Montreal, construída entre 1784 e 1795, no local de uma igreja do século XVII. As abóbadas são de um azul profundo e decoradas com estrelas douradas, e o resto do santuário é decorado em azuis, azulados, vermelhos, roxos, prateados e dourados. Os vitrais retratam cenas da história religiosa de Montreal.
O estilo de Revivalismo Gótico Inglês foi importado da Inglaterra no início da década de 1830 e foi usado principalmente em igrejas anglicanas e católicas e para edifícios de universidades. Os edifícios neogóticos mais conhecidos no Canadá são o Centre Block e a Torre Victoria do Parlamento do Canadá na Colina do Parlamento, em Ottawa, de Thomas Fuller (1859-1927). O arquiteto William Thomas construiu a Catedral de São Miguel em Toronto (1845 a 1848) e várias outras igrejas neogóticas na província de Ontário.

### Estados Unidos

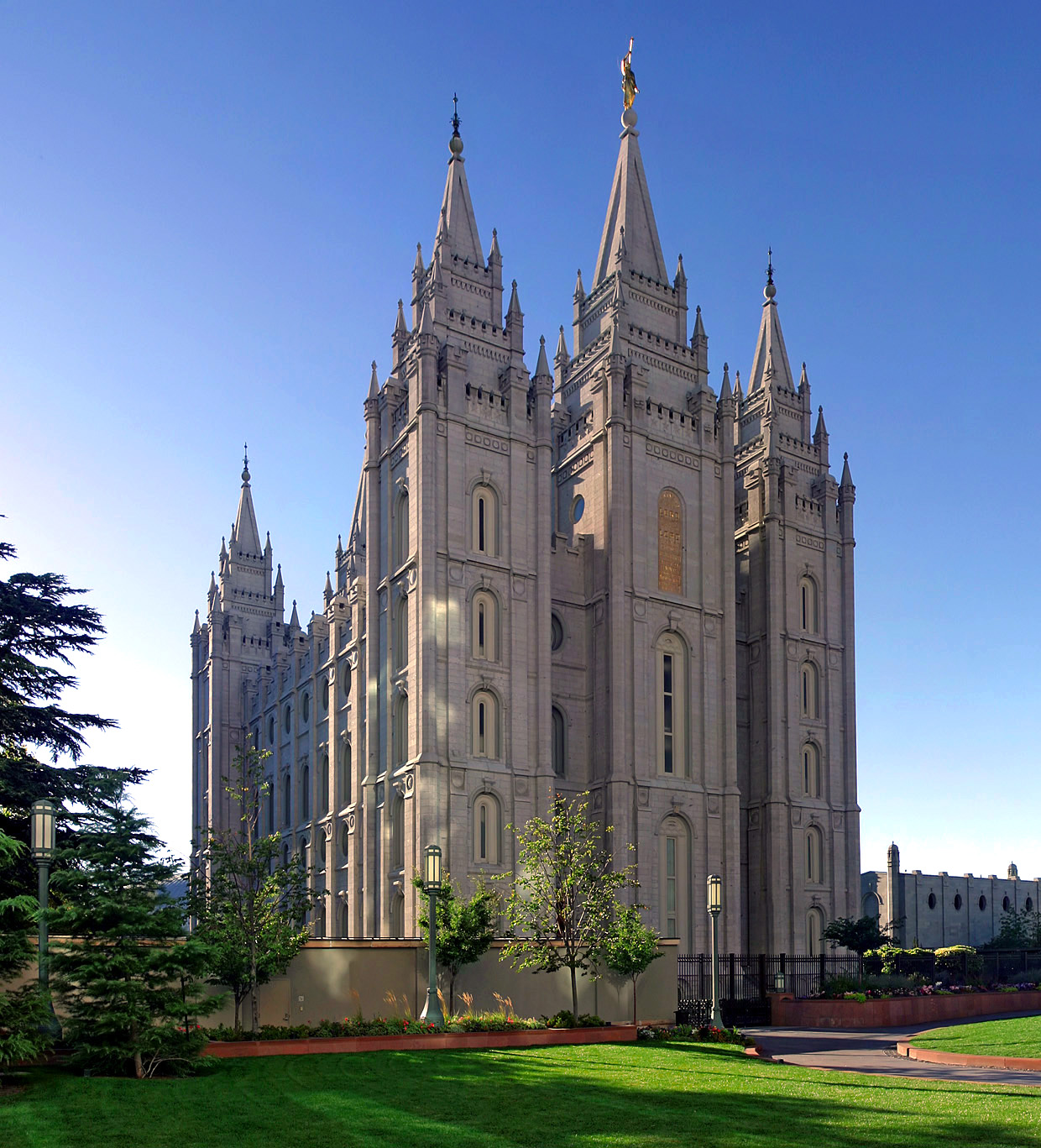
Templo de Salt Lake em Salt Lake City, Utah (1893)
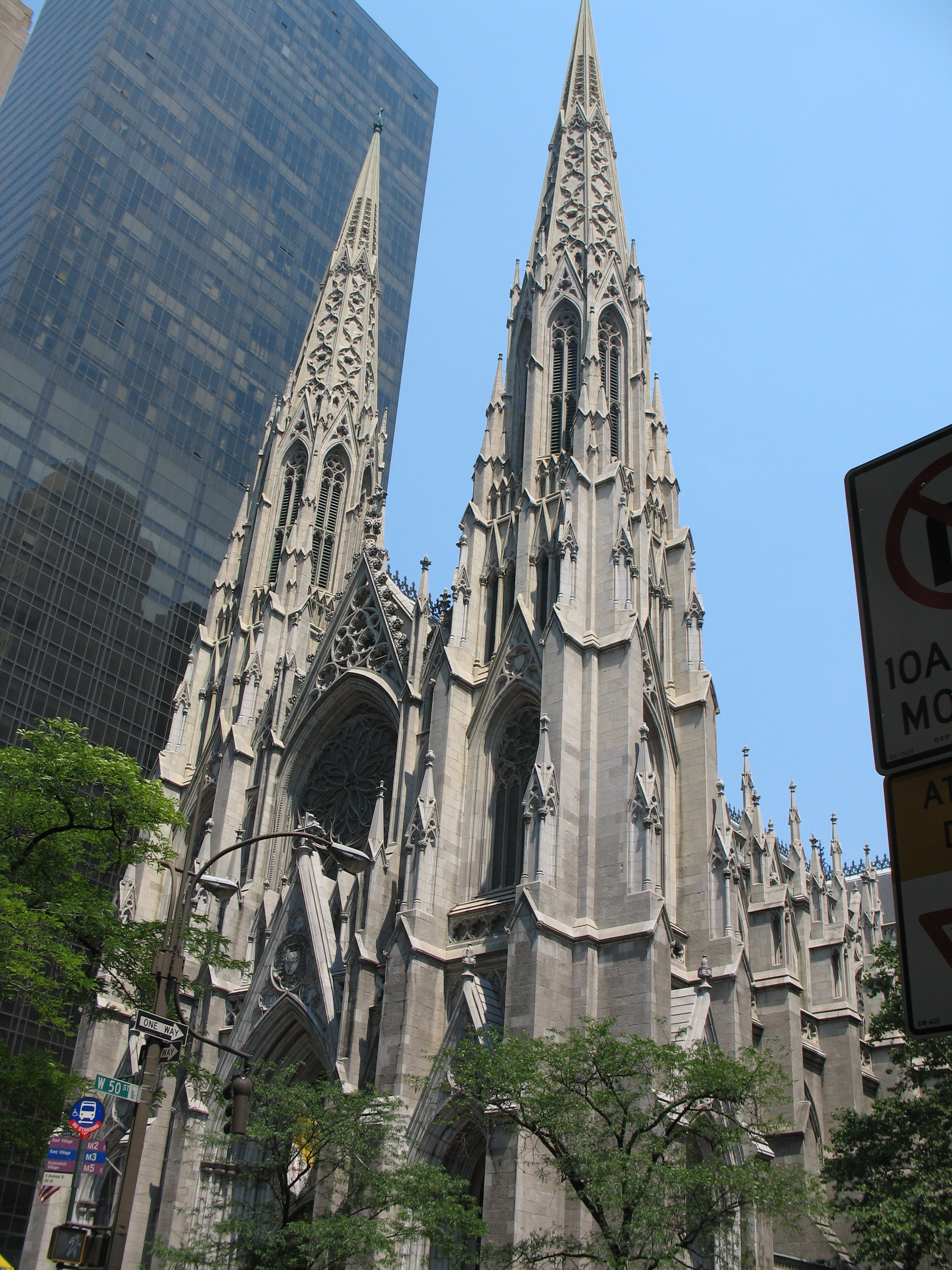
Catedral de São Patrício (Manhattan) por James Renwick Jr (dedicada em 1910)
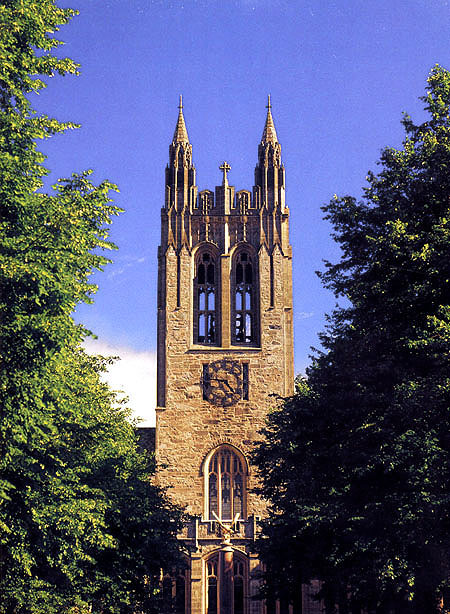
Gasson Hall, no campus da Boston College, em Chestnut Hill, Massachusetts. (1908–1913)
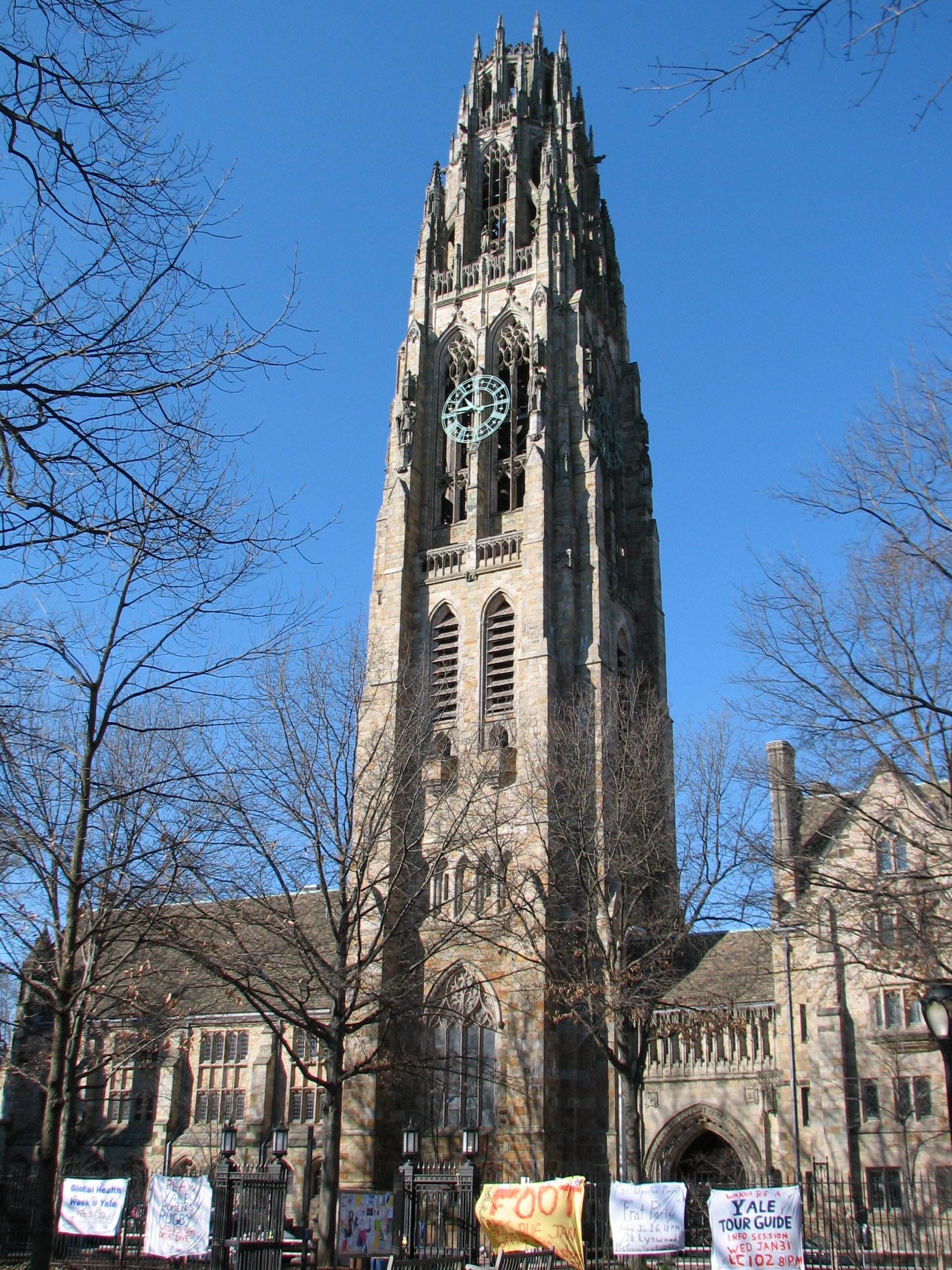
Torre Harkness na Universidade de Yale por James Gamble Rogers (1917–1922)
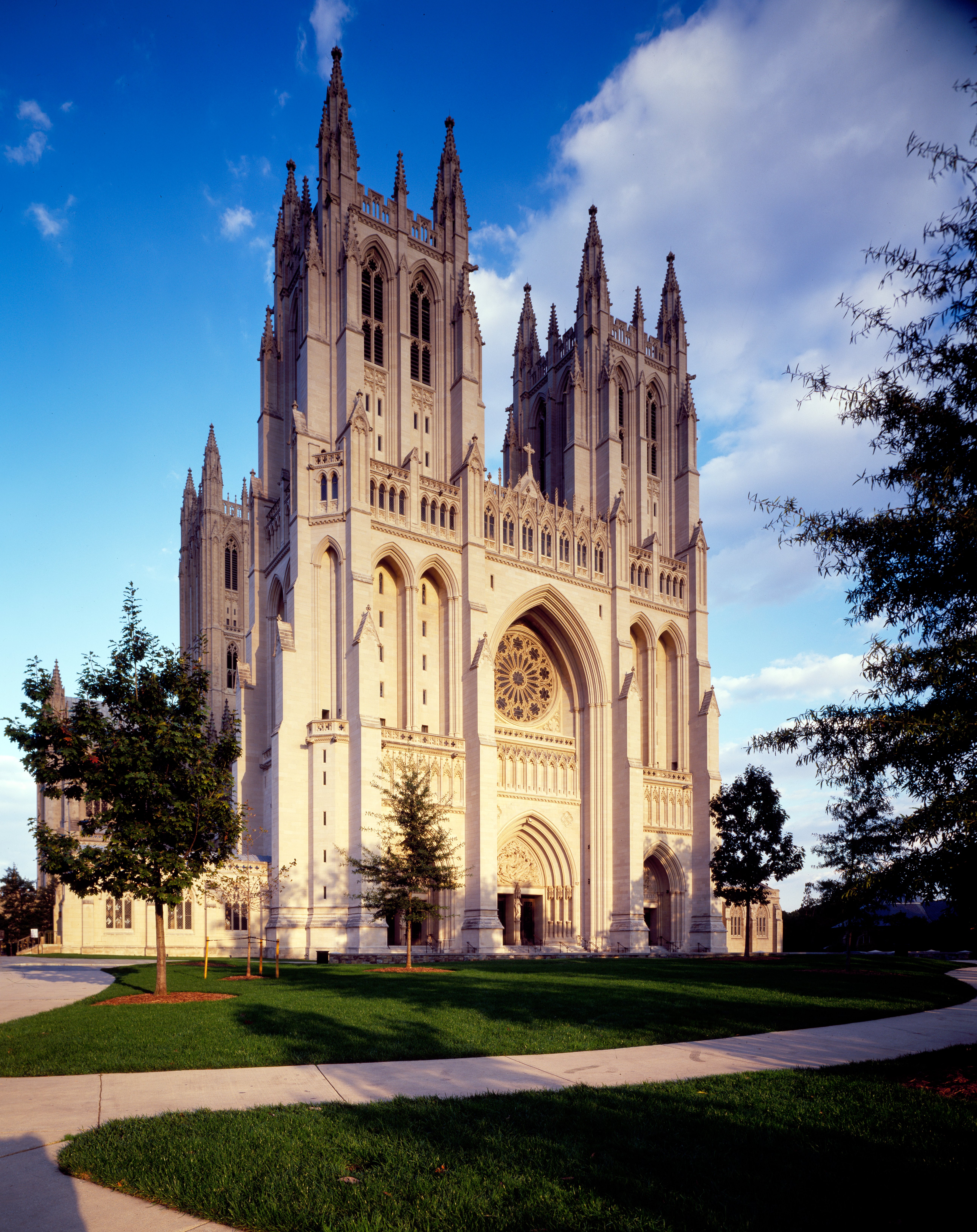
Catedral Nacional de Washington (Episcopal) (1907–1990)
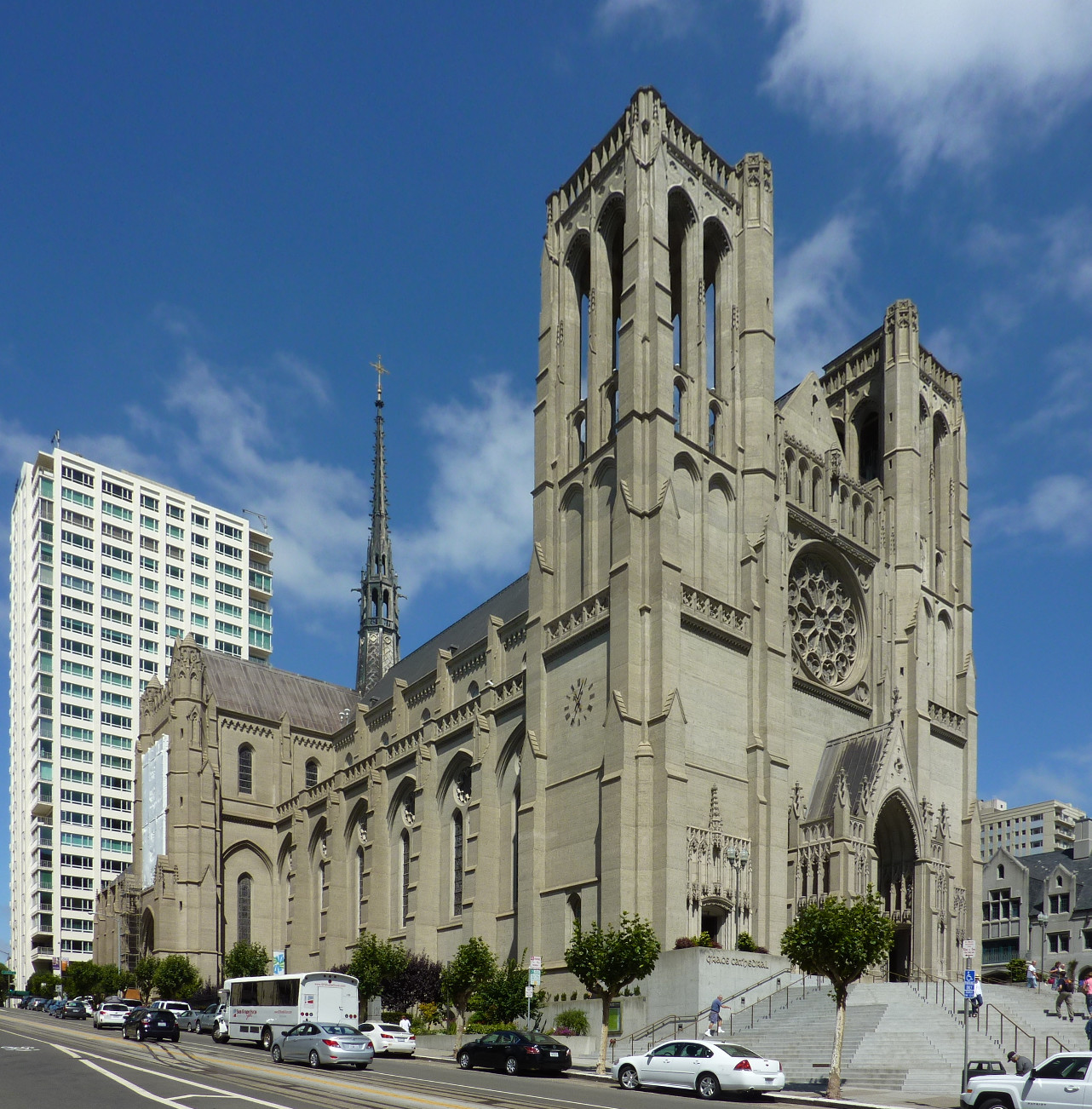
Catedral da Graça (Episcopal) em São Francisco (1928–1964)
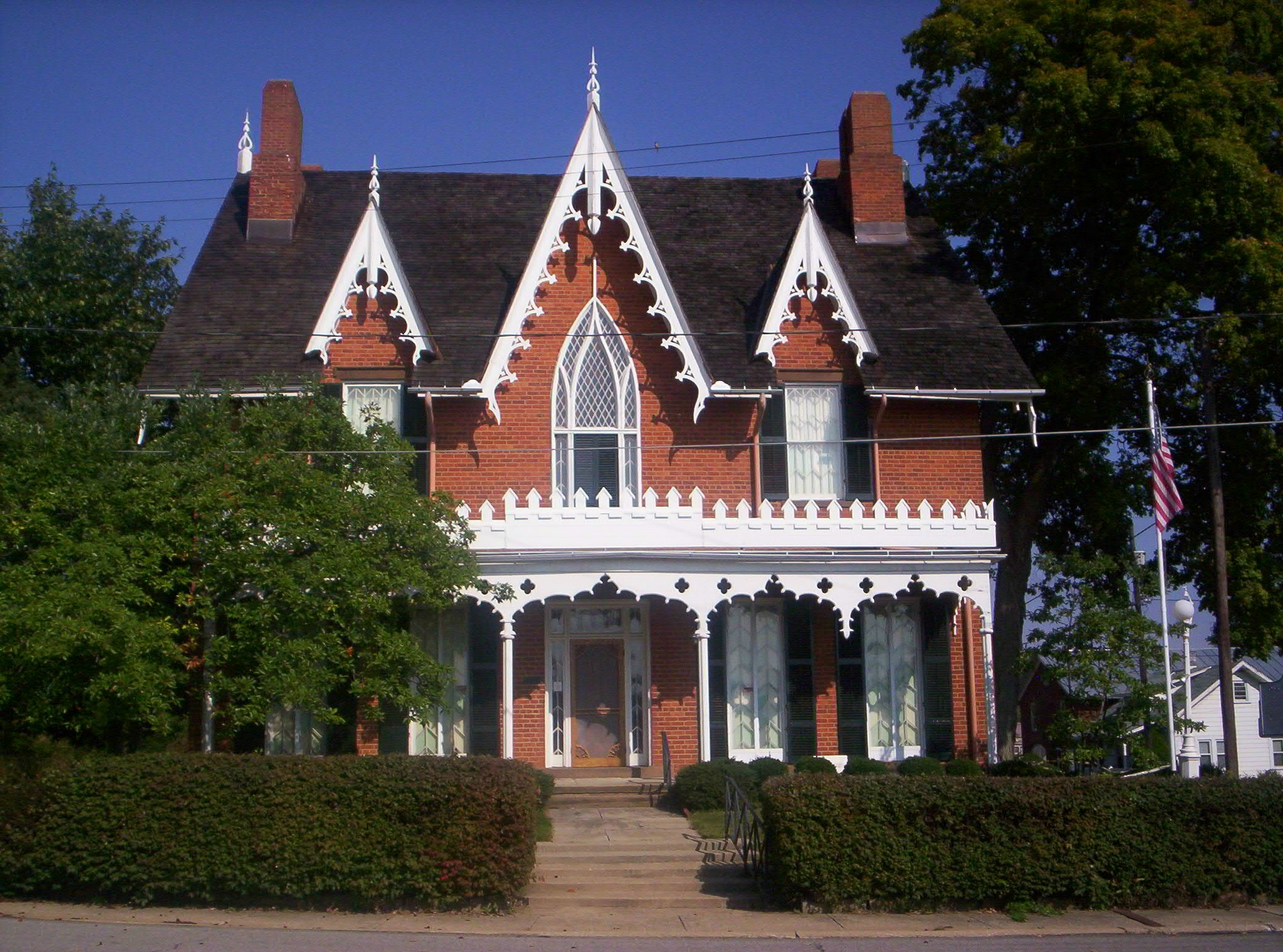
Chalé Oak Hill em Mansfield, Ohio, um exemplo de Gótico Campestre (1847)
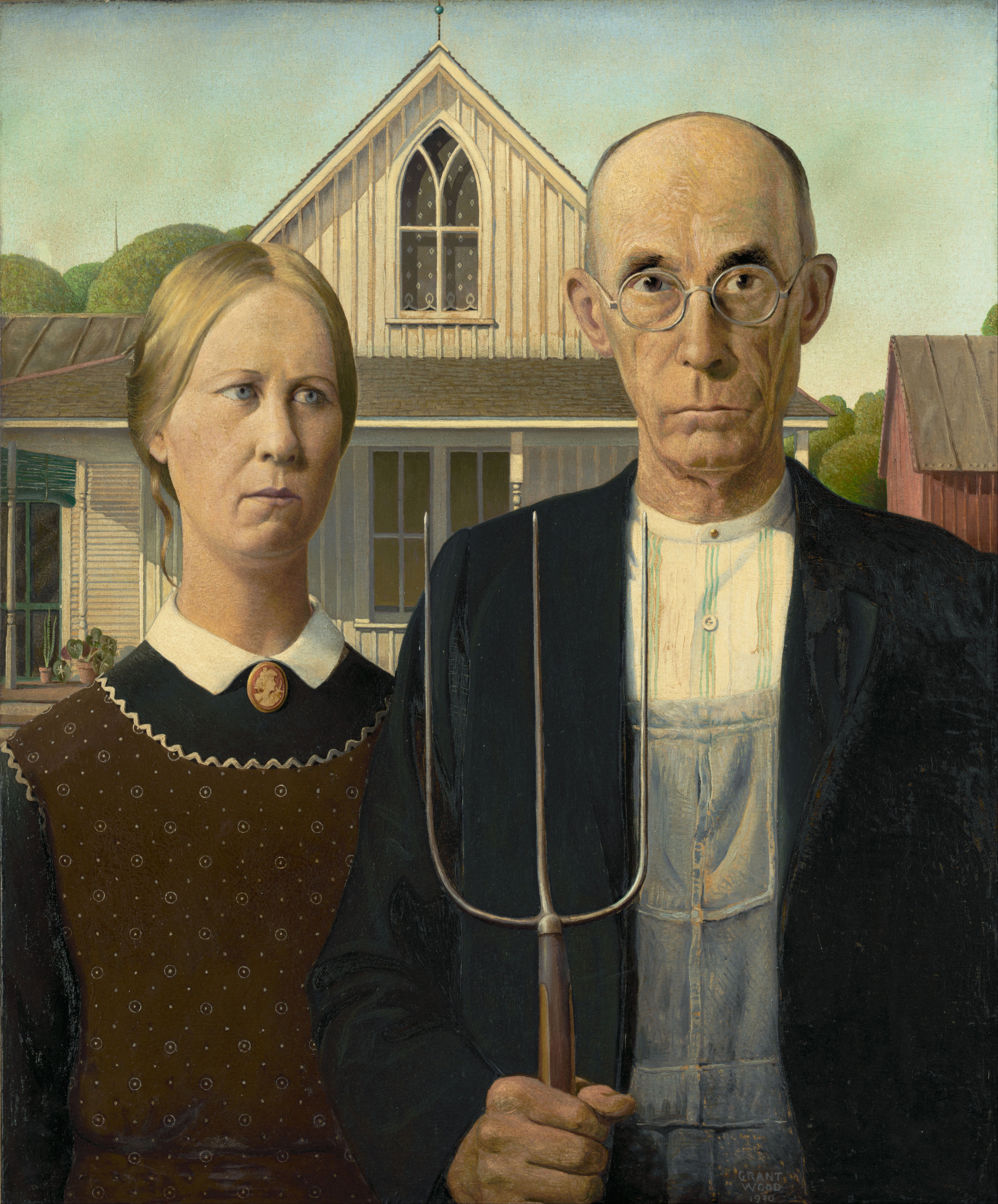
A pintura American Gothic de Grant Wood recebeu este nome por conta da casa gótica campestre ao fundo.
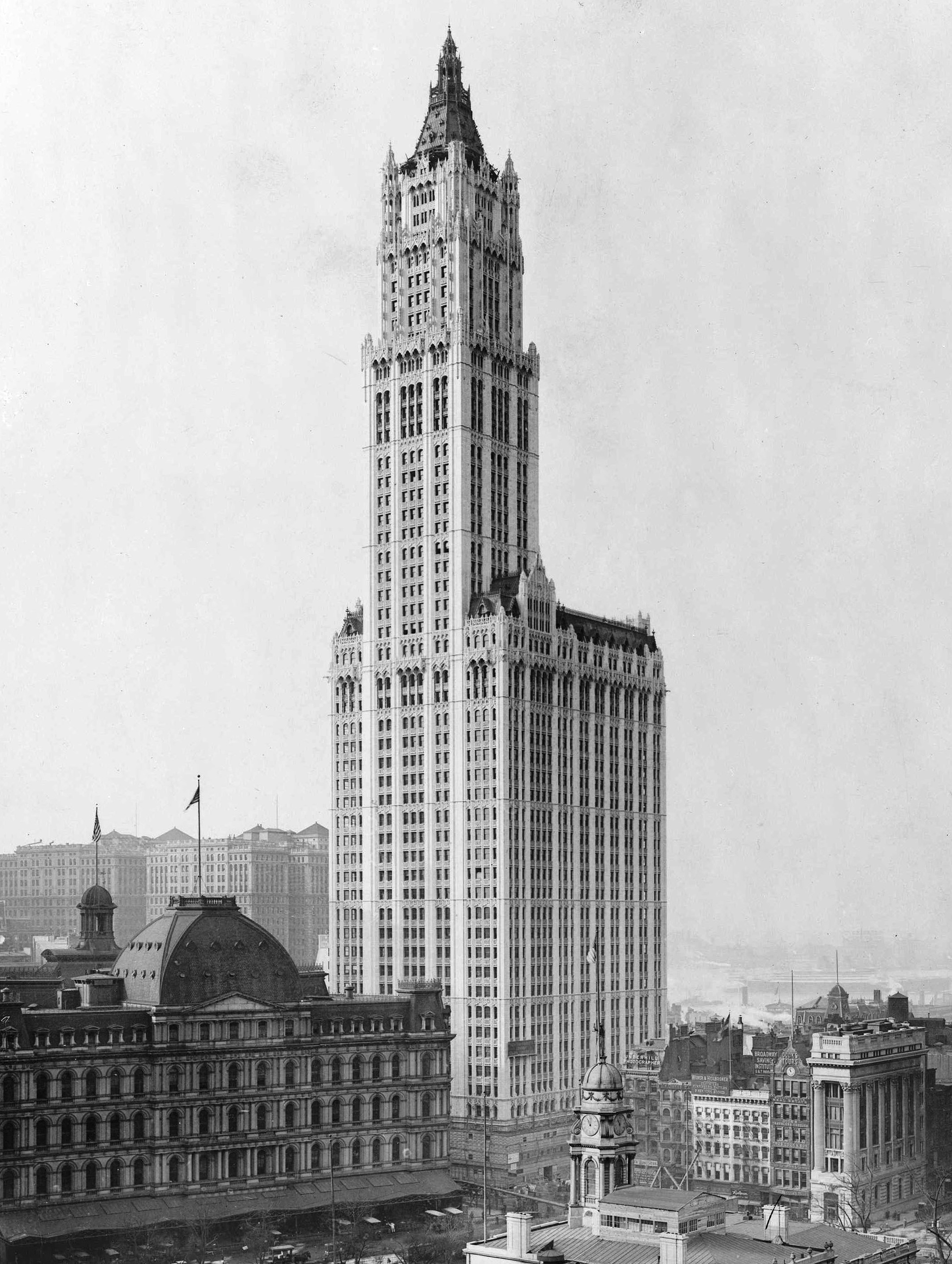
Coroa gótica do Edifício Woolworth, em Nova York, por Cass Gilbert (1910–1912). Era o edifício mais alto do mundo quando foi concluído.
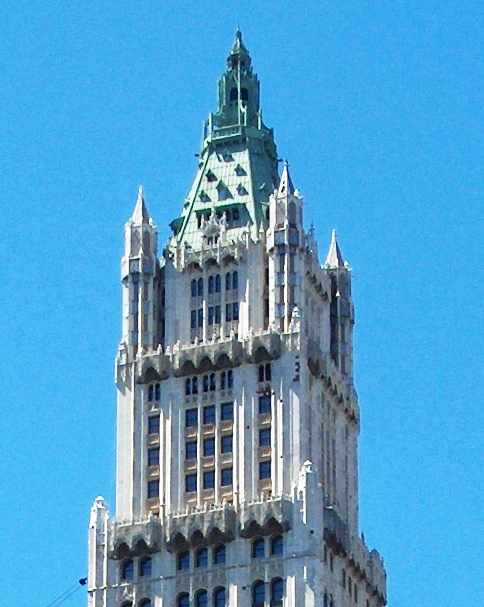
Detalhe do topo do Edifício Woolworth, chamada de "Catedral do Comércio".
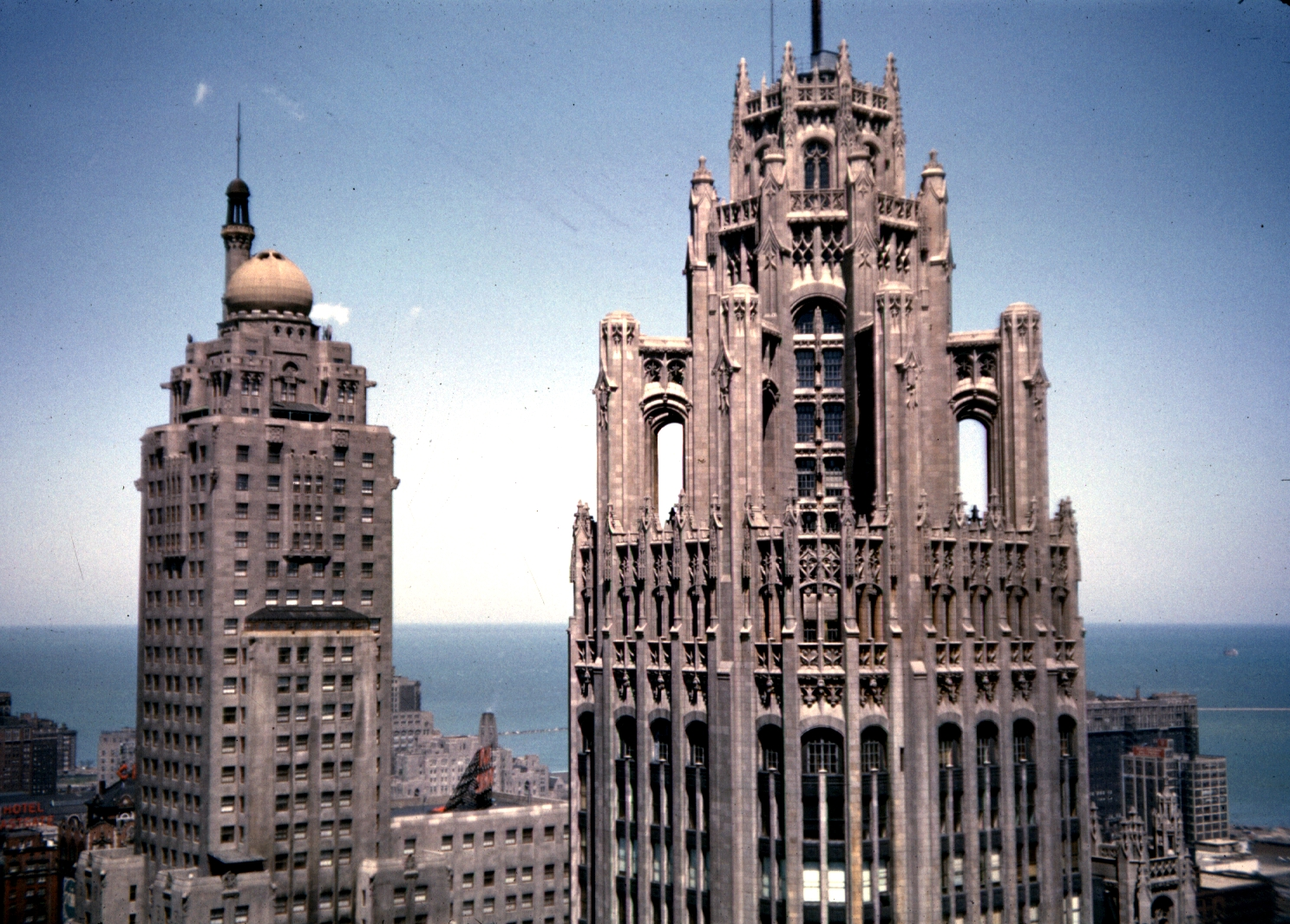
Topo da Tribune Tower, em Chicago (à direita) por John Mead Howells e Raymond Hood (1923–1925)
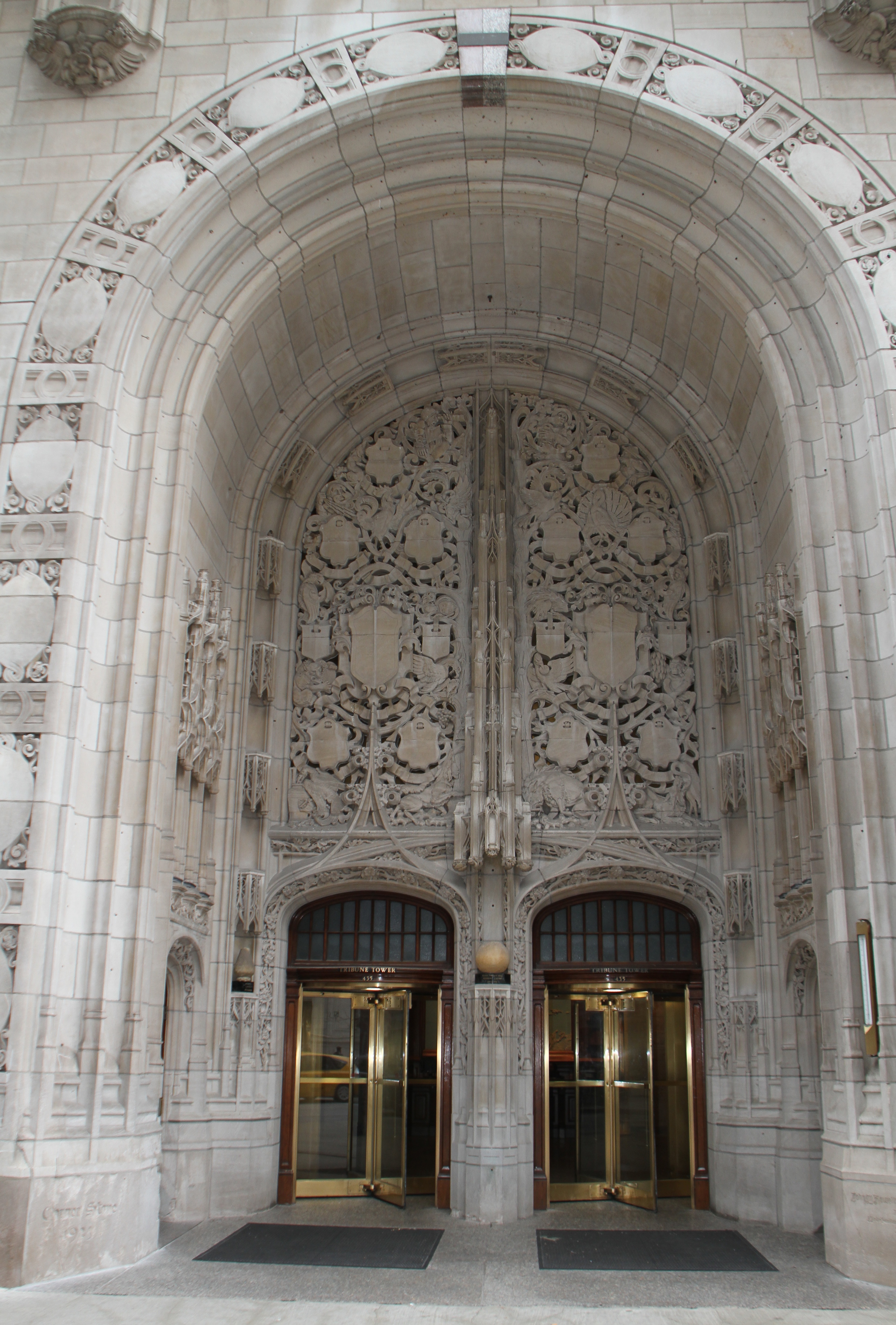
Entrada oeste da Tribune Tower, em Chicago (1923–25)
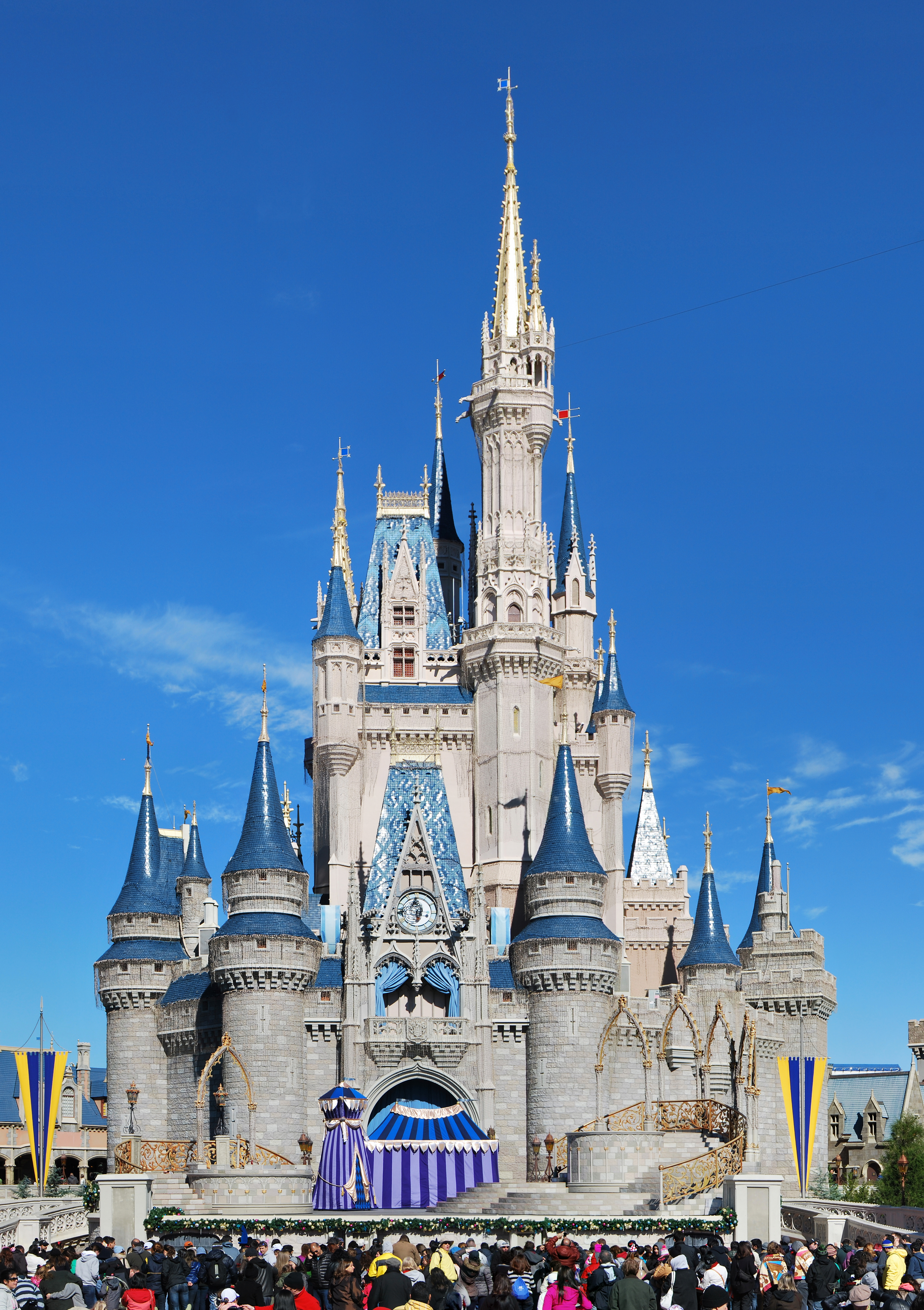
Castelo da Cinderela, Walt Disney World, Orlando (1971)
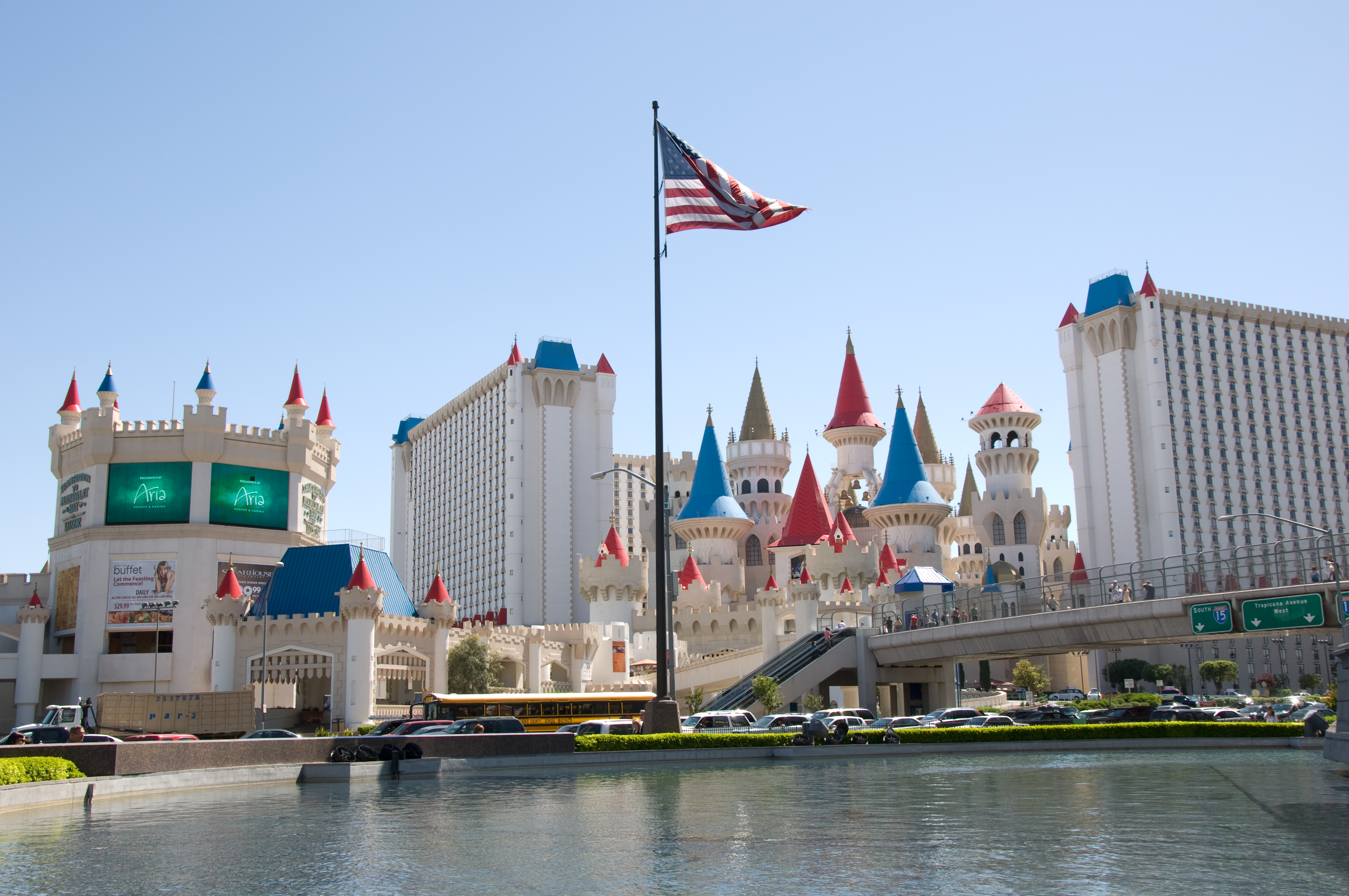
Excalibur Hotel and Casino, Las Vegas (1990)
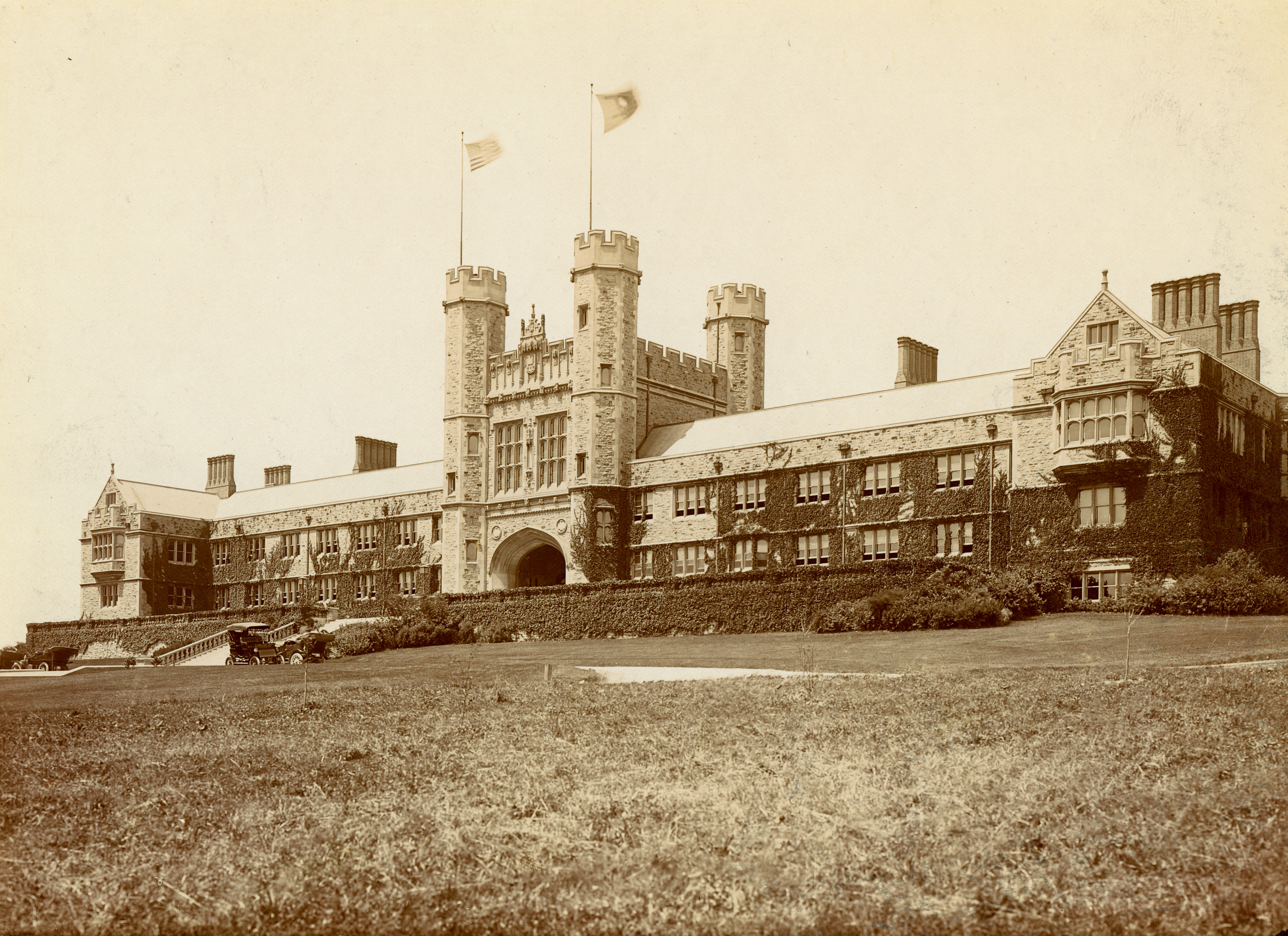
Brookings Hall, no campus da Universidade de Washington em St. Louis (1900–1902)

O estilo Gótico era totalmente contrário à arquitetura Puritana primitiva dos Estados Unidos, que valorizava a simplicidade e a falta de ornamento. Também era contrário ao estilo Neoclássico usado nos primeiros edifícios do governo dos EUA. No entanto, em meados do final do século XIX, grandes catedrais e igrejas começaram a ser construídas no estilo do Gótico Revivalista, inspirado nas catedrais europeias. Os edifícios de universidades também adotaram o estilo, usando as faculdades inglesas como modelo. No início do século XX, elementos decorativos góticos apareceram nas torres dos novos arranha-céus, em especial no Woolworth Building, de Cass Gilbert, em Nova York, e o Chicago Tribune Building, em Chicago, de John Mead Howells e Raymond Hood, simbolizando o papel desses edifícios como "catedrais de comércio".
A arquitetura gótica também inspirou um estilo popular de arquitetura residencial nos Estados Unidos em meados do século XIX. Era conhecido como Carpenter Gothic (Gótico Campestre), e apresentava janelas lancetas pontiagudas, um telhado de duas águas íngreme e outros elementos góticos simples, enfeitados com ornamentos de madeira cortados com um serra tico-tico ou uma serra de bancada em designs góticos. Às vezes, a guarnição de madeira estava presa a uma casa de tijolos. Tornou-se um estilo popular para igrejas de madeira em comunidades rurais. Um exemplo de casa gótica campestre, a American Gothic House, em Eldon, Iowa, aparece no fundo da célebre pintura American Gothic de Grant Wood, a qual deu o nome à pintura.

### América Latina, Ásia e Pacífico

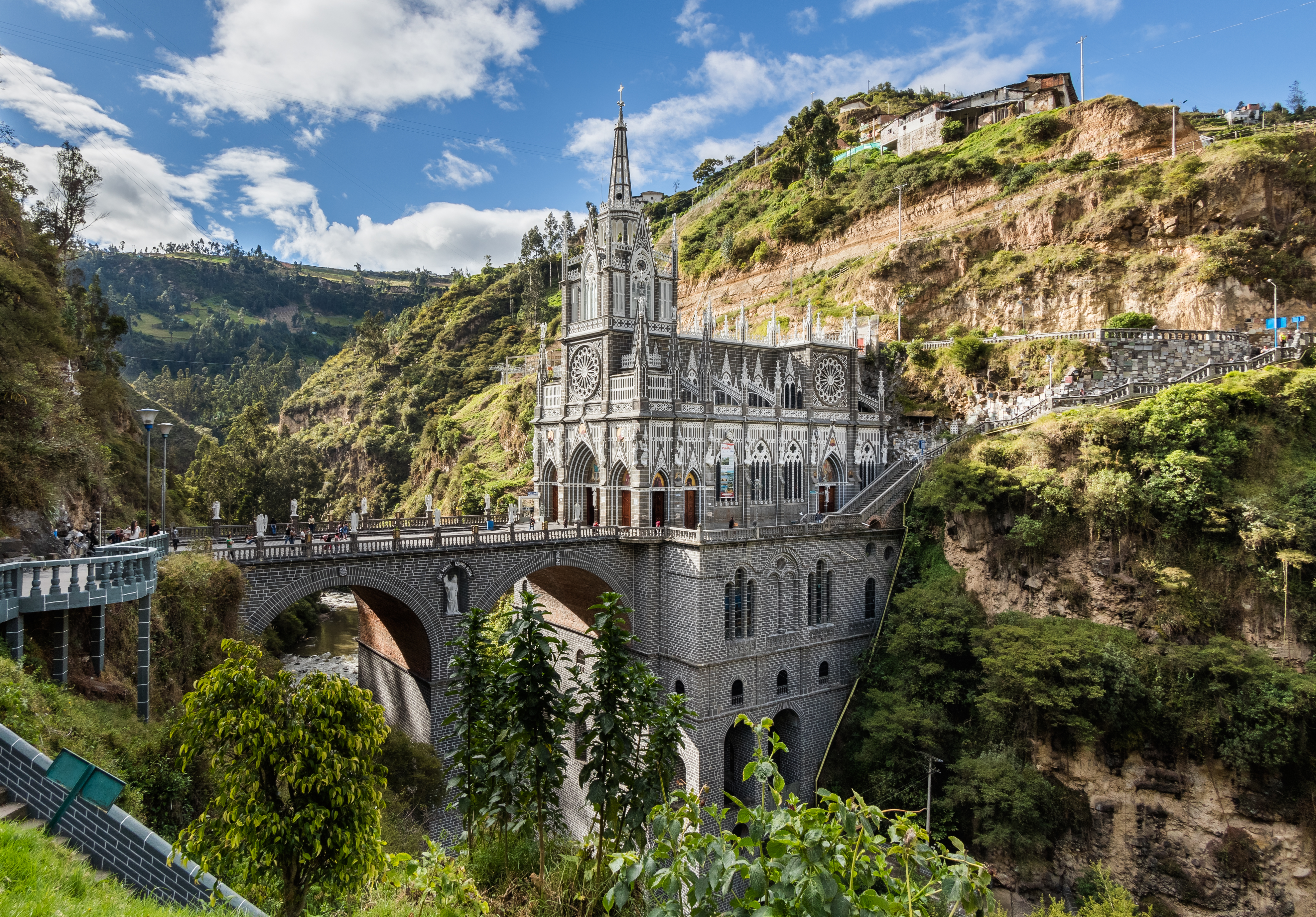
O Santuário de Las Lajas, no sul da Colômbia (1916–1949)
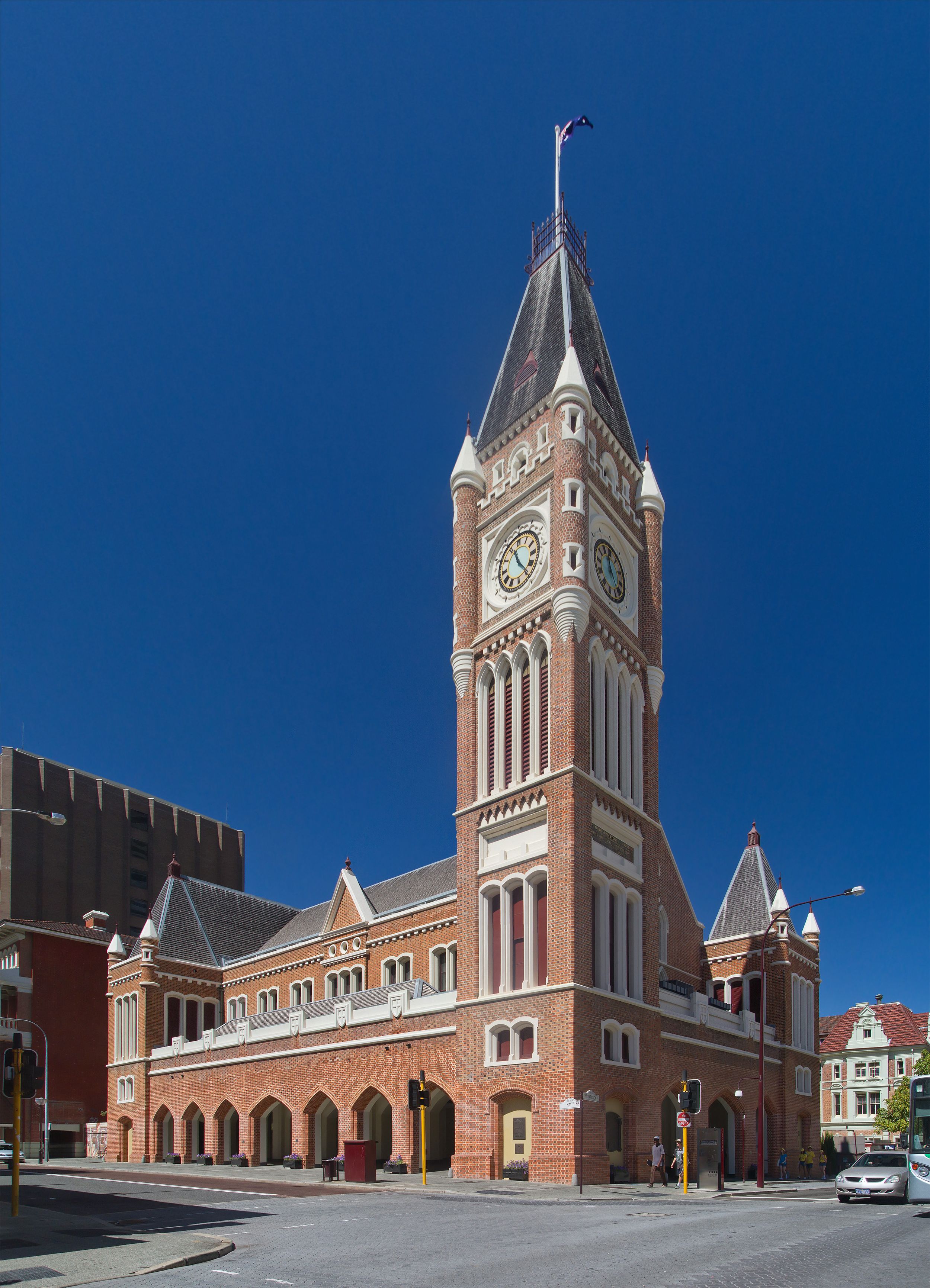
Prefeitura de Perth, Austrália (1867-1870)
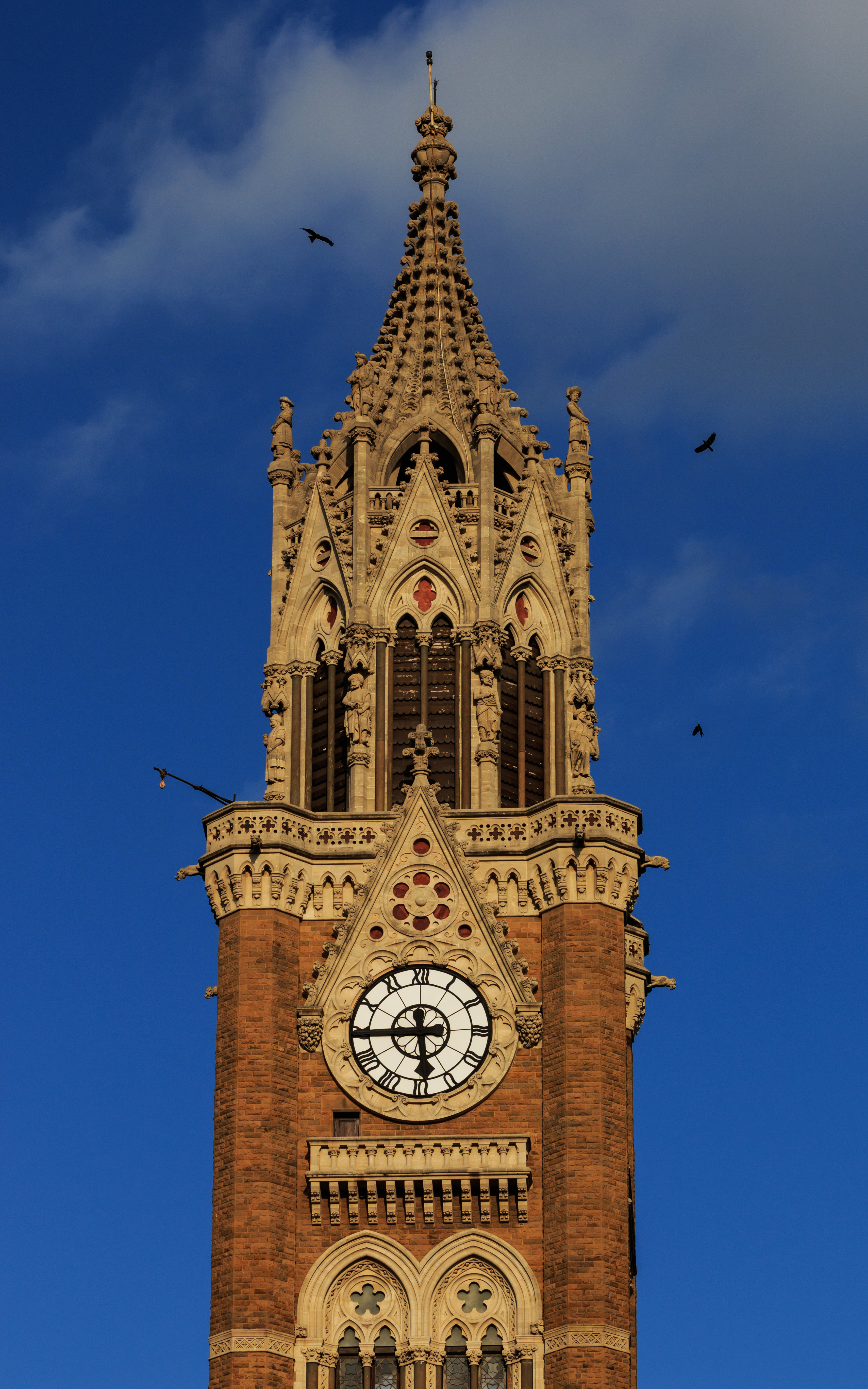
Torre do relógio da Universidade de Mumbai, Índia (década de 1870)
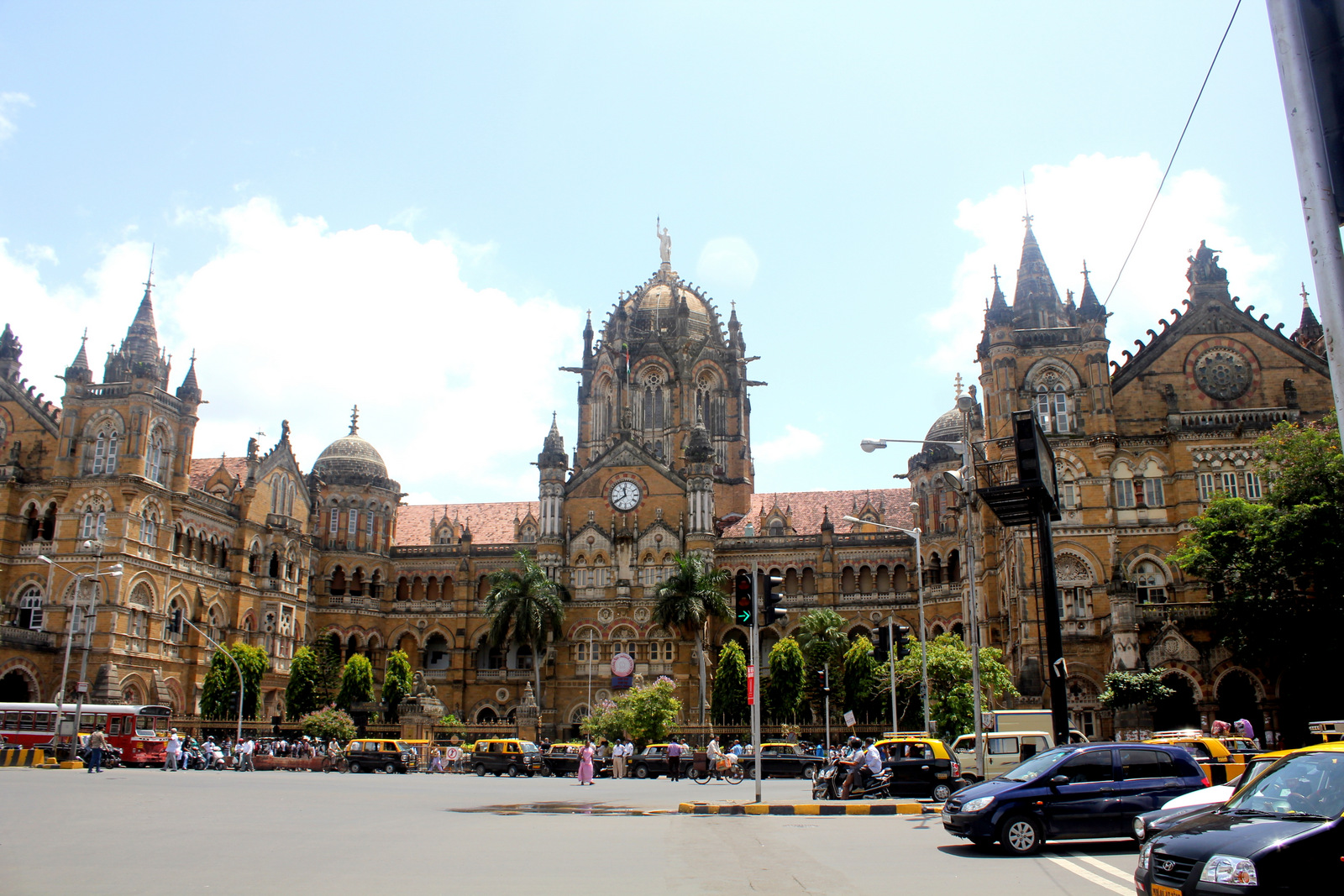
Estação ferroviária Chhatrapati Shivaji (antigo Terminal Victoria), Mumbai, Índia (1878–1888)
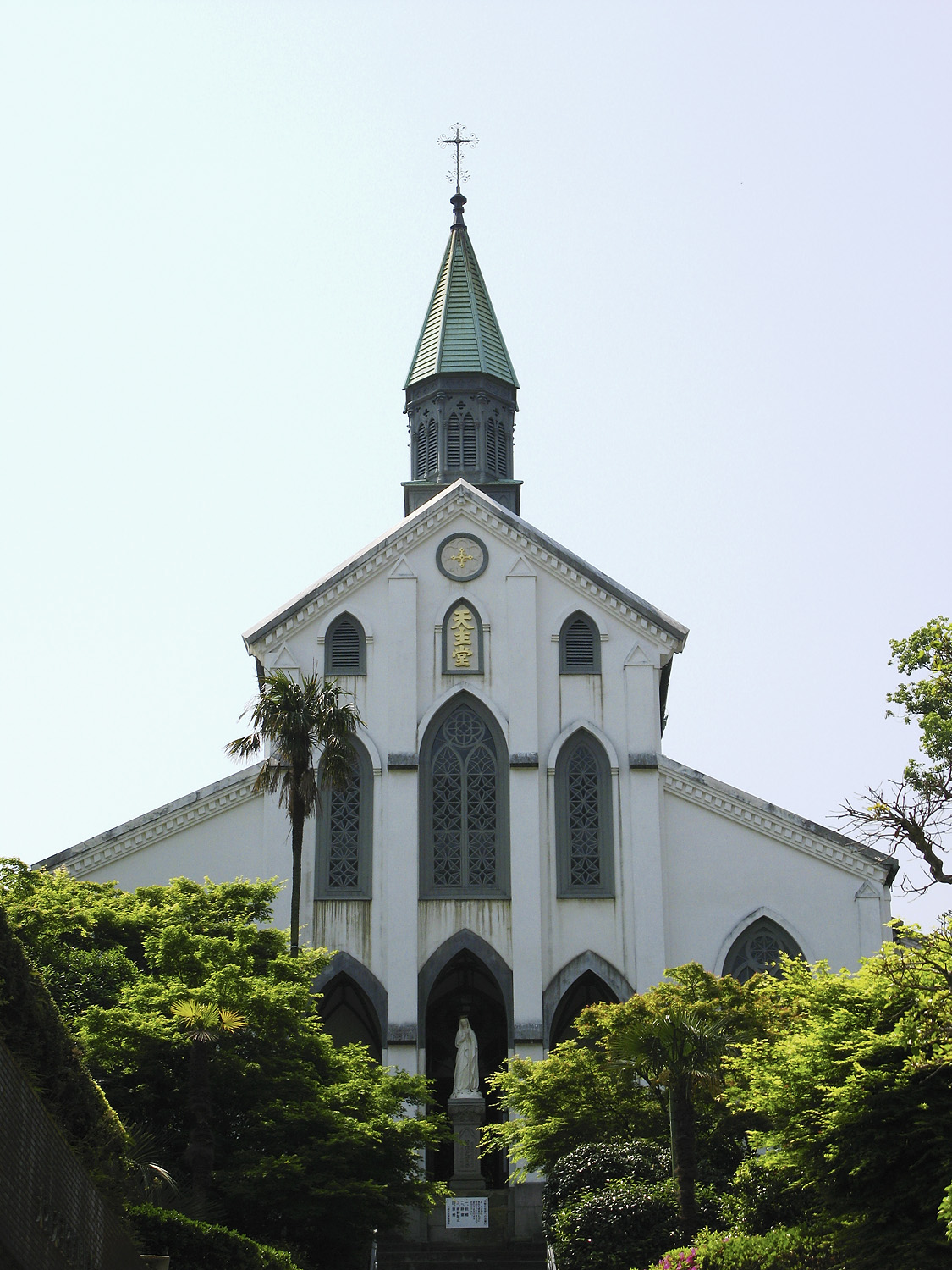
Basílica dos Vinte e Seis Santos Mártires do Japão (Nagasaki) (1879)
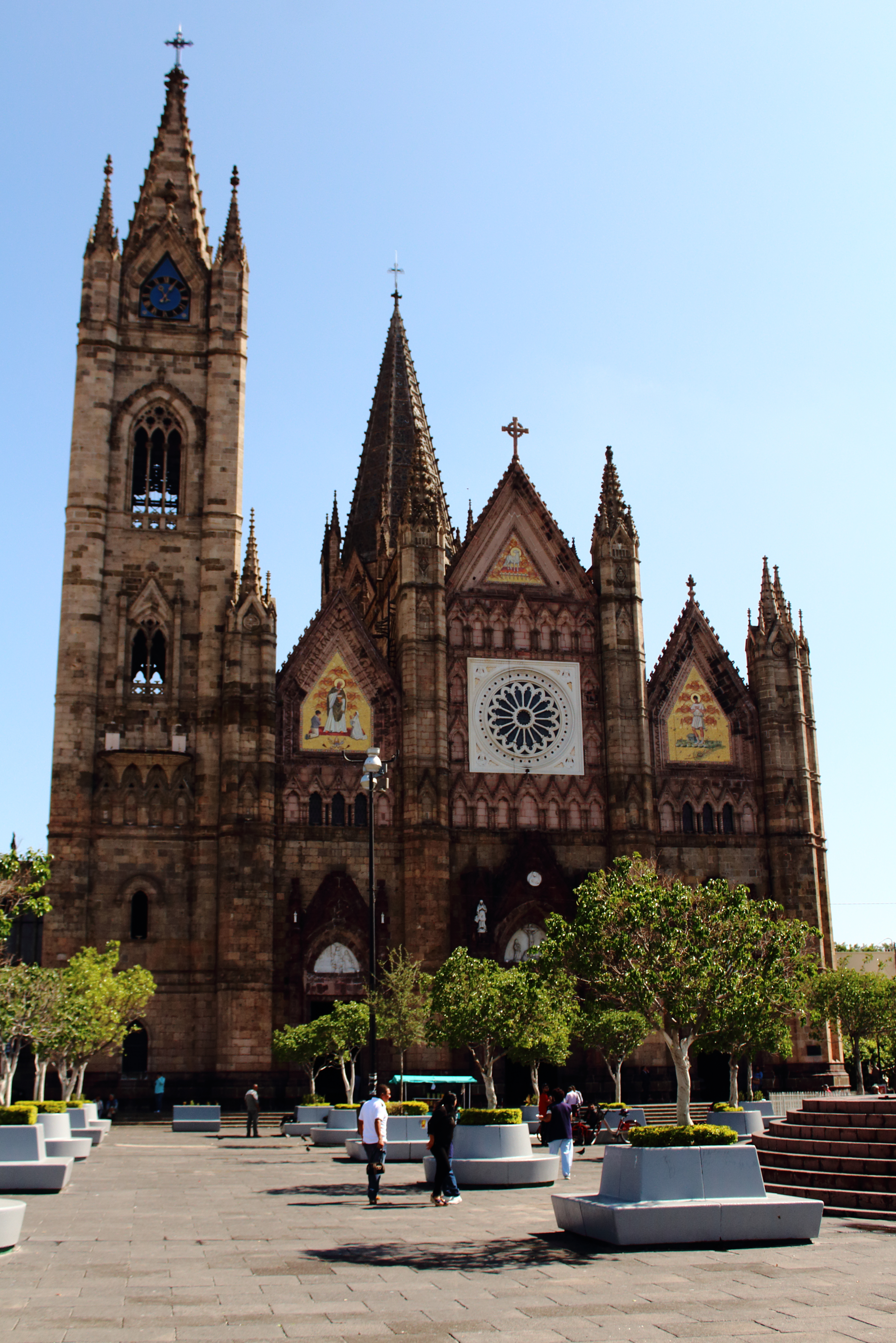
Igreja do Santo Sacramento, Guadalajara, México (1897–1972
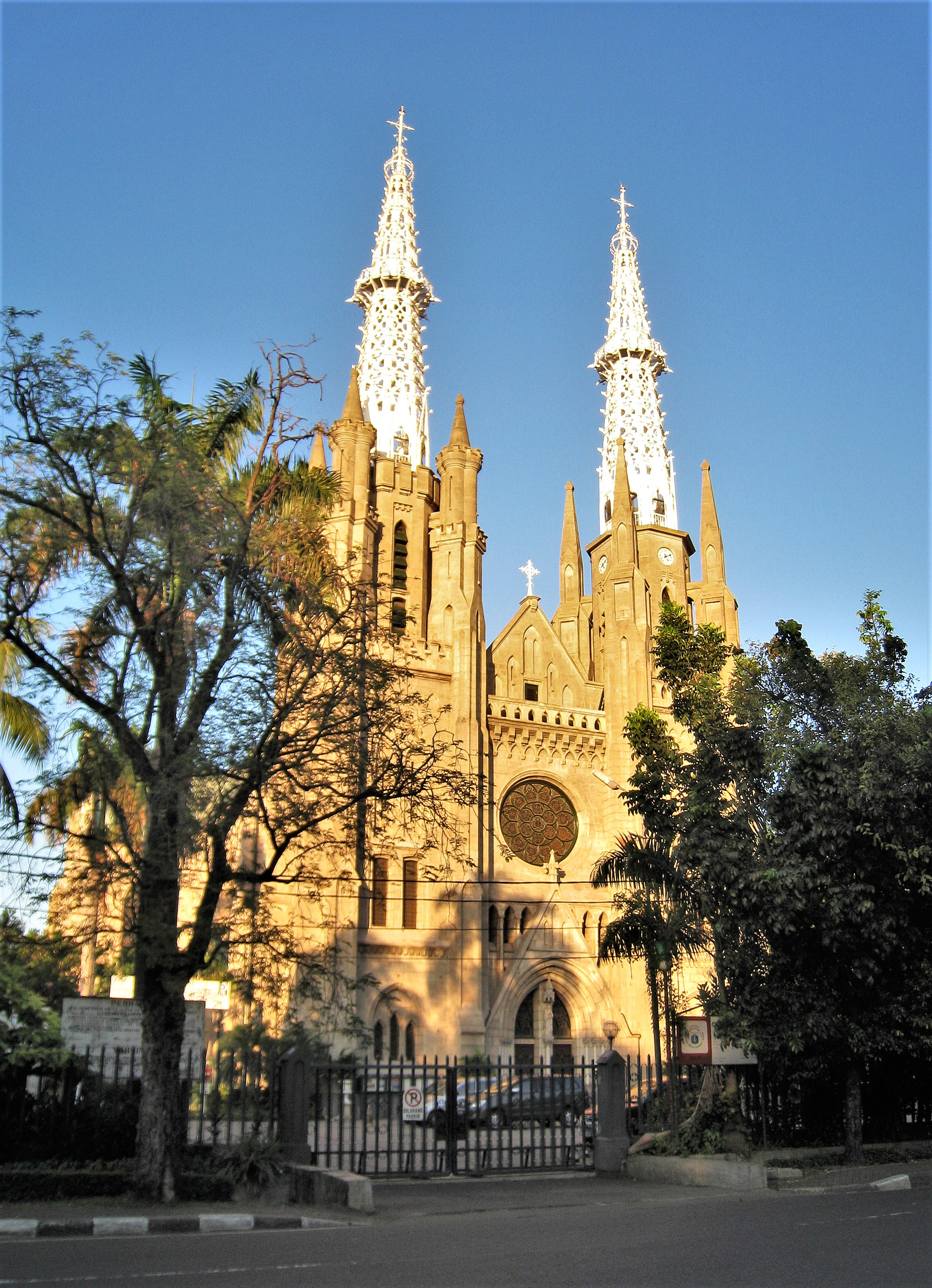
Catedral de Jacarta, Indonésia (1901)
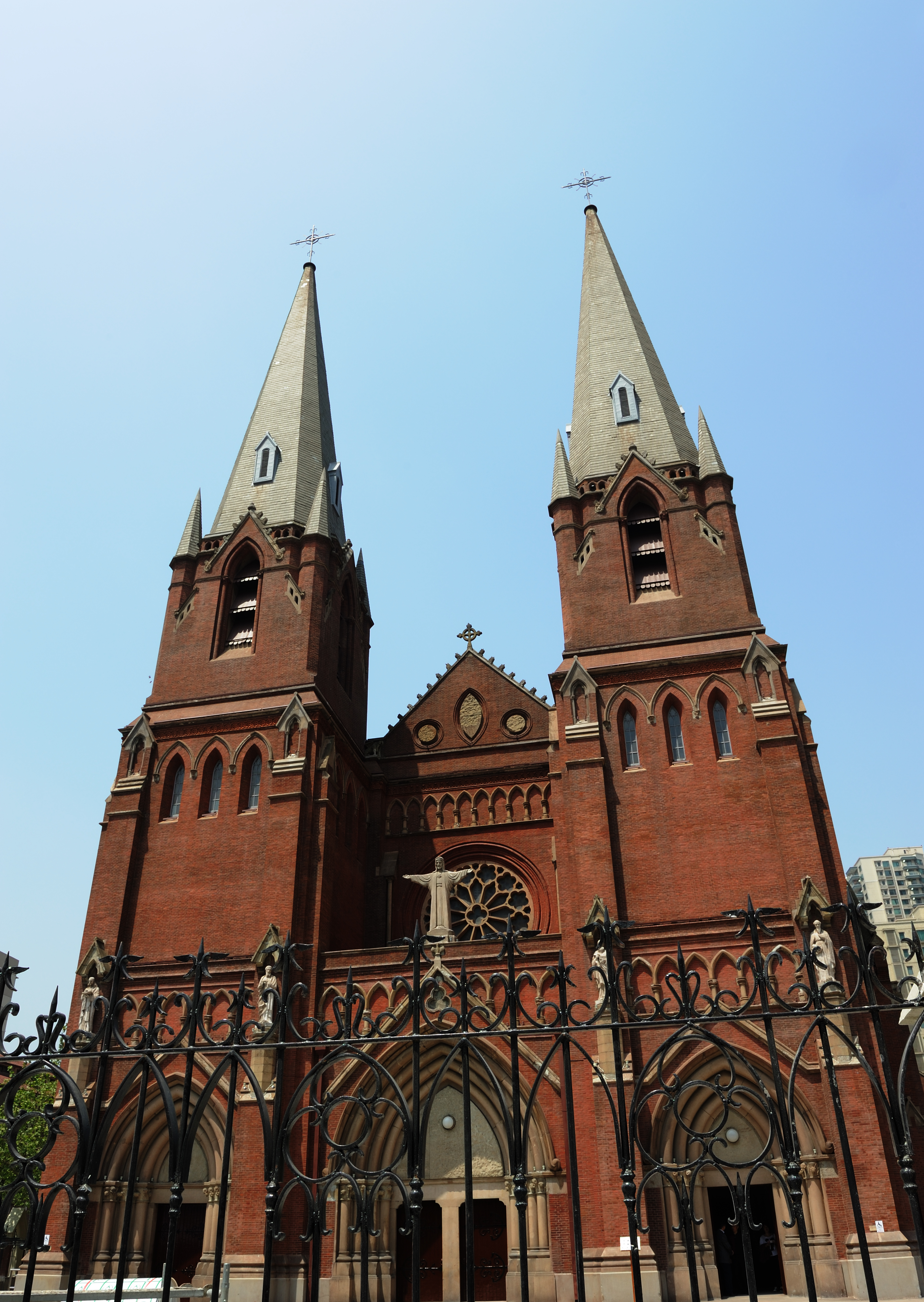
Catedral de Xangai na China (1906–1910)
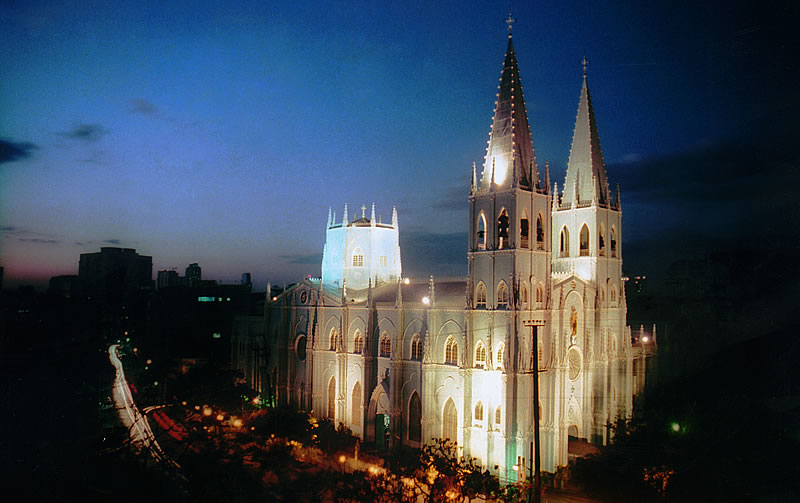
Basílica de San Sebastián em Manila, Filipinas
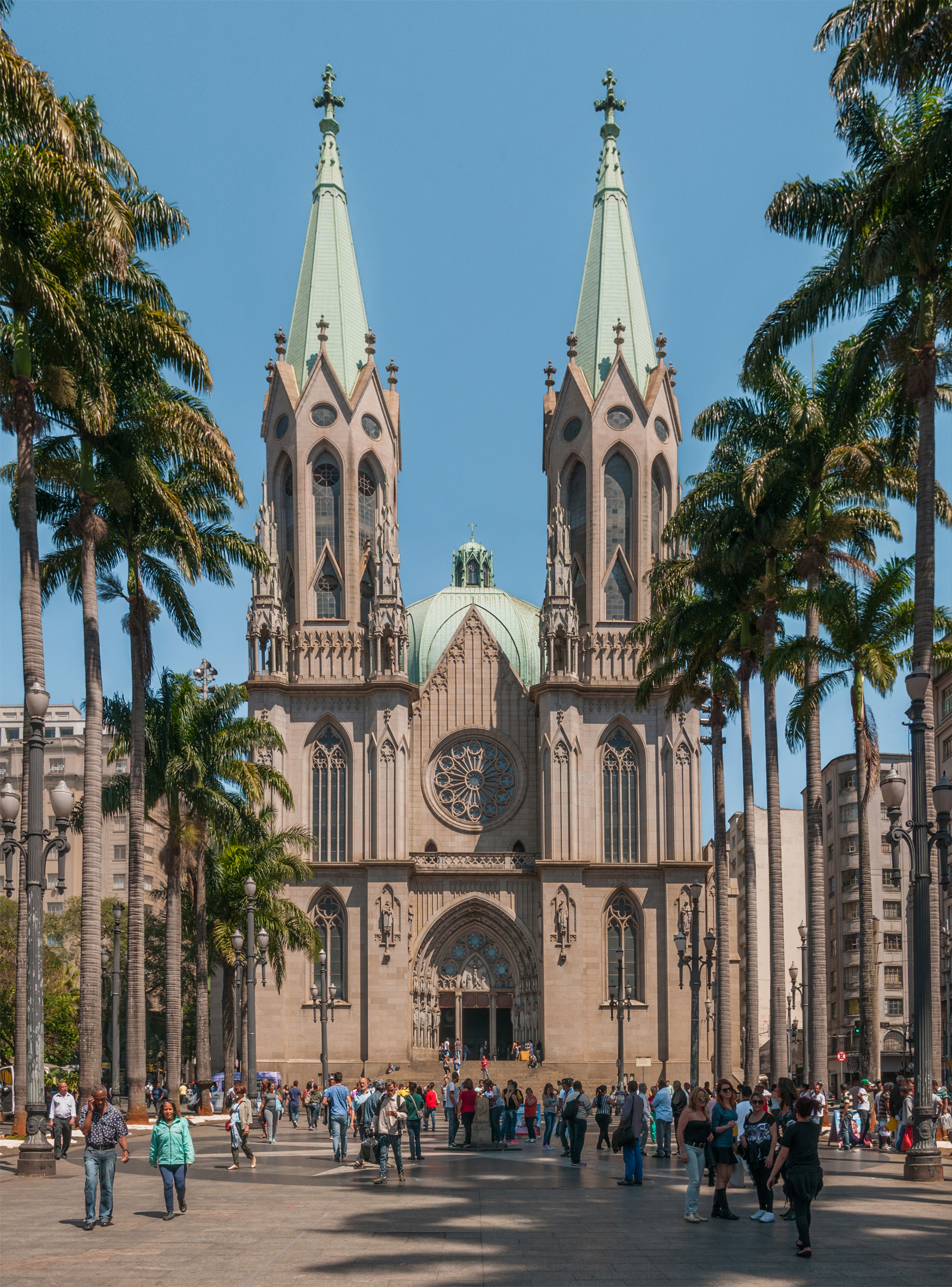
Catedral de São Paulo (Catedral da Sé), Brasil. (1913-1967)
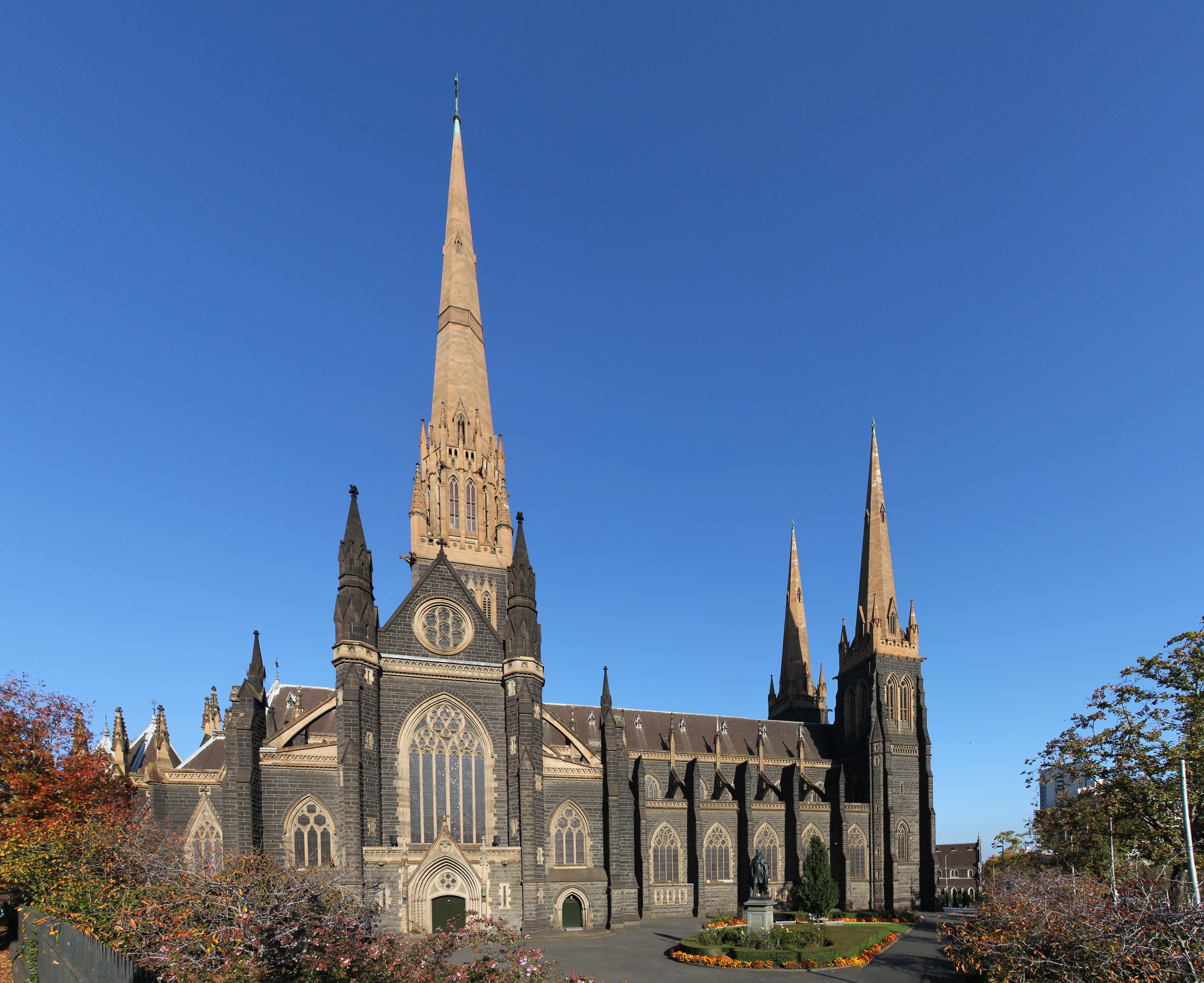
Catedral de São Patrício, em Melbourne, Austrália. (1858-1939)

No século XIX, o estilo gótico da arquitetura eclesiástica foi transportado para a América Latina pelos espanhóis e portugueses, onde se tornou um símbolo dos valores e tradições cristãs. Também foi exportado para a Ásia, principalmente para as igrejas dos assentamentos europeus da região. O estilo gótico inglês foi uma grande influência na Austrália, tanto para igrejas quanto para edifícios cívicos. A Prefeitura de Perth (1867 a 1870) foi a única prefeitura da Austrália (ou talvez de qualquer lugar) construída por condenados.
A Basílica dos Vinte e Seis Santos Mártires (1879) foi uma ampliação da primeira igreja cristã no Japão, construída em 1864. Ela sobreviveu ao lançamento de uma bomba atômica em Nagasaki em agosto de 1945. A planta foi desenhada a partir de um Modelo belga, e o vitral foi importado da França.
A Igreja do Santo Sacramento em Guadalajara, no México, foi iniciada em 1897, mas a construção foi interrompida pela Revolução Mexicana, e não foi concluída até 1972.
A Catedral de Xangai na China (1906–1910) foi originalmente construída pelos jesuítas como sua igreja principal no porto comercial de Xangai. Em 1966, no início da Revolução Cultural, os guardas vermelhos de Pequim vandalizaram a catedral, derrubando suas torres e teto e destruindo cerca de 300 metros quadrados de vitrais. Nos dez anos seguintes, a Catedral serviu como um depósito de grãos estatal. Foi reaberto em 1978 e os pináculos foram restaurados na década de 1980.
As Filipinas têm várias igrejas de arquitetura gótica, todas construídas pelos espanhóis até 1898, quando estavam no controle do arquipélago como uma colônia. Exemplos incluem a Basílica de San Sebastián em Manila — concluída em 1891 — e a Paróquia de Santa Ana em Iloílo, concluída em 1795, mas que foi reconstruída em seu atual design gótico em 1831. A igreja principal em Davao, a Catedral de São Pedro, também foi originalmente construída com um design gótico na época em que foi consagrado em 1848, mas foi redesenhado para dar lugar a mais frequentadores de igrejas na década de 1960 e recebeu seu atual design em forma de arca.
Na Índia, a cidade de Mumbai (anteriormente Bombaim) possui uma rica coleção de arquitetura neogótica. O estilo é encontrado nos prédios da Universidade, no tribunal e na estação ferroviária Chhatrapati Shivaji (antigo Terminal Victoria), a principal estação ferroviária da cidade.

## Divisão do espaço interior
Outra característica do estilo gótico, doméstico e eclesiástico, é a divisão do espaço interior em células individuais de acordo com as nervuras e abóbadas do edifício, independentemente de a estrutura ter ou não um teto abobadado. Esse sistema de células de tamanho e forma variados, justaposto em vários padrões, foi novamente totalmente exclusivo da antiguidade e da Idade Média; os estudiosos, incluindo Frankl, enfatizaram a natureza matemática e geométrica desse design. Frankl, em particular, considerou esse layout como a "criação por divisão" e não como "criação por adição" do Românico. Outros, nomeadamente Viollet-le-Duc, Wilhelm Pinder e August Schmarsow, propuseram o termo "arquitetura articulada". A teoria oposta, como sugerido por Henri Focillon e Jean Bony, é da "unificação espacial" ou da criação de um interior que é feito para sobrecarga sensorial por meio da interação de muitos elementos e perspectivas. Verificou-se que, às vezes, partições internas e externas, (muitas vezes estudadas extensivamente) contêm características como passagens na altura da janela, que fazem a ilusão de espessura. Além disso, os pilares que separam as ilhas acabaram deixando de fazer parte das paredes, mas se tornaram objetos independentes que se projetam da própria parede do corredor.

## Influências

### Influência Românica e Normanda

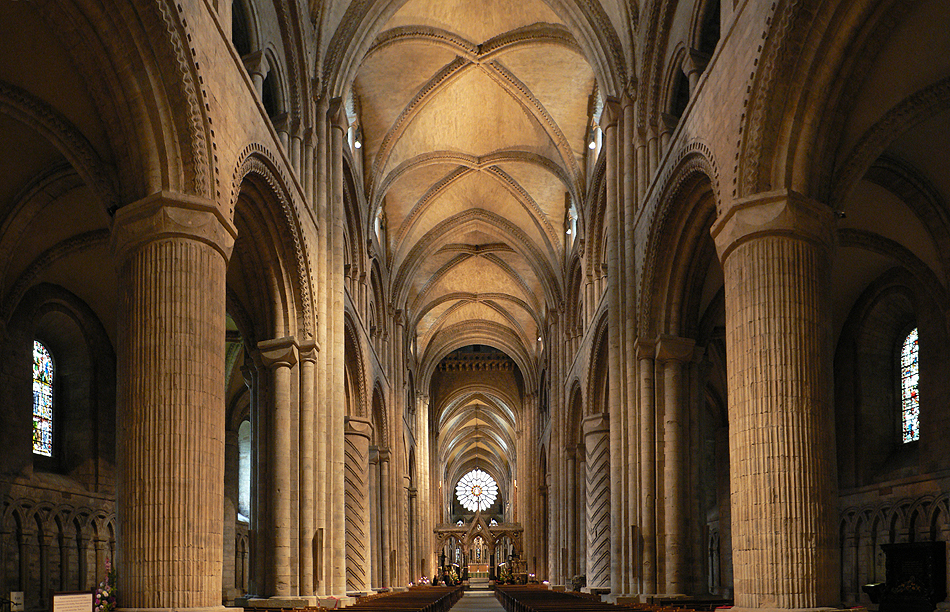
A transição do estilo românico para o gótico é visível na Catedral de Durham, na Inglaterra (1093-1104). As abóbadas góticas iniciais são combinadas com arcos redondos e outras características românicas.
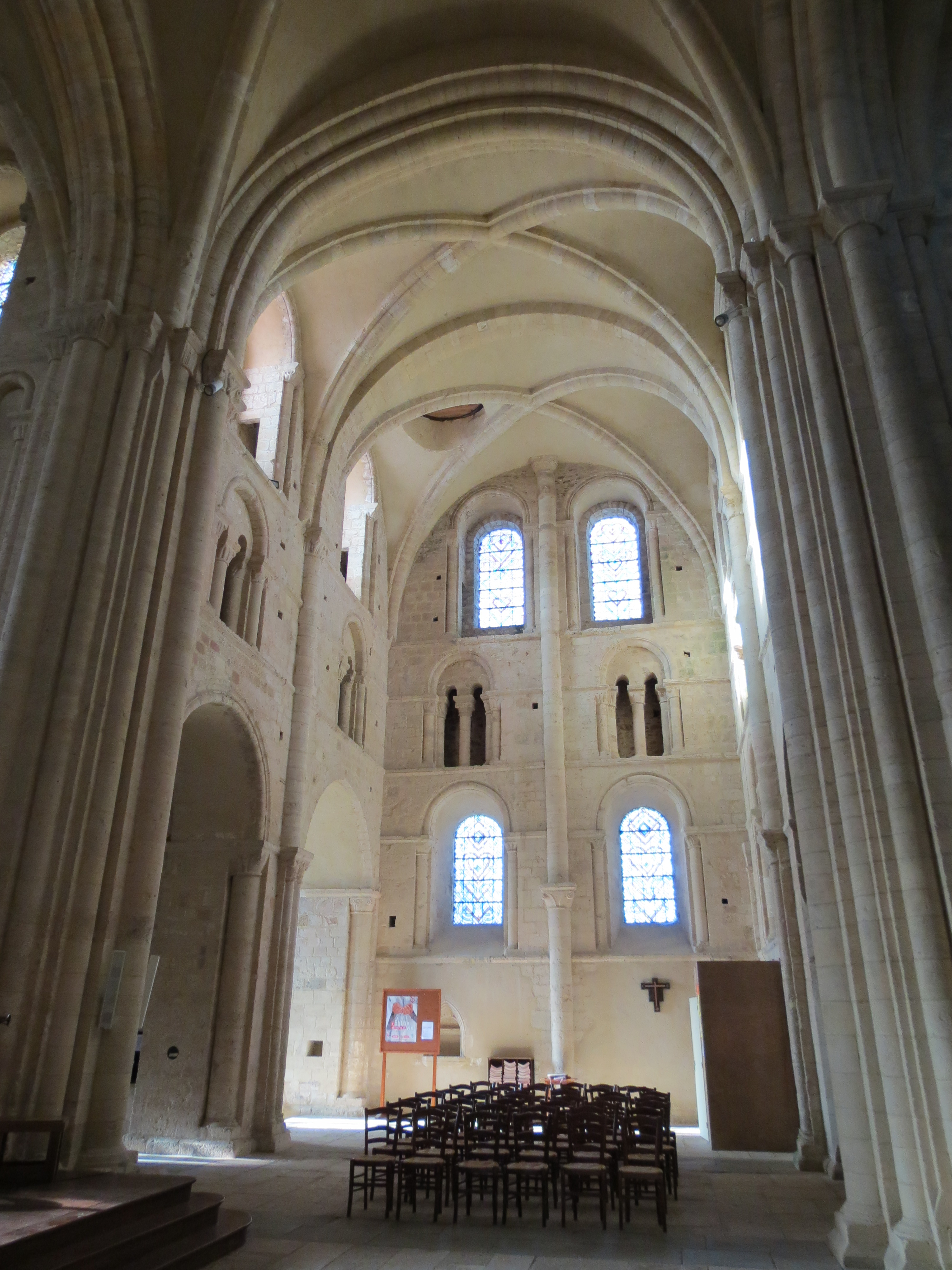
O transepto sul da Abadia de Lessay na Normandia (1064-1178)
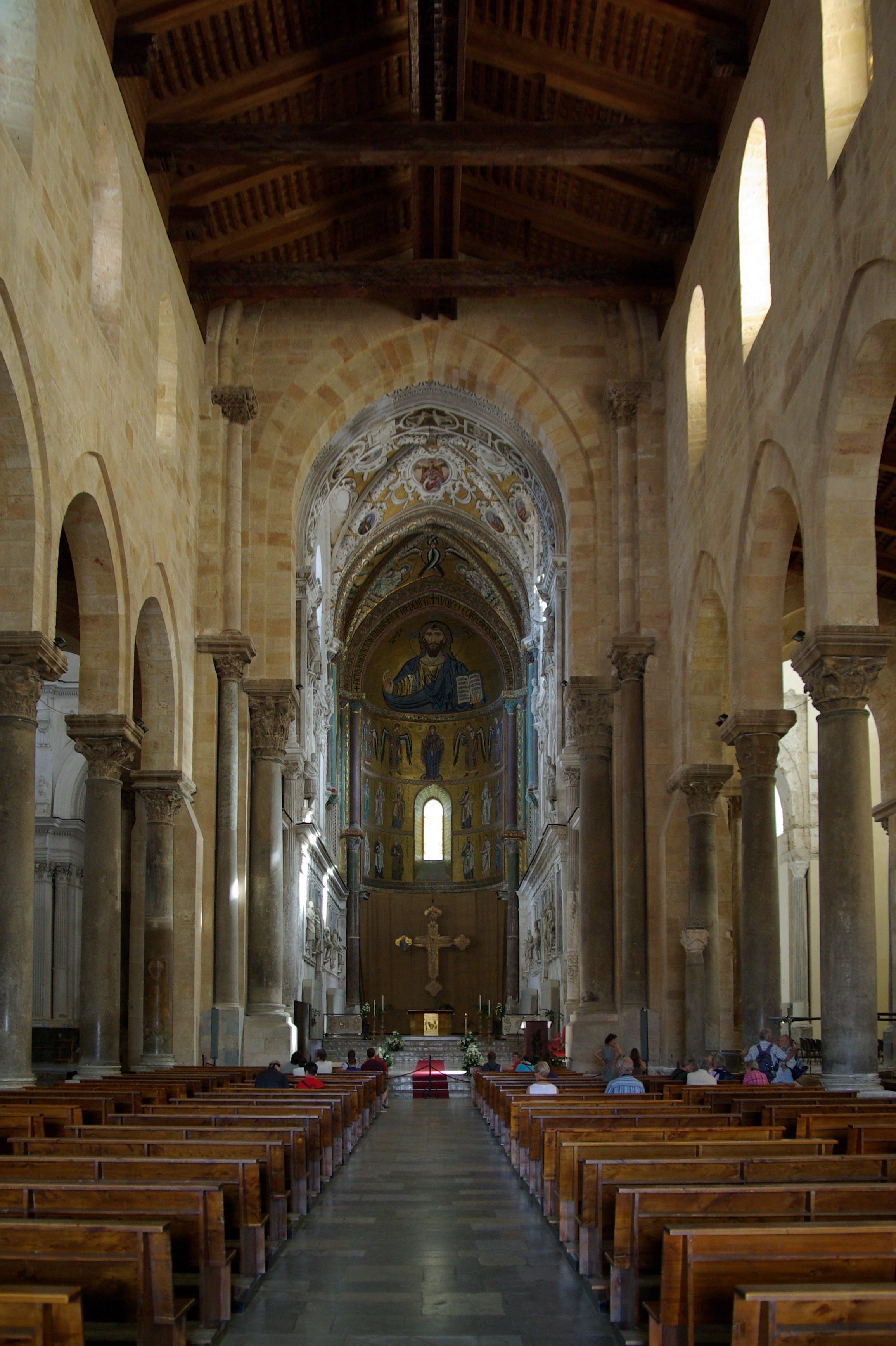
Catedral de Cefalù construída na Sicília normanda (1131–1267)
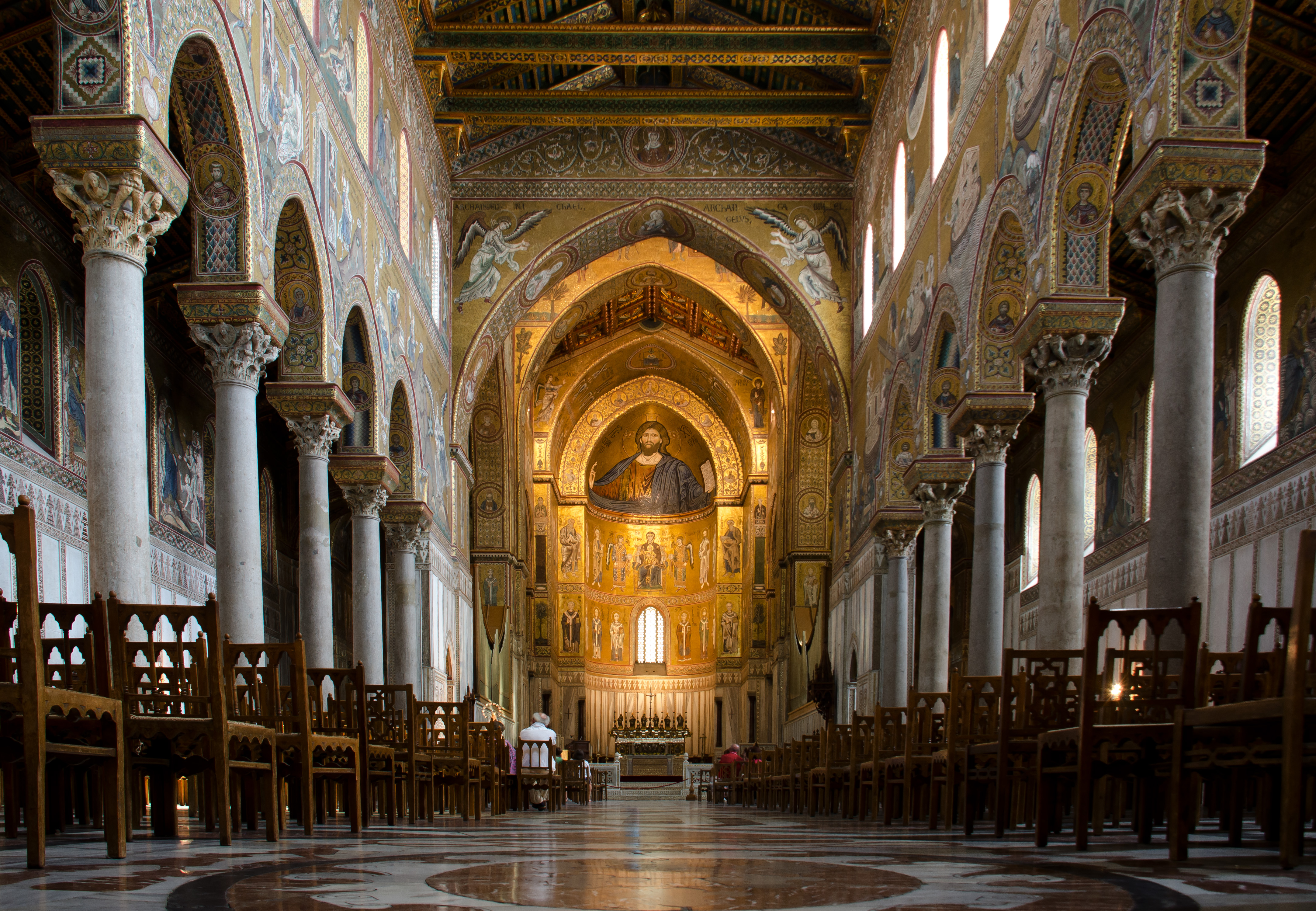
Nave da Catedral de Monreale, na Sicília normanda (1172–1267)

A Arquitetura Românica e a Arquitetura Normanda tiveram uma grande influência na arquitetura gótica. A planta da catedral gótica foi baseada na planta da antiga basílica romana, que foi adotada pela arquitetura românica. A forma da cruz latina, com uma nave e transepto, coro, deambulatório e capelas radiantes, provinha do modelo românico. As grandes arcadas das colunas que separam a nave central da nave dos corredores colaterais, o trifório sobre as grandes arcadas e as janelas altas nas paredes que permitiam a entrada de luz na nave também foram adaptadas do modelo românico. O portal com um tímpano cheio de esculturas era outra característica românica comum, assim como o uso do contraforte para sustentar as paredes do lado de fora. Os arquitetos góticos os aprimoraram adicionando o arcobotante, com arcos altos que ligavam os contrafortes às paredes superiores. No interior, a arquitetura românica usava a abóbada de berço com um arco redondo para cobrir a nave e uma abóbada de aresta quando duas abóbadas se encontravam em ângulo reto. Essas abóbadas eram os ancestrais imediatos da abóbada em cruzaria gótica. O primeiro uso das abóbadas em cruzaria góticas para cobrir uma nave foi na catedral românica de Durham (1093-1104).
A Arquitetura Normanda, semelhante ao estilo românico, também influenciou o estilo gótico. Exemplos iniciais são encontrados na Abadia de Lessay, na Normandia, que também apresentava abóbadas em cruzaria na nave semelhantes às abóbadas góticas. A Catedral de Cefalù (1131–1267), na Sicília, construída quando a região estava sob o governo normando, é outro exemplo interessante. Apresentava arcos pontiagudos e grandes abóbadas românicas combinadas com decoração em mosaico ornamental.
A Arquitetura Românica tornou-se um estilo e forma de construção pan-europeus, afetando edifícios em países tão distantes como a Irlanda e a Croácia, a Suécia e a Sicília. A mesma ampla área geográfica foi então afetada pelo desenvolvimento da arquitetura gótica, mas a aceitação do estilo gótico e dos métodos de construção diferia de um lugar para outro, assim como as expressões do gosto gótico. A proximidade de algumas regiões significava que as fronteiras dos países modernos não definiam divisões de estilo. Muitos fatores diferentes, como situações geográficas-geológicas, econômicas, sociais ou políticas, causaram diferenças regionais nas grandes igrejas e catedrais do período românico — que muitas vezes se tornavam ainda mais evidentes no gótico. Por exemplo, estudos sobre estatísticas populacionais revelam disparidades, como a multidão de igrejas, abadias e catedrais no norte da França, enquanto, em regiões mais urbanizadas, atividades de construção de escala semelhante foram reservadas para algumas cidades importantes. Esse exemplo vem de Roberto López, onde a cidade francesa de Amiens pôde financiar seus projetos arquitetônicos, enquanto Colônia não pôde devido à desigualdade econômica dos dois. Essa riqueza, concentrada em ricos mosteiros e famílias nobres, acabaria por espalhar certos banqueiros italianos, catalães e hanseáticos. Isso se alteraria quando as dificuldades econômicas do século XIII não fossem mais sentidas, permitindo que a Normandia, a Toscana, Flandres e o sul da Renânia competissem com a França.

### Influência Islâmica e Armênia

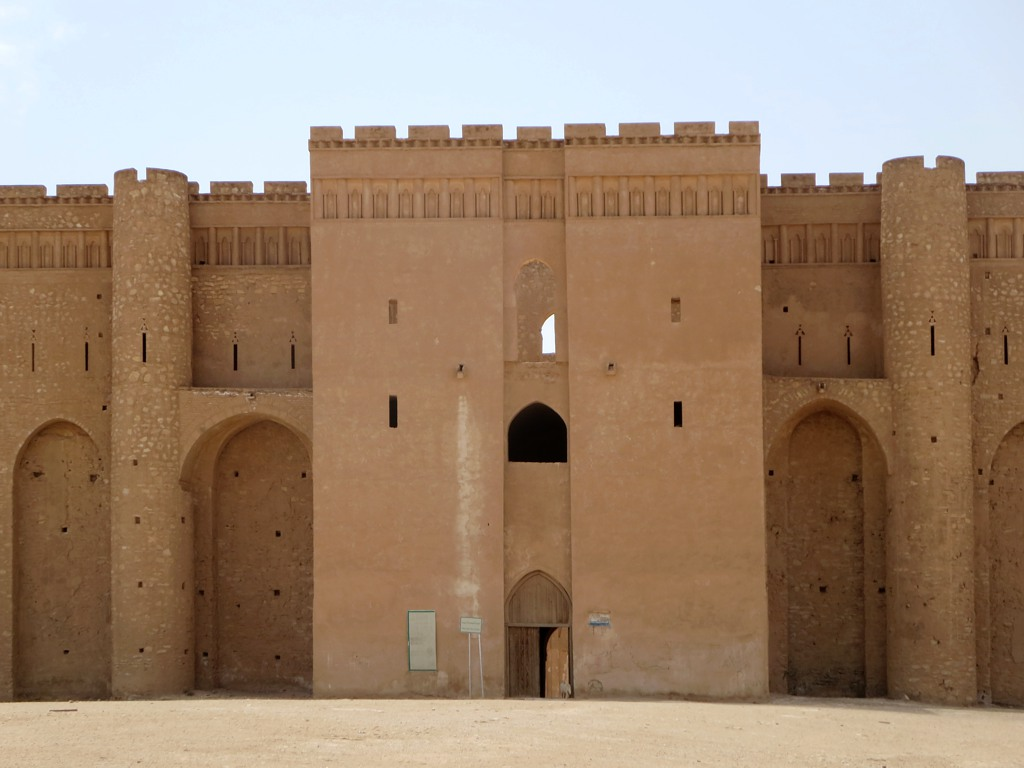
Fortaleza de Al-Ukhaidir (concluída em 775 d.C), no Iraque
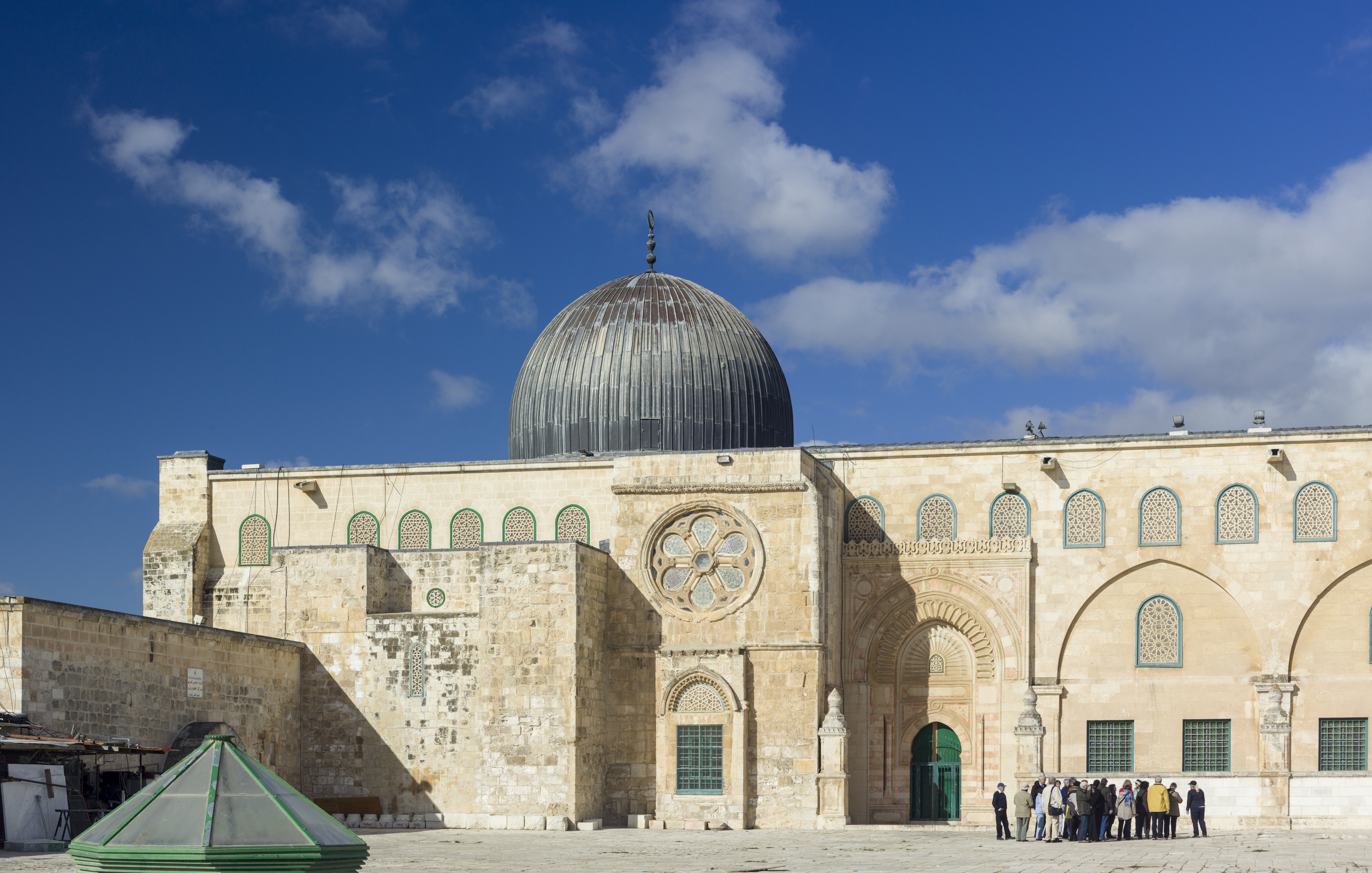
Mesquita de Al-Aqsa, em Jerusalém
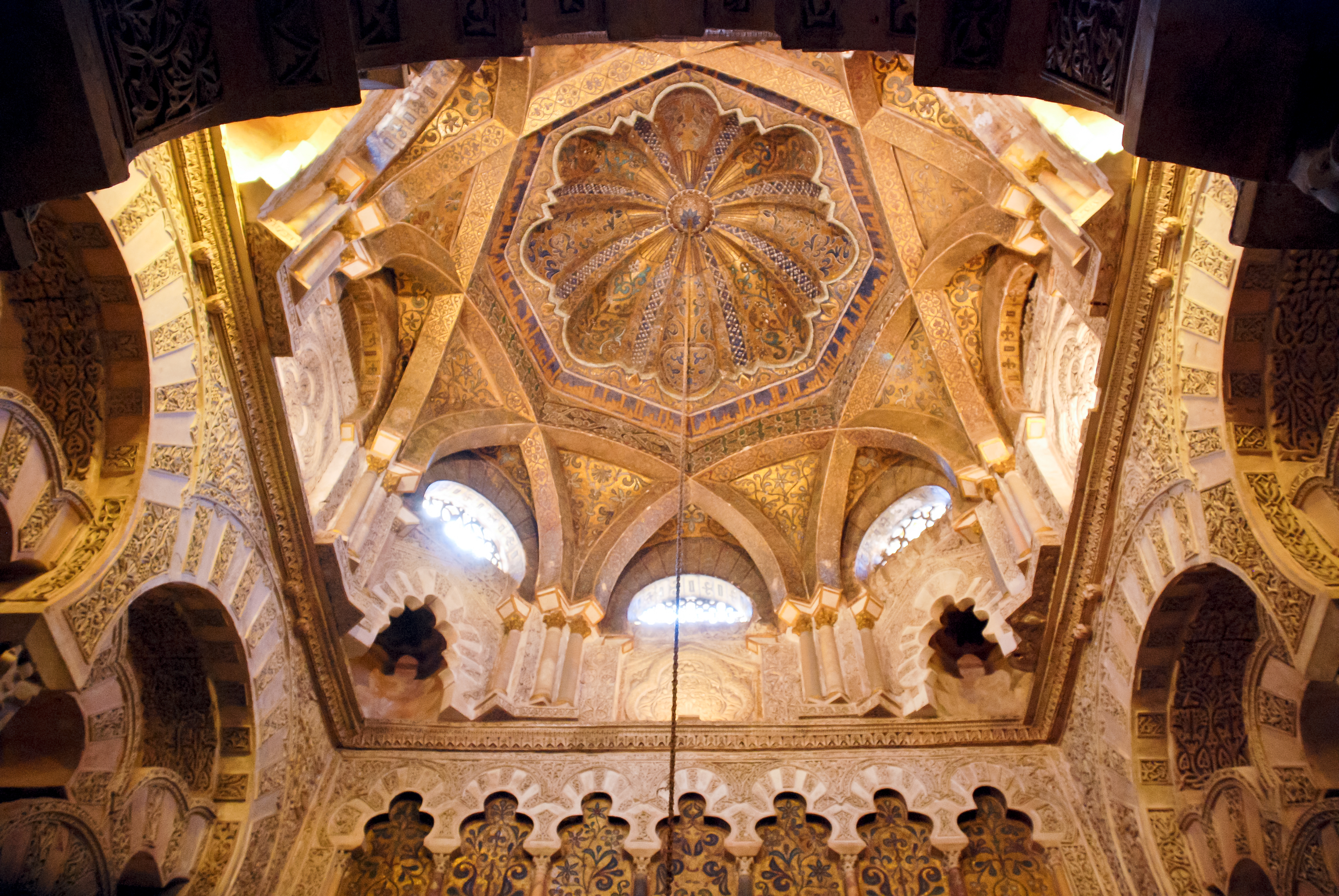
Abóbada central abobadada da Mesquita-Catedral de Córdova, Espanha (784–987 dC). Nervuras decoram os pendículos que sustentam a cúpula.
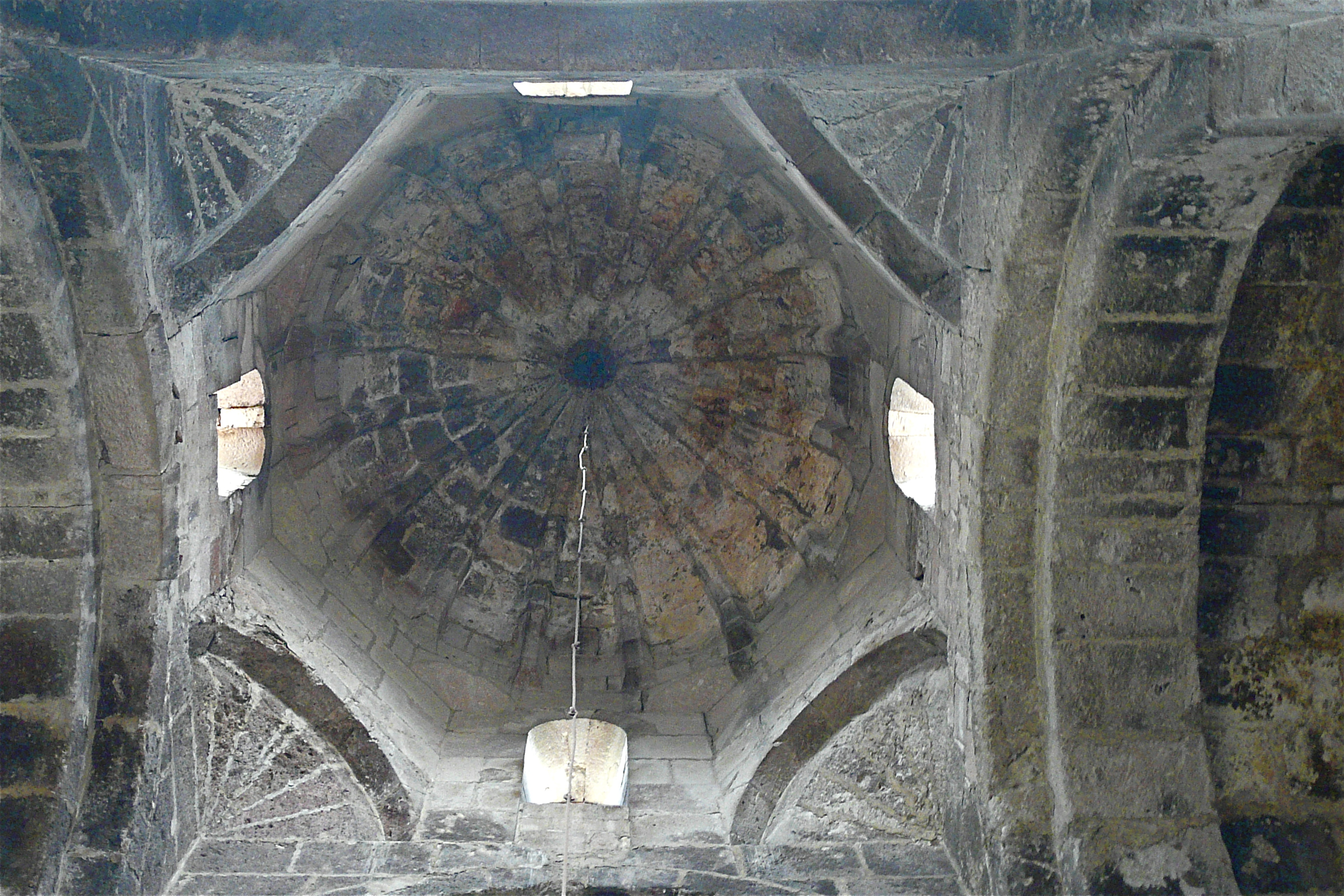
Cúpula da Basílica de Odzun, na Armênia, apoiada trompa de ângulo, uma das primeiras formas de pendículo. (Século VIII)
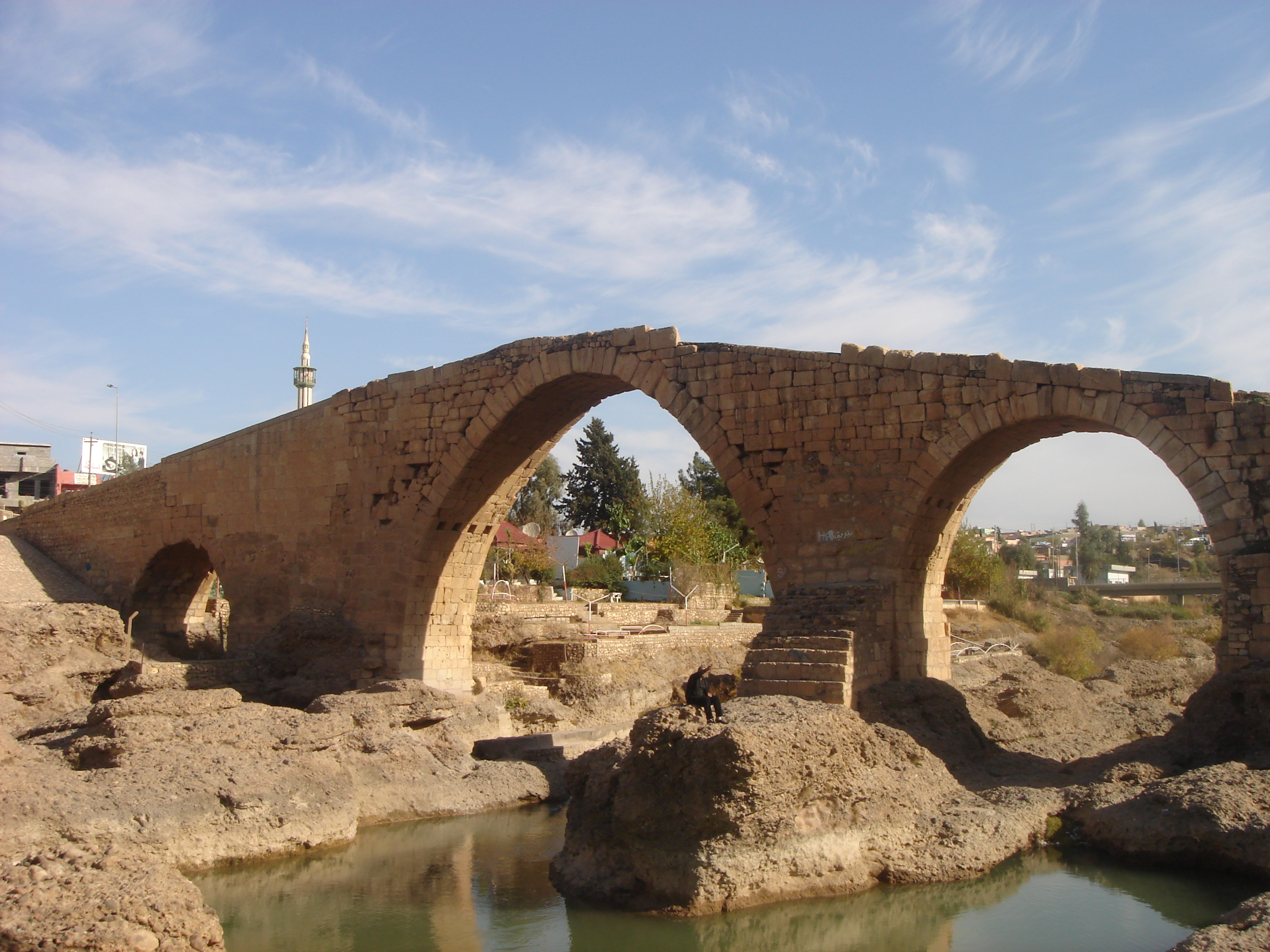
Ponte Delal, Iraque
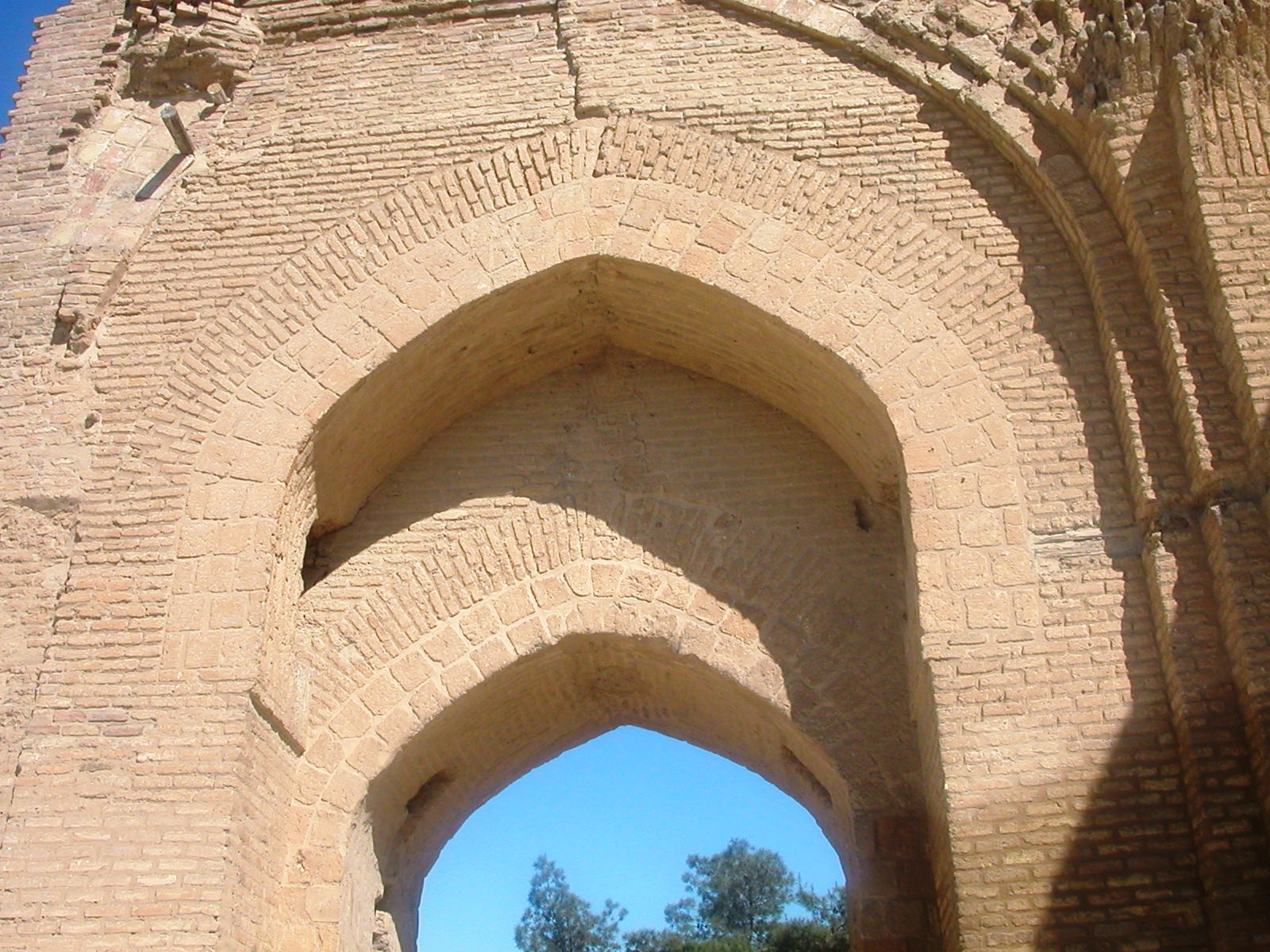
Arcos em Al-Raqqah, Síria
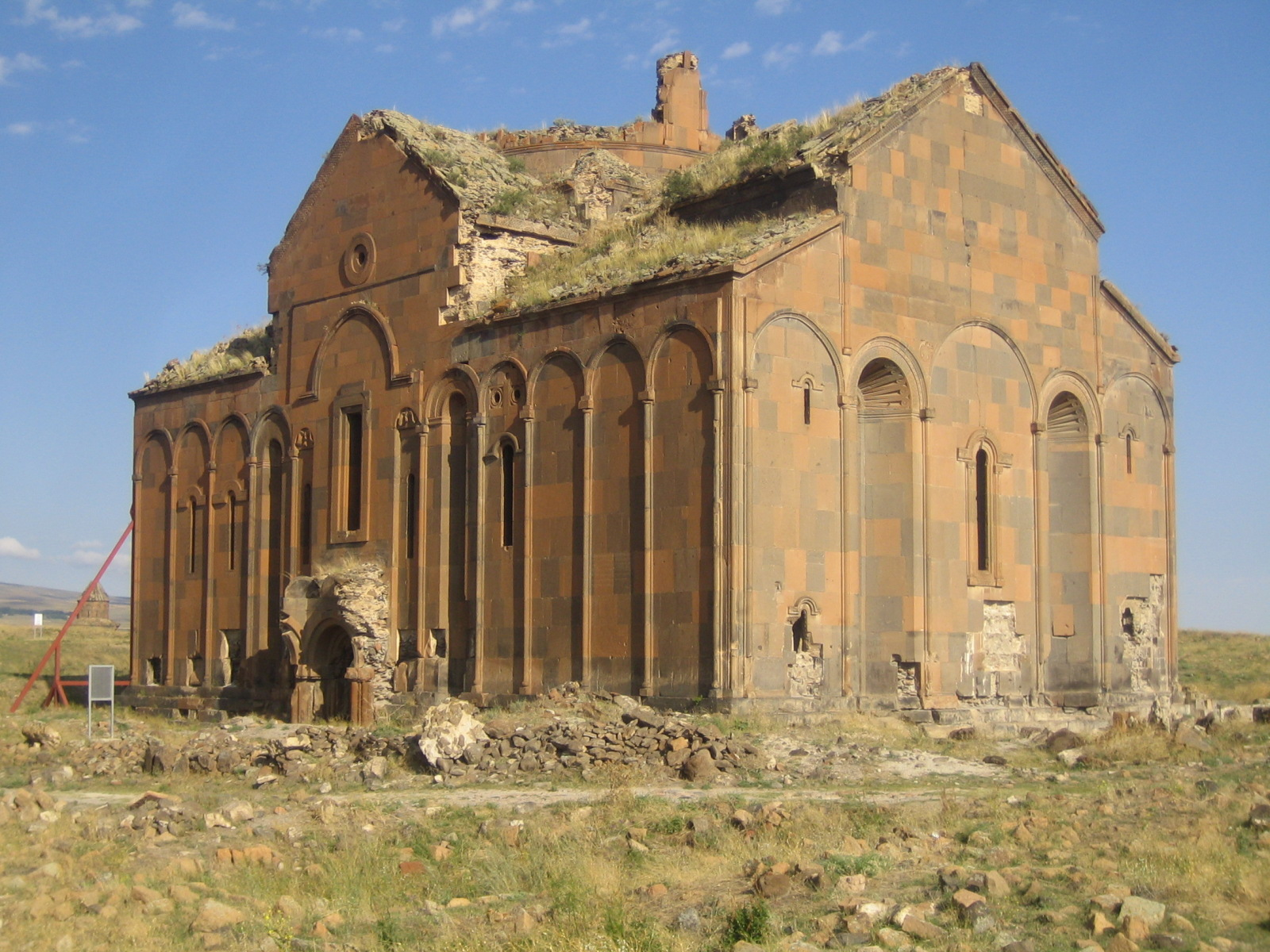
A Catedral armênia de Ani, concluída no início do século XI.

O arco pontiagudo, um dos atributos definidores do gótico, foi apresentado anteriormente na arquitetura islâmica, embora não tivesse as mesmas funções. O precursor do arco pontiagudo apareceu nas arquiteturas Bizantina e Sassânida. Isso foi evidenciado no início da construção eclesiástica na Síria e em estruturas seculares ocasionais, como a Ponte de Caramagara, na arquitetura Sassânida, empregada no palácio e na construção sagrada. Esses arcos pré-islâmicos eram decorativos em vez de estruturais em sua função. O arco pontiagudo como um princípio arquitetônico foi estabelecido claramente pela primeira vez na arquitetura islâmica; como princípio na arquitetura, este arco era totalmente estranho ao mundo pré-islâmico. O uso do arco pontiagudo parece ter decolado dramaticamente na arquitetura islâmica. Começa a aparecer em todo o mundo islâmico em estreita sucessão após sua adoção no final dos Omíadas ou no início do período Abássida. Alguns exemplos são o Palácio Al-Ukhaidir (775 d.C.), a reconstrução abássida da Mesquita de Al-Aqsa em 780 d.C., as Cisternas de Ramlah (789 d.C.), a Grande Mesquita de Samarra (851 d.C.) e a Mesquita de Ibn Tulun (879 d.C.) no Cairo. Também aparece em uma das primeiras reconstruções da Grande Mesquita de Kairouan, na Tunísia, e da Mesquita-Catedral de Córdova, em 987 d.C. O arco pontiagudo já havia sido usado na Síria, mas na mesquita de Ibn Tulun temos um dos primeiros exemplos de seu uso em larga escala, alguns séculos antes de ser explorado no Ocidente pelos arquitetos góticos.
Os contatos militares e culturais com o mundo islâmico medieval — incluindo a conquista normanda da Sicília islâmica em 1090, as Cruzadas (início de 1096) e a presença islâmica na Espanha — podem ter influenciado a adoção do arco pontiagudo pela Europa Medieval. Outra característica da arquitetura gótica, uma espécie de abóbada em cruzaria, também havia aparecido anteriormente na arquitetura islâmica e se espalhou para a Europa Ocidental através da Espanha islâmica e da Sicília. As abóbadas em cruzaria na Espanha eram usadas para apoiar cúpulas e eram decorativas. A cúpula da Mesquita-Catedral de Córdoba era apoiada por pendículos, e não pela abóbada. Estes eram frequentemente usados na arquitetura românica e bizantina, como na cúpula de Hagia Sophia, em Istambul, que também era apoiada por pendículos. A abóbada gótica, entre outras características, como o arcobotante, tem seus antecedentes na arquitetura românica, como na Catedral de Durham, construída entre 1093 e 1096.
Nas partes do Mediterrâneo Ocidental sujeitas a controle ou influência islâmica, surgiram ricas variantes regionais, fundindo tradições românicas (e góticas posteriores) com formas decorativas islâmicas. Exemplos incluem as Catedrais de Monreale e Cefalù, o Alcázar de Sevilha e a Catedral de Teruel.
Vários estudiosos citaram a Catedral Armênia de Ani, concluída em 1001 ou 1010, como uma possível influência sobre o gótico, especialmente devido ao uso de arcos pontiagudos e pilares. No entanto, outros estudiosos como Sirarpie Der Nersessian, rejeitaram essa noção ao argumentar que os arcos pontiagudos não tinham a mesma função de apoiar a abóbada. Lucy Der Manuelian afirma que alguns armênios (historicamente documentados como estando na Europa Ocidental na Idade Média) poderiam ter trazido o conhecimento e a técnica empregados em Ani para o oeste.

### Política
As raízes do estilo gótico residem naquelas cidades que, desde o século XI, desfrutavam de maior prosperidade e crescimento, ao lado de cada vez mais liberdade da autoridade feudal tradicional. No final do século XII, a Europa estava dividida em uma multidão de cidades-estado e reinos. A área que abrange a Alemanha moderna, o sul da Dinamarca, Holanda, Bélgica, Luxemburgo, Suíça, Liechtenstein, Áustria, Eslováquia, Chéquia e grande parte do norte da Itália (excluindo República de Veneza e o Estado Papal) faziam parte nominalmente do Sacro Império Romano-Germânico, mas os governantes locais exerciam considerável autonomia sob o sistema do feudalismo. França, Dinamarca, Lituânia, Polônia, Hungria, Portugal, Escócia, Castela, Aragão, Navarra, Sicília e Chipre eram reinos independentes, assim como o Império Angevino, cujos reis Plantagenetas governaram a Inglaterra e grandes domínios no que se tornaria a França moderna. Noruega ficou sob a influência da Inglaterra, enquanto que os outros países escandinavos e a Polônia foram influenciados pelos contatos comerciais com a Liga Hanseática. Os reis Angevinos trouxeram a tradição gótica da França para o sul da Itália, enquanto os reis de Lusinhão introduziram a arquitetura gótica francesa em Chipre. A arte gótica às vezes é vista como a arte da era do feudalismo, mas também como ligada à mudança na estrutura social medieval, pois o estilo gótico da arquitetura parecia paralelo ao início do declínio do feudalismo. No entanto, a influência da elite feudal estabelecida pode ser vista nos Chateaux dos senhores franceses e nas igrejas patrocinadas pelos senhores feudais.
Em toda a Europa, nessa época, houve um rápido crescimento do comércio e um crescimento associado nas cidades, e esse florescimento viria a predominar na Europa até o final do século XIII. A Alemanha e os Países Baixos possuíam grandes cidades em progresso que cresceram em paz relativa, em comércio e competição entre si ou unidas por bem mútuo, como na Liga Hanseática. Os edifícios cívicos eram de grande importância para essas cidades, pois serviam como sinais de riqueza e orgulho. A Inglaterra e a França continuaram, em grande parte, feudais e produziram uma grande arquitetura doméstica para seus reis, duques e bispos, em vez de grandes prefeituras para seus burgueses. Viollet-le-Duc sustentou que o florescimento do estilo gótico surgiu como resultado das crescentes liberdades nas profissões da construção.
O uso primário do estilo gótico em estruturas religiosas, levando-o naturalmente a uma associação com a Igreja, é considerado uma das formas mais formais e coordenadas da igreja física, considerada como a residência física de Deus na Terra. Segundo Hans Sedlmayr, era "até cnsiderada a imagem temporal do Paraíso, da Nova Jerusalém". O escopo horizontal e vertical da igreja gótica, preenchido com a luz — considerada um símbolo da graça de Deus — admitida na estrutura através das janelas icônicas do estilo, está entre os melhores exemplos da arquitetura cristã. O livro Arquitetura Gótica, de Louis Grodecki, também observa que as peças de vidro de várias cores que compõem essas janelas foram comparadas com "pedras preciosas que incrustam as paredes da Nova Jerusalém" e que "as numerosas torres e pináculos evocam estruturas semelhantes às que aparecem nas visões de São João". Outra ideia, sustentada por Georg Dehio e Erwin Panofsky, é que os desenhos do gótico seguiram o pensamento acadêmico teológico corrente. O show de televisão da PBS NOVA explorou a influência da Bíblia nas dimensões e design de algumas catedrais.

### Materiais
A disponibilidade local de materiais afetou a construção e o estilo. Na França, o calcário estava prontamente disponível em vários graus, sendo o calcário branco extremamente fino de Caen o preferido para a decoração escultórica. A Inglaterra tinha o calcário grosso e o arenito vermelho, além do mármore verde escuro Purbeck, que era frequentemente usado para funções arquitetônicas características. No norte da Alemanha, na Holanda, no norte da Polônia, na Dinamarca e nos Países Bálticos, pedras de construção local não estavam disponíveis, mas havia uma forte tradição de construção em tijolo. O estilo resultante, Brick Gothic (Gótico de tijolos) — também chamado de Gotyk ceglany na Polônia e Backsteingotik na Alemanha e Escandinávia — também estão associados à Liga Hanseática. Na Itália, a pedra era usada para fortificações, então o tijolo era o preferido para outros edifícios. Devido aos extensos e variados depósitos de mármore, muitas construções foram revestidas em mármore ou foram deixadas com fachada não decorada para que isso pudesse ser alcançado em uma data posterior. A disponibilidade de madeira também influenciou o estilo da arquitetura, prevalecendo os edifícios de madeira na Escandinávia. Disponibilidade de métodos de construção do telhado emadeirado refletiram em toda a Europa. Pensa-se que os magníficos telhados de vigas de madeira da Inglaterra foram concebidos como uma resposta direta à falta de madeira temperada longa no final do período medieval, quando as florestas foram dizimadas não apenas pela construção de vastos telhados, mas também pela construção de navios.

#### Gótico Medieval
- Arquitetura da Idade Média
- Arquitetura gótica em Portugal
- Arquitetura gótica na Inglaterra
- Arquitetura gótica na Itália
- Castelo
- Gótico bielorrusso
- Medievalismo
- Renascimento do século XII

#### Arquitetura Gótica
- Arquitetura de catedrais e grandes igrejas
- Estilo arquitetônico
- História da arquitetura
- Neogótico